# 抜きゲーみたいな島に住んでる貧乳はどうすりゃいいですか?
『抜きゲーみたいな島に住んでる貧乳はどうすりゃいいですか？』（ぬきゲーみたいなしまにすんでるわたしはどうすりゃいいですか？）は、2018年7月27日にQruppoより発売されたWindows用18禁恋愛アドベンチャーゲームであり、同ブランドのデビュー作。サブタイトルは「Is the island Utopia or Dystopia?」。略称は『ぬきたし』。
2019年7月26日には続編の『抜きゲーみたいな島に住んでる貧乳はどうすりゃいいですか？2』（ぬきゲーみたいなしまにすんでるわたしはどうすりゃいいですか？2）が発売された。サブタイトルは「Is the prospect Hope or Despair?」。略称は『ぬきたし2』。
本稿では『ぬきたし2』、漫画『ぬきたし -抜きゲーみたいな島に住んでるわたしはどうすりゃいいですか？-』『ぬきたしR』、およびテレビアニメ『ぬきたし THE ANIMATION』についても併せて扱う。

## 概要
企画段階での名は『抜きゲーみたいな島に住んでるブスはどうすりゃいいですか？』（略称は『抜きブス』）で、タイトルの『抜きブス』は企画当初の美岬のことを指していたが、偉い大人たちに「ブスは駄目」と言われたため変更になったという。
『ぬきたし』におけるタイトルの「貧乳（わたし）」は、『抜きブス』から『ぬきたし』になるにあたってヒナミが「タイトルキャラクターの半分を担う」こととなったとされており、ヒナミはヒロイン中最も貧乳であるが、「貧乳（わたし）」とは誰かという問いに対し「特定の誰かではありません」とも公式から説明されている。
2018年8月10日、『ぬきたし』のファンディスクの製作が発表されたが2019年2月2日、シナリオの分量が予想以上に多くなったことから続編として制作することが発表され、2019年7月26日に『抜きゲーみたいな島に住んでる貧乳はどうすりゃいいですか？2』が発売された。『ぬきたし2』では前作で各ルートのサブヒロインという位置づけだったSSビッグスリーをメインヒロインに据えたシナリオ「Senzuripoint: Paccoman」に加え、前作各ヒロインルートのその後が描かれるアフターシナリオ、さらに麻沙音ミニシナリオが収録されている。
2020年8月14日に『ぬきたし2』のアペンドデータである『スス子ルートアペンド』がboothで発売された。
2020年12月25日から『まんが王国』（ビーグリー）にてコミカライズ『ぬきたし -抜きゲーみたいな島に住んでるわたしはどうすりゃいいですか？-』が連載され、2021年11月19日より『ウルトラジャンプ』（集英社）でも連載された。ウルトラジャンプ連載を記念して、同日より美岬ルートが全編プレイ可能な『ぬきたし（無印）体験版メルクオリアver』が公開された。
2021年12月24日に『ぬきたし2』のアペンドデータである『ヒナミアペンド』が無料公開された。
2022年1月28日にQruppoより『ぬきたし』の世界線を引き継いだ新作である『ヘンタイ・プリズン』が発売された。
2023年6月24日に英語、中国語に対応した海外版の『抜きゲーみたいな島に住んでる貧乳はどうすりゃいいですか？』である『Nukitashi』がSteamで発売された。
2024年1月28日にアニメ化が発表された。
2024年2月16日に英語、中国語に対応した海外版の『抜きゲーみたいな島に住んでる貧乳はどうすりゃいいですか？2』である『Nukitashi 2』がSteamで発売された。
2024年6月28日にリマスター版となる『抜きゲーみたいな島に住んでる貧乳はどうすりゃいいですか？ 1+2 Remaster パック』（パッケージ版、ダウンロード版）が発売された。リマスター版の体験版でも『ぬきたし』の美岬ルートが全編プレイ可能となっている。
2025年1月31日に『抜きゲーみたいな島に住んでる貧乳はどうすりゃいいですか？ 1+2 Remaster 通常版』（ダウンロード版、Android版）が発売され、2025年2月28日に『抜きゲーみたいな島に住んでる貧乳はどうすりゃいいですか？ Remaster』と『抜きゲーみたいな島に住んでる貧乳はどうすりゃいいですか？ 2 Remaster』(パッケージ版、ダウンロード版、DMMGAMEPLAYER版、Android版)が発売された。Remaster通常版の発売に伴い、2024年12月19日より『抜きゲーみたいな島に住んでる貧乳はどうすりゃいいですか？ 1+2 Remaster パック』のパッケージ版は取り扱いが終了となり、ダウンロード版は2025年2月3日に販売を終了した。また、2024年12月19日よりオリジナル版の『抜きゲーみたいな島に住んでる貧乳はどうすりゃいいですか？』および『抜きゲーみたいな島に住んでる貧乳はどうすりゃいいですか？2』のパッケージ版は廃盤となり、ダウンロード版は2025年1月30日に販売を終了した。
なお、本ゲームのファンやプレイヤーは、未プレイヤーを指す「マダハメイト」に対して「生ハメイト」と呼ばれる。また、『ぬきたし』に関するファンアートは「かきたし」と呼ばれている。

## ストーリー

### 抜きゲーみたいな島に住んでる貧乳はどうすりゃいいですか？

#### 共通ルート
ドスケベ条例によって島中どこでもドスケベセックスが許可・推奨されている常夏の島・青藍島。5月、両親を亡くし、島の水乃月学園に東京から転校してきた主人公・橘淳之介は「誇り高き童貞」であり処女厨であった。セックス――性産的行為をしないことは条例違反で犯罪行為に等しいこの島で、それでも愛のないセックスを拒む淳之介は、同性が好きで兄以外の異性を受け入れられない妹・橘麻沙音と共に、学内では生徒会や風紀委員会らSS、学外では公益社団法人SHOによる非性産者の取り締まりから密かに逃れながら日々を過ごすことを余儀なくされてしまう。
転校して数日。家事が苦手な橘兄妹が家事代行サービスを依頼すると、学園で有名なビッチであるギャル・片桐奈々瀬がバイトとしてやって来る。ドスケベなことを警戒する淳之介だったが、意外なことに奈々瀬は家事代行としてただ優秀で、条例違反の淳之介のことを黙ってくれていた。
転校して約2週間後。淳之介は、奈々瀬が男子生徒にセックスを強引に迫られる現場を目撃する。奈々瀬の顔は恐怖に歪んでおり、淳之介は咄嗟に奈々瀬を助け出す。実は奈々瀬はビッチだと勘違いされていただけで、普段から周囲と話を上手く合わせながら密かにセックスから逃げていた人物であったのだ。性産的行為の妨害によりSSから追われる淳之介と奈々瀬だったが、偶然にも学園の地下部分に最新設備の揃った秘密基地を発見。基地のモニター越しに“謎の老人”が、淳之介らにSSやSHOと対抗できる設備と資金を提供する代わりに琴寄文乃という少女を見つけ出し保護するよう告げる。その少女こそがドスケベ条例を崩壊させる鍵となるという。淳之介は貞操を守り抜きながら件の少女を探し出し、「ドスケベ条例をぶっ壊す」決意を胸に反旗を翻す。
7月。淳之介、奈々瀬、麻沙音は、愛のないセックスを拒否する反交尾勢力の秘密結社NLNSとして活動し、アダルトグッズに模したアイテム・T-A-Eを駆使するなどして正体を知られることなくSSやSHOの目を日々かいくぐっていた。活動の中でNLNSは、ロリだと思われてセックスの相手にもされない先輩・渡会ヒナミ、自分の体型を晒すことに抵抗のある少女・畔美岬を、セックスをする性触者の魔の手から助け出し、ヒナミと美岬が志を同じくする仲間としてNLNSに加わる。
そんな中、生徒会がよりセックスを推奨する“撃墜王”イベントを開催。イベント最終日の放課後。性触者とSSで混雑した学園内でNLNSはSSに追われるが、不意に現れた淡色の髪の少女が遥か遠くの山中からSSを狙撃。NLNSを窮地から救い出す。その後、NLNSの仲間たちを逃がす為に淳之介は1人で囮となるが、SS一番隊隊長・女部田郁子によって追い詰められてしまい、滅多なことでは勃起しないインポである淳之介が郁子のテクニックで勃起させられセックスをさせられてしまう。しかし淳之介は勃起すると巨大になるイチモツを持ち、それを用いて快感で郁子を失神させ、その場を辛うじて脱する。
淳之介がドスケベセックスをしたくない、一番の理由――それは過去にこの島に住んでいた頃があり、様々なことがあったことに起因して、この巨大なイチモツを見られることがコンプレックスとなっていたためであった。

#### 奈々瀬ルート
ある日、セックスの授業で学園内がドスケベを行う学生でごった返す中、淳之介は掃除用具入れのロッカーの中でやり過ごそうとする。しかしSS代表兼生徒会長・冷泉院桐香が唐突にロッカーを開け、淳之介が見つかってしまう。すると「実は、私もサボりなんです」と桐香は語る。その言葉が本当なのか、深い意図があるのか、彼女の笑顔から察することができない淳之介。桐香はさらに、生徒会室での2人きりでのサボりを提案。淳之介は敵情視察をすべくそれに乗る。2人きりの会話の中で、淳之介の思考を先取りするように話す桐香の得体の知れなさに、もの恐ろしさを感じる淳之介だったが、セックスというものについてどう考えているのかを桐香に尋ねてみると、桐香はセックスはコミュニケーションの手段――言葉を交わせば相手を知ることができるように、セックスをすれば相手を理解できるとし、そして相手を知悉していれば、誤解なく理解し合うことができる――それはとても大切なことと語る。チャイムが鳴り、淳之介が生徒会室を去る際に桐香は「あなたのこともよく理解したい」と呟いた。
“文乃”を探すため、現在島にいる人間すべての情報があるSHO本社ビルのサーバールームに淳之介と奈々瀬の2人が潜入しデータを手に入れたものの、文乃の情報は無かった。このままでは情報が少なすぎると、NLNSがスポンサーの老人に文乃という少女の詳細を尋ねてみると、老人は文乃の年齢を明かす。それは学園のB等部3年生にあたる年齢であった。その放課後。学園内の配置が変わっていたSSを回避すべく淳之介は奈々瀬を先行させる作戦を取るが、奈々瀬がSSに見つかってしまう。淳之介は奈々瀬を助けに行き、奈々瀬含めたNLNSを離脱させるが、自身はSS隊員の姉妹・花丸蘭と花丸凛に身柄を押さえられ、武装解除――3Pセックスをさせられる。自身のイチモツの力を使えば、逃げるチャンスが生まれるかもしれないと考える淳之介。しかし片方を失神させれば、もう片方に警戒させられてしまうため、新開発していた“ファーストオーガズムアシスト・プロトコル”で淳之介は姉妹を同時に絶頂させて気を失わせ、その場を脱す。
翌日。橘家に家事代行サービスにやってきた奈々瀬に、淳之介は昨日の作戦で危険に晒してしまったことを謝る。奈々瀬は淳之介を責めることなく、チームを活かすために当然のことだったと返す。一方、皆を逃がした後淳之介がどうやってSSを突破したのか疑問に思った奈々瀬に対し、“誇り高き童貞”である淳之介は真相を明かせずに誤魔化した。そして孤独であろう少女の文乃を救う決意を新たにする2人。会話の中で淳之介は自身の深い部分まで、妹以外の人物では唯一、本来であれば苦手であるギャルビッチの奈々瀬だけが理解してくれていることに気付く。自身のことをちゃんと分かってくれる仲間を持てたことが、この胸の高鳴りの理由なのだろうかと淳之介はふと思ったのであった。
前々からビッチではないと奈々瀬から明かされていた淳之介だったが、相変わらず奈々瀬に対し「ギャル」「ビッチ」「非処女」と淳之介は軽口を叩く。キスなどの粘膜接触があっただけで“非処女”と定義するほど処女厨の淳之介は、非処女のことなど気にかける必要などないと言い張る。しかしならば何故、自身のことを気にかけてくれるのかと奈々瀬に問われる。淳之介はこれまで家事代行からの奈々瀬の帰り道を当たり前のように送り、“優等生ビッチ”として言い逃れして窮地でも1人で対処できそうな奈々瀬を何度も助け出していた。淳之介は自分でもよく分かっていなかった。ただ、身体が勝手に動いていた。非処女であろうとも大切な古参メンバーだから、同志を失いたくないと思ったのだと淳之介に答えられた奈々瀬の頬は微かに赤く染まっていた。
一方、NLNSは文乃探しの成果を中々出せなかった。そんな中、スポンサーの老人が文乃を発見したと伝える。しかし文乃の身柄はSHOではない第三勢力に捕縛されたのだという。NLNSは文乃の奪取のために、文乃が捕らえられているという山の頂上にある屋敷へ向かう。屋敷内にいた第三勢力――ヤクザの目をかいくぐってNLNSは淡色の髪の少女・琴寄文乃を発見し、共に脱出を図るが、同時にやって来たSSによりヤクザが制圧され屋敷が包囲されてしまう。その後淳之介と奈々瀬が囮となり他のメンバーと文乃を逃がすことに成功し、淳之介と奈々瀬も包囲網を抜けるが、2人の前に桐香がふらりと現れる。桐香は、淳之介の正体に気付いているようであった。桐香からの攻撃により2人は戦闘不能になり、桐香は束縛された淳之介にセックスによるコミュニケーションを仕掛ける。しかし淳之介は誰にも見せたくもなく、使いたくもなかったイチモツを用いて桐香を失神させ、淳之介は倒れた奈々瀬を連れなんとか脱する。
かくして、NLNSは文乃を確保し秘密基地で保護。文乃は助けてくれたNLNSに感謝する。一方でそれから数日、淳之介についてSSは何も知らされていないかのように淳之介を特別マークすることもなく、淳之介は変化のない日常を送っていた。そんな中、桐香が以前と同じように淳之介を見つけ生徒会室へと誘う。既に桐香に自身の存在をすべて把握されている淳之介に拒否権などなかった。何故自分のことを取り締まろうとしないのかと淳之介は桐香に問うと、桐香は淳之介にとても興味があると言い、セックスを嫌い、ドスケベ条例を憎み、戦う道を選んだ淳之介には世界のことが、倒すべき敵のことがどう見えているのか――淳之介のすべてを知ってしまいたいのだと、桐香は淳之介への執着を明らかにする。淳之介には桐香という存在が理解できなかった。
その後、NLNSに連絡してきたスポンサーの老人がモニター越しに文乃の姿を認めると、老人は上機嫌になり、自身が文乃の母方の祖父であることを明かす。老人の青藍島打倒計画においてSHOやヤクザが文乃を人質にする可能性があったため、老人は計画を動かせなかったのだといい、老人が孫を引き取って保護した後、条例は終止符を打たれるのだという。淳之介は、文乃が条例を潰す鍵であろうと、ヤクザやSHOに狙われる身分であろうと、文乃の扱い次第では老人に引き渡すわけにはいかないと考えていたが、文乃の身を案じていた血縁の祖父であれば安心して引き渡せると考える。しかし島外に引き渡すために船で通過する必要がある“海門”を監視・管理するSHO本社ビルを突破することは至難の業だった。だが老人によると5日後にSHOはヤクザの一斉検挙に踏み切るとのことで、その手薄となった隙にSHO本社ビルに乗り込めば海門を開けられ、文乃を無事に渡すことができるとNLNSは考えつく。
翌日。学園内で桐香と再び相対した淳之介は、ドスケベ条例を破壊することを堂々と宣言する。しかし桐香は、自身が本当はSSにもSHOにも興味がなく、部下は皆可愛いとしつつも既得権益に関心がなく、ドスケベ条例がどうなっても構わないと、淳之介の予想外の返答をする。この地位にいるのも、もらった役割をただ受動的にこなしているに過ぎず、何かを欲しいと思ったことも、惜しいと感じたこともこれまで一度としてなかったという。しかし、この島でセックスが推奨されていることは大変気に入っているといい、自分はセックスをすれば1つの会話をするより様々なことを共有することができるのだという。そして、桐香が既に淳之介の何かを――探られたくないものがあるのを知っているかのような言動をすることに淳之介は動揺する。会話の最後に桐香は、SSもそろそろ本気で動くと予告した。その後、桐香は全校集会で数日にわたるガチハメビッチ総選挙イベントの開催を発表。これによりSSや性触者のみならず、学園の周りに町人や旅行者が集結するなど、NLNSが逃げるのが困難になってしまう。しかもその最も盛り上がるイベント最終日にNLNSは文乃を秘密基地から橘家に移送し、その翌日に文乃を島外に送らなければならないのだ。
淳之介は橘家で奈々瀬と共に作戦を考え、その日は奈々瀬が橘家に寝泊りする。化粧っ気のほとんどない彼女の姿は変わらず美しく、彼女がギャルであることを淳之介に忘れさせるほどだった。彼女は本当に非処女なのだろうか――奈々瀬は弁解をせず、他人の誤解を解こうとはしない性格をしている――非処女というのは自身のイメージや決めつけだったのかもしれないと考える淳之介だったが、洗面所で着替え途中の全裸の奈々瀬がいることに気付かずに誤って目撃してしまう。悪気はなかったと弁明する淳之介だが、慌てて「お前のような非処女の裸を見たところで、何かを感じるわけがない」と言い放ってしまい、奈々瀬は涙を見せる。暴言を吐いてしまったことを淳之介は後悔するが、そのことを謝る機を逃す。
イベント中のある日、淳之介は桐香に生徒会室にまたも誘われる。どんなことがあっても分かり合えない倒すべき仇敵である桐香を前に、セックスに否定的な考えを示す淳之介だったが、桐香からどうしてそんなに“非処女”を憎むのかといったことを問われた淳之介は上手く反駁できず、黙りこくってしまう。そこで桐香は、今からエッチなことを桐香が淳之介にして、淳之介が射精させてほしくなったら淳之介の負けとなり「非処女を嫌う本当の理由」を桐香に教えること、射精させてほしいと思わなかったら淳之介の勝ちとなりイベント期間中に文乃を含めた淳之介たちの安全をSSが保証する、という条件の勝負を仕掛ける。勝てれば仲間たちの安全を絶対に保証できる――淳之介は勝負に乗るが、桐香のフェラチオに敗北。秘密にしていた「非処女を嫌う本当の理由」を淳之介は語り始める。
幼い頃、青藍島に越してきた淳之介は、自身のイチモツが大きいことをきっかけに周囲の子供からイジメられるようになった。生きることにさえ絶望しかけるが、誰もいない森の中でとある少女と出会い、少女からイチモツについて気にしちゃダメ、それは個性だと励まされ、放課後はその少女とふたりきりで過ごす仲間となる。同級生だったその少女も処女であるという理由で学校でイジメられており、「この子が処女を卒業すればイジメられることはなくなり辛い思いをしなくて済む」「島のやつらに処女を奪われてしまうくらいなら」「彼女がいなくなり自分がまたひとりぼっちになってしまうことは耐えられない」と少女を助けてあげたいと考えた淳之介は少女にセックスを迫り押し倒してキスをするが、少女は淳之介を咄嗟に拒絶し突き飛ばされ、淳之介は正気に戻って自身の過ちに気付き逃げ出す。その後少女は転校し、それっきり会うことはなかった。性行為には至らなかったが少女を傷つけるような真似をした自身の愚かさを痛感する中、淳之介はある大人の女性に出会う。その女性は淳之介の過ちを認めた上で許容し肯定してくれて淳之介はただ嬉しかったが、その女性はとある理由で島の人間に迫害され死去。そして淳之介は性に奔放な人間、同調圧力でセックスが当然だと思っている人々、自身の恩人たちを傷つけた“非処女”を憎み、嫌うようになったのだった。
しかし話を聞いた桐香は、淳之介は非処女が嫌いなわけではなく、ただ条例を盾に同調圧力を用いて少女を傷つけた――そうするように仕向けたすべての存在を嫌っているのだと指摘する。そうなのかもしれない――自分の好きな人間を傷つけた島の人間を恨んでいた――だからこそ、その象徴となる“非処女”を嫌っているに過ぎないのだと気付いた淳之介。そしてそんな連中と同じように昔の自分は同調圧力に負け、ただ利己的な正義で少女の処女を奪おうとしてしまった――淳之介は自分のことも嫌いなのだと思い至る。自分の罪を認められなかったからこそ、NLNSを立ち上げてまで自分ではない、倒すべき巨悪が存在すると認定して戦う道を選んだのだろう――ただ、島の人間たちに復讐したかっただけなのかもしれないと気付く淳之介。しかし桐香が、それは悪いことなのかと言い出し淳之介は驚く。続けて桐香は、淳之介の主張は正当だと――島の人間たちに恩人を傷つけられた淳之介が、それに対して正当な復讐を遂行することを誰が責められるというのかと――淳之介が自身の欠点と認識したそのイチモツにはそのための力があり、今回の総選挙イベントで島の人間すべてに復讐ができると、笑顔で囁く。淳之介がイチモツを奮えば、皆がよがり狂い誰もが淳之介に従うと桐香は言うのだ。淳之介はたしかに、これまでそのイチモツで相手に嬌声を上げさせ窮地を脱し、悉くを打ち破ってきた。しかし仕方なく、巻き込まれる形であり自身にとって負の象徴のこの“力”を使いたくないのだと淳之介は語る。だが、島の人間を恨んだ過去の自分にも非はあったと、見当違いの復讐をしているだけなのかもしれないと自身を責めている淳之介のことが桐香は愛おしいと口にし、それを皆に分かってほしいという。そして、女は巨大な男根に喘ぎ鳴くことで、男は自分を遥かに超える肉棒に瞠目することで、誰もが淳之介を褒めそやし正しく認識すると桐香は語った。何故桐香は、そこまで淳之介のことを周囲に理解させようとするのか――。桐香は生まれてはじめて、どうしても欲しいと思ったのが淳之介であり、自分がこれほどまでに欲したものを、周囲に誤解なく理解してほしいのだと、だからこそ淳之介の復讐の手助けをしたいのだと――そしてその代わりに桐香は、桐香のことを淳之介の一番にしてほしいと言う。淳之介は二の句が継げなかった。
それから数日。淳之介は桐香の言葉を思い返す。淳之介は桐香の言うことが間違っていると直感的に感じていたが、うまく言葉にできず反駁できなかった。淳之介は自分たちにいつも寄り添ってくれる奈々瀬に――ギャルビッチを装い、性行為から逃げ回っている、その評価や羨望も本当は正しくない彼女に「みんなに、本当の自分を理解されたいと思うか？」と問う。奈々瀬は「本当の自分を、すべての人に理解してほしい……そう思わないことは、当然なんじゃない？」「自分の深い部分を……本当の部分を知っていてほしいのは、心の底から愛した人だけがいいなんて思うのは――そう思うのは、傲慢なことなのかしら……心も、身体も」と事もなさげに言い、淳之介はその言葉に納得する。その点を桐香は理解していなかったからこそ、淳之介はこれほどまでに反発の感情を覚えたのだ。
総選挙イベント最終日の放課後。NLNSは学園の秘密基地から橘家へ文乃の移送を開始。学園の生徒やSSをなんとか突破していくが、淳之介と奈々瀬はSS一番隊隊長・女部田郁子らによって追い詰められてしまい、淳之介は郁子にS級精力剤を飲まされる。イチモツのように反り返っていく意識の中で、淳之介は奈々瀬を虐げるSSに対し、イチモツの力を使って自分のすべてを分からせようとするが、使ってはダメ、これ以上自分を嫌いになってはダメと奈々瀬は呟く。他人に理解されたくないことはあって当然なのだから、自分の嫌いなところまで人に知られて傷つく必要はどこにもない――その声を聞いた淳之介は郁子を跳ね除け、その間に行われた文乃の狙撃の援護もありSSを撃破。倒れそうになる淳之介を受け止めて涙を流す奈々瀬。その泣き顔を見た淳之介は、奈々瀬にだけは自分のことをちゃんと理解してほしいのだと気付き、今まで非処女だビッチだとバカにしてきたことを奈々瀬に謝り、奈々瀬のことが好きなのだと告白。すると奈々瀬は、自分の“初めて”の相手は淳之介であると明かし、淳之介は呆気にとられる。
奈々瀬は幼い頃、自身と同じくイジメられていた淳之介と出会い彼を励まし、奈々瀬にとって淳之介は初恋の男の子となるが、ある時淳之介が奈々瀬にセックスを迫り押し倒してキスをする。それは“処女”と周囲から揶揄されイジメられている奈々瀬がイジメられぬようにと淳之介が行ったことであると奈々瀬は十分に理解できたが、大好きな男の子が知らない誰かに変わってしまったように感じて泣き、咄嗟に拒絶してしまう。淳之介は走り去り、その夜奈々瀬は親の都合で本島で暮らすことになったと告げられ、翌日には船に乗り、もう一度淳之介に会うことは叶わず、奈々瀬は淳之介を受け入れられず彼の心を酷く傷つけてしまい、黙って島を去ってしまうことをただ後悔した。その後、再び青藍島に転校した時にはすぐに溶け込み、その約2年後に淳之介も再び青藍島にやってくる。淳之介は奈々瀬とかつて過ごしていたことに気付かなかった。かつて怖い目にあわされた淳之介をどこか恨む気持ちがあった奈々瀬だったが後悔は拭えず、淳之介に話してみると、非処女が気持ち悪いと価値観を捻じ曲げ、生粋の処女厨になってしまうほどに彼も当時のことを後悔しており、淳之介にとってかつての奈々瀬の存在は自らの罪の象徴となっていたため、奈々瀬は淳之介を傷つけないために自分の正体を明かさずに彼を再び支えて助け、彼の理解者になると決意していたのだった。そしてある時聞いた、淳之介にとっての“非処女”の基準――キスをすれば非処女、というのであれば自分はたしかに非処女であったと奈々瀬は納得していたのだ。
真実を告げられた淳之介は、初恋の相手に改めて謝罪。今なら淳之介のすべてを受け入れられると奈々瀬は語り、2人はあの時の続きとなるセックスをする。
翌日。桐香からの誘惑に乗れば淳之介の新たな可能性を切り開いて、この条例の元で大きな何かを手に入れられたかもしれないのに、それをしなかったこと――文乃から、それでよかったのかと淳之介は問われるが、淳之介は勿論と返す。恩人を殺した島の人間たちをおそらく生涯許さない――最初は復讐のためだった。だが今は違った。ドスケベセックスを嫌う同志たちをなんとしても助けたかった。仲間たち、そして自分のために条例を潰す――もう淳之介に迷いはなかった。その夜、SHOはヤクザの掃討作戦を開始。NLNSは手薄となったSHO本社ビルに攻め込む。新たに開発したシステムHT-V-TECを用い、淳之介はSHOガードマンを突破し最上階のコントロールルームに到達。海門を開けようとするがそこには桐香が待ち構えており、淳之介と桐香は交戦。淳之介は、普通の人間には隠しておきたい部分というものが必ず存在し、内に秘めていることこそが大切で守らなければならないことであると、誰にでも自分を理解してほしいというのは生まれたての赤ん坊が言うことなのだと――桐香のことをただの寂しがり屋の子供だと語る。そして、自分たちは誰にも知ってほしくない部分を持ち、それを本当に大切な人だけに知ってもらうために生きているのだと淳之介は叫んだ。やがて淳之介は桐香を打ち倒して海門を開き、NLNSは老人の使いの船に文乃を引き渡す。これから先、何があったとしても自分は大丈夫と文乃は小さく笑ってNLNSの皆に別れを告げ、島を去って行った。
数日後。ドスケベ条例は事実上瓦解し、SHOやSSも消失する。ドスケベ条例の仕掛け人であり県知事の仁浦俊明の隠し子スキャンダルが明るみになり、さらに島での児童買春や暴力団との繋がりなど暗い噂を島規制派の大物政治家が責任追及し、世間の非難の的となり仁浦が撤退を余儀なくされたためだった。決定的な証拠となった仁浦の隠し子――文乃は青藍島最大の被害者として大衆の目に晒され、やがて少女は忽然と姿を消す。別れ際の文乃の笑顔は、既にほとんどのことを察していたのかもしれない――しかし心配しないでほしいと言った文乃の無事を、淳之介たちは信じることにした。夏休みの登校日の放課後。淳之介は奈々瀬と初めて出会った森の中で奈々瀬と共に過ごす。奈々瀬は相変わらずビッチとして周囲に誤解されていたがその誤解は解かずにいた。本当のことは、淳之介だけに理解してもらっていれば良いと奈々瀬は語る。淳之介も、唯一理解してくれる彼女さえいればそれで良かった。問題はまだ残っている――それでも淳之介と奈々瀬は互いがいればなんだってできると、そう感じていたのだった。

#### ヒナミルート
放課後。その日はビーチでの“大感射精祭”イベントにSS含む生徒たちが皆行ったことで、学園内が空いてNLNSの面々は久々にSSからの逃走をせずに帰れそうであった。しかしSSである風紀委員長・糺川礼に呼び止められてしまい、ちゃんとセックスをしているか怪しまれかけるが、奈々瀬の機転で疑惑は晴れる。その中で淳之介は、性格も体格も見るからに正反対な礼とヒナミが同級生で仲の良い古馴染であることを知る。普段セックスをしていないかのような言動をうっかりしてしまうヒナミであったが、何故か礼は特に気にしていない様子であった。
スポンサーの老人からの情報により“文乃”が学園のB等部3年生であろうと予想したNLNSは、B等部にヒナミを潜入させて文乃を捜索するが文乃を知る生徒はおらず、ヒナミが条例対象年齢未満のロリではないと気づいたB等部生徒にセックスに誘われる危機に陥ってしまい、淳之介がヒナミを助けに行くが、今度はヒナミをロリと勘違いしたSS隊員により淳之介がロリコンとして追われてしまう。何とか逃げ切った淳之介とヒナミは帰り道、迷子になっている条例対象年齢未満の少女・ユキを見つける。淳之介とヒナミがユキの母親を探す中、淳之介がふと目を離した隙に突如暴漢がヒナミとユキを襲うが、淳之介が撃退し被害は防がれる。子供に手を出すのは青藍島でも堅く禁じられている――何故こんなことをしたのか淳之介に問われた暴漢は「実はこの島で小さい子とヤれると聞いた」のだと白状する。その後ユキの母親が見つかり、淳之介とヒナミは暴漢の処理をSHOに任せる。SSにロリコンと即断されて追われた出来事を思い返した淳之介は、SS内部では既に子供に対する性犯罪が問題視されているのではないか――青藍島でなにかが起きているのではないかと考える。
島の治安が悪化している状況を見過ごせない――ふと、淳之介はスパイとしてSSの内部に潜り込めば、治安問題の情報やSSの動きも分かり、文乃に繋がる手掛かりも掴めるかもしれないと考え、SS入隊試験を受けに行く。SSに入る以上セックスは避けられないが、対抗策として淳之介は自身がインポであることを明かして、セックスができないとしつつ何とかSSに入ろうとする。そのような人物をSSに入れることはできないと礼が突っぱねるが、SS代表兼生徒会長・冷泉院桐香の計らいで媚薬で勃起した淳之介は入隊試験をなんとか突破。そしてセックスのできない“インポ枠”の訓練生として採用される。そんな中で淳之介の力になりたがっていたヒナミは、これから訓練で多忙になるため明日から橘家で麻沙音の面倒を見て欲しいと淳之介に頼まれ、これを快諾。応援している、つらかったらいつでも言ってねとヒナミは淳之介を抱き寄せて頭を撫でた。
翌日から指導教官の礼によるSSの過酷な選抜訓練が始まる。礼について淳之介はヒナミに尋ねてみると、礼は6年前に本島から引っ越してきた人物で、家族のために奨学金を貰えるようにSSで頑張っているのだという。島生まれでないにもかかわらず、今や風紀委員長になる程この島に馴染めていることに衝撃を受ける淳之介。仮に条例が潰れれば礼はどうなるのだろうかと考える淳之介だったが、無秩序な性の脅威が仲間たちに及ぶこの島の在り方を一度破壊することなど最初から覚悟の上と思い直す。
そんな中、反交尾勢力の対策会議がSSで行われ、淳之介ら訓練生も参加。淳之介は入隊試験の時に使った媚薬を何らかの形で反交尾勢力に使えばどうかと意見する。そこで媚薬の効果を確認するため、インポ枠の淳之介以外の訓練生が情動を抑え込む訓練も兼ねて服用すると、あっという間に訓練生同士の乱交が始まる。礼は性欲をコントロールできていない訓練生を𠮟りつけ、自ら媚薬を服用し効果を耐えて見せるが、訓練生の乱交状態が続いたことで会議は打ち切られ、残された淳之介は礼と共に格闘訓練を行う。しかしやがて礼にも媚薬の効果が出て淫乱になり、礼に押さえつけられた淳之介は勃起してしまいセックスをさせられてしまう。行為後に礼は失神したが、これまで淳之介がイチモツを“使った”時とは異なり、礼は相手が淳之介だと把握していたため、薬がなくても勃起できること、真性のインポではないことが露見してしまったかもしれない――それを心配した淳之介が確認のために翌日にSSの寮の礼の元を訪れてみると、礼は昨日のことを覚えていた。何故インポであると嘘をついたのか礼に問われた淳之介は、勃起しづらいのは本当のこととしつつ、麻沙音以外のNLNSの仲間にさえ伏している事実――むかし青藍島にいた頃にイチモツが大きいことでイジメを受けていたことを礼に明かす。礼は嫌なことを思い出させてしまったことを淳之介に謝罪。勃起不全であると嘯いた理由を語るだけだったはずの淳之介は、いつの間にか心の奥に秘めたすべてを礼に打ち明けようとしていた自分を不思議に思う。SSは人員不足であり、特別な枠を設けながら採用した人間がその対象でなかったと知れてはSSの名に傷がつくとして、今しばらくは勃起不全で通すようにと礼は淳之介に告げる。淳之介はさらに、子供が事件に巻き込まれる治安問題への対処について礼に聞くが、それはSHOが対処に当たっており、SSが目下取り組むべきは反交尾勢力の対策だと礼は語る。そんな中、礼は学園のウォーターサーバーに媚薬を仕込んで反交尾勢力を炙り出すことを思い付くが、無断でやるとメーカー側とトラブルになりかねないと、その案を捨てる。
淳之介が風紀委員室に保管されていた治安問題に関する資料を漁ると、本島のヤクザが青藍島で裏風俗を作るなどして治安問題になっていることが記載されていた。裏風俗が小さな少年少女を売り物にしているかもしれない――しかし、SHOが報道規制をおこなっているためか、大々的な問題になっていなかった。情報を表に出して被害者を減らすのではなく、島のイメージを守るためや青藍島を悪く思う者に批判材料を与えないために最初から問題などなかったかの如く秘密裏に処理する――この島は、小さな犠牲を切り捨てることに躊躇がないのだと淳之介が改めて思い至る中、学園の生徒たちの様子が淫乱になり過ぎていることに気付く。ウォーターサーバーに媚薬を入れる礼の作戦が、メーカー側と話が付いたことで急遽実行されていたのだ。焦った淳之介は仲間の無事を確認しに行くが、ヒナミが飲んでしまっていたため、淳之介はヒナミを他の生徒から守りつつ、手で絶頂させてヒナミを落ち着かせ処女を守る。ともあれこの一件で、実際には確認しようもないが、SSは「乱交騒ぎにより反交尾勢力もセックスをし、非生産者は消えた」という筋書きを手に入れ、SSは治安問題の対策に当たれるようになる。放課後、淳之介は礼と戦闘訓練を行う中、ドスケベ条例を作った県知事にしてSHOを統べる人物・仁浦俊明が帰島直後に拉致されたとの非常呼集がかかる。他のSSはドスケベ遊園地に出払っていたため、礼と淳之介は先んじて、拉致した無法者が島から出るための海門を強行突破せぬように、海門を監視するSHO本社ビルの防衛に向かう。しかし現場に到着した2人を何故かSHOガードマンらが攻撃。拉致はSHOガードマンらが行っていたのだ。淳之介と礼は協力してSHOガードマンらを打ち破り、仁浦を救助する。
拉致の一件の解決で報奨金が出たためSSで打ち上げが行われることになり、淳之介は功労者として出席してほしいと誘われる。もしかすればSSの正式メンバーに昇格し、奨学金も貰えるかもしれない――心を躍らせる淳之介だったが、自分が今、反交尾勢力のリーダーとしてあるまじき思考をしていたことに一瞬言葉を失う。打ち上げの中、礼をはじめSSの皆が誰も彼も悪い人々ではないと感じる淳之介。条例を受け入れ、謳歌している彼らの生活を自分は破壊しようとしている――いずれ来るだろう未来を思うと、少しだけ気分が重かった。淳之介が打ち上げ会場を離れると、仁浦が淳之介に会いに現れる。淳之介は思わず、ドスケベ条例をどう思っているのか仁浦に問う。すると仁浦は信じがたいことに「無秩序な性を肯定する環境を作り上げ、快楽で思考を麻痺させ、同調圧力で良識ある者を取り込み、性によって島を潤す――大多数の人間は利益と快楽に目が眩んでいる。そんな多数派の人間を誰も否定することが出来ない、最低の条例」と語る。さらに仁浦は「理性もなく吠え立てるだけの愚かな連中には、似合いの条例だ。理性ある人間だけが人の上に立つべきだと……そうは思わないか？」と淳之介に問う。島の人間は愚か――イジメられていた頃からそう思っていた淳之介は仁浦の言葉に共感を覚えていたが「たとえ島の人間が愚かだとしても、良識ある人をも食らう悪しき条例には賛同できない」と返す。しかし仁浦の「成功というのは悪を犯して勝ちえ、悪を重ねて守るもの」「君は、成功を手にするために悪を犯したことはないのか？」という問いに、淳之介は答えることができなかった。
翌日。淳之介は風紀委員室で裏風俗に関する最新の報告書を見つける。そこには、ヤクザ側が“文乃”を奪取しようとしており、裏風俗の諸問題はそれに影響していることが書かれていた。淳之介が礼に事情を聴くとSSも仁浦から、ドスケベ条例を脅かす存在である文乃の確保を命令されていたのだという。反交尾勢力問題解決後はSSが裏風俗問題に当たる予定だったが、一部のSHOがヤクザに洗脳されていた問題が浮上したため、ヤクザの手に文乃が渡らぬようSSに文乃確保が先に命じられたのだ。淳之介は、条例の瓦解に繋がる文乃という存在が仁浦の隠し子なのではないかと予測する。
淳之介が正式なSSの一員となるのが明日に控える中、SSが山頂でヤクザと交戦中の文乃を発見し、確保のためにSSの全勢力を投入される。礼らと共にSSとして出撃した淳之介は、ヤクザと戦いながら1人先んじて山頂に辿り着き、NLNSと合流。そして淡色の髪の少女・琴寄文乃を発見し、NLNSは文乃を連れて撤退を始めるが、その姿を礼に発見され、淳之介とヒナミが反交尾勢力であると知られてしまう。しかし、淳之介が出撃前の水分補給の際に媚薬入りの水を礼に飲ませていたことで、礼は戦闘不能に陥っていた。目的のために必要なこと――だが、礼と対峙した淳之介の視界は滲んでいた。淳之介は礼に謝るが、私の前から消えろと礼は涙を流し告げ、淳之介はその場を立ち去る。
かくして、NLNSは文乃を確保し秘密基地で保護。文乃は助けてくれたNLNSに感謝する。スポンサーの老人がモニター越しに文乃の姿を認めると、老人は上機嫌になり、条例を終焉させるために文乃の存在が不可欠とし引き取ると語った。文乃や老人の反応から、文乃が仁浦の娘であると確信した淳之介。当事者であるにもかかわらず自分の運命とでも言わんばかりに黙って話を聞いている文乃や、老人の腹の内が淳之介には分からなかったが、老人が条例を潰すために文乃をどう扱うつもりなのか憂慮した淳之介は、やすやすと引き渡すべきではないと考え、淳之介はSHOやSS、ヤクザが文乃を狙っていることを挙げ、再び文乃を失い苦労が水泡に帰すことのないよう、島外への引き渡しの際に確実な安全を保証できなければ引き渡せないと老人に伝える。淳之介はそれまでにどうにか別の方法を考え、引き渡さないつもりでいた。文乃は条例を潰すための装置や道具では決してない――大義を成すため誰かを蔑ろにするというのでは、仁浦のやり方と変わらない。自分の目的のために誰かを傷つける行為は、もう二度としたくないと淳之介は考える。その夜、もうSSの訓練はなかったがヒナミは日課のように橘家を訪れていた。SSを裏切った淳之介の心情を心配していたのだ。ヒナミに頑張りすぎなくていい、頼ってくれていいと抱きしめられ、頭を撫でられた淳之介は涙ぐみそうになっていた。
淳之介はSSをやめるが、一方の礼は淳之介の正体やNLNSが文乃を連れ去ったことを何故かSSやSHOに報告していなかった。そんな中、淳之介は偶然礼に鉢合わせる。礼は淳之介を恨んでいるようであった。それでも何故、礼が淳之介たちのことを周囲に黙っているのか――淳之介に問われた礼は、SSもSHOもヤクザ連中もすべてを敵に回した淳之介のことを自身が報告すれば、淳之介の仲間であるヒナミがどんな目に遭うか分からないのかと言い放つ。礼の元を去る淳之介だったが、反交尾勢力をあれほど敵視していながら、何故その一員であるヒナミのことをここまで気遣っているのかという疑問は残った。
セックスを避け、文乃を匿い、条例を瓦解する手立てを考えなければならない――しかしまずは裏風俗問題に取り掛かると決めた淳之介は、ヤクザに自身が潜入するという作戦を考案。これならば誰も傷つかない、誰かを傷つけるようなことはしたくないと淳之介は語るがそれを聞いたヒナミは、それでは淳之介が傷つくと指摘。誰も傷つけたくないと言うのであれば自分も傷ついてはダメ――淳之介が傷ついていくのは見ていられないと、好きな人がつらそうだったら力になってあげたい――淳之介のことが大好きだからとヒナミは涙を流して訴える。一体いつから、どれほどヒナミにつらい思いをさせてしまっていたのか――淳之介はヒナミを抱き寄せ、これからはヒナミと一緒に頑張ることを約束する。その後、淳之介は正式にヒナミに告白。2人は恋人同士になり、セックスをする。
ヒナミは自身を囮に裏風俗の関係者を誘い出し、情報を引き出す作戦を提案。するとチンピラ風の男たちがヒナミを襲おうとしたため、NLNSが男らを取り押さえ情報を聞くと、男らは「これを使えば子供ともヤれる」という“魔法の水”――すなわち媚薬入りの水をSHOの人間からもらったのだという。それは淳之介のSS入隊試験の際や、SSがウォーターサーバーに混入させた媚薬と同じものだった。情報を聞き出すべく、淳之介とヒナミがSSの所へ行くと礼が現れる。媚薬の出処について答える義理がないと礼は冷たく接するが、淳之介は引き下がらず、これまで疑問だった「どうしてSSの礼がヒナミの処女を守ろうとしているのか」を礼に問う。そのようなことはしていないと礼は見え透いた嘘をつき、その言葉によりヒナミは自身のことを礼が守ろうとしてくれていたことを知る。その後の問答でも礼が媚薬の出処の情報を口にすることはなかったが、礼がまとめていた書類の表紙に、“仮初の皮膜”と礼が書いて場所を教えてくれたことに淳之介は気付き、それこそが媚薬の出処であるヤクザの本拠地か裏風俗と予想する。その帰り道。淳之介に仁浦が接触。仁浦は文乃の所在が淳之介らの元にあることや淳之介が反交尾勢力であることを勘付いていた。話がしたいという仁浦により彼の屋敷に連れられた淳之介は、条例を変えようとしているという自身の決意を告げるが、では何故郁子や礼を打ち負かせる程の、島の女を屈服させることができるイチモツの力を条例の破壊のために行使しないのかを仁浦は淳之介に問う。淳之介は目的を達成するためなら何をやってもいいわけではないと答えるが、続けて仁浦は淳之介がSSを裏切る悪を犯したことや快楽に喘ぐ人々から条例を奪うことが正しいのかと指摘する。淳之介は条例の裏で苦しんでいる人たちを挙げ、その虐げられている人たちこそが自分を助けてくれたのだと、その人たちを切り捨てる真似はしないと告げる。そして仁浦が島の悪評を立つのを恐れて善後策を講じているが故に進展しない裏風俗問題について、自分が代わりにヤクザを潰すと宣言。すると仁浦は、淳之介らに礼を助っ人に寄越す。そしてヒナミが囮として仮初の皮膜内部から隙を作って淳之介と礼が奇襲し制圧。ヤクザの親玉である手嶋俊英を拘束する。島の支部組織を潰しただけでは本島の母体組織は潰せないと手嶋は強がるが、仁浦はこの一件の報道規制をせずすべて白日の下に晒せば母体も潰せると毅然と語る。礼は淳之介とヒナミに、次会う時は再び敵同士と一方的に告げて踵を返す。
かくして青藍島の大規模売春問題は表沙汰になったが、仁浦の根回しにより同時に複数の政治家のスキャンダルやヤクザが未解決事件や大物政治家と関わっていたなど、よりセンセーショナルな事件の数々が大衆を引きつけて青藍島に対する非難を遠ざけ、ヤクザ検挙のきっかけを作ったなどで仁浦の評判はむしろ上がっていった。残す目的は条例を潰すことと淳之介は考えるが、条例が消えた時、奨学金に頼って生活している人たちのこと――そして礼のことが気がかりであった。裏風俗や反交尾勢力を目の敵にする一方で、ヒナミのことを守ったりインポのことを明かした淳之介に同情的だったりと礼の言行は明らかに矛盾していた。礼は何を思い、なんのために戦っているのか――礼が島に来るまでの過去を知るであろう桐香に、淳之介とヒナミが話を聞くと、礼は貧しい家に生まれ借金を返すために島に売られ、そして心の底でセックスという行為に嫌悪感を覚えているのだと桐香は言う。淳之介とヒナミは礼を助ける決意を抱く。
そんな中、再び仁浦が淳之介に接触し、日本全国にドスケベ法を敷く日本全土ドスケベ化計画によりセックスで国を支配する野望のため、圧倒的な性の力を秘めた淳之介を自身の右腕として欲する。そして特例として淳之介の仲間たちは愛なきセックスを拒否することもできるという。しかし淳之介はその協力を拒む。たしかにこの島の人間は条例で幸せそうに暮らしている――しかし全員ではない。条例に馴染めず、かといって拒否することもできず、望まなくても生きるためその身を捧げなければならない人もいた。多数派に迎合する仕組みを作る――政治家としては正しい選択なのだろう、仁浦の言う通り、全員が全員納得のいく方法や誰もが幸せになる方法なんて始めから存在しないと淳之介は語りつつ、自分の仲間や助けたい人はその多数派の中に含まれておらず、誰かがつらい目に遭っていて、それが自分にとって大事な人ならば、自分は他の誰よりもその人を助けたいとした。淳之介の決意を聞いた仁浦は、仁浦が実力行使で文乃を奪い返せば淳之介が仁浦の右腕になること、淳之介が仁浦を打ち倒せば仁浦がドスケベ条例を撤廃させることを条件にした賭けを提案。淳之介はそれを受諾し、文乃を含めたNLNSの6人はその夜、秘密基地から出撃。待ち構えていたSSやSHOを突破し、淳之介は仁浦の屋敷まで辿り着くが、礼が立ちはだかる。礼は、望んでいなくても生きるために体を捧げ続けなければならなかった。自分はその行為を強いられたのに、それを拒絶する連中が許せなかった。しかしそうして薄汚れた自分にも手を差し伸べてくれたヒナミに、自分が守れなかったものを守ってやりたかった。昔の自分に似た淳之介に、自分が歩めなかった道を歩ませてやりたかったと思いを吐露する。この島に馴染めず、性を貪ることを嫌った2人――淳之介は抵抗する道を選び、礼はその道を選びたかったができなかった。今更引き返した先に居場所なんてないと礼は語るが、そこへヒナミが現れ、礼の居場所はここにあると、今までずっと守ってくれてありがとうと伝えられた礼は、ヒナミの元で涙を溢れさせる。そして屋敷最奥で、淳之介は仁浦と対峙。大太刀を携える仁浦を前に、淳之介は自身が勝った際に条例の撤廃と同時にSSの存続もしくは特別奨学金制度の存続を条件に加えさせる。戦いの中で淳之介は、自身に人を支配する圧倒的な力があったとしてもそんな力を行使した先にヒナミの笑顔はないと仁浦に告げ、やがて疲労を見せた仁浦の隙を突いて淳之介は勝利する。
その後、仁浦は日本全土ドスケベ化計画を取り下げ、ドスケベ条例の撤廃を宣言。一方で淳之介が約束させた通り、条例撤廃後もSSは存続することになった。淳之介とSSとの決別が冗談交じりに語れるような出来事になった、夏休み初日。ふと礼は淳之介に「君のことが好きだよ」と告白する。淳之介は「すみません。俺は、ヒナミのことが好きです」と答え、礼は「……ああ。知ってるさ」と返す。振られながらも、礼の微笑を湛えるその横顔には、もう一片の曇りもなかった。淳之介とヒナミと礼――3人は笑い合いながら過ごすのだった。

#### 美岬ルート
淳之介の巨大なイチモツの快感により失神させられたSS一番隊隊長・女部田郁子は、目覚めた後に記憶が混濁していたが、やがてそのすごいイチモツのことを思い出す。郁子はこのことをSSに報告せず、顔の思い出せない“ダーリン”を見つけ自分のモノにしたいと考えるようになる。
淳之介にとって、地味で控えめな文学少女である美岬は好みのタイプであった。しかし一方で青藍島で生まれ育ち、性関連に恥じらいの無い美岬の妙な言動に淳之介は度々戸惑う。それでもNLNSとして共にピンチを乗り越える日々の内、淳之介は美岬に惹かれていた。
そんな中、淳之介が反交尾勢力であること、そして“ダーリン”であることに勘付いた郁子が淳之介を襲撃。しかし手嶋俊英という男性が咄嗟に郁子を不意打ちし、淳之介を助け出す。手嶋は淳之介が贔屓にするアダルトグッズショップ“仮初の皮膜”の店長であった。手嶋も島に馴染めず愛のない性行為を避けており、淳之介は分かり合える同志の存在を喜ぶ。
週明け。SS代表兼生徒会長・冷泉院桐香が、今週末に体イク祭を開催することを発表する。一方、スポンサーの老人からの情報により“文乃”が学園のB等部3年生であろうと予想したNLNSは、SSが多忙な体イク祭中に生徒会室に潜入し、端末から文乃の手掛かりとなるデータを抜き取ることを画策。隠密行動に向いている美岬が潜入を任される。NLNSが体イク祭に向けトレーニングする中、汗を流すために秘密基地近くの温泉に入った際、偶然美岬が淳之介の勃起したイチモツを目撃。「イチモツが大きい」というコンプレックスを見られてしまった淳之介は意識を遠のかせるが、美岬が咄嗟に淳之介に拳を喰らわせたことで意識を取り戻し気分が落ち着いた。いくら褒められようと、過去イジメられたことが原因で大きいイチモツが嫌であるという、他人には分からないコンプレックス――それは、太っていないと周囲から言われても体型を気にする美岬のコンプレックスにも通ずるものがあり、互いに親近感を覚える。
体イク祭当日。NLNSの面々はエロ競技を何とか乗り越え、美岬が隙を突いて生徒会室に潜入しデータを抜き取ることに成功。データ内に琴寄文乃という名前の生徒はいなかったが、SSも文乃の確保を目論んでいることが判明する。そしてその確保命令を出しているのはドスケベ条例を作った県知事にしてSHOを統べる人物・仁浦俊明であった。
SSが持つ目撃情報から、文乃が山の手側にいるとNLNSは推測。NLNSが山に到着するとそこにはSS、SHOに加え、ヤクザらしき謎の第三勢力もいた。しかも何故かヤクザがSHOを従えてSSと交戦し、文乃を狙っていた。理解が追い付かぬまま、無策では危険とNLNSはその場から撤退。淳之介は夜通しで作戦を用意し、翌日NLNSは再び山へ向かう。その間にSSはヤクザとSHOを蹴散らし、文乃がいるであろう山頂の屋敷に集結していた。NLNSはミミナシ作戦を実行しSSの包囲を崩す。淳之介が屋敷に潜入するとそこには淡色の髪の少女・琴寄文乃がいた。「君を助けに来た」と淳之介は文乃に手を差し伸べ2人は山を下っていくが、郁子に発見されて追われる。そこへ美岬が自転車に乗って現れ、淳之介と文乃を乗せて逃げる。文乃を手中に収め、勝利は目前――今しかない、と淳之介は美岬に好きだと愛を叫んだ。美岬も淳之介に好きと告白し恋人となった2人は協力して、追いついてきた郁子を倒すことに成功する。しかし突如手嶋が現れて淳之介を攻撃し、文乃を奪い去る。手嶋はヤクザを率いる若頭代行だったのだ。
文乃が捕らわれたという報告を受けたスポンサーの老人は怒りを露わにする。淳之介は何故、老人やヤクザや仁浦が文乃を狙っていたのかを老人に問うと、文乃が仁浦の隠し子であるからだと老人は明かす。仁浦のスキャンダル――それこそが条例を潰す鍵だったのだ。そんな中、仁浦が緊急会見を行いドスケベ条例の廃止、そして青藍島ドスケベセックス有料化計画・“シン・ドスケベ条例”を制定する。ヤクザが金稼ぎの為に文乃を使って仁浦を脅したのだ。ヤクザが島を牛耳る状況を放っておけないと考えた淳之介は、SSが文乃奪還のために動いているのならばNLNSと協力できるかもしれないとSSに接触するが、SSも新たな条例を礼賛しておりSHOと同じようにヤクザに取り込まれてしまっているようであった。
帰り道に淳之介は、雨に打たれ、ただ縮こまる郁子の姿をふと見つける。郁子はSSをクビになり、SSの寮に帰れないと悲しい笑顔で語った。郁子の発熱に気付いた淳之介は郁子を橘家で看病する。郁子から事情を聴いてみると、SSやSHOはヤクザに洗脳されて手駒になり、一方で郁子は洗脳にかからず桐香からSSをやめるよう言われてしまったのだ。周囲から弾き者にされた郁子が、過去イジメられていた自分の状況と重なった淳之介は、郁子を条例に反目し、同じ志を持つ者として仲間に迎え入れる。郁子から事情をさらに詳しく聴くと、手嶋が自らのすごいイチモツを用い、セックスで老若男女問わずメロメロに洗脳してしまったのだという。では何故郁子が洗脳にかからなかったのか――それは、過去に手嶋を上回る淳之介のイチモツを味わっていたためと郁子は語る。同時に淳之介が郁子とセックスをしていたことを知った美岬は、淳之介を責めることはなかったが羨ましく思い、淳之介と美岬はセックスをする。
淳之介とセックスをした郁子が洗脳にかからなかった――逆を言えば淳之介が洗脳された人々とセックスをすれば、洗脳が解ける可能性があると淳之介は気付く。今まで淳之介は自身のイチモツを憎み嫌っていたが、一番好きな美岬が淳之介のイチモツを愛おしいと言ってくれたことでコンプレックスを乗り越えることができ、美岬を想えば勃起できた。美岬以外の相手とセックスをすることは淳之介も嫌だったが、条例から美岬を守るために淳之介はSS隊員やSHOガードマンの洗脳を解く行動を開始。しかしやがて淳之介は美岬以外の相手では全く勃起しなくなってしまい、洗脳を解けなくなってしまう。事態を打開すべく、人々の外見を美岬に見えるようにできる“メルクオリア・プロトコル”を淳之介は発案。相手が美岬となることで淳之介の限界はなくなり、人々の洗脳を解き続けたことでNLNSが呼び掛けていた仁浦に対する不信感――リコールの署名の数も伸びていった。そんな中、淳之介たちは偶然道端で負傷した文乃を発見し橘家で治療する。文乃はSHO本社ビルに捕らえられていたが何者かの手引きにより、追っ手との戦いで負傷しながらも脱出できたのだという。そして文乃は仁浦がNLNSに宛てた手紙も持っていた。手紙には、島の在り方を変えようと動いていたNLNSのことを仁浦は知っていたこと、文乃を護ってほしいこと、護り抜いてくれるならどんな要求でも受け入れると書かれていた。仁浦ならば、自ら条例を崩壊させることができるかもしれないと考えた淳之介らは、安全を確保するために文乃を秘密基地に移送しようとするが、その道中で橘家に1人残ってオペレートをしていた麻沙音がヤクザに襲撃され、誘拐されてしまう。淳之介らは急いで橘家に戻るが麻沙音は既におらず、ヤクザと洗脳されたSHOガードマンによるヤクザ連合に包囲される。しかしそこへ、淳之介が未だ洗脳を解いていないはずの桐香と、桐香が率いるSSが淳之介らを助け出す。実は桐香は最初から洗脳にかかっておらず、かかったフリをして反撃の機を窺っていたのだ。SSから郁子をクビにしたのは、淳之介のイチモツが洗脳を解く鍵になるということを郁子を通じて淳之介らに伝えるためであり、ヤクザの手から文乃を逃がしたのもSSだった。そんな中、淳之介の元に手嶋から、麻沙音の命が惜しければ1時間以内に文乃をSHO本社ビルに連れてくるよう連絡が入った。桐香らSSはヤクザ連合の掃討と仁浦の奪還のためにSHO本社ビルに乗り込むつもりでいたが、建物にいる洗脳されたフリをした内通者はSHO本社ビルに配備された砲台の内、未だ対空砲しか押さえられておらず、このままでは1時間以内に海路からSHO本社ビルに皆が乗り込むことは不可能だった。そこへ美岬の知り合いの老人・健蔵が強力な人間大砲で淳之介をSHO本社ビルへ飛ばすことを提案し実行。飛ばされた淳之介は砲撃手を無力化し、海路を確保してSHO本社ビルにNLNSとSSが集結。ヤクザ連合との戦いが始まる。やがてビル最上階の手嶋の元へと辿り着いた淳之介は隙を突き麻沙音を奪還して手嶋を倒す。手嶋は仕掛けていた爆弾を自滅覚悟で起動させ、手嶋は崩壊した天井の下敷きとなるが、淳之介らは脱出に成功する。
ヤクザ連合の打倒後、仁浦は県知事の地位を下りることを表明。そして淳之介からの要求であるドスケベ条例の廃止と、郁子を始めとして多くの者が路頭に迷わぬようSHOとSSの存続を実現させる。存続のため仁浦が各所に根回しし、島は映画などの創作の聖地として島そのものを観光資源とする道を選んでいた。淳之介と美岬の2人は毎日が幸せだった。これからもとても慌ただしい人生になる――淳之介と美岬は永遠を誓い合うキスを交わすのだった。

#### グランドルート（文乃ルート）
“撃墜王”イベント最終日、不意に現れ遥か遠くの山中からSSを狙撃し、窮地に陥ったNLNSを救った淡色の髪の少女――それを気がかりに思った淳之介が少女のいた山中に向かってみると、少女はSSに追われていた。淳之介は少女を助けに入って共にSSに応戦しながら逃げおおせる。淡い色の髪と独特な薄い赤の瞳を持つ少女は淳之介にお礼を述べるが「今宵のことはどうかお忘れください」と淳之介に別れを告げて立ち去る。
淳之介は少女にどこか既視感を覚えていた。数日後、淳之介がふと山中を訪れるとまたも淡色の髪の少女は何者かに追われながら狙撃銃で応戦していた。相手は本物の拳銃を持つヤクザであった。再び少女に加勢して男たちを何とか撃退した淳之介が事情を尋ねると、この一帯で子供たちの失踪事件が頻繁に発生しており、それは条例対象年齢未満の子供を使った売春を目的としたヤクザが島の暗部に存在している故であること、自身はそれを潰すために動いていることを少女は明かす。違法な売春――裏風俗のことを聞いた淳之介は激昂し、裏風俗潰しへの助力を申し出る。淳之介に名前を問われた少女は吹子と名乗った。
それから淳之介は毎晩、吹子と共にヤクザの出没地点の夜回りを始める。一方でNLNSが“文乃”を捜索する中で、SHOも文乃を捜索していると知ったNLNSは文乃の情報を得るべくSSの拠点である風紀委員室に潜入。しかし淳之介はSSビッグスリーであるSS代表兼生徒会長・冷泉院桐香、風紀委員長・糺川礼、SS一番隊隊長・女部田郁子に発見され連行される。侵入理由を問われた淳之介は、学園の警備周囲で条例対象年齢未満の少年少女たちが被害に遭っており、SSが事件の対策をしているかを確かめに来たのだと主張。すると桐香はある程度のことはSSは知っているとし、SSの予備役に淳之介がなれば情報開示すると返答。背に腹は代えられない――そして問題の早期解決のために淳之介は提案を受け入れ特別に“インポ枠”として性的奉仕を行わないSSとなる。
訓練と任務を終え、正式なSSメンバーとなった淳之介は裏風俗に関する資料を閲覧。そこには何故か「本件は琴寄文乃捜索とも密接に関係している」との記載があった。その夜、いつものように見回りを始めようとする淳之介と吹子だったが、SHOの通信を傍受していた麻沙音から突如、ドスケベ条例を作った県知事にしてSHOを統べる人物・仁浦俊明が拉致されたとの情報が飛び込む。「人命にも関わる。敵も味方もない」と淳之介は吹子と共に救出に向かい仁浦を拉致したヤクザらを蹴散らし、駆けつけてくるSSらに見つかって正体が発覚する前に立ち去り、山頂近くのコンクリートの剥げかけた施設――戦場跡地で身体を休める。ふと、淳之介は吹子が流血していることに気付く。戦いの中でヤクザの実弾がかすめていたのだ。しかし吹子は「いつものこと、ですから」と無表情に口角をただ上げて語る。これまで孤独に戦ってきた彼女に対し淳之介は深い哀れみを覚えると同時に、彼女には仲間が必要なのではないかと考える。
翌日、淳之介がNLNSの面々に吹子について相談すると、吹子をNLNSに招き入れようと満場一致で決定される。放課後、吹子の元へ勧誘しに向かうが、その道中でヤクザによる少年の誘拐現場に遭遇。淳之介がヤクザを追っていくと、辿り着いたのは淳之介にとって馴染みのアダルトグッズショップ・仮初の皮膜であった。淳之介は仮初の皮膜の地下に足を踏み入れると、ヤクザを率いる若頭代行・手嶋俊英が待ち構えており、鍛え上げた手嶋の前に淳之介は敗北し捕縛されてしまう。ヤクザの邪魔をしていた子供のことを手嶋は調べ、淳之介をここへおびき寄せたのだ。手嶋は心理学で心を読むことができ、淳之介のイチモツの力や過去のこと――裏風俗や島の人間を恨む理由、淳之介の恩人の存在を把握していた。恩人を愚弄された淳之介は激昂するが、手嶋は淳之介のイチモツの力を欲し仲間になるよう告げ、それと引き換えに裏風俗を無くしドスケベ条例も潰してやると誘う。自身の恨んだすべてに復讐ができる――だが淳之介は、ヤクザが島を潰さず風俗島にして乗っ取るつもりと看破し峻拒。対して手嶋は人質の少年に銃口を向け淳之介を脅迫するが、そこへ仁浦らが突入し、ヤクザを制圧する。しかし手嶋は淳之介に一矢報いるためライオット弾を発砲。だが人質の少年が間に入り淳之介を庇う。その姿に仁浦は驚き、その子の名を口にする。淳之介が少年と勘違いしていた少女は吹子であり、その真の名は琴寄文乃だったのだ。そんな中、NLNSが突入し淳之介と文乃は共に仁浦の前から逃げおおせる。しかし同時に手嶋にも逃げられる。淳之介は文乃に、NLNSと共に戦おうと招くが文乃はそれを断る。ドスケベ条例を崩壊させる鍵として、様々な組織から追われる身である自身が、逃亡し帰宅することをメインとするNLNSに入れば、NLNSを危険に晒すことを彼女は理解していた。そして、自身の父親――仁浦の起こしてしまった過ちの責任をとらなくてはならないと、これからも1人で戦うことを告げた文乃は立ち去った。
翌日、淳之介は目的であった裏風俗問題は解決したとしてSSに辞表を提出。その帰り道、淳之介は仁浦と出会う。仁浦は淳之介の正体を見破っていたようだった。島をどう思うか仁浦に問われた淳之介は、セックスに興じる非処女たちも、それを良しとし同町圧力を強いる群衆も、条例も皆嫌いだと答える。しかし条例の発起人であるはずの仁浦も何故かその答えに同感し、淳之介は驚く。仁浦は島の人間が、満足にある観光資源を活用することもせずただ朽ちるのを待っているようであり、条例を標榜した時にも不可能、意味がないと文句を述べて代替案を出そうともせず、しかし今では条例を崇め奉り、金銭的余裕と瞬発的快楽に身を落とす――そんな連中ばかりだといい、よってそんな人間がある程度平穏に暮らせるように飼いならすことに良心はまったく痛まず、良識を持つものがそれを利用すればいいと語る。そしてふと、仁浦から「君は、本当に非処女が嫌いなのか？」と問われた際、淳之介はそれに答えることができなかった。ただ心が嫌にざわつき、不安を覚えた。何故そう感じたのかは淳之介自身分からなかった。淳之介は話を変え、何故自分を捕らえないのかと問うと、仁浦は愚か者ばかりのこの国を変えるため、性による国の再興――ドスケベ法で国を手にするべく、強力な力を必要としており、淳之介のイチモツの力を利用させてほしいのだという。その話を検討するよう告げ、仁浦は去っていった。
その後の数日間、青藍島は裏風俗発覚事件で揺れていた。しかし仁浦は島は無関係と主張を一貫させ、青藍島批判は収束に向かっていた。そんな中スポンサーの老人は、ヤクザの残党が一発逆転の手として鍵である文乃を探していると言い、NLNSに何としてでも文乃を至急保護するよう命じる。淳之介は同じ考えを示すが、しかし老人を信用できないと率直に老人に告げる。仁浦の娘である文乃が条例を潰す手立てとなると理解した淳之介は、老人が文乃を悪用することを懸念しており、そうであればNLNSが文乃を保護したとしても引き渡せないとした。すると、老人は姓を防人と名乗った。そして防人老人は、文乃が自身の娘と仁浦の間に生まれた孫娘だと明かす。仁浦にとって文乃は唯一の泣き所――防人老人は文乃が悪用されることを避け、人並みに生活させるために引き取りたいのだという。懸念点はあれど、実際に保護しなければならない――そう考えた淳之介はふと、かつて文乃と訪れた戦場跡地で、戦場跡地と家が近いと文乃が言っていたことを思い出す。地図で見ると戦場跡地の近くには神社があった。淳之介がそこへ行ってみると、廃墟のような神社に文乃はいた。淳之介と文乃は、島を一望できる戦場跡地の屋上で会話を行う。文乃は母親が存命の頃から、今は亡き宮司の厚意で神社に起居し、偽りの戸籍で生き男として学園に通っていたのだという。この歳で、天涯孤独――そして今もなお、1人でヤクザと戦っていたのだった。父親の誤謬を自分1人で正す責務がある――そう言った文乃を、淳之介は哀れんだ。淳之介は、仁浦の条例が間違っているとしつつも、その娘がその贖罪をしなければならない理由などなく、誰かに頼ることを自分自身に許してあげない限り、誰も文乃を許してあげられないと、文乃に強く訴えかける。何故、ここまで自分のことを気にかけてくれるのかと文乃が淳之介に問う。淳之介は過去に島に住んでいた頃、世話になった2人の恩人がおり、そのうちの1人の大人の女性が、淳之介が大きな間違いをして打ちひしがれた時に優しくしてくれたものの、裏風俗に勤めていたことで島の人間から迫害され、最後は病に臥して死んでしまったことを明かす。彼女は条例による被害者だった。そしてそれは、条例の責任を感じ苦しんでいた文乃も同じであると淳之介は思ったのだ。条例で苦しんでいる人をすべて救いたいと考え、条例を潰すことが夢であると語った淳之介は、目的を同じくする文乃に手を差し伸べる。その手を握ることを自分に許すことを、自分は知らなかっただけなのか――そう呟く文乃に、「ずっと1人だったから、誰からも教えてもらえなかっただけだ」と語る淳之介。文乃は深々と頭を下げ、自身の身体だけでなく心までも救ってくれた淳之介に心からの忠誠を誓う。そしてその代わりに、淳之介の傍に置いてほしいと文乃は伝え、それを了承した淳之介の手を、嬉しそうに握りしめる。
かくして、文乃はNLNSの一員となる。淳之介はこれまでの文乃を想い、NLNSの基地に1人住まわせることを良しとせず、橘家に住まわせることにする。文乃は淳之介をはじめNLNSの世話を甲斐甲斐しく行う。淳之介のために働くことを文乃は至上の喜びとしているようだった。そして淳之介が喜んでくれたのなら、ただ一言、「文乃、よくやった」と言ってほしいのだと文乃は言う。信頼し、尽くしてくれる文乃の期待にいつまでも応え続けられるよう、文乃に頼られるような人間になろうと淳之介が考える中、淳之介や文乃のことを嗅ぎつけた桐香が淳之介に接触してくる。しかし桐香はSSのトップとしてではなく個人としてやって来たと言う。実際、淳之介らが今も変わりなく学園に通い、暮らしていられるのは、桐香が淳之介らの情報を把握しながらも、SSやSHOに情報を引き渡していなかったためだった。何故そのようなことをしたのか――何が望みかと淳之介に問われると、自身が初めて興味を持った人物である淳之介が、もっと周りに褒めそやされてもいいはずの人物であるのに、周囲がまだそれを理解していないことがとても辛いと言い、淳之介がそのイチモツを用いれば、島の人間たちにその力や偉大さを理解させられると、そう伝えた桐香はその場を去る。
そんな中、NLNSに連絡してきた防人老人がモニター越しに文乃の姿を認めると、老人は上機嫌になる。文乃も老人が祖父であると理解しているようだった。老人に文乃が引き渡されれば、SHOやヤクザに文乃を人質に取られる危険はなくなり、老人による条例潰しを阻止できるものは誰もいなくなると老人は言う。そして、数日後に島外からやって来る船に文乃を引き渡すため、海門を管理するSHO本社ビルのコントロールルームを制圧せよと老人は指示した。淳之介にどうしたいかを尋ねられた文乃は、老人の元へ行くことを受け入れる。
一方で淳之介はある時、桐香から会話に誘われる。弱みを握られた淳之介に拒否権はなかった。桐香は、淳之介のイチモツの力があれば、SSを含む大抵の女は言いなりにできるのに何故行使しないのかを問う。淳之介は、反交尾勢力としてそれをしないのは当然であると、大嫌いな非処女とセックスなどする必要はないと語る。しかし桐香は、淳之介は非処女が嫌いなわけではない――もっと別の事情があるはず、と淳之介に迫り、淳之介は二の句が継げなくなる。その言葉は、仁浦からも言われた台詞だった。やがて桐香は、淳之介は非処女が嫌いなのではなく、淳之介にとって大切な人を傷つけた非処女――つまり、島の人間が憎いのだと気付き、淳之介に指摘する。さらに、淳之介にはイチモツの力と同時に復讐の権利があり、その巨根を使えば島の女は平伏し、どんなことでも従うだろうと――そうすれば、島の半分を掌握したも同然であり、その復讐の協力をさせてほしいと桐香は言う。そしてその代わりに桐香は、桐香のことを淳之介の一番にしてほしいと言った。島の人間が憎い――淳之介はその言葉で、自分の中に微かにあった違和感の正体に気付く。淳之介の“処女厨”の根源的な部分は、かつて自身の恩人を島の人々から迫害された記憶が原因となっているのかもしれなかった。今までそこに気付かなかったのは自分にとって忘れたい過去であり、記憶の奥底に封じ込めなくては生きていけないトラウマであったからと気付く淳之介。憎い島の人々が愛する条例を潰すことで復讐がしたかったのだろうか――だが初期衝動がそうであったとしても、今はもう関係がなかった。障害をすべて潰し文乃を無事血縁者の元へと送り、文乃を幸せにしたいという揺るがぬ気持ちが淳之介にはあったのだ。
作戦前夜。文乃はふと、ドスケベ条例は潰すしかないのか、島の人々と共存する道はないのかと呟く。淳之介は、それは不可能だと――根本的な意識の差などで深くできた溝はどうやっても埋めることはできず、島の人間と、自分たちのような人間は絶対に分かり合うことができないため、自分たちが生き残るには条例は潰すしかないと返す。淳之介らの幸せには何事も変えられないと文乃はそれを肯定する。だが淳之介は、それが理由で文乃を防人老人に引き渡すわけではなく、文乃が幸せに暮らせることがどんなことよりも大切だからこそ老人の元へ引き渡すのだと言った。文乃は、自身の忠誠は決して消えず、その思い出と一緒なら寂しくはないと言い、そして自身のわがままとして、「もうひとつ、最後の思い出がほしい」と熱い瞳で淳之介を見つめる。だが淳之介は、文乃を肩を抱いてゆっくりとキスをして戻る。自身が学園を卒業し島を出たら、必ず文乃を迎えに行く、そしてまた一緒に暮らそう――続きはその時に、と淳之介は言った。文乃は、すべてを与えてくれた淳之介の望みを叶える決意を新たにする。
作戦当日の放課後、NLNSは秘密基地から出撃。包囲してきたSSを率いる桐香を打ち破り、SHO本社ビルに突入して海門を開き、ついにはSHOと仁浦をも打ち倒す。そして、海門からやって来た防人老人の遣いの船に文乃を引き渡す。この先、自分は何があったとしてもきっと大丈夫と文乃は皆に別れを告げる。
しかし後日。本島の記者会見のニュースに文乃の姿があった。防人老人は売春問題等で青藍島を非難していた政治家であり、仁浦の隠し子にして島の最大の被害者という批判材料として文乃を晒したのだった。NLNSの面々はその光景に驚愕し言葉を失う。それからの青藍島は、裏風俗につながる売春問題――悪の巣になっているとして世間の非難の的になり、マスコミが連日押し寄せ、観光客はすっかり減り、さらには売春などの諸問題で行政からの厳しい指導が入り、青藍島でドスケベ条例の見直しが検討され、一時的に停止。島全土での性産的行為が全面禁止となり、条例を管理するSHOおよびSSも解散が決定。青藍島は実質的な崩壊を迎える。
失意の中、淳之介は逃亡していた手嶋と出会う。手嶋は淳之介と事を構えるつもりはないようであった。手嶋によると、防人老人はヤクザを動かして悪事を働かせていた出資者だったのだという。そしてNLNSにも出資し、それらを潰させた――島の悪評を立てるための自作自演だったのだ。さらに淳之介は、間もなく元県知事となる仁浦とも出会う。「たったひとりの娘も守れなかった」と感慨に満ちた父親としての独白をし、これで諦めるつもりはない、自分の国を手に入れると仁浦は語る。
そうして数日。NLNSは文乃を取り返すべく、行動を開始。島に家や家族を持たないSSを島から追放する“特別帰省プログラム”の船を乗っ取り、手嶋から聞き出した横浜の防人老人の住処に乗り込む計画を立てる。船に乗り込んだ淳之介は警備兵に怪しまれるが、船に居たSSビッグスリーの加勢により警備兵と船を制圧する。淳之介とSSビッグスリーはそれぞれの事情を明かす。SSは元々家に問題がある子が多く、これから帰る場所に安寧などなかった。淳之介は当初のSS下船ポイントではなく別の目的地でSSを下船させて少なくとも自由を手にさせ、淳之介らNLNSは防人老人の屋敷へと向かう。
文乃は屋敷の地下で全身傷だらけの状態でいた。防人老人にとって文乃は忌むべき男の血を継いだ小娘である上、文乃が老人の傀儡になることを拒んで会見の場で一切喋らなかったため、老人が暴行を加えていたのだ。老人の目的――それは最愛の娘を殺した島と、島で快楽を貪る人々への復讐だった。NLNSは警備をくぐり抜けて文乃を救い出す。「条例はなくなりましたか」「望みは叶いましたか」と聞く文乃。淳之介は「身を挺して俺の望みを叶えてくれたって、嬉しいはずがないだろう」「他人の幸せのために、自分を犠牲にしようなんて思わないでくれ」と涙を流して𠮟りつけ、文乃を強く抱き寄せる。
それから数日。青藍島へ帰還し文乃が橘家で療養に励む中、島ではドスケベ条例廃止の為の条例――新ドスケベ条例が施行され、SHOに代わって島を警備する、防人老人の息のかかった警備兵らによって性行為を行った者には厳しい指導と懲罰が加えられるようになる。楽園であったはずの青藍島は、完全なるディストピアと化していた。NLNSは行動が防人老人に筒抜けになる秘密基地を放棄し、美岬の手引きで畔家の隣の老人・健蔵の家に基地を設立する。条例を潰す目的は達成した――それでも許せない相手に屈しないために、大切な人を守り続けるために、戦いは続く。自身を鍛えるため淳之介は手嶋の元を訪れ、自分を鍛えてほしいと頭を下げる。悠長に鍛えている時間もない自分は、薬物で鍛えた手嶋と同じ方法を使わなければならない――そして、戦い方が悪人向きの自分が師事するのは生粋の悪人以外にはいないと淳之介は考えたのだ。最初はその願いを拒絶していた手嶋だったが、防人老人に意趣返しするために淳之介を利用させてもらうと言いながら、それ以降師として淳之介を稽古することとなった。一方、橘家で療養する文乃は淳之介と以前約束した「続き」を望み、淳之介と文乃はセックスをする。
それからさらに数日。島では自由なドスケベセックスを求めるレジスタンス組織が現れては、警備兵らの厳しい制裁を受け消えていった。そんな中、橘家に警備兵が訪れたため淳之介は文乃を連れて逃げるが、2人は追い詰められて滅多打ちにされてしまう。しかしそこへ健蔵らが助けに入り、警備兵を撒くことができた。その後、文乃を匿うのに丁度良い、洞窟から繋がる温泉の小屋へと淳之介と文乃は向かう。すると洞窟で、防人老人の追っ手から逃げていた仁浦と出くわす。会話の後に仁浦はその場を去るが、淳之介は会話の中でかつて自分を孤独から救ってくれた大人の女性が、仁浦の妻であり文乃の母親・琴寄文歌であったことを知る。父が作った条例への贖罪として島の人間を守ってきた文乃――だが同時にその人間たちは、文乃にとって仇でもあったはずだった。島の人間が憎くないのかと淳之介が文乃に問うと、かまわないと返す。文乃はこの島を見つめながら生き、島の人々の笑顔を知った。この島はきっと、皆の幸せを願って創り出された場所――母はそれを知っており、だからこそ、誰も責めなかったのだと。そして自分も、すべてを許したいと文乃は考えたのだ。共存を望む――その言葉は偽りなき本心だった。何かを恨む気持ちは今もなく、母、宮司、島の人々、NLNS、そして父にも――すべての人に文乃は感謝していた。それらすべてが、自身を淳之介に引き合わせてくれたのだと――淳之介の傍にいる誉れさえあれば、それ以上の幸せはないのだから、何も恨む必要はないのだと文乃は語った。
一方で淳之介は日々、手嶋からの本格的な特訓――イチモツの力を全身に転化させる修行を進め、肉体改造薬を使用する段階となる。この薬を使う上で大切なのは精神力であった。自分をどうしたいか、それによって効果は大きく変わるという。強靭な肉体を手に入れるため、強靭な何かをイメージすることが肝要だった。そのため、淳之介が既に持っている鋼のイチモツをこれまで鍛え、より強いイメージを持つ訓練を今までしてきたのだ。しかし強い精神力のためには自分の強いコンプレックス、深いトラウマと向き合い、受け入れる必要があった。薬を投与された淳之介は、自身のイチモツによってイジメられ、深いトラウマを負ったことを思い返す。しかし文乃は、それを受け入れてくれた。ならば自分は、文乃が認めてくれた自分を受け入れることができる――淳之介はそう思い至り、力を手にすることに成功する。その帰路、淳之介は防人老人からの連絡を受ける。島のレジスタンスはもはやNLNSだけとなっており、唯一の希望であるNLNSを潰すことで最大の絶望を買うのだと老人は言う。そして、島への見せしめとして自身の前に文乃を居させることを欲し、文乃を渡せば見逃すと淳之介に持ちかける。淳之介は断るが、老人の手先が橘家にいた麻沙音を襲撃し誘拐。淳之介や文乃らが追って麻沙音を取り戻すが、文乃が頭部にライオット弾の直撃を受け、意識が混濁。度重なる戦闘、防人老人の拷問じみた仕打ちにより、文乃に慢性外傷性脳症の症状が出ていたのだ。そんな中、防人老人が淳之介に連絡し、島の住人の最後の拠り所――島の機能が集約するSHO本社ビルの破壊を予告。それを特等席から眺めることで復讐を完了するとした。淳之介は防人老人を許すまじと、「新ドスケベ条例をぶっ潰す」と宣言する。
ついにSHO本社ビルの取り壊しが今夜に迫ったその日。「特等席から眺める」と言った防人老人が島を訪れており、島を一望できる戦場跡地に布陣しているとNLNSは予測する。防人老人側には、圧倒的な数の警備兵や戦闘装備――NLNSとは絶望的な戦力差があった。そんな中、淳之介は床に伏していた文乃を見舞う。文乃はすでに記憶の一部を失いかけ、もう引き返すことができないところまで病状が進んでいた。夕日が沈む頃、島の老人を代表して健蔵が、淳之介と文乃の2人で島から逃げ出しても構わないと淳之介に言う。島の人間の“栄えたい”という虚栄心のしわ寄せを喰らった文乃に、老人たちは強い罪悪感を覚えていたのだ。島のすべてを恨んでいた淳之介が、自分たち島の人間を助ける道理などない――なのにまだ戦うのか、まだ助けるのか、そして許せるのかと健蔵は淳之介に問い、その場を去った。文乃の身体のことを考えれば、逃げることが一番よいはずだった。だが、淳之介は仲間たちを連れ、自分たちの最初の場所――学園の秘密基地を訪れ、最終決戦の準備を行う。それについて来ていた文乃は、戦力として傍にいさせて欲しいと淳之介に頼み込む。しかし淳之介はそれを断り、自分の想いを語り始める。淳之介は、青藍島の人間たちを今でも許せなかった。できることなら、恨みを晴らしてやりたいとすら思った。だがそれでも、淳之介はそれ以上に文乃が大切で、共存を望むと――皆が幸せになる道を選びたいと言った文乃の望みを叶えてやりたかった。自分にすべてを捧げてくれた文乃のため、すべてを賭して戦いたい――それこそが淳之介がここに残り続け、いまも戦う理由だった。しかし文乃の望みを実現するには、全国に訴えかける声が必要だった。そのため淳之介は、自分たちが戦場で戦っている間に、文乃にこの場で戦ってほしいと考えたのだ。淳之介が本当に、すべてを与えてくれたことに文乃は涙を流し、満面の笑みを浮かべる。
そしてNLNSは秘密基地から出撃。淳之介は手嶋の元で習得した漢勃ちで敵の攻撃から仲間を守り、敵陣を突破。NLNSの仲間たちと途中から加勢してきた手嶋やSSビッグスリーに背中を預け、淳之介は戦場跡地へと突き進む。一方の文乃は、秘密基地からネット放送で全国へ向け演説を開始。幼い頃から生きてきた青藍島で自分が見てきたもの――性行為を謳歌する誰もが幸せに満ち溢れていたこと、その一方で様々な理由で強制される性行為に苦痛を感じ、避けてきた人々とも出会ったこと――どちらも尊重されるべきで、許されるべきである――性行為を求める人と、性行為を避ける人、両者との共存を望んでいると訴えかける。演説により、青藍島住人は決起しSHO本社ビルの工事を食い止め、世論も防人老人に対して懐疑的に動いていった。そして戦場跡地屋上に辿り着いた淳之介は防人老人と対峙。そこへ仁浦も現れる。仁浦は淳之介を助けに来たわけではなく、以前のドスケベ条例を取り戻すために淳之介と防人老人に対し戦いに来たのだ。仁浦を前に怒りを露わにした防人老人は娘を奪われた者として正当な復讐の権利があると駆け、仁浦は娘を奪われた自身にも正当な復讐の権利があると駆け、淳之介は正当な復讐などあるものかと駆け、三つ巴の戦いになる。復讐や手向け、過去や死んでしまった人間にしか意識が向いていない2人とは異なり、淳之介は文歌の忘れ形見である文乃が望むものを実現させることこそが、唯一の手向けになると確信していた。やがて満身創痍になりながらも、淳之介は仁浦と防人老人に拳を叩き込み、「あの子が望む未来を、必ず手に入れてみせる」と自分によく似た2人の男に伝える。仁浦と防人老人は負けを認め、気を失った。
夏休みが明けて9月。防人老人は政界からも姿を消す。青藍島では文乃の演説の効果や県知事に返り咲いた仁浦の尽力もあり、新ドスケベ条例が撤廃。文乃が目指した共存――セックスを望む人間がいるのであれば、選ぶ権利があってもいい。そんな思想の元、新たなるドスケベ条例・真ドスケベ条例が施行された。それに伴い、崩壊寸前であったSHOは立て直しに成功。復活したSSも再び水乃月学園に通えるようになり、島は元の活気を取り戻す。淳之介は青藍島のすべてが見通せる場所――戦場跡地に立ち寄る。そこにはその日退院した文乃がいた。文乃が望み、自分たちが創りだした町をふたりで眺めながら、文乃は「どうか文乃をお傍に置いてくださいね。これからも末永く、ずっと――」と笑顔で語るのだった。

### 抜きゲーみたいな島に住んでる貧乳はどうすりゃいいですか？2

#### Senzuripoint:Paccoman
物語開始時点の大まかな状況は『ぬきたし』グランドルート後とほぼ同様だが、淳之介がどのヒロインとも結ばれていない世界。
秋半ば。真ドスケベ条例成立後、NLNSの面々やSS、青藍島の人々は平穏な日常を過ごしていた。だがある日、主人公・橘淳之介がSNS上の友人と自作データを交換し作成したオナホールでオナニーをしていたところ、あまりの快楽にシゴく手の動きが光の速さを超え、たまたま居合わせたSSビッグスリー――SS代表兼水乃月学園生徒会長・冷泉院桐香、風紀委員長・糺川礼、SS一番隊隊長・女部田郁子共々、激しい光に呑みこまれ別世界に転移してしまう。そこは、廃止されたはずの古きドスケベ条例がいまだ施行されている青藍島だった。元居た世界（A世界）とは異なるこの世界――通称・B世界で淳之介はSS生徒会副会長であり、絶対的な権力を握る“性帝”として畏怖され、桐香、礼、郁子と共にSSビッグフォーと呼ばれていた。一方で、艱難辛苦を共に送ってきたNLNSの仲間たち――片桐奈々瀬、渡会ヒナミ、畔美岬、琴寄文乃は淳之介のことを覚えておらず、妹の橘麻沙音は学園を欠席しており行方が分からなかった。無事に元の世界に戻ることを望む淳之介は、桐香、礼、郁子と共にSSとして生活し“この世界の自分”を演じながら、帰還方法を探っていく。
淳之介は同クラスのクラス委員長のSS隊員・花丸蘭、性帝のバディの男性SS隊員・シューベルト、性帝専属の戦闘サポートオペレーター・スス子、SHO特別監査役の一般生徒・秋野水引、SS隊員兼SHO特別監査役補佐・花丸凛といったSS隊員やSHOからのお目付け役に囲まれながら、淳之介は何とか“性帝”としての業務を行いつつ、情報を集める。B世界ではSSの記録にNLNSの名前は存在しなかった。一方で、日本すべてにドスケベ条例を有効にするドスケベ法、そして世界の様々な国にドスケベ条例を適用するUSD計画の施行が迫っており、それをSSや青藍島住民は待ちわびていた。A世界よりも危険な思想に満ちているこの世界に長居は危ういと、SSビッグフォーは危機感を募らせる。淳之介はA世界とB世界をつなぐ鍵となるオナニーを再現するべく、尋常ならざる快楽を生んだあのオナホール――“世界線オナホール”の再現を模索する。
そんな中、“トリ公”と呼称される敵が逃走中との情報が入りSS全員に緊急出動がかかる。しかしそこに居たのは奈々瀬、ヒナミ、美岬、文乃――“トリ公”が元居た世界で言うところのNLNSの面々であることに驚く淳之介を余所に、トリ公は逃げ去っていった。戦いの中で、淳之介と麻沙音の2人でないと作れないはずのT-A-Eをトリ公が使っていたことから、SSビッグフォーはT-A-Eを作った第三者――淳之介に成り代わって、NLNSの面々を糾合しトリ公を結成した正体不明の人物がいると判断する。
翌日。淳之介はA世界でよく見かけた青藍島のマスコットキャラクター・ハメドリくんがB世界ではほとんど見かけない存在になっていることにふと気付く。代わりの象徴として“性帝”が存在していたためだった。淳之介がA世界でのハメドリくんの中の人は誰だったのか疑問に思うと、それはA世界におけるSS生徒会副会長だった人物であると桐香は語る。同時にSSビッグフォーは、淳之介が副会長の立場となっているのであれば、副会長が淳之介の立場――トリ公のリーダーになっているはずだと気付く。しかしSSビッグスリーはB世界の記憶に上書きされはじめておりA世界の副会長が誰だったのか分からなくなっていた。
元の世界に戻るためのきっかけとなるであろうトリ公、そのリーダーを誘き出すため、SSビッグフォーはSSでイベント“リアル大脱膣ゲーム”を開催しSHOやSSの警備網をトリ公が想定していない例外の特殊な形にして確保する戦法を画策。淳之介は戦う手段を手に入れるため、学園の地下にある旧NLNS――現トリ公の秘密基地に忍び込み、防人老人を呼び出す。基地の存在や防人老人の正体と目論見を知る淳之介に防人老人がたじろぐ中、淳之介は自身の知る琴寄文歌のことをすべて教える代わりに協力と取引を持ちかける。淳之介を狂人と断じながらも、防人老人はその狂言に乗る。しかし防人老人もトリ公のリーダーの詳細を知らずにいた。トリ公のリーダーは文乃を保護した途端に防人老人への引き渡しに応じず絶縁し、現在のトリ公は防人老人の支援を受けていない状態なのだという。
“リアル大脱膣”イベント当日。学園からの逃走を開始したトリ公を、淳之介はSSビッグスリーとの連携で追い詰め捕らえようとするが、突如として現れた鋼のパワードスーツ・アーマーハメドリくんに急襲され一瞬にして敗北し、トリ公を取り逃す。
アーマーハメドリくんを制御できるプログラムを制作できる学生など、麻沙音しかいない――淳之介は麻沙音に話を聞くべく、これまで何度も訪れながらも麻沙音が出てなかった自宅へと再び訪れると、麻沙音が姿を見せた。淳之介は安堵するが、麻沙音の顔色はひどく疲れ切っており「何しに戻ってきたの……？」「話す事なんてない」と淳之介に対する憎悪を示す。愛する妹に拒絶されたことに淳之介は言葉を失い、その場を後にする。
B世界に来てからというもの、SSビッグフォーはB世界における自身の過去の夢を見るようになっていた。しかし淳之介は、自身の過去だと考えていたその夢が、立場の入れ替わったトリ公のリーダーの過去であることに気付く。夢の中でトリ公のリーダーは、イチモツにコンプレックスを持ち劣等感に苛まれながら戦うことを選んだ、極めて淳之介に近い存在であるようだった。同じ頃、桐香の調査によりA世界よりB世界の方が何故か学園の女子生徒の人数が1名多いことが判明。戸籍情報を取り扱うSHOが関わっており、ここに元の世界に戻るきっかけの何かがあると断じた淳之介は、SHOに探りを入れる危険を冒す前に防人老人に裏取りをする。防人老人によるとトリ公のリーダーは小柄な少年で、防人老人と絶縁したトリ公が現在は防人老人に代わり新たな資金源を得て活動しているという。SSビッグフォーはトリ公の新たな出資者が、文乃を求める人物――文乃の父親でありSHOを統べる仁浦俊明であると推察。多少の危険はあれどデータが集約されているSHO本社ビルにデータ回収の為、SSビッグスリーが侵入することを計画する。その一方で淳之介は世界線オナホールの再現を試みていたが、悦楽も快楽も到底敵うことはなかった。オナホール職人は常に、自分が最高に気持ちよくなる芸術を創り上げる。すなわち世界線オナホールを作成した人物と淳之介はほぼ同じ性感帯、サイズは違うにしてもほとんどまったく同じイチモツ、そしてコンプレックスを有しているかもしれない――そう考えた淳之介はA世界でオナホールを交換したSNS上の友人こそが副会長、B世界で言うトリ公のリーダーと気付き、この世界で彼がそのオナホールを作っていれば、それを使うことで元いた世界に戻れると確信する。
SHO本社ビルでのデータ回収の準備のため、淳之介は防人老人と再び連絡を取る。会話の中で防人老人がやはり復讐に駆られた鬼として心が囚われていると感じた淳之介。淳之介もまた、未だに防人老人のことを信用できていなかった。世間には相容れぬ人もいる――しかし淳之介はかつて敵であったSS隊員らと日々を過ごす中で友情を感じていた。それは数ヶ月前の自分なら思いもしないことだった。分かり合えぬ相手とも、通じ合うことができるかもしれないと皆に教えてもらったのだ。もし理解できなくても、分かろうとする努力はするべきなのだと思い至った淳之介は、あの老人について何ができるのかを考え、それは人間らしい感情を蘇らせること――文乃との和解以外にないと考え付く。
放課後。SSビッグスリーはSHO本社ビルに向かう。一方淳之介は学園で文乃に接触し自身が別の世界線から来たこと、元居た世界では共存の道を獲得したことを端的に伝える。文乃は淳之介の言葉が真実であると分かってくれていた。そんな中、トリ公が出現したとの報せが淳之介の元に入り、淳之介の傍にいた文乃は喫驚する。文乃はトリ公から何も知らされていないようであった。淳之介は文乃を置いて現場へと急行。やがてSSビッグスリーとSHO特殊戦闘部も現場に合流する。ところがSHO特殊戦闘部はSSビッグフォーへと銃口を向ける。同じ時、SHO特別監査役の水引が放送で、SSビッグスリーが島民の個人情報を抜き取るためにSHO本社ビルのコントロールルームに無断侵入したと発表し、ドスケベ法を潰そうと画策しSSを腐敗させたとしてSSビッグフォーを告発。水引自らがSSの指揮権の引継ぎを宣言するクーデターを発生させる。SHO特殊戦闘部や混乱したSS隊員らにSSビッグフォーが攻撃される中、アーマーハメドリくんを装着した水引が襲来した。トリ公のリーダーの正体は水引だったのだ。水引はSSビッグフォーにトドメを刺そうとするが、寸前に文乃が淳之介を援護。SSビッグフォーはその隙に撤退する。逆賊を成敗し、SSの指揮権を手に入れたトリ公は島の新たなる象徴となる。USD計画を導く新たな指導者に、島は沸き立つのだった。
それから数日。SSビッグフォーが戦場跡地で逃亡生活を送る中、淳之介の前に文乃が現れる。水引がクーデター作戦時に文乃を参加させなかったのは、自身の心を見透かす瞳を持つ文乃を邪魔に思ったためだった。文乃は水引の心に邪鬼がおり、助けられるのは自分しかいないと考えトリ公から離反。淳之介の言葉に空言はなく、忠誠を尽くせると力添えに来たのだ。文乃はやはり、ドスケベセックスを望む者と望まない者の共存ができる世界を志していた。淳之介はそのためにまず、文乃と防人老人が電話で話す場を設ける。結果的に分かり合えないとしても、ちゃんと話してみてほしいと淳之介は考えたのだ。文乃は母・文歌が島で罵られ蔑まれても誰も恨まず、島を、すべてを心から愛し慈しんでいたと語り、故にこそ自身は、この島でのすべての共存を望んでいると防人老人に伝えるが、防人老人はなおも文歌を殺した島に対しての怒りと復讐心を露わにする。淳之介は防人老人の気持ちを痛いほど分かるとし、今でも島の人間が許せないという本音を漏らす。しかし文歌が唯一残した文乃が共存を望むというなら、それを脅かそうとするすべてと戦うと淳之介は決意を述べる。淳之介は、復讐が悪ではないとしつつ「正当なる復讐なんて、この世には存在しない」とし、復讐を遂げ自らの無念を晴らすことを優先するのか、残された願いを聞き届けるのかを、自分の矜持を持って天秤にかけ復讐の是非を残された者が決めなければならないと、A世界ではついぞ説得も分かり合うこともできなかったドスケベの仇敵――本当は分かり合いたかった、自身によく似た人物である防人老人に訴えかける。文歌が本当に誰も恨んでいなかったことを文乃からもう一度聞き及んだ防人老人は「そうか…恨んでは、いなかったか…そうか…」と小さく繰り返す。復讐鬼が消え去ったその声は、愛する身寄りをなくしたひとりぼっちの老人のものであった。
その頃、水引は島の一大イベントとして“パコルロワイヤル”の開催を宣言。SSビッグフォーと文乃をあぶり出すための作戦だった。淳之介はトリ公を潰し、かつての仲間たちを取り戻すべく“パッコマン”を名乗りイベントに参加。イベントの関門として立ちはだかる美岬、ヒナミ、奈々瀬を打ち破った淳之介は自身が別世界からやって来た人間であること、共存が実現した世界のことを明かし、彼女たちは淳之介の仲間に加わった。
翌日。一同が麻沙音を奪還すべく、麻沙音が居るSHO本社ビルに水引が不在の隙を突き侵入を計画する中、SSの隊員たちがSSビッグフォーの下に集結し助太刀。クーデター直後は混乱していたSSだったが、皆SSビッグフォーのことを信じており、水引から離反したのだ。一同はSHO本社ビルでSHO特殊戦闘部と戦い、淳之介は麻沙音の元に辿り着く。麻沙音は、かつて麻沙音を守るべく取引をしてSSに入り性帝となったこの世界の淳之介の居場所を取り戻すために、トリ公として今まで戦ってきていた。麻沙音は偽物の兄に怒りをぶつけるが、戦いの末に兄妹は仲を取り戻す。そんな中、青藍島で生放送された映像の中で水引はドスケベ法が正式に可決されたと告げる。しかし同時に、水引はSS代表兼SHO特別監査役を辞任し、自身が幼い頃から同性愛者であることで蔑まれ、それは救いを求めやってきた青藍島でも変わらなかったと語り、故に自身を踏みつけたこの国と青藍島を潰すと宣言。ドスケベ法が制定された上で、それを管理するSHOを崩壊させることで日本全土を混乱に陥らせ、道徳、倫理観、そのすべてをぶっ壊す「マイノリティによる、真の復讐」を掲げ、手始めにドスケベ法の象徴である青藍島を完膚なきまでに破壊すると予告した。
水引のアーマーハメドリくんと500機以上の自立型アーマーハメドリくんによる攻撃の開始が差し迫る中、文乃と和解した仁浦、そしてSHOも淳之介らに合流する。それでも戦力差で水引に圧倒されていたが、成すべき共存のため、青藍島のどんな施設も犠牲にさせまいと、淳之介はSHOとSSの戦力を各施設に分散し、島の心臓部であるSHO本社ビルをNLNSの面々6人で防衛する“鋼鉄の6人”作戦を立案し、各地で準備が始まる。そんな中、桐香が淳之介に「復讐」の是非についてふと問う。淳之介は、過去に桐香が持ちかけてきた「正当な復讐」というものは存在しないと改めて語る。かつて島の転覆を目論み、自分という存在を知らしめるために復讐をはじめた自身が誰よりも水引の気持ちを理解できるとしつつ、それでも淳之介は水引の行いを峻拒した。仁浦も、防人老人も、淳之介も、桐香も、皆同じように生きている。数の差など関係なく、自分たちはいつも何かのために戦っている。だから正当なる復讐なんてものは存在しない。復讐に善悪など存在しない。復讐する権利はあっても、そこに正当性などというものはあってはならない。それは同じ世界で生きることを、無意味にする行為だから、とした。その上で憎しみを断つのに必要なことは、理解される努力と理解する努力と淳之介は語る。桐香は、皆が強制的に理解し合う環境があれば皆が幸せになれるというかつての自身の考え方が違っていたと悟り、自分たちに必要だったのは分かってもらうための努力、他者を許す寛容で、理解を強要することなく、そして虐げられることもなく、数少ない真の理解者を見つけられる環境を作るべきだったのだと思い至った。やがて島全土で戦闘が始まり、淳之介は新開発した立体亀頭装置で空を駆け、アーマーハメドリくんに対抗する。同じ時、淳之介らの動きに呼応した防人老人の暗躍により日本全土でドスケベ法に反対する大規模なデモと暴動が発生。より大きな混乱が生じたことで水引の一連の行動の衝撃性は霞む結果となる。真なる共存への闘いを目指していた淳之介は、この騒動の末に折衷案としてドスケベを島の中だけに収め、それを自由に選択できる共存の道が生まれると予測していたのだ。激戦の末に淳之介は水引を倒し、戦いは終結。そして淳之介は、薄々感づいていた元の世界に戻る方法を実行に移す。
世界線オナホールは、水引のアナル内を模って造られたものであった。A世界で淳之介が世界線オナホールでオナニーをしていた際、B世界では水引が性帝のイチモツを模ったバイブでアナルオナニーをしており、性感帯が限りなく近い2人が同時に同条件のオナニーをして寸分違わず絶頂を迎えることで、別々の世界が重なり合い“センズリ・ポイント”が生まれていたのだった。淳之介はB世界の仲間たちが真なる共存を目指してくれることを信じて後事を託し、水引のアナルにイチモツを挿入してA世界へと淳之介らは帰還する。
A世界に帰還して早々、淳之介はハメドリくん――水引の元へと駆け付け、そんな殻で自分を守らなくてもいい、自分たちは本当に分かってやれる努力をする、同じ島で共に生きてくれないかと告げる。淳之介が何を言っているのかよく分からなかった水引だったが、自身がずっと待ち望んでいたようなその言葉に落涙する。
後日。桐香は全校集会で性別欄が空白になった新たなドスケベ許可証や指定制服の完全自由化を発表。その中で「自分と異なるセクシャリティを持った人間、という風に捉えれば、相手を理解するのは簡単ではありません。しかし青藍島に訪れている以上、その人物も我らと同じくドスケベを愛する生ハメイトなのです。分からないものは、人間長く時間をかけなければ分かるようにはなりません。そのために必要なのは、努力です。それが決して実らなくとも、その努力を怠らない姿勢だけは忘れないようにしましょう。そしてもしも、あなたが他者から理解されないと思うのなら。孤独が苦しいと思うのなら。皆さんと同じく、理解してもらえる努力にチャレンジしてみるのは、いかがでしょうか？」と語った。
これで差別的な考えがなくなるわけではない――それでも新しい世代の自分たちがそれを認めていけば、いずれはゆっくりとなくなるはずなのだと淳之介はただ、認識を改める努力を続けると決めた。「これからゆっくりと、みんなに分かってもらえればいい」と淳之介に語られた水引は、「まずは最初に、そんな君に分かってもらえれば、時代の変化をゆっくりと待つことができそうな気がする」と返す。こうして青藍島は、また少しだけマイノリティに優しい居場所となったのであった。

## 登場人物
声優は特に注記の無い限り、PCゲーム版 / テレビアニメ版の順で記載。

### NLNS
橘 淳之介（たちばな じゅんのすけ）
声 - なし / 柳晃平、仲田ありさ（幼少期）
誕生日：12月31日 / 血液型：AB型 / 身長：179cm
『ぬきたし』、『ぬきたし2』の主人公。水乃月学園A等部の2年1組。NLNSのリーダー、現場指揮を担当。NLNSにおける識別番号はATM-01。
東京方面の生まれ。幼い頃、両親の仕事の都合で青藍島へと越し、亡くなって間もなかった父方の祖父母の一軒家に居住するが、ある時期を境に引っ越して島を離れる。しかし『ぬきたし』の物語開始2ヶ月前に交通事故に巻き込まれ両親が死亡、淳之介と妹の麻沙音だけが助かる。親戚も身寄りもなく、家賃などを払いながら学校に通い続けるほどの遺産はなかったため、橘兄妹は東京から青藍島の父方の祖父母の家へと再び移住。
誇り高き童貞であると同時に骨の髄まで処女厨の淳之介は、自分の矜持と妹のアイデンティティを守るべく、島に敷かれたドスケベ条例を遵守させるSSやSHOから密かに逃れ、愛のないセックスを拒む。そんなある日、偶然にも学園の地下部分に最新設備の整った秘密基地を発見し、基地のモニター越しに謎の老人から、琴寄文乃という少女を見つけ保護することがドスケベ条例を崩壊させる鍵となると告げられた淳之介は反交尾勢力・NLNSを結成。貞操を守り抜きながら件の少女を探し出し、「ドスケベ条例をぶっ壊す」決意を胸に反旗を翻す。
趣味はオナホール制作、（性的な）音声作品鑑賞、筋トレ、エロゲ（ただし告白直後にエッチシーンがあるゲームは嫌い）。
妹の麻沙音とは「ふたりでひとりの兄妹」「ふたりでようやく一人前」と称される。何かを制作する際、淳之介が提案をしてハードウェアを作り、麻沙音が内部のソフトウェアを制作するということが多い。
オナホール制作のきっかけは節約と、通販での購入だと両親への発覚が危惧され、自作であればこの2点が解消されたため。格安の3Dプリンターを購入し、学生の内は無料で使えるモデリングソフトを用いて制作している。オナホール制作を“芸術”と淳之介は称する。自作オナホールには『洞窟壁画』、『ゲルニカ』、『アビニヨンの娘たち』、『民衆を導く自由の女神』など絵画のタイトルを付けている。制作するだけではなく、Onatterというコミュニティサイトで3Dモデルデータをjunonanistというアカウント名で公開しており、一定数のファンが付いている。
自身のダッチワイフは大事な彼女として全員に名前を付けている。初めて買ったダッチワイフの名前は橘唯子。
筋トレは日々しており、毎日プロテインを飲み、腹筋ローラーを1日50回転以上する。学力面は脳筋と言及され、とにかく英語ができない。方向音痴。私服のセンスがダサい。兄妹揃って家事が苦手。交通事故に遭った時に両親を助けようと本気で車を持ち上げようとしていたなど、土壇場になるととんでもないことをしはじめる。
基本的に携帯しているT-A-Eは穿き丸と数個のEggのみ。メガネをかけているが元より度が強く入っているわけではなく、裸眼でも日常生活に支障はない。しかしT-A-E制作に明け暮れてからは目が悪くなっている。
通常時は普通の大きさだが、勃起すると物凄く巨大になるイチモツを持つ。しかし過去の出来事から自分のイチモツがコンプレックスで、他人に見られることを極端に嫌い、淳之介がドスケベセックスをしたくない一番の理由となっている。また、これにより（画面越しなどは除く）生身の女性に対して滅多なことでは勃起しない軽度のインポとなっている。オナニーをする時は甘勃ち状態のものを弄ぶことしかできない。勃起しないわけではなく、じっくりと時間をかけ最高の環境を整えれば硬くなることもある。
基本的に毎日3回オナニーを行っている。インポであるため勃起できない日は0回だが、調子のいい日にその補填をするため8回以上行うこともある。
淳之介は自身の考える非処女の定義について、キスなどの粘膜接触があった時点で非処女としている。一方、自身の考える童貞の定義については、本来の童貞の定義が「膣の中に入れるまでが童貞」「膣の中で射精するまでが童貞」などと非常に曖昧な中で「ならばオーラルセックスばかり行うチャラ男は童貞と言えるか？」という問いに、そこに答えなどないとし、よって淳之介は「童貞とは心意気のこと。純白の精神を持ち、強き矜持を持った存在のこと」「どんなに性的接触があろうとも、その精神と矜持があるのなら、それはまだ童貞のまま」「純白の心は、自分の本当に望んだ射精をしない限り失われたりしない」「故にこそ、男は“心からの射精”をした瞬間に非童貞となる」と定義している。また、自身の考える純愛の定義として「ひとりの経験もない処女と童貞同士が、深い絆を以て結ばれる――これこそ、正しい純愛」「むこうが処女を差し出してくれるのであれば、逆に君以外を愛さないという誓いの童貞を差し出さなければいけない」と本気で思っており、だからこそ淳之介は“誇り高き童貞”を公言している。
自身の巨大なイチモツで性交を行うことで、相手の女性を快感で失神させることができる。失神した人物は行為の衝撃で記憶が混濁する。淳之介が望まぬ性行為をした際には淳之介の身体が過度なストレス、罪悪感を感じ、射精後の強烈な倦怠感で意識を失うことがある。これらの性行為について、淳之介は「心からの射精をしていない」「ただの戦闘行為」であり、自身は誇り高き童貞のままとしている。仕方なく、巻きこまれる形でイチモツを使用している淳之介はこの“力”を負の象徴とし、使いたくないと考えている。
幼少期、青藍島に住んでいた際、学校での互いの性器を観察する授業をキッカケに、淳之介のイチモツが大きくて気持ち悪いからと周囲の子供からイジメられるようになる。生きることにさえ絶望しかけた淳之介だったが、誰もいない森の中でとある少女と出会い、少女からイチモツについて気にしちゃダメ、それは個性だと励まされる。淳之介は以後この少女と森の中でよく会い、森の中に秘密基地を作って放課後はふたりきりで過ごす仲間となる。同級生だったその少女もセックスをしない処女であるという理由で学校でイジメられており、「この子が処女を卒業すればイジメられることはなくなり辛い思いをしなくて済む」「島のやつらに処女を奪われてしまうくらいなら」「彼女がいなくなり自分がまたひとりぼっちになってしまうことは耐えられない」と、初恋の少女を助けてあげたいと考えた淳之介は少女にセックスを迫り押し倒してキスをするが、咄嗟に少女が淳之介を拒絶し突き飛ばされ、淳之介は正気に戻って自身の過ちに気付き逃げ出す。その後少女は転校し、それっきり会うことはなかった。性行為には至らなかったが少女を傷つけるような真似をした自身の愚かさを痛感し、ひとりぼっちで秘密基地の跡地にいる中、淳之介はある大人の女性に出会う。その女性は淳之介の過ちを認めた上で許容し、そのイチモツを個性と肯定。心の底から救われた淳之介にとって、もうひとりの母のような人物となるが、その女性は裏風俗に勤めていることで島の人間から迫害・糾弾され、最後は病に臥して死去。淳之介が絶望に暮れる中、彼女を詰った人々の口から「条例に違反するやつが悪い。やっと死んだのか」という言葉を聞き、「条例がなければ彼女が死ぬことはなく、島に裏風俗ができることもなかった」「彼女にだって他に生きる道があったはずだ」と淳之介は思い、条例を良しとする人々、彼女を死に追いやりながら自分たちは性を貪る人々、性に奔放な人間、同調圧力でセックスが当然だと思っている人々、自身の恩人たちを傷つけた“非処女”を憎み、嫌うようになる。その後すぐに引っ越して島を離れるが、その想いは燻り続けた。なお、森の中で淳之介が出会った少女の正体は奈々瀬だが、淳之介は『ぬきたし』の物語開始時点で名前すら思い出せない、霞がかった女の子として記憶している）。また、その後に出会った大人の女性の正体は文乃の母・文歌だが、淳之介は『ぬきたし』の物語開始時点でその女性の正体を知らず、顔もほとんど覚えていないものの、ショートカットであったこと、不思議な色をした瞳のことは強く記憶している。
渡会 ヒナミ（わたらい ヒナミ）
声 - 飴川紫乃 / 小澤みのり
誕生日：11月13日 / 血液型：O型 / 身長：139cm / スリーサイズ：69/50/71
『ぬきたし』のメインヒロインの1人。水乃月学園A等部の3年1組。NLNSのメインアタッカーを務めるDPS。NLNSにおける識別番号はATM-03。
その体格や見た目から周りにドスケベ条例の対象年齢未満のロリと勘違いされセックスに誘われることがない、ナチュラル条例違反的存在。子ども扱いされるたびに「ロリじゃないですけど！」と抗議する。
ある日、ロリコンに襲われて行為を迫られた際、ヒナミはNLNSに救出される。その後NLNSに勧誘された際は条例を破るための組織故、「気持ちは分かるけど、そういうのは良くないと思う」と協力を拒んでいたが、ヒナミとセックスをしようとするのは変態（ロリコン）しかいないのではないか、初めては大好きな相手とがいいのではないかと奈々瀬から指摘され気持ちが揺らぎ、さらにヒナミが実は年上という事実を知った淳之介から「先輩」扱いされたことで「後輩の頼みだったら」と気を良くし、NLNSに加入する。
誰も誘ってくれないということはきっと自分はブスなのだろうと考え、また年齢の割に貧乳であることを悩んでいたが、淳之介らNLNSと出会うまで、ロリであるという自覚はまったくなく「身長は周りよりちょっと小さいし、胸も平べったいけど、それ以外は普通」と認識していた。その他、アホ毛があることを気にしている。
NLNSの中でもっともできる学力を持ち、学年トップクラス。一部の学生からは飛び級の学生と思われている。また、島の人間は幼少期から「ロリには絶対手を出してはいけない、襲うと重罪」と言い聞かされているため、ヒナミが条例対象年齢と知っていたとしても、エッチをすれば「こいつはロリコンだから本物のロリにも手を出すかもしれない」と思われるかもしれないリスクがあることから誰もヒナミに手を出さなかった、と奈々瀬は推測している。
びっくりするぐらい何も知らなかったりもする天然な面がある一方、人の心の内には誰よりも気付き、核心を突く。小さい胸に反して誰よりも大きい心を持っており、溢れる母性でなんでも受け止めてくれる。
何故か子供の頃からいつも届かない高さの下駄箱になるため、身長の低さを補うべく常にパイプ椅子を持ち歩いている。椅子に奇縁があり、椅子の神様からの寵愛を受けているヒナミは“椅子の加護”がついている。NLNSでは椅子を用いて戦う。
礼とは幼馴染で仲が良い。礼から本島の少女漫画をよく貸してもらっている。ロマンチックと好んでおり、愛のあるエッチに憧れている。ずっと島に住み、無秩序な性行為を毛嫌いしていたわけではないヒナミが、それでも好きな人がいいと思えたのは礼がいたからであった。NLNSにいることで礼と事実上敵対してしまっていることについては、礼と喧嘩するのはもちろん嫌だが、1回もエッチをしていないため、淳之介たちと一緒にいないとしてもどちらにせよ犯罪者であり、それにやはりエッチするなら好きな人がいいとし、困っている淳之介たちの力になってあげたいと語り、淳之介たちと一緒にいるのは間違っていないと考えている。
片桐 奈々瀬（かたぎり ななせ）
声 - 柳ひとみ / 石上静香
誕生日：9月3日 / 血液型：O型 / 身長：162cm / スリーサイズ：83/60/84
『ぬきたし』のメインヒロインの1人。水乃月学園A等部の2年2組。NLNSの斥候およびフランカー、作戦立案を担当。NLNSにおける識別番号はATM-02。
学園で一番有名なカリスマビッチ。童貞500人切り、肉棒17本同時挿入達成、前人未到の中出しバケツリレー七連覇など、ものすごい噂が絶えない「学園の優等生」だが、実は性交経験のない処女で噂を上手く利用し何年もエッチから逃げ回っている。
両親は共働きで忙しく2人ともほとんど家におらず、家事は自分の仕事となっており、家事全般を特技とし、小遣い欲しさとちょっとの暇つぶしで家事代行サービスのバイトをしている。若い人が入っていながらも実態は過疎集落に近い青藍島では仕事内容は老人たちの介護が主なデイサービスのようなもので、わりのいいバイトはもっとあったが若い人相手では性行為を強要されてしまう可能性も高く、介護経験のある奈々瀬には色々と性に合っていた。
家事を苦手としていた淳之介と麻沙音が、転校早々思ったより安価だった家事代行サービスを申し込んだところ奈々瀬がやって来た。以後奈々瀬は週に2～3回橘家を訪れ、家事の他に数日分の作り置きをする。
ある日、男子生徒に強引にセックスを迫られた際、咄嗟に助けに来た淳之介に自身のビッチの噂は嘘であると明かす。騒ぎで駆け付けたSSから淳之介と共に逃げ出す中で、偶然にも学園の地下部分に最新設備の揃った秘密基地を発見。淳之介は反交尾勢力NLNSを立ち上げ、奈々瀬も加わる。ビッチではないと奈々瀬に明かされて以降も淳之介は、奈々瀬のことを「ギャル」「ビッチ」「非処女」と呼ぶことがあり、それに対して奈々瀬は淳之介のことを「童貞」「インポ」と応酬しているものの、淳之介と奈々瀬はよき相棒的存在となっている。
明るい髪色に強烈な化粧をし、エクステ、カラコンをしている。ピンクのシャツを着て、服を着崩し胸元が大きく露出している。
地毛は茶色。カラコンがなければ鳶色の瞳をしている。 身体にほくろが多い。目の下に泣きぼくろがあり、周囲からはドスケベな位置にある秀逸なほくろと好評だが、本人は位置が中途半端と気にするコンプレックスとなっており、イジられると怒る。
特殊な力は何もない代わりに類まれなる運動神経を持つ。
機械の類が苦手だが、どれだけ大量にグッズを持っていても学園一のビッチと誉れ高い奈々瀬ならば怪しまれないため、奈々瀬にはT-A-E適性があり使用頻度も高く、アイテムの使い方を頑張って覚えて整備も行っている。
外見に反し口数が多い方ではない。相手を気遣い、人の勘違いを正せない性格。生真面目で学力は学年でもトップのほう。大型犬が苦手。
『ぬきたし』の物語開始時点で淳之介は気づいていないが、奈々瀬と淳之介は幼馴染。
生まれは本島。仕事で各地を飛び回っていた両親に代わり、B等部に上がる前まで青藍島の祖父母の家に預けられていた。地味で大人しく内向的で、この頃から時間のない両親との会話のため、しゃべる時間を延ばしたいという一心で「無駄な弁解」をしないという癖がつき、相手の勘違いを正すことができなくなる。何かを諦めて、受け入れてしまうのは得意だった。他者との接触が極端に少なかったり、「本当に好きな人と」という両親の教育もあって、島の人間にしては珍しく性行為というものに羞恥心を覚えていた。学園の中学年になるまでは内向的な割に運動が得意で、ずっとサッカーをやっていた。どんなスポーツ自慢の男子たちにも遅れをとらず一目置かれる存在だったが、男女の差がはっきりと分かれた頃から、皆がやっている“セックス”という遊びをしないという理由でイジメられるようになり、身体的な侮蔑を込めて「泣きぼくろ」とあだ名され嘲られていた。奈々瀬は少しでも島から浮かないようにギャルっぽい格好をする練習などはしていた。
そんな時、自身がよく孤独を癒す森の中で同じくイジメられていた淳之介と出会い彼を励まし、森の中で秘密基地を作って放課後はふたりきりで過ごす仲間となる。奈々瀬にとって淳之介は初恋の男の子となるが、ある時淳之介が奈々瀬にセックスを迫り押し倒しキスをする。それは処女とイジメられている奈々瀬がイジメられぬようにと淳之介が行ったことであると奈々瀬は十分に理解できたが、大好きな男の子が知らない誰かに変わってしまったように感じて泣き、咄嗟に拒絶してしまう。淳之介は走り去り、その夜奈々瀬は親の都合で本島で暮らすことになったと告げられ、翌日には船に乗り、もう一度淳之介に会うことは叶わず、奈々瀬は淳之介を受け入れられず彼の心を酷く傷つけてしまい、黙って島を去ってしまうことをただ後悔した。
本島では女子校に通い、その後祖父母の介護の都合で再び島へと転校。奈々瀬はギャルの格好をしているつもりはなく、本島の女子校では「このくらい普通だった」と思っていたが、栄えているとはいえ田舎である青藍島ではこの程度でもギャルと認識され、昔の同級生は奈々瀬の存在に気付かず、すぐに溶け込むことができた。その約2年後に淳之介も再び青藍島にやってくる。淳之介は奈々瀬とかつて過ごしていたことに気付かなかった。かつて怖い目にあわされた淳之介をどこか恨む気持ちがあった奈々瀬だったが後悔は拭えず、淳之介に話してみると、非処女が気持ち悪いと価値観を捻じ曲げ、生粋の処女厨になってしまうほどに彼も当時のことを後悔しており、淳之介にとってかつての奈々瀬の存在は自らの罪の象徴となっていたため、奈々瀬は淳之介を傷つけないために自分の正体を明かさずに彼を再び支えて助け、彼の理解者になると決意する。
畔 美岬（ほとり みさき）
声 - こはる凪 / 岡本理絵
誕生日：5月14日 / 血液型：A型 / 身長：160cm / スリーサイズ：90/65/88
『ぬきたし』のメインヒロインの1人。水乃月学園A等部の2年2組。NLNSの輸送全般を担当。NLNSにおける識別番号はATM-04。
地味で陰が薄いため周りに存在を気づかれにくく、そのことに対し自分を「モブ女」と卑下する。本人曰く「デブ」であるその体型がコンプレックスであり、裸になりたくないという理由でセックスを避けている。『ぬきコミ』では体重は60kgと描写されている。
近所に高齢者が多い山の集落に住む。集落では畔家が最年少。5人姉妹の末っ子。末っ子なため総掛かりで食事を勧められ、加速度的に体重が増えていった。畔家は体質的に太りづらい家系だったが、美岬だけは肉がつきやすい体質だったため、姉と比較して病的なまでに体型を気にするようになっている。かつて誰にも相手にされない理由を考えていたところ、鏡に映る自分が皆より太っていることに気付き、なんとかしようと毎日鏡を見たがどんどんと自身の身体が気持ち悪くなり、やがて見ているのも嫌になった。条例適用年齢になってからはずっと1人でセックスから逃げ回っており、基本的には自転車で暗くなってから山道を通り帰宅していた。学内では地味だったため存在に気づかれなかった。ある日の下校中、不良集団に襲われレイプされそうになった際、通りかかった淳之介に美岬は救出され、美岬はNLNSに入ることになった。
食欲に抗うダイエットは人としての本能に反し、体型のために食欲を抑えて生きていくなんて死んでいるのと同じと語り、ダイエットの基本を摂食ではなく運動だと考えている。本人は太っていると自覚しているが、淳之介らからは「細身ではないとは思うが、太っているようには見えない」「青藍島基準だとたしかに太いのかもしれないが（中略）、他の女子より重いというのなら、それは贅肉ではなく自転車を乗りまわしてついた筋肉の分なのでは」といった感想も抱かれており、食べている量を考えれば痩せている方。
淳之介にとって好みのタイプである、控えめでおとなしく少し消極的な地味めの文学少女といった第一印象の一方で、NLNSの中で最も価値観が青藍島寄り。実際には青藍島の中でも相当おかしい人物で、思うままに勢い任せな行動を取る刹那主義 。お腹は見られたくないと語る一方、青藍島に生まれ育った故に乳首や女性器、オナニーを見られることなどに恥じらいがない。自身の性的な弱点はアナルと語り、アナルのことなら誰よりも深く理解している。アナルに魔法少女のフィギュアを入れて抜けなくなり病院に運ばれ、NLNS加入前年の体イク祭を休んだことがある。
元々お笑い体質であるため、コンプレックスを抱きながらもデブキャラというポジションはおいしいと思っているらしく、無視されることも多々あるが、NLNS加入前は思いついたネタを披露する相手すらおらず、美岬にとっては渾身のネタを雑に流されることさえ喜ばしいことらしい。
何かを操縦する能力に長けており、セックスから逃げ回る際には自身の絶頂バイシクルを始め、バイクやボート、マジカルミラー号を勝手に運転するなどしていた。自身が世話になる乗り物には“タニザキさん”などの名前を付ける習慣がある。
本人が最も得意としている乗り物は絶頂バイシクルで、脚力には自信がある。絶頂バイシクルはスピードの上昇でバイブの抽送も速くなるため、通常であれば漕ぎ足に制限をかけてしまうものだが、アナルに天武の才を持つ美岬はバイブで絶頂することでスピードを上げ、滅茶苦茶な機動力を発揮できるアクメ走行“おほライド”を可能としている。
勉強はあまりできず、「淳之介が最下位なら、その次が美岬」と評される。島育ちのためか、夜目は利く方で視力も良い。地味顔モブなりのせめてもの抵抗として、アホ毛を毎朝セットしている。
麻沙音からは縄張りを侵してきそうな相手と認識され敵視されているが、美岬は意識してもらえていることを嬉しく思い、無関心よりかはよっぽどいいと語る。
橘 麻沙音（たちばな あさね）
声 - そらまめ。 / 小秋あこ
誕生日：2月9日 / 血液型：A型 / 身長：153cm / スリーサイズ：86/61/83
淳之介の妹。水乃月学園A等部の1年1組。NLNSのスパイアイテムの開発や作戦のオペレーター・電子戦を担当。NLNSにおける識別番号はATM-00。淳之介や奈々瀬からは「アサちゃん」と呼ばれる。
淳之介の最大の理解者。恋愛対象が女性である同性愛者（レズビアン）で、兄以外の異性を受け入れられず、ドスケベを避けている。年上とビッチが大好物。人生最大の願望は兄と兄の彼女と3Pすること。
淳之介にとって手間のかかる妹で、引きこもりで口が悪く、口喧嘩は強い。早口、声帯模写が得意。兄共々、性に対して普通よりずっとおっぴろげ。泣き上戸。交通事故を経て、車には苦手意識がある。
勉強はまったくできないが頭はキレ、獣のような感性で生きている。膨大なオカズの海であるPCに熱中したことをキッカケに、効率的にオカズを収拾する様々なプログラムを組むようになるなど、昔からエロ関係のことになると無類の力を発揮し、エロ関係のプログラミングが特技。小学校レベルの算数もできないが、「かけ算なんて文字と文字の間にコメ入れておけば勝手にPCがやってくれるもの」と麻沙音は語る。家にいてできることなら（家事以外）大抵可能。
兄の淳之介とは「ふたりでひとりの兄妹」「ふたりでようやく一人前」と称される。何かを制作する際、淳之介が提案をしてハードウェアを作り、麻沙音が内部のソフトウェアを制作するということが多い。
生理がかなり重い方。転校によるストレスが原因なのか睡眠時無呼吸症候群にもなった。
幼少期、両親共に女の子がほしい人だったため可愛がられて育てられた。ひとりでは何もできない子だったため、何をするにも親がいないとまともにこなせなかった。兄・淳之介も比較的ちゃんと可愛がられていたが、両親が共働きで忙しく、余った時間で愛されるのは決まって麻沙音の方で、当時淳之介は外で遊ぶ際に内向的で人見知りな麻沙音を疎ましく思っておりあまり仲が良くなかったが、妹の面倒を任された淳之介は兄という自覚を持ち文句を言わずに面倒を見ていた。
幼少期に青藍島に引っ越してきてからも引っ込み思案で友人も多くなかったが、性行為を迫る男子を跳ね除け、そこから同性愛者ということがバレてイジメられるようになる。同時期にイチモツのことでイジメられていた淳之介は麻沙音にかまっていられず、また島の価値観に染まりはじめていたため、異性が嫌いだなんてバカらしいわがまま、気持ち悪いと一度は淳之介に拒絶される。その後、島から引っ越してイジメとは縁が切れる。相変わらず両親は忙しく、「お姉さんになったから」とかまってくれることは少なくなり、友達ができることはなかったが、気づけば淳之介が側にいてくれるようになる。その頃の淳之介は「男だから」「女だから」といったことを一切口にしなくなっており、男の子も女の子もまとめて“人”と言うようになり、そうすることで麻沙音を許容。麻沙音は見えない手を差し伸べてくれた淳之介の不器用な優しさをとても好きになる。両親が亡くなった交通事故の際は押しつぶされた車の中に取り残されたが、変形したドアを無理やり剥がした淳之介により助け出された。取り残された兄妹は施設に入る話もあったが、「離れ離れになるくらいならふたりで生きていく」と兄妹は決め、青藍島に引っ越した。
生粋の年上ギャル好きになってしまったのは幼少期に青藍島で同性愛者とバレてイジメられていた頃、ギャルっぽい格好の女の子が唯一話し相手になってくれたため。麻沙音にとって初恋だった。この女の子の正体は当時イジメられ島に馴染もうとギャルっぽい格好の練習をしていた奈々瀬で、奈々瀬は友達となった淳之介に練習の成果を見てもらおうと淳之介の家に何回か行った際にその周辺で麻沙音と出会った。麻沙音は『ぬきたし』の物語開始時点で奈々瀬と出会った際には昔助けてくれた女の子だと気づかなかった。
琴寄 文乃（ことよせ ふみの）
声 - 沢野ぽぷら（PCゲーム）/冬川羽衣
誕生日：2月21日 / 血液型：AB型 / 身長：147cm / スリーサイズ：73/52/72
『ぬきたし』のメインヒロインの1人。水乃月学園B等部の3年生。NLNSでは遠距離支援の狙撃手を担当する。NLNSにおける識別番号はATM-05。
県知事・仁浦俊明と防人老人の娘・琴寄文歌の間に生まれた隠し子。「ドスケベ条例を潰す鍵となる存在」と言及される。
淡い色の透き通るように美しい髪と、不思議な色合いの光を宿しすべてを見透かすような瞳を持つ。
幼い頃から所作の一通りと家事を母から仕込まれており、女中業務が特技。料理は和食以外は作れない。母の口調の真似で「むべ」という口癖がある。嘘をつけない性格。年上の淳之介よりもできてしまうレベルの学力を持つ。ショートスリーパー。編み物に集中するのが趣味。泳げない。自身の仕える者に奉仕することはどんなことであっても使用人の喜びとし、島の生まれ故か主に対する夜伽など性的なことにも興味がある。
幼少期、文乃は仁浦の元から去った母・文歌と共に、とある神社に宮司の厚意で起居。偽りの戸籍なども顔が広かった宮司により用意された。仁浦から見つからないように文歌は裏風俗に勤め身体を売りながら文乃を育てるが、元より強くない身体の文歌は病に伏して死去。宮司も死去しており、以降文乃は1人で神社に住んだ。文歌から「心から信頼できる人間と出会ってほしい」、「自分の見つけた方に心を尽くせば、その人はきっとあなたをずっと傍に置いて、幸せにしてくれるはずだから」と、言葉を遺されている。
水乃月学園には偽りの戸籍により男として、男子制服とキャスケット帽を身に纏い、胸にはサラシを巻いて男装して通っている。廃墟のような神社では風呂も沸かせない為、学園のシャワー室や上流の川で水浴びをしている。
仁浦が父親ということに文乃は確信を持っていないが、おそらくそうではないかと考えている。父親へは「駄目な人です」という印象を持つ。幼い頃に文乃は母方の祖父である防人老人の声を一度だけ聞いたことがあるが両者が直接会うことなく、文乃は文歌の死後に消息を断っている。
「豊玉の瞳」というすべてを見渡す能力を持つ。母・文歌を始めとして人々はいつも、かけがえのない何かを探していると思い至った文乃はその誰かを、求める何かを見つけてあげられる神様のような瞳がほしいと願い、「すべての捜し物（捜し人）を見つけるため」という途方もない理由で発現した。
島に根付いたヤクザによる少年少女等への犯罪の事の発端を、父親が産んだ条例と断じた文乃は娘である自身が解決しなければならない、それが自身の責務と考え、ヤクザのシノギに横槍を入れ妨害。母の形見である着物を、目立つよう身に纏い夜ごと囮となってヤクザの注意を引く。何度かヤクザ連中と刃を交えていく中でSHOやSSとも小競り合いとなり、狙撃を専門とするSHOの特殊部隊のスナイパーライフルを入手し使用していた。スナイパーライフルは性に合っており、実銃と違い、さほど重さもなく反動を意識せずとも使用することができる。常に視界を広くとり、狙撃後すぐに次の行動に移ることに重点を置いている。
文乃の姿は主に山の手の住人から「神隠しにあった長い髪の着物の少女の幽霊」として認識されており、文乃の存在を知られたら困るSSやSHOが噂を流したのではないかと後の奈々瀬は推測している。
ドスケベ条例については「どこか間違っている」「その誤謬だけを正せればいい」と考えており、性行為で幸せに満ち溢れていた島の人々を見て育った文乃は、性行為を求める人々と性行為を求めない人々とが共存する道への想いを秘めている。

### SS
冷泉院 桐香（れいぜいいん とうか）
声 - 花澤さくら / 田澤茉純
誕生日：10月17日 / 血液型：AB型 / 身長：158cm / スリーサイズ：81/59/79
『ぬきたし』の奈々瀬ルートにおけるサブヒロインで、『ぬきたし2』のメインヒロインの1人。水乃月学園A等部の1年1組。SS代表兼水乃月学園生徒会長。SSビッグスリーの1人。
圧倒的なカリスマでSSを従えており、桐香がトップダウンで意思決定をする。勉強せずとも常に学校で1位の学力を持ち、全国模試でも50位内に入っている。
SSの制服を着崩すように身にまとっており、胸元にストールを付けている。周囲からはカリスマの演出だと思われているが、半裸のような格好なのは自分で服を着られず中途半端な形になってしまうため。およそ光のようなものがまったく存在しない、独特な濁りをした瞳を持つ。
人より少しだけ器用で、手品が唯一の趣味。プロのマジシャン顔負けの脱出マジックまでやってのける。桐香は見ただけで手品のトリックが大体分かる。動物に本能的に恐怖されるため、鳩を出すマジックはあまり慣れておらず上手くいかない。チュパちゃんと行うマジックは絶対に成功する。桐香は「みんなが驚いてくれるのが、とても好き」「みんなが笑顔でいてくれるのが、嬉しい」という。
暗器使いであり、羅漢銭（コイン）や“冷泉の糸”で戦闘を行う。ただしコインについて桐香は戦闘技術ではなくただの手品とも語る。コインは普段から膣内に隠し持っており、現実離れするほど高レベルな指弾を使える。その他、護身のために華山心眼流を行っていたことがある。郁子は桐香を「天性の肉体があるから筋トレとかしなくても強い」と評価している。
通常業務から作戦立案、直接戦闘までこなし、生徒会長としては何でもできる優秀な人物である一方、1人では起きられない、ご飯を食べられない、着替えができないなど日常生活が何もできない。いわゆるアスペルガー、サヴァン症候群であり、無意識に「これはこうしなきゃいけない」「あれはこうでないといけない」と定義し自己に様々な制約をかけて生きており、「食べるものによって箸やフォークを使い分けなければいけない」「服の構造が分からないから着ることはできない」「自然界にない人工的な高低差が受け入れられず、階段をのぼれない」など、小さなものはこだわりとして、大きなものは強迫観念となっており、これらに無理に反すると嘔吐してしまう。まともに日常生活を送れないことは親しい人間しか知らない。飄々としていながら実は青藍島以外では生きることができない少女。
京都の上京区生まれで5歳まで住んでいた。冷泉院家は名の知れた家だったが、桐香が生まれる前に没落している。多額の借金を抱え普通の暮らしは出来ず、幼少期の桐香はほとんど学校に行く余裕がなく、様々な場所をたらい回しにされ、最終的に姉の遥香と同じく“防人”の家に奉公に出され、使用人としての修行を受けるが、桐香は防人の奉公人きっての落ちこぼれで、女郎になるか、臓器を売るか、裕福な人間のペットになるか、保険金をかけて云々というところで手品（戦闘能力）が役に立ち、青藍島に来ることを提案されSSの特別奨学生になることができ、超人や天才として扱われるようになった。どうやって処女を散らしたかはおぼろげで「SHOの性訓練の前日に、自分で破いたような気がします」と語る。借金はSSにいる内に完済している。
名前は両親から「桐の花が香るほど、美しい笑みを咲かせられるように」と願って付けられており、桐香はいつも笑顔を浮かべていたいと思っている。
キスやセックスといった粘膜接触により、相手のことが理解できるという変わった特技を持つ。嘘であれば特に分かるという。とても少ない口数の代わりに頬や額にたくさんキスをしてくれた姉・遥香が桐香のことを何でも理解してくれた一方で、桐香は姉が何を考えているか分からなかったため、「姉が頬にキスをすることで自分を分かってくれるなら、不出来な私は口にキスをすれば理解できるかもしれない」と思い、そして桐香は青藍島に来てから粘膜接触によって相手を理解できると知った。淳之介は「粘膜接触による相手の理解、そんなことは、普通できるはずない。もしできるとすれば、それは彼女の天性の洞察力によって導き出されたものなのだろう」と推測している。
寝取られフェチ。郁子や淳之介曰く動物に例えるならたぬき。顔にはあまり出ないが耳には豊かに感情が出るため、恥ずかしがると耳が赤くなる。
京都弁の訛りは聞かれたくなく、表向きには「京都にいたのは幼少期の頃なので方言はすっかり忘れている」と嘘をついているが、無意識に方言が出てしまうことがある。幼少期に防人家に引き取られてまず矯正されたのが方言で、“使用人は標準語”や“なんか気取ってる”などと、少しでも訛っているようなら即座に折檻された。
味音痴の料理下手だが、紅茶を淹れるのは得意。紅茶の味だけは分かると昔姉に褒められたことがあり、以来紅茶は自分で淹れるようにしている。生徒会室にあるティーカップは桐香の私物で、冷泉院家の唯一の遺産を持ち込んだもの。桐香の部屋には何もなく、備えつけのベッドがあるのみ。
糺川 礼（ただすがわ れい）
声 - 水野七海 / 藍羽七海
誕生日：2月13日 / 血液型：O型 / 身長：166cm / スリーサイズ：87/59/80
『ぬきたし』のヒナミルートにおけるサブヒロインで、『ぬきたし2』のメインヒロインの1人。水乃月学園A等部の3年2組。風紀委員長であり、SSの戦闘部隊を統括する大隊長。先鋭部隊と同時に教育部隊を任されている指導教官でもある。普段は桐香の付き人をしており、日常面を含めた世話をしている。生徒会長の頼れる右腕として有名で、SSでは事実上のナンバー2。SSビッグスリーの1人。
堅物の風紀委員長、鬼教官として生徒やSS訓練生を指導する。戦闘能力はSSの中でも上の下に収まっており、代わりに桐香にはできない陣頭指揮をおこなっている。桐香とはまた違った意味でのリーダー適性があるのは礼の人情に隊員たちが懐いているからとも言える。
ヒナミとは幼馴染で仲が良い。訓練やSSに時間が取られて勉強に当てられる時間が限られるが故かあまり勉強が得意ではない脳筋。郁子より勉強ができないことを気にしている。試験前になるとヒナミがよく勉強を教えてあげている。決して器用なほうではないが、地道に努力することだけは得意。かつて家庭科の授業でヒナミが作ったうさぎのストラップを贈られている。うさぎなのは礼がさみしがり屋だからだとヒナミは語る。礼はお返しにリスのストラップを作ってヒナミに贈っている。本島の愛のある少女漫画を所持しており、ヒナミによく貸している。
弟と妹がいる。父親はおらず、母親は入院している。自身が苗字で呼ばれることをあまり好んでいない。
鳶色の澄んだ目をしている。SSの学生寮の礼の部屋は物が整理整頓されておらず、雑然としている。朝には弱いが根が真面目なのでイベント期間中は早起き。エビが好物。味の辛い物が苦手で、作るカレーはいつも甘口。酒に弱く、酔うと退行する。
特撮好き。弟と妹が子供向けのアニメや特撮が好きだったため、礼が共通の話題を得ようとしたところ、普通にハマってしまった。普段から銃を扱っているが、息抜きのゲームでは銃を持ちたくないとFPSなどは嫌がっており対戦格闘ゲームを嗜んでいる。アカウント名は♰_ZERO_♰。
埼玉の出身。幼少期に関東の小さなアパートで両親と弟妹と5人暮らしをしていた。とても貧乏な家庭で、家のことは礼が行っており、ボロボロの服を着ていた礼は学校にも馴染めず忌避されていた。近所の古本屋の厚意で無料で読ませてもらっていた少女漫画が数少ない楽しみで、空想の中の恋物語に憧れていた。しかし（『ぬきたし』本編の6年前）、父親が転落により死亡。父親は多額の借金を抱えており、夜な夜な取り立ての恐怖と母親からの暴力から、弟妹を守りながら耐え忍ぶ日々を送る。そんな中、苦しい生活から解放されるという青藍島を母親から紹介され、一家は青藍島へと移住。礼は当時性人する1年前で条例対象年齢に達していなかったが、稼がせるために母親は裏風俗で礼を売る。当初行為に対する嫌悪感があまりに強く客からの評価も芳しくなく、家族を路頭に迷わせる気かと母親に詰られる。抵抗すれば弟妹に矛先が向くのではないかという恐怖の中で礼は喘ぎ方や悦ばせ方、感じ方を必死で学び、母親の勧めで何度もヘブンズゲートのドスケベサポートプログラムを受けるなどし、何度となく体を犯されながら脳に「気持ちいい」を錯覚させる術を学ぶ。人を騙したり隠し事をすることは得意ではなかったが、その頃から自分に嘘をつくことだけは人並み以上に得意になった。B等部に上がったらSSに入るよう言われていた礼は、水乃月学園では生真面目な模範的な生徒でいようとした。条例対象年齢を迎えていない子供同士のセックスに興じるクラスメイトらに対し、まだセックスをしなくても許される年齢なのに敢えて自分たちから無秩序な性に溺れていくのが気に食わず、自分のことを棚上げにしてクラスメイトに条例違反と非難し当たり散らした礼は孤立しイジメられるようになる。ある日の朝、自身の席の椅子が無くなっている様に礼は心が折れるが、クラスメイトのヒナミから所持していたパイプ椅子を差し出され、「礼ちゃん、いつも頑張っているから」と母親にさえ言われなかった優しい言葉をヒナミから言われ礼は涙を零す。礼はヒナミと友人となり、ヒナミといる間は礼の心が安らぐ。礼から大好きだった少女漫画を貸され「こんな素敵な恋がしてみたい」と語ったヒナミに対し、礼はヒナミにだけは幸せになってほしい、自身の歩めなかった道を歩んでほしいと考え「物語のような恋愛はもうできないから、小さい頃に見ていた正義の主人公のように、自分を捨ててでもヒナミを守り抜こう」と密かに決意する。やがて礼はB等部に上がり、どうにかSSに入り、模範的なSSとなるため努力を重ね、風紀委員長、SS大隊長となる。心を殺し、必死で耐え、性行為を強いられたことへの幼稚な逆恨みと理解しつつも、非性産者を心から憎んでいた。その一方でヒナミは飛び級という噂を流すなど、事あるごとにヒナミを性行為から遠ざける。心の底でセックスという行為に嫌悪感を覚え、セックスが本心から気持ちいいと思ったことはただの1回もなかった。
女部田 郁子（おなぶた いくこ）
声 - 倉田ありあ / 井ノ上奈々
誕生日：9月17日 / 血液型：B型 / 身長：159cm / スリーサイズ：85/60/80
『ぬきたし』の美岬ルートにおけるサブヒロインで、『ぬきたし2』のメインヒロインの1人。水乃月学園A等部の2年3組。個人戦闘力が一番高い者が任命されるSS一番隊（ストライクフォース）の隊長（中隊長）を務める。SSビッグスリーの1人。SSにおける識別番号はA-1。
SSでは直接戦闘において最強候補の一角であり、自分より強い存在を許さない戦闘狂。破天荒で、性欲旺盛で、とにかく変態で、セックスのことしか考えておらず、青藍島のことをかなり気に入っている。一方でセックスの誘いを断ることもよくやっており、SSが選り好みするなと礼から怒られている。こんな人間性でもSSの中ではかなり空気が読め、色々と気を回してくれたりする。学力は桐香ほどではないがそつなくこなす。基本的に天才肌気味。
SSの中でも群を抜いて露出度の高い人物で、どんな服を着ていても布面積が少なくパンツすら穿いていない。
腰に日本刀（刃が逆になっている鎮圧用の逆刃刀）を帯刀しているが、本人は寝技の方が得意。刀はSHO経由で特別に仕入れている。
くせっ毛がコンプレックス。髪型維持が大変で、いつも早起きしてしっかり手入れしている。本島で縮毛矯正をかけても2日で駄目になる。髪が崩れるため髪を触られることを嫌う。「一番隊隊長の乱れ髪を見た人間は生きて帰れない」という噂がある。幼少期は直毛だったが途中からいきなり癖がついた。髪質は父親の遺伝。
長崎の女部田流の剣術道場の生まれ。女部田家は名に反して男子ばかりの家系で、女部田流は男子にしか伝承させてはならず、そこで生まれた郁子は剣術とは無縁で蝶よ花よとかわいがられていた。しかし3年後、母・順子が第二子となる男子を身籠るが出産間近に容態が急変し、流産で母子ともに死亡。考えの古い家柄であった女部田家は血を重んじていたため順子に代わる人などおらず、そんな旧弊さから元は分家であったはずの親類からもとうに見限られており、養子をとることも良しとしていなかった。すると郁子の父は郁子を跡継ぎの男子として扱うことを閃き、郁子は公私ともに坊主頭の小僧の郁（いく）として生きていくことになる。父と祖父はずっと甘やかされてきた郁を厳しく躾け、罵声や暴力が何度も行われた。拷問同然の訓練の中で夜ごと傷を無意識にさすっている内に偶然にも自慰の快楽に気付き、自慰の間だけは郁は郁子でいられ、日々の痛みを忘れることができた。苛烈な稽古に耐えてとんでもない強さを身につけ、女部田流の後継として頭角を現してきた郁だったが、突然の流行り病に郁と父、祖父が感染。順子が亡くなってから父親と祖父は医者をまるっきり信用しておらず、医者を拒み根性論で独自療法を試みていたが、父と祖父は死亡。2人がいなくなったことで郁は救急隊に助けられ、一命を取り留める。天涯孤独となった郁は強さを見込まれて青藍島を紹介され、丁度性人年齢に達していたため行くことになり、性別を偽ることは許されないため郁は再び郁子に戻る。唯一の趣味だった性行為が憚られるどころかどこでもやり放題で、皆に女の子扱いされることが嬉しく、郁子はドスケベセックスにドハマりし、B等部の1年生時にSSの入隊試験に1回目で合格。最年少でストライクフォース入りし次々と戦果を上げ、元の大人しかった性格も殻をぶち破ったようにはっちゃけ、現在の郁子に至る。
幼少期の郁（郁子）にとって世界とはすなわち家庭で、逃げ場があるという考え自体出てこず、父と祖父を恨む気持ちは一切なく、厳しい稽古に励んでいた理由は「また昔みたいに優しく褒めてほしい」という一心だった。青藍島に来て、色々な人と知り合ってから父親と祖父のことを嫌いになった。郁子にとってSSが家族のようなものになっている。なお、実家のことは嫌いだが実家の悪口を言われるのはもっと嫌い。
天性の肉体を持っているわけではなく、幼い頃からの鍛錬でその力を身につけた努力の人。
女部田流は1人で1000人を倒す一騎当千を目的とし、合戦目的で生まれた剣術ではないため、甚だ共闘に向いておらず奥義はすべて周囲を巻き込む危険性を持っている。郁子がSSビッグスリーと協力しながら戦うのは我流。
郁子は自身を「青柳柔の法を修めし女部田流剣術継承者」と語っているが、修行途中で家族が亡くなっている為、正確にはすべて修めたのは「草柳」のみで「梅柳」と「桜柳」は触りだけとなっている。郁子は「柔術は青柳（草柳）だけで、他は追加パッチみたいなもんでしょ」と考えている。
本気を出す時は興奮剤に咬合力上昇のギャグボールを使用し“バーサーカーモード”となる。真に本気を出す時は興奮剤を使用後、自身に水をかけ“乱れ神”となる。郁子は「我が“カミ”を見た者は、何処にも還れない」と語り、雑兵は邪魔でしかなく、怒りに乱れる理性的な神を見ることは誰にもできない。
長崎弁を話せるが、「方言って、暴力的な感じがする」とのことで普段は方言を出さないようにしている。
甘い食べ物が大好きで、甘やかされるのも大好きだが、甘えている人は好きではなく、舐めた生き方をしている光姫にやたら辛口な評価をするものの、なんやかんやと仲はいいらしい。
花丸 蘭（はなまる らん）
声 - 天知遥 / 浜るちあ
誕生日：6月6日 / 身長：160cm
水乃月学園A等部の2年1組。淳之介と同クラスでクラス委員長。SS二番隊隊員。SSにおける識別番号はB-15。
戦国時代より代々射精管理を生業としてきた花丸家の長女。花丸姉妹の全身射精管理と言えば一部では有名だが、蘭は射精管理をいつも失敗している。花丸家では代々射精管理の伝授に犬を使い、最初は子犬から始まり、中型犬、大型犬、最後は自分の父親とグレードアップしていく。血統書付きのバター、雑種のマーガリンという犬を飼っている。
いつも妹の凛が起こす問題の後処理に追われている。凛に対して姉バカ。クラスではしっかり者で通っており優秀だが、ポカミスが多くSSでは何度か訓練部隊戻りになっている。
礼を尊敬している。礼は蘭を「戦闘力が高いわけでもないし、特別カリスマがあるわけでもない。抜けているところもあるし、ミスの数もかなり多い。けどひたむきで頑張り屋」と評している。
『ぬきたし』の奈々瀬ルートでは蘭が逃走中の淳之介の腹部にライオット弾を命中させ捕縛。凛と共に淳之介を射精させることで武装解除を試みて蘭は顔騎を行うが、“オーガスト”を使用した淳之介に絶頂させられ凛共々気絶。その後、淳之介が念のためにと蘭とセックスをし、蘭の記憶は混濁。淳之介を取り逃がしてしまうが、その後桐香は「（淳之介の）ソレを前にしてしまえばそうなってしまってもしかたない」として花丸姉妹にパコ四十八章が授与された。
『ぬきたし』のヒナミルートのエピローグでは条例撤廃に断固反対したがっていたが、礼が条例撤廃後のSSの処遇について各所に取り計らってくれているため、反対などできないと肩を落としている。
『ぬきたし』の美岬ルートでは文乃の確保作戦の際にヤクザに文乃を人質に取られ、SSは隙をみて取り返すつもりだったが、手嶋に蘭を含めたSS隊員らが洗脳されてしまう。その後、淳之介によるセックスで洗脳は解かれる。
『ぬきたし』のグランドルートでは新ドスケベ条例施行後にレジスタンス組織の“ラブホールシスターズ2号”として“ラブホールシスターズ1号”こと光姫と共にドスケベ遊園地の施設撤去に反対し、対抗しようとするが警備兵らに滅多打ちにされている。ドスケベ戦役の際は文乃の演説により島の人間たちと共に発起し、SHO本社ビルの工事を食い止めた。
『ぬきたし2』のB世界の蘭はA世界の淳之介がB世界にやって来る以前に、B世界の淳之介に対し「性帝に射精管理をして花丸家の武勲を上げる」とイキがったものの逆に100連アクメをしてしまい、淳之介の顔を見たり声を聞いたり、男性器型のものを見ると絶頂するようになってしまっている。
『ぬきたし2』の礼ルートのエピローグでは礼の後任の風紀委員長となっている。
『ぬきたし2』のヒナミアフターのエピローグではSHOの広報部に就職している。
スス子（ススこ） / 那賀 伊波（なが いなみ）
声 - 藍沢夏癒 / 鮎澤いちな
誕生日：7月27日 / 血液型：O型 / 身長：167cm
水乃月学園A等部の1年生。SS訓練生→SS五番隊隊員の電子戦闘担当オペレーター。通称・スス子。語尾に「っす」をつけて話す。沖縄生まれ。ペットのフェラチオウムのチュパちゃんを腕に乗せている。
いつも元気で笑顔が絶えず、楽しいことが大好き。身長の高さをイジられると怒る。学力は本来は平均より少し低いくらいだが、山勘がよく当たるので成績はいい。
父親がまったく仕事ができずお酒とギャンブルをやっていないと生きていけないタイプのダメ人間で、母親が愛想を尽かして出ていき、伊波も東京へ行くはずだったが金銭面の問題もあり、姉の早波と共に青藍島にやってくることになった。父親も島におり、博打で作った借金が2000万円近くある。父親には心の底から呆れているが、肉親に対する愛情もあるので見捨てることもできず、中々折り合いがついていない。保険金が入る形で「幸せに早死にしてほしい…」と考えつつ、大好きだから死んだらすごく悲しいとも考えている。自身の問題なので誰にも解決してほしくはなく、いずれ自分が決着をつけるつもりでいる。
『ぬきたし』のヒナミルートでは淳之介がスパイとしてSSに志願した際の同期の訓練生。
『ぬきたし』の美岬ルートでは手嶋に洗脳されシン・ドスケベ条例を信奉したが、メルクオリア・プロトコルを使用した淳之介とのセックスにより洗脳が解かれる。『ぬきたし2』の美岬アフターではハメ騒動後にSS隊員となっている。
ブートキャンプ時に語尾がうるさかったために教官の礼からスス子と名付けられた。乗り物好きだが飛行機、車、ヘリコプターの乗り物酔いが激しく、トラックで運ばれるのが苦手だったためSSでは五番隊に回された。
SHOやSSの心配事や、仕事の愚痴などをいろいろ聞いて回ることがよくある。色々な話を聞くのが好き。桐香に隠れながらもスス子には人を先導する能力のようなものがある。礼の次の次の風紀委員長はスス子だろうと郁子は評価している。
SSとして生きる日々はエッチなことが割と好きで、お金も結構もらえる上、仲間もいっぱいいて、毎日いろんなことがあって楽しいと語る。一方でSS内に一部存在したエッチに抵抗がありつつも無理やりドスケベして笑わなければならなかった人物らのことを気に掛けていたが、真ドスケベ条例となってからは万事解決し、スス子も今まで以上に楽しく生きていられるという。
『ぬきたし2』のB世界のスス子は“性帝”である淳之介専属の戦闘サポートオペレーターを務めている。周囲から畏怖されている淳之介を怖がっていないのは、物怖じしないタイプで淳之介を「ちょっとおちんちんが大きいだけの青藍童貞」と思っているからだという。持ち前のポジティブさと理論的思考で先導者としての適性があり、水引によるクーデター後、SHOの手によって奪われたSSたちを糾合し、SSビッグフォーの元に連れてくる活躍をする。
B世界から帰還したA世界の淳之介とスス子はすぐに打ち解ける。条例が変わってから、淳之介がB世界からA世界に戻ってくるまでセックスはしていないらしい。
『ぬきたし2』のスス子ルートではA世界の淳之介らがB世界に飛ばされている間、A世界のスス子はA世界に飛ばされたB世界の淳之介の面倒を見ており、その後B世界の淳之介がB世界に帰還し、A世界の淳之介がA世界に帰還する。B世界の淳之介の記憶を混濁させたA世界の淳之介は、スス子に対し胸の高鳴りを覚え告白するが、那賀家の借金2000万円を返しきるまで彼氏を作らないようにと決めていたスス子は断る。しかしその後、埋蔵金を発見した淳之介にそれを捧げられ、再度告白される。スス子はここまで言われれば悪い気はしないと、お金のことは置いておいて、淳之介と仮で付き合うことにする。しかししばらく後、青藍島での地震や向かいの無人島の噴火の影響で島の道路、家屋、施設が破壊されてしまい、エピローグではSHOの予算や多額の支援金だけでは補填をするには至らず、島に育ててもらった身として恩返しがしたいとスス子が埋蔵金の寄付を提案。すべて島の復興費用として充てられることになり、那賀家の借金はそのままとなった。そして、「一緒にどうにかしましょう」とスス子は家族という境界に淳之介を迎え入れた。
『ぬきたし2』の奈々瀬アフターではドスケベ過激派“チン選組”の一番隊隊長、沖田スス司としてドスケベ条例復活のために暗躍するも淳之介と奈々瀬に敗北した。
『ぬきたし2』の文乃アフターのエピローグではSHOの宣伝担当としてウェブマーケティングでその腕を振るっている。
『ぬきたし』では立ち絵無しのキャラクターとして登場し、『ぬきたし2』でビジュアルが登場した。
シューベルト / 中村 シュウ（なかむら シュウ）
声 - 鏑木真 / 篠田和真
誕生日：8月21日 / 血液型：A型 / 身長：172cm
水乃月学園A等部の2年3組。SS訓練生→SS二番隊隊員。通称・シューベルト。SSにおける識別番号はB-18。メガネをかけている。
体力には自信がないが、知識には自信がある。成績優秀だが、勉強不足の時は一気に落ちる。非常に実直な性格で、嘘をついたり誤魔化したりをしない人間。好奇心に対してとても忠実。反面得たデータを過信しすぎている部分もあり、自分のデータより下の者には若干鼻にかけた態度で接してしまうところもある。データは「数字の集合体」ではなく、どちらかと言うと実地で得られるものを重視している。「僕のデータにないぞ」が口癖。両親が事業に失敗し借金があり裕福な方ではない。弟と妹がいる。
『ぬきたし』のヒナミルートでは淳之介がスパイとしてSSに志願した際の同期の訓練生。通信部隊志望。SSの選抜訓練時にダサいベルト（礼曰く「コンドームのようなベルト」）をつけていたために教官の礼からシューベルトと名付けられ、周囲からの通称となった。
『ぬきたし』の美岬ルートでは体イク祭で障害物競争の障害物として登場している。『ぬきたし2』の美岬アフターではハメ騒動後にSS隊員となっている。
『ぬきたし』のグランドルートではドスケベ七番勝負で、自身と体イク祭などの結果から算出された上位8%のメンバーで構成されたチーム“脳筋インテリジェンス”を率い、“見事に脱がせ、水鉄砲シューティング”でNLNSと戦った。
『ぬきたし2』のB世界のシューベルトは“性帝”である淳之介のバディを務めている。皆が淳之介を怖がって逃げ出したため、例外的に組むことになった。周囲から畏怖されている淳之介を怖がっていないのは、一緒にいれば知らないデータがたくさん収集できるという知的好奇心が優っているからだという。
B世界からA世界に戻ってきた淳之介はすぐにA世界のシューベルトとも打ち解ける。条例が変わってから、淳之介がB世界からA世界に戻ってくるまでセックスはしていなかったらしい。音声作品の愛好家同士の淳之介と水引とで仲良くしている。
『ぬきたし2』の奈々瀬アフターではドスケベ過激派“痴情んほぉ性処理学会”のマスカレード・シュウとしてドスケベ条例復活のために暗躍し、ドスケベの象徴的存在として奈々瀬を迎え入れようとするが、奈々瀬がドスケベセックスに対する自身の想いを語ったことで感服し解散した。
『ぬきたし2』の文乃アフターのエピローグではSHOのデータ管理部となっている。
『ぬきたし』では立ち絵無しのキャラクターとして登場し、『ぬきたし2』でビジュアルが登場した。
花丸 凛（はなまる りん）
声 - 天知遥 / 浜るちあ
誕生日：8月5日 / 身長：158cm
蘭の妹。水乃月学園B等部の1年生。クラス委員。SS二番隊隊員。SSにおける識別番号はB-16。
蘭を二回りくらい小さくして、小生意気にした感じの少女。見てくれも口調も蘭に似ているが、中身はまるで異なる。蘭と違って射精管理は大得意。宗教家の中に混じって内部から帰依自体を馬鹿にするという趣味がある。鳥は嫌い。
根性型で、郁子以来初のB等部の1年生時にSSの入隊試験に1回目で合格した人物。元より出世欲にまみれた俗物で、SSで結果を残せばSHOでの地位は確約されると考え一般兵として甘んじている。SSの次代を担うホープを自称しているが、好き放題やらかすSS一番の問題児。
同級生の悟からはB等部入学時点で「昔からやけにスペックの高い女で、成績優秀容姿端麗、運動神経だって人並み以上でどんなことでもそつなくこなす。規則やルールにやたらと厳しく悪や不正を一切許さず融通なんて一切きかず、真面目がそのまま人間の形をとったような根っからの優等生」と評価されているが、凛が男子を攻撃することに生きがいを見出し行動していたことも過去にある。霧とは昔クラスが一緒で、給食の時に霧が食べられない分を横から凛が貰っていっており霧は助かっていた。
『抜きゲーみたいな島に住んでるモブはどうすりゃいいですか？』ではB等部入学時、刺激の強いオナニーのし過ぎで勃起不全となり童貞のままになってしまったブラッドの問題をクラス委員として解消すべく凛はSHOの光姫に相談。光姫にテクニックを教わった凛はブラッドに付けられた貞操帯の鍵を預かり、些細な刺激でも勃起できるように以降ブラッドの射精管理を1ヶ月に渡って行い、凛は射精管理にドハマリし、日に日にサディスティックになっていった。
『ぬきたし』の奈々瀬ルートでは蘭が逃走中の淳之介の腹部にライオット弾を命中させ捕縛し、凛は蘭と共に淳之介を射精させることで武装解除を試みて凛はセックスを行うが、“オーガスト”を使用した淳之介に絶頂させられ蘭共々気絶し、凛の記憶は混濁。淳之介を取り逃がしてしまうが、その後桐香は「（淳之介の）ソレを前にしてしまえばそうなってしまってもしかたない」として花丸姉妹にパコ四十八章が授与された。
『ぬきたし』のヒナミルートではB等部内でヒナミをロリ、淳之介をロリコンと勘違いし、取り締まろうと淳之介にセックスを仕掛けるが、淳之介のイチモツにより失神させられる。
『ぬきたし2』のB世界の凛はSS二番隊であると同時にSHO特別監査役補佐に任命されている。帰依を馬鹿にする趣味でとある宗教に入った瞬間にSHO特別監査役補佐に任命されたり蘭が面白い不幸にあったりしたため、以来その新興宗教にハマり、ドスケベの神“セクロス”に帰依している。ことあるごとに桐香や“性帝”の不祥事を見つけてなんとか足を引っ張ろうとしているが、大概が上手くいかない。水引によるクーデター後、凛はSS代表代理兼SHO特別監査役補佐になるが、ドスケベ法が可決された際、水引が青藍島を破壊することを予告。SHOがなくなっては出世コースが断たれてしまうと考えた凛は蘭と共に離反。礼らに合流して“鋼鉄の6人”作戦に参加し、自立型アーマーハメドリくんによる攻撃を食い止めた。
淳之介らがB世界からA世界に戻ってきた後、水引がハメドリくんの中の人を卒業することになり、凛が後任となった。
『ぬきたし2』の郁子ルートでは本島からやって来た偉い人に媚びを売り、スカウトされるもSNS等での過去の差別発言が問題になりスカウトの話が取り下げられ、落ちぶれていた所、ドスケベの神・セクロスの声を聞く。そして同じく落ちぶれセクロスの声を聞いたチュパちゃんと行動を共にし、「メスガキ様」としてアダルト系のサイトで射精管理の音声生配信をして島内で流行させ社会現象化させるも、それが島への淫石の飛来の原因となってしまう。凛は神の使いとして島民の男性たちを導き、射精での淫石の破壊に貢献するが淳之介の射精の衝撃波でチュパちゃん共々吹き飛ばされ、ハメドリくんオブジェに激突。エピローグでは、激突した際の打ちどころが悪かったのかハメドリくんを神と崇めるようになりチュパちゃんと共にネット上で喧伝。しかしハメドリ観の違いからチュパちゃんと対立し、凛が真性ハメドリ教、チュパちゃんは仮性ハメドリ教を謳い罵り合い始め、それが妙な人気を博してやがて2人共プロのンジュウウゥチューバーとなる。
『ぬきたし2』の奈々瀬アフターではドスケベ過激派“ドスケベ性教”のドスケベ預言者たる聖なる巫女としてドスケベ条例復活のために暗躍するが、奈々瀬を迎え入れようとするドスケベ過激派に対し奈々瀬が自身の想いを語ったことで他のドスケベ過激派が感服し解散。凛は1人納得せず強引に奈々瀬を奪取しようとするも淳之介らに敗北。その後、根城の仮初の皮膜の地下で再起を図るも、カフェを作るためにやってきた光姫に気付かれぬままコンクリートで埋められそうになり、命からがら脱出。凛を探していた蘭に発見され、家へと帰った。
『ぬきたし2』のスス子ルートでは起業し運営したマッチングサービスアプリ“ペニース”で儲けるが、しばらく後に、青藍島での地震や向かいの無人島の噴火の影響で島の道路、家屋、施設が破壊されてしまい、エピローグではSHOの予算や多額の支援金だけでは補填をするには至らず、淳之介やスス子が寄付した埋蔵金だけではギリギリ足りなかった費用を、凛が自らスタートアップ企業を売り払って復興支援に全額使った。淳之介は「あいつもあいつなりに、この青藍島という島を愛しているのかもしれない」という感想を抱いた。
『ぬきたし2』の文乃アフターのエピローグでもハメドリくんの中の人になっている。
『ぬきたし』では立ち絵無しでCG上のみビジュアルが確認できるキャラクターとして登場し、『ぬきたし2』で本格的にビジュアルが登場した。
秋野 水引（あきの みずひき）
声 - わらび茶々（PCゲーム）
誕生日：4月1日 / 血液型：AB型 / 身長：165cm
水乃月学園A等部の2年3組。身体は男性だが、自己の性別を女性と認識しているトランス女性。
幼い頃から同性愛者であることで蔑まれてきていた。『ぬきたし』以前に肉親と家もなくしており、青藍島の水乃月学園へ転校してきた。当時の校則上、異なる性別の制服を着用することはできず男子制服を着る。
『ぬきたし2』の約2年前からオナニスト専用SNS“Onatter”で、オナホール作り駆け出しのjunonanist（淳之介）を熱烈に応援していたファン一号。アカウント名はMIZUHIKI_A。ネット界隈で暴れまくる面倒なコテハンとして知られていたが、“Onatter”の紳士たちに優しく受け入れられ、水引がjunonaninstのオナホールが気に入ったことで荒い気性は鳴りを潜めた。何かを製作することは幼い頃から得意なほうで、junonaninstの影響で水引は3Dプリンターでバイブ、ディルド、オナホを自作するようになり、junonanistと肩を並べる生粋のオナニストとなる。淳之介とは性感帯が似ているらしい。
趣味でイチモツに似た形のサボテンを愛でたりしている。
A世界の水引
水乃月学園生徒会副会長。ハメドリくんの着ぐるみの中の人。
水乃月学園へ転校後、常に孤独だったが桐香やSSと出会って多くの仲間を得ることで安息を手に入れ、桐香から性行為の免除を条件に、桐香の代わりに広告塔をするよう打診され、生徒会副会長とハメドリくんの中の人となる。本質的な解決にならないとしても、ハメドリくんという偽りでも望まれる器を手に入れたことを心より喜んでいた。かつて桐香から自身のお古の通常の女子生徒制服を贈られており、陰でこそこそ着ることしかできなかったが、女の子だと言ってくれているような気がして嬉しかったという。SSの寮申請をしていないが、桐香の計らいで寮で晩御飯を食べることも多い。広報でずっと外に出ずっぱりだったため、『ぬきたし』時点では水引自身として淳之介と直接会う機会はなかった。
『ぬきたし2』の奈々瀬アフターではSHOが解体しSSが消滅。ハメドリくんのスーツを売りに行ったが、結局売れず美岬が使用している。
真ドスケベ条例が制定された後には、現状では学園内の自由が縛られ水引が不幸なままと、桐香らがその是正に奔走。そんな中、MIZUHIKI_A（水引）がjunonanist（淳之介）に自作のオナホールを提供したことをきっかけに淳之介らがB世界へと転移してしまう。そして、A世界の淳之介が死闘を経て帰還後、淳之介から自由に、思うように生きていいと共存への想いを直接伝えられた水引は困惑しながらも、その言葉を胸に沁みこませ落涙する。後日、ドスケベ許可証の性別欄の自己申告制、学園の指定制服の完全自由化が開始され、水引は女子生徒制服の姿で出歩けるようになった。淳之介やシューベルトと同じく音声作品の愛好家で、友人として打ち解け合っている。ハメドリくんの中の人も卒業することになり、凛が後任となった。
整った色白の顔立ちをしており、メガネをかけている。腰まで伸びたストレートのウィッグを付けている。化粧が上手く、手の甲の隠し方が巧みで、ゴツくなってしまう足はタイツで隠しており、傍から見ると女子にしか見えない。格好は自身の遠い親戚の子をモデルにしており、その子になりたいと思ったのがきっかけだという。
恋愛対象は男性で、自分のことを「女の子として愛してほしい」と強く願っている。自身の男性器については「忌むべき嫌悪の対象でもあり同時に愛おしくてたまらない性の権化」と考えている。100万円あったら何を買うかという問いに対しては「おちんちん取るかな？」と回答している。ちょっとは好きになれるかと考え、脱毛クリームで自身の陰毛を処理している。女性器については「羨望の対象であり同時に強烈な劣等感を生む温床」と考えている。女性に対して強い偏見を持ち、「挿入できるものはなんでも挿入れてしまう淫乱で魔性の生き物」という発言もしている。手段を選ばない人物であるため、時と場合として男を使い分け、「どっちもいいとこ取りがワタシの強み」と語る。憎いと考えているのは男性でも女性でもなく、「そう分けなければならない愚かな世の中が嫌い」としている。
控えめで物静かだが劣等感のせいか根本の部分がかなりひねくれている。A世界ではハメドリくんの着ぐるみで身体を動かしていたため筋力が結構ある。学力は淳之介と同じく脳筋で、学年最下位。淳之介と感性が似ており、周囲がダサいと感じる淳之介の私服を淳之介自身以外で唯一称賛している。
『抜きゲーみたいな島で溢れる小話（はなし）はどうすりゃいいですか？』の「霧香の寿司」では戸籍上も女性となり、淳之介や桐香に知識がない美容のことなどの大人なことを霧香に対し教えている。
『ぬきたし2』の文乃アフターのエピローグでは戸籍上も女性となり、SHOの宣伝担当としてウェブマーケティングでその腕を振るっている。たまに昔を思い出して凛の代わりにハメドリくんの中に入っている。
B世界の水引
水乃月学園の一般生徒でSHO特別監査役。表向きにはお淑やかな人柄で引っ込み思案。SHO特別監査役補佐である凛の暴走に四苦八苦している。その実態は反交尾勢力“トリ公”のリーダー。
水乃月学園へ転校後、桐香やSSと出会わず、孤高を続け、中々水乃月学園に通うことができなかった。マイノリティの楽園と称された青藍島でさえ、男は男、女は女であることが当然という無意識の差別、偏見が変わらず存在し居場所はなく、水引はネットで青藍島の性の認識についての問題をハッシュタグをつけて提起。服装の規制、同性愛者の排斥など、ドスケベセックスに性の区別を当然のごとく持ち込んでいることこそが無意識の差別なのだと訴え続けた。しかしやがてそのハッシュタグは水引の目的から逸れて使われるようになり、徐々にジェンダー論者の話、女性性の話、二次元ポルノ規制の話、アカウント攻撃合戦となり、“イタイ奴が使うハッシュタグ”に変わってしまい大炎上し、水引は絶望。引きこもるでもなく、逃げ出すでもなく、ただ辺りを彷徨する中で“性帝”である淳之介と出会う。水引のような人間を取り締まるような立場でありながら水引という存在を唯一許した淳之介に対し、水引は淳之介が自身と同じくこの島で苦しんでいることを悟り、ドスケベ条例をぶっ潰すことを決意。さらに偶然にも逃げ込んだ先で防人老人が用意していた地下基地を発見。防人老人に呼応し、ドスケベ条例と戦う術を手に入れ奈々瀬、ヒナミ、美岬、麻沙音、文乃を反交尾勢力“トリ公”の仲間とする。自身の腕っぷしも弱く、身体も強い方ではなかったため、歩行アシスト機器といった技術で補い、さらに武装と装甲を加えたアーマーハメドリくんを完成させ、何度かSHOとの戦闘を繰り返した結果、どこからか存在を嗅ぎつけた仁浦が水引に接触。来たるドスケベ法とUSDのために自身の右腕となるよう打診された水引は、自身の目標のために承諾。文乃保護を条件に仁浦に資金提供と、水乃月学園の情報を書き換えてもらい女子として学園に通えるようにし、SHO特別監査役となり、新たな資金源を得たトリ公は防人老人との縁を切った。
服装を変え、性別を偽りながら生きる文乃に対しては自分と重ね同情することもあったが、自身の心の底までを見透かされているような文乃の瞳にどうにも不安定な気持ちにさせられるため、文乃を自分の近くに置いておけないとし、「小賢しいガキ、本当に腹立たしい」と考えている。一方の文乃には水引の心に「邪鬼が住んでいる」と見抜かれている。
すべての性あるものを憎み、復讐劇は着実に進むが、その反面でこのまま進んでよいのかと疑問を抱き、誰かに止めてほしいと願う自分もおり、その時に思い浮かんだのは淳之介の存在だった。水引は“性帝”のイチモツを模ったバイブでアナルオナニーをするが、同時刻、同時間帯にA世界の淳之介が世界線オナホールで同時に同条件のオナニーをし、性感帯の限りなく近いふたりが寸分違わず絶頂を迎えたことで、別々の世界が重なり合って“センズリ・ポイント”が生まれ、A世界の淳之介らが世界線を超えてB世界にやってくる。また、水引はA世界の淳之介が防人老人を倒した出来事などを夢で見ているが、B世界の淳之介があれだけ苦しんでいるのにA世界ではあっさり大団円ということが、水引は気に食わないでいる。
やがて水引はSHO特別監査役として、SSビッグフォーをドスケベ法に仇名す反逆者と告発。クーデターを引き起こし、水引がSS代表兼SHO特別監査役となる。その後、トリ公のメンバーらが水引から離反するが、ドスケベ法が正式に可決され、直後にSS代表兼SHO特別監査役を辞任。その上で、自身の最終目的であるドスケベ法を管理するSHOを崩壊させることで青藍島と日本全土を混乱に陥らせ、道徳、倫理観、そのすべてをぶっ壊し「マイノリティによる真の復讐」を行うことを宣言する。500以上の自立型アーマーハメドリくんを用い、青藍島の各施設への破壊行動を開始するが、淳之介らとSS、SHOなどが抵抗し“鋼鉄の6人”作戦で各施設を防衛。さらに淳之介らに呼応した防人老人が、日本全土でドスケベ法に反対する大規模なデモと暴動を発生させ、水引の一連の行動を過激派連中の暴挙の一部と世間に認識させることで、水引の行動の衝撃性と主張が薄れる。激戦の末、「ワタシは女だ」と水引が叫び、淳之介にそれを認められながら戦いに敗北し倒れる。戦いの後に淳之介はトリ公の面々に、水引が法律的には許されないことをしたとしつつ、本島の一件で水引の暴動はそれほど大きな報道はされないだろうとし、そうなったら不問にしてほしい、彼女の存在を許容してあげてほしいと、同じマイノリティであったトリ公の面々に伝え、トリ公の面々はこれを快諾した。そして淳之介が元の世界に戻る刹那、淳之介は最後まで聞き取れなかったが水引は「橘くん…ワタシ…ずっと…ずっと…ずっと…君のことが…」と口にした。
おべっか / 姫野 悠月
SS訓練生→SS隊員。通称・おべっか。ツインテールの髪形をしている。
母子家庭の一人娘で、特別奨学金で母親に楽をさせてやりたいとSSに志願した。
いつも脳天気だが、クリトリスの大きさを気にして引っ込み事案になることもある。
『ぬきたし』のヒナミルートでは淳之介がスパイとしてSSに志願した際の同期の訓練生。それ以前にもSSに志願していたが、その際は選抜試験の初日に脱落している。
『ぬきたし2』のB世界のおべっかは、A世界の淳之介らが来た時点で本島での出張任務の際に先方に気に入られており、しばらく滞在している。
『ぬきたし2』のヒナミアフターでは本島に行きドスケベ条例のない学園の在り方を学んでいる。
『抜きゲーみたいな島に溢れる掌編はどうすりゃいいですか？』の「おべっかからの手紙」では真ドスケベ条例になってから、ドスケベしない人々の価値観を学び青藍島へ還元すべく、ストライクフォースへの誘いを断ってまで本島の矢矧桜白河学園に留学。友人となったクラスメイトの本庄がおべっかの性に対する真面目な姿勢に感銘を受け、ちゃんとした性知識の教えを懇願され、おべっかはSS式の座学と実技を本庄に対して行い、本庄は連続で絶頂。性の心に目覚めた本庄は性と向き合う会に入会し、おべっかもその理念に感銘を受けて入会するが、会はリソウ一派という組織のフロント組織で、本庄と共に長い間2人きりで地下にいたが色々な事象が複雑に絡み合った結果、リソウ一派は完全に解体される。おべっかと本庄の扱いは当局でも最後まで意見が分かれていたようだが、最終的に正当防衛が認められ表彰を受ける。そして事件後の連休に青藍島におべっかが帰る際、本庄も一緒に島に来ることになった。
『ぬきたし2』の文乃アフターのエピローグではSHOの経理となっている。
仙波 水姫（せんば みずき）
仙波光姫の妹。SS隊員。書記。
光姫よりしっかり者で仕事熱心。年上好き。本来生徒会長が務める広告塔としての仕事を、水引と同じく代理で行っている。
『ぬきたし2』のB世界の水姫は、A世界の淳之介らが来た時点で本島での出張任務の際に先方に気に入られており、しばらく滞在している。
『ぬきたし2』の郁子ルートの水姫は県知事の仁浦の元で仕事をしている。
『ぬきたし2』の奈々瀬アフターではSHOが解体しSSが消滅。仁浦元県知事を追いかけどこかへと消えた。
『ぬきたし2』の文乃アフターでは県知事を勇退した仁浦が興した「レッドチブ」で秘書を務めている。エピローグでは仁浦に一途に強烈なアタックをかけている。
クールフール / 枢木 美雨（くるるぎ みふる）
声 - 長妻樹里（テレビアニメ）
誕生日：11月11日 / 身長：166cm
水乃月学園A等部の3年生。SS一番隊隊員。通称・クールフール。SSにおける識別番号はA-4。
郁子曰く「一見クールっぽいけどクソバカ」。「常識の範囲外のバカ」。第一印象でクールというあだ名が付いた14秒後にはフールも付いていた。郁子よりも上級生だが「来年同級生になるおそれがある」と郁子は危惧している。
女部田中隊長（郁子）の事を女部（おんなぶ）の田中隊長（たなかたいちょう）と勘違いしている。
本人曰く「言葉責めが得意」というが本人がそう思い込んでいるだけで、実際には騎乗位をしながら「天下無双！」「色即是空！」などの強そうな言葉を口にするという、言葉責めの意味を間違えている。
原作ゲームには立ち絵無しのキャラクターとして登場し、『ぬきコミ』でビジュアルが登場した。
ゴリマス / 森松 斗和子（もりまつ とわこ）
声 - 永江志麻（テレビアニメ）
誕生日：9月24日 / 身長：175cm（テレビアニメ版では200cm）
水乃月学園A等部の1年生。SS一番隊隊員。通称・ゴリマス。SSにおける識別番号はA-5。
郁子曰く「脳筋ゴリラ」。「常識の範囲外のバカ」。何から何まで力だけでゴリ押しするパワー系の女子。力の割にはあどけない顔をしている。
実は結構育ちが良く、礼儀正しく字も丁寧で綺麗で部屋も片付いており「基本的にはすごくいいコ。ただしちょっとバカすぎるだけ」と郁子は評価している。
クールフールとは相部屋。常人を同じ部屋に入れたら1時間で気が狂うと言われている。
最近は大きい女子が人気らしくゴリマス推しも増えているらしい。エッチはパワープレイかと思いきや繊細でフェザータッチを駆使した長時間のねっとりドスケベを楽しめる（お願いすれば力任せに無理やり絶頂ということもできる）。本人は男の人に優しくしてもらうのが好き。
原作ゲームには立ち絵無しのキャラクターとして登場し、『ぬきコミ』でビジュアルが登場した。
ノロマン / 太田部 夏海（おおたべ なつみ）
声 - 茶白寧々子（テレビアニメ）
誕生日：3月30日 / 身長：159cm
水乃月学園B等部の1年生。SS一番隊隊員。通称・ノロマン。
九州の右端の出身。5歳まで父方の祖父母に育てられ、後に両名が死去。その後は実父母に引き取られる。両親共に高学歴だが定職につかず、夏海が幼い頃、青藍島に売られる。
バカしかいない一番隊の中で、郁子は夏海を「常識の範囲内のバカ」「言われたことには従うっていうか、言われたこと以外はできないっていうか」と評価している。
細っこいが大食いなため、とりあえずデカくなれとあれこれ食べさせるのが郁子の最近のブームだという。面倒見がいいらしく、条例対象外のちびっ子にちょくちょく懐かれている。
性欲は結構強く、SSの仕事関係なくしょっちゅうエッチしている。ただしエッチの時も基本的に言われたことをやるだけらしい。好き勝手ドスケベセックスをする人が大半の青藍島の中でそういった従順さが刺さる人もチラホラいる。
原作ゲームに直接登場しないが、『ぬきたし2』のスス子ルートにて凛が「ノロマの太田部さん」と言及している。『ヘンタイ・プリズン』で主に登場する人物。
『ぬきコミ』では文乃確保の作戦時、洗脳された光姫に撃たれ負傷した蘭に代わり凛とペアを組んで行動している。
『ぬきたし THE ANIMATION』ではFS二番隊隊員という設定になっている。
ハモ / 宮千代 輝光（みやちよ しゃいん）
声 - 丸岡和佳奈（テレビアニメ）
誕生日：10月13日 / 身長：164cm
水乃月学園A等部の2年生。SS四番隊隊長。通称・ハモ。
名前の「シャイン」と呼ばれることを嫌う。走行技術はSS随一だが、「反交尾勢力には度し難い運転をする化け物がいる」と怯えている。「学園一のビッチ」の奈々瀬をライバル視しているらしい。
初めての性産訓練の際に、教官の礼が輝光のフェラする時の顔を魚のハモと例えて名付け、あだ名となった。命名時に輝光はハモという魚を知らず、ハモの画像を検索した際に衝撃を受けるが、自身のフェラチオ写真を見た瞬間の衝撃はそれを遥かに凌駕しており、あまりにもハモすぎる自身の顔面に打ちひしがれる中、「私、ハモの刺身好きだよ」と同期のイモが別段優しくもない言葉をかけたことでイモと出会い、なんだかんだで2人は共に行動することが多くなり、一緒に入隊試験を突破。今では四大コンビの一角として扱われる程の仲になっており、相部屋で公私をほとんど共にする。部隊は異なるが相棒同士。エッチ面でもよく一緒に3Pをする。ハモは「由来さえ思い出さなければ嫌いな名前でもない」「礼先輩につけてもらった名前だし」と少なからず名前に愛着を持っている。ハモ自身は白身魚を食すのが苦手。本人はフェラを絶対したくないと語るがよくさせられている。郁子曰く、音がすごいという。四大コンビはなべてアホしかいないため、自分たちまでアホと思われているのではないかということをハモは気に食わないでいるが、名コンビのように言われていることはそう悪い気はしていない。
C等部の頃にセックスしない子がクラスにおり、島で育った輝光はそれをイジメている1人で、その子が転校した時は特になんとも思わなかった。同じ頃、輝光は母親から裏風俗で働いているとある女性に関わらないように何回も教え込まれており、輝光も皆が見ている前で格好つけでその人に向かって悪口を言うなどしていた。しかしそういった遊びにもすぐ飽きてしばらく経った頃、最近見なくなったその人物のことを母親に聞いた際に「死んだわよ」と嬉しそうに語られ、それから輝光は母親の言葉を信じられなくなり、少しずつ距離を置くようになり、転校していった子もその後死んでしまったのではないかと不意に恐ろしくなる。そしてこれ以上誰かが苦しむのを見たくなく、条例に逆らわなければ不幸な目に遭うことはないと、皆を助けてあげたいと考え、SSに入った。
『ぬきたし2』のスス子ルートではフェラチオをしているスス子から「万一（自身の）顎外れたら（中略）SSのみんなからハモ2号って呼ばれちゃう」と言及されている。
『ぬきコミ』では文乃確保の作戦時、愛車である四番隊のマジカルミラー号1台を美岬に盗まれている。後にこの車両は装甲戦闘車両“愛風”に勝手に改造され、ハモは茫然とする。
『抜きゲーみたいな島に溢れる掌編はどうすりゃいいですか？』の「ハモとイモ」では真ドスケベ条例になってからセックスをすっかりしなくなった。C等部の頃のイジメ関連の出来事をイモに打ち明けたハモは「心底アホガキだったと思うわ。セックスしてるってだけで優越感に浸って、相手を見下して……しょうもない」としている。「転校していった子」も死んでしまったのではないかとかつては考えていたハモだったが、話を聞いたイモから「そう何もかもが悪い方向に進んだりはせんよ」と言われた際に、「本当に、そうだった……よかった……」とハモは返す。再会できたのかとイモに問われたハモは目元を軽く拭って「さぁ……どうだったかしらね」と返している。
イモ / 梅ノ木 フク（うめのき フク）
声 - 髙橋麻里（テレビアニメ）
誕生日：8月3日 / 身長：159cm
水乃月学園A等部の2年生。SS三番隊隊員。狙撃手。通称・イモ。
普段はボーッとしているがここぞの時の集中力は人並外れており、狙撃の腕はSS一。隊長ではないのは性格的な適性だという。
立ち居振る舞い、普段着、口調、何もかもが芋臭いので「イモ」と命名された。
ハモとは相部屋で公私をほとんど共にする。部隊は異なるが相棒同士。エッチ面でもよく一緒に3Pをする。四大コンビの一角となっていることについては結構気にいっている。
特技は睡眠姦。イモは単に昼寝したいだけらしいが「いかにも田舎っぽい風貌の子の寝込みを襲う」という生々しさから人気がある。
かつて男子の友達がおり、家が近く小さい頃によく遊んだ仲でお互いの初めての相手も彼だったが、イモがSSに入ってからだんだん会うことも無くなっていった。そんなある日、非性産者の逃走報告を受け出撃したイモがスコープを覗くと彼がおり、脳天を狙撃して1発ダウンさせる。彼はSSに捕縛され、その後会った時には彼は敬虔な性産者になっていた。イモはその際の脳天をぶち抜いた感覚がその後も消えず、以来頭を狙わなくなった。ただし、文乃には何度もやられて対抗心を抱いており、敵対時に文乃に対してだけは狙撃手の意地なのか絶対に頭を撃ち抜いてやると考えていた。
『ぬきコミ』では文乃確保の作戦時、現場に現れたヒナミに威嚇射撃をするためパイプ椅子を狙撃するが、パイプ椅子の跳弾によりイモは負傷する。
『抜きゲーみたいな島に溢れる掌編はどうすりゃいいですか？』の「ハモとイモ」では真ドスケベ条例になってからセックスをすっかりしなくなった。歪んだ状況を変えてみせたドスケベジャンヌ・ダルクこと文乃に、万に一つ自身の弾が届いて大怪我を負わせていたらきっと耐えられなかったとし、文乃の頭を狙っていたことを本当にどうかしていると振り返り、最後まで文乃に勝てなかったことを本当によかったと考えている。
ガマンジル・ド・レ / 棚橋 乙女（たなはし おとめ）
声 - 三宅麻理恵（テレビアニメ）
誕生日：10月26日 / 身長：161cm
SS二番隊隊長。ジルドレとも呼ばれる。
『ぬきコミ』ではドスケベ条例廃止後、SSの新入りを指導している。
原作ゲーム『ぬきたし』におけるSS二番隊隊長は立ち絵無し、名前無しのキャラクターとして登場し、淳之介と奈々瀬が学園の地下にある秘密基地を初めて発見する直前に2人を非性産者として追いかけていたが、逃がしてしまったことで特別奨学金の話が無くなってしまっており、再度淳之介らと相対した際にも逃してしまう。奈々瀬ルートではその後、この二番隊隊長は更迭され、新しい二番隊隊長が着任していると言及される。
物集女 燦（もづめ さん）
声 - 平山ゆりか（テレビアニメ）
誕生日：5月10日 / 身長：165cm
SS五番隊隊長。通称は物集女さん。
『ぬきコミ』ではドスケベ条例廃止後、非ドスケベに向けてSSを指導している。
『ヘンプリ-刑務官今昔物語-』の「あの娘に離別と夜顔を。」では大きな大学の研究者となっており、どこかの街で超常現象のようなものを検証しているという。夏海が入試に失敗した際、就職先を斡旋している。

### SHO
ハメドリくん
声 - 椨もんじゃ / 楠戸康弘
オシドリをモデルとしたSHOの公式マスコットキャラクター。語尾に「～ハメ」や「～パコ」をつけて話す。
SHOの発足時に作られ、SDのマスコットとして存在していた。パコリリズムという曲のMVで着ぐるみが作られ、曲とダンスをするハメドリくんが大ブームとなり、『ぬきたし』本編時点で青藍島のマスコットとして島のあらゆる場所に登場する。B世界の淳之介曰く、SDキャラは「可愛い」が着ぐるみは「キモい」。「あんまり騒ぐとお家にハメドリくんが来ちゃうぞ」というのが青藍島でいたずらする子に言うと効くというワード第1位。
着ぐるみの全長は185cm。「ハメれるゆるキャラ（ド直球）」というキャッチコピーがあり、着ぐるみにはお尻の部分に挿入用の穴がある。水引は挿入口にjunonanist作のオナホールを固定装着している。
『ぬきたし2』のB世界のハメドリくんは着ぐるみとパコリリズムのMVが作られておらず、“性帝”という象徴の存在により人々から忘れ去られている。
モデルのオシドリは「おしどり夫婦」という言葉で知られるが、実際は交尾の相手を毎年変える生き物である。
仙波 光姫（せんば こうき）
声 - 伊ヶ崎綾香 / 伊咲芽衣
誕生日：3月14日 / 身長：166cm / スリーサイズ：88/63/85
SHO広報委員会宣伝実行部（宣伝大使）兼、SHO治安管理委員会特殊戦闘部の副理事長。SHOにおける認識番号はS-00。外見が若く間が抜けているため淳之介からは当初20歳くらいと思われていたが、実際の年齢は31歳。露出の多い、扇情的な服装をしている。「日本で最も勉強のできる人の通う」大学の出身。
本来なら宣伝以外は管理職に回るべきだがミリタリー好きで武器が触りたいという理由で現場にいたがる。勝手に武器を触って暴発させたりすることもある。ライフルやハンドガンのカスタマイズなどにお金をかけており、拳銃を眺めながらオナニーする「ガンオナ」という日課がある。「仙波コキ」の異名がある手コキテクを持ち、1分間に7人の男を射精させた伝説がある。小さい頃から隠れ家的カフェをオープンしてそのマスターとして余生を過ごす夢を持つ。
大学在学中に両親が病気になり、当時幼稚園児だった妹・水姫を育てなければならず、YoukakuTuberとなる。なんとか妹も養えるようになり内定も出たが、直後にYoukakuTubeで大炎上し内定が取り消されてしまい、どうしようかと考えていた所で青藍島に拾われ、銃を触らせてもらえるとのことで二つ返事でOKし、元々ネットで個人的に配信していたところから観光大使に抜擢された。このため映像の扱いなどは得意。島には感謝しており、いつかちゃんと恩返しがしたいと語る。
郁子からは「ああいう舐めた生き方してる人見てるとムカつくんだよね～」「顔がいい以外あんまり取り柄がない子だけど、わりと戦えるほう」などと語られ、やたら辛口な評価がされるが、なんやかんやと仲はいいらしい。凛とは仲が良く、凛が性人して間もない頃に光姫がドスケベテクニックなどを教えていた。
『ぬきたし』の共通ルートでは性産的行動を邪魔した男が現れたという通報を受け、現場に駆け付けた光姫が淳之介を発見。セックスをして身の潔白を証明するよう淳之介に迫ると、淳之介は自身がインポであると明かし、上手く逃れようとする。インポであることに同情し疑ったことを謝罪した光姫だったが、それをなんとかしてあげようと淳之介をそのテクニックで勃起させる。しかしその後、光姫が淳之介のイチモツでセックスを行ったところ、快感により気絶し、記憶が混濁。淳之介はその場から脱する。
『ぬきたし』のヒナミルートではヤクザに洗脳され、仁浦の拉致に加担。洗脳された他のSHOガードマンと共に、拉致を阻止するためにやって来た礼と淳之介に対峙。ライオット弾を命中させ、礼と淳之介を縛り上げる。淳之介を見て性的に興奮した光姫はセックスをするが、淳之介のイチモツにより意識が刈り取られ、淳之介と礼はその場を脱する。
『ぬきたし』の美岬ルートではヤクザに洗脳され、ヤクザと共に山で文乃を確保しに向かっている。その後、淳之介によるセックスで洗脳は解かれた。
『ぬきたし』のグランドルートではヤクザに洗脳され、仁浦の拉致に加担。吹子（文乃）のライオット弾による狙撃により気を失い、その後SSやSHOによって発見され病院に運ばれたが、翌日には光姫はヤクザの手嶋の元へ戻っている。しかし仮初の皮膜に突入してきたSHO特殊戦闘部コマンド部隊に光姫は敗北。手嶋は逃亡する。その後しばらくして、NLNSが文乃を島外に引き渡すためSHO本社ビルに突入した際には、光姫はSHOとして海岸側で、出没したヤクザの残党に対し戦闘をしている。新ドスケベ条例施行後はレジスタンス組織の“ラブホールシスターズ1号”として“ラブホールシスターズ2号”こと蘭と共にドスケベ遊園地の施設撤去に反対し、対抗しようとするが警備兵らに滅多打ちにされている。ドスケベ戦役の際は文乃の演説により島の人間たちと共に発起し、SHO本社ビルの工事を食い止めた。エピローグの真ドスケベ条例施行後からはSHOの理事長になっている。
『ぬきたし2』のB世界の光姫も宣伝担当をしているが、“性帝”の方が人気があり光姫の人気は下降傾向らしく、もっと島に貢献したいのにと嘆いている。
『ぬきたし2』の奈々瀬アフターではSHOが解体された後も島に残り、ガードマンの仕事は無くなったがボランティアで取り締まりをしている。妹との生活費やライフルやハンドガンのカスタマイズなどでSHOに勤めていた時の貯金は1円もなかったが、凛によりドスケベ性教の教祖に勝手に据えられ、毎月約100万円が振り込まれていたことから、夢だった隠れ家的カフェをオープンするための物件を探し、ピッタリの場所だった仮初の皮膜の跡地のリフォーム工事を行った。
『ぬきたし2』の文乃アフターのエピローグでは勇退し隠れ家的カフェを経営している。
『ぬきたし2』のスス子ルートのエピローグでは光姫の性慰物破壊から端を発する事件の原因を追及され、このまま放っておくと何をしでかすか分からないということで理事から名誉理事長になり、拳銃に触れられなくなった。
仁浦 俊明（ひとうら としあき）
声 - インプレッサ次郎 / 喜田村拓海
誕生日：4月23日 / 身長：177cm
県知事。SHOひいてはSSを束ねる。ドスケベ条例の提案者。自由ドスケベ推進党（自推党）所属。表向きには独身で、妻子はいないとしているが、実際には内縁の妻・文歌と隠し子の文乃がいる。
『ぬきたし』時点で何十年も県知事を務めているという。老若男女問わず圧倒的な支持があり、特にお年寄りに人気がある。表向きには好人物で通っているが、合理主義で、政治家や役人の買収、マスコミの印象操作に金をかけ、青藍島批判を抑えさせている。
青藍島の生まれ。島の人間たちを「満足にある観光資源を活用することもせずただ朽ちるのを待っているようだった」「ドスケベ条例を標榜した際も文句を述べる代わりに代替案も出そうとしなかった」と嫌っていた。皆がドスケベ条例を崇め奉って金銭的余裕と瞬発的快楽に身を落とす連中ばかりとなってからは、そんな人間がある程度平穏に暮らせるように飼いならすことに良心はまったく痛まず、「島の連中は昔から何一つ変わらない。愚かしいままだ」と評している。
自ら敷いたドスケベ条例を「無秩序な性を肯定する環境を作り上げ、快楽で思考を麻痺させ、同調圧力で良識ある者を取り込み、性によって島を潤す――大多数の人間は利益と快楽に目が眩んでいる。そんな多数派の人間を誰も否定することが出来ない、最低の条例」、「理性もなく吠え立てるだけの愚かな連中には、似合いの条例だ。理性ある人間だけが人の上に立つべきだ」とし、自らを「性産業を用いて島民を支配し、本島の役人に金をバラまき、島に来た政治家の弱みを握り、青藍島の実権を握っている極悪人」と考えている。仮に己が真意を世間に知られても築き上げたものが崩れることはないと、強い矜持を持つ。
綺麗事ばかりを標榜する政治家、真に受けて現状維持というぬるま湯に浸かることを喜ぶ民衆、この国は愚か者ばかりと断じ、それらを排斥して国を再興するために性による産業を推進すべく、青藍島に敷いたドスケベ条例を押し広げ、日本全国をセックスで支配する“ドスケベ法”を敷き、この国をその場においても良識を失わなかった一部の者のモノにするという大願を持つ、コスモポリタン。
自身のスキャンダルの対象になってしまう文乃を手に入れ、ほとぼりがさめるまで人目のつかないところに閉じこめておくつもりでいる。
過去、若く世間知らずであった琴寄文歌を親元から強引に奪い、手籠めにしている。仁浦は「それでも、たしかに私たちの間には愛があったと――そう思っている」としており、さらに島の発展にすべてを注いできた仁浦だが、文歌がいるのなら島の発展など諦めてもよいと考える。しかしすべてを捨てて一般的な幸せを手に入れたところでただのもぬけの殻になってしまうと見抜いた文歌は、あえて距離をとることで奮い立たせるため仁浦の元から去る。仁浦から見つからないように文歌は裏風俗に勤めながら娘・文乃を育てるが、裏風俗に勤めていることで島の人間から迫害・糾弾され、文歌は病に伏して死去。文歌が亡くなった頃、仁浦は献金騒ぎで島を離れていた。仁浦は「（文歌を）殺したのは私だ。私が創り出した条例が、金の流れが、そして人々が、彼女を殺した」と述懐している。
居住する屋敷は山の高所に建つ古風な家で、廊下に沿って連なる部屋の一つひとつでさえやたらに広く、道場らしき場所もある。剣術を嗜んでおり、模造刀や木刀の他、90cmに及ぶ真剣の大太刀を使用することもある。撃たれたライオット弾を真っ二つに切断できるほどの剣の腕を持つ。
『ぬきたし』の奈々瀬ルートのエピローグでは仁浦の隠し子などのスキャンダル、青藍島の児童買春や暴力団の繋がりなどの噂が世間に発覚し批判を受け、事実の有無に関わらず仁浦が撤退し、ドスケベ条例がなくなる。
『ぬきたし』のヒナミルートでは日本全国にドスケベ法を敷く日本全土ドスケベ化計画によりセックスで国を支配する野望のため、圧倒的な性の力を秘めた淳之介を自身の右腕として欲し、淳之介が仁浦の右腕になるか、仁浦がドスケベ条例を撤廃するかを賭けて淳之介らと戦いを行うが、仁浦は淳之介に敗北。エピローグでは日本全土ドスケベ化計画を取り下げ、ドスケベ条例の撤廃を宣言した。
『ぬきたし』の美岬ルートでは文乃がヤクザの手中に落ちて脅され、仁浦はドスケベ条例を廃止し新たにシン・ドスケベ条例を制定。しかしハメ騒動を経てシン・ドスケベ条例は潰え、仁浦と文乃を助けた淳之介の要求をのんだ仁浦によりドスケベ条例が廃止。仁浦は県知事の地位を下りた。『ぬきたし2』の美岬アフターでは条例が潰れ、浮き足立っている島の各所で顧問や折衝のようなことを色々と行い、島が安定するまでやれるだけことをやるつもりと語っている。
『ぬきたし』のグランドルートではドスケベ法で国を手にするべく、淳之介のイチモツの力を利用させてほしいと淳之介に打診するが、その後文乃が防人老人の手に渡り、ドスケベ条例が停止。仁浦が元県知事になる状態が差し迫るが、仁浦は自分の国を手に入れることを諦めるつもりはなく、新ドスケベ条例の施行後も、仁浦は防人老人の追っ手から逃げるが支持者や支援者も残っているため島の外には逃げなかった。そしてドスケベ戦役にて防人老人、淳之介と対峙し、三つ巴の戦いになるが防人老人共々淳之介に敗北。エピローグでは文乃の演説の効果や県知事に返り咲いた仁浦の尽力により新ドスケベ条例は撤廃。真ドスケベ条例が施行される。淳之介とすれ違った仁浦は「……娘を、頼んだぞ」と口にした。
『ぬきたし2』のB世界の仁浦はトリ公として活動していた水引に接触。来たるドスケベ法とUSDのために自身の右腕となるよう水引に打診。水引は、文乃保護を条件に仁浦がトリ公に資金提供をすること、そして水引が女子として学園に通えるように仁浦が学園の情報を書き換えることを条件に承諾、水引はSHO特別監査役となるが、ドスケベ法が可決された際に水引が裏切り、青藍島を破壊することを予告。仁浦は淳之介らに合流して“鋼鉄の6人”作戦に参加し、自立型アーマーハメドリくんによる攻撃を食い止める。その後、A世界の淳之介からA世界で起こった出来事を包み隠さず記載した書き置きを残され、それを読んだ仁浦は動きはじめる。A世界の淳之介は仁浦が真なる共存を目指してくれると信じた。
『ぬきたし2』の桐香ルートでは元県知事となり、エナジードリンクの会社をして人気を博し、経営力を見込まれ大型オフィスビル“恵比寿ショーベンプレイする”を建設した。
『ぬきたし2』の郁子ルートでは淫石の落下に際し、県知事としてその状況を青藍島の住民に説明。その後、射精管理された男性の射精で淫石が破壊できると判明。住人が集まるドスケベ遊園地をドスケベ特区に急遽制定し、自らも精子弾を放って淫石の破壊に貢献した。
『ぬきたし2』のスス子ルートでは県知事のままで、青藍島での地震や向かいの無人島の噴火が発生した際には東京に出張中であった。
『ぬきたし2』の文乃アフターでは県知事を勇退し、精力増強ドリンク企業「レッドチブ」を興し社長となっている。エピローグではレッドチブを拡大させ、「日の目を見ない才能をなくしたい」と考えスポーツ選手のスポンサードなども積極的に行っている。文乃との関係は昔ほど険悪ではなくなっており、孫の文佳会いたさに橘家にちょくちょく顔を見せる。

### ヤクザ
手嶋 俊英（てしま としひで）
声 - 椨もんじゃ（PCゲーム）
誕生日：11月23日 / 身長：181cm
本島に本体がある任侠組織の若頭代行。青藍島に蔓延る裏風俗の元締め。年齢は文乃の印象では20代から30代前半。メガネをかけている。人間を操作し、巨大な権力と金を握る願望を持つ。
表向きにはアダルトグッズショップ“仮初の皮膜”の店長。一人用アダルトグッズの会社のサラリーマンで、青藍島に新たな需要を作り出すべく島に派遣されたとし、島の感覚に馴染めない、人が良くてエッチなことが苦手な冴えない人物を装っている。“手嶋ミシェル”と名付けた年季の入ったダッチワイフを大切にしている。
心理学を学んでおり、その方面で修士。外見や言葉遣いから相手の人柄を読み取るのは得意で、どんな人間でも多少話せば簡単にプロファイリングでき、脅迫や甘言などでマインドコントロールができる。元々短小包茎でコンプレックスだったが、体を鍛えるために筋肉を痛めつけるのと同じ要領でイチモツを鍛え上げるために何度も自分のモノを痛めつけ、ゼロ距離からピストルでライオット弾を撃たれても顔色一つ変わらない、鋼のイチモツを手に入れており、自身のイチモツで性交を行うことで老若男女問わずメロメロにして洗脳することができる。
華山心眼流と呼ばれる拳法と、漢勃ちを習得している。元々背が低く、両足の骨延長手術をしたことがある他、ナチスのアウシュビッツで強い兵士を量産するための実験で作られたという、裏にしか出回らない肉体改造薬を使用したことがある。
『ぬきたし』のヒナミルートでは“仮初の皮膜”に居た所をヒナミ、淳之介、礼の計略より取り押さえられ、裏風俗の顧客情報も含め事の顛末が仁浦によって白日の下に晒され、裏風俗が潰える。
『ぬきたし』の美岬ルートでは表向きの姿で淳之介に接触。ミミナシ作戦でNLNSが文乃を保護した直後に、手嶋の姿に油断した淳之介から文乃を奪取し、仁浦を脅してシン・ドスケベ条例を定めさせ、SHOとSSを洗脳。島の実権を握る。しかし淳之介により洗脳を解かれていき、NLNSとSSが手嶋の居城となっていたSHO本社ビルを攻め込み、最上階の執務室で手嶋は淳之介に、かつて（表向きの姿だった際に）淳之介に恋愛成就のお守りとして贈ったアナルバイブに抉られ敗北。失態による処分を予見した手嶋は華々しく散るべく仕掛けていた爆弾を自滅覚悟で起動させ、崩壊した天井の下敷きとなった。
『ぬきたし』のグランドルートでは裏風俗を潰そうと動いていた淳之介と吹子（文乃）の存在を察知し、表向きの姿で淳之介に接触。その後、仁浦の拉致を実行するが淳之介と吹子（文乃）の妨害により失敗。しかしこの一件で吹子（文乃）の容姿を把握し、翌日に吹子（文乃）を“仮初の皮膜”の地下へと誘拐、淳之介を誘き寄せる。淳之介の過去を事前に調べていた手嶋は、淳之介のイチモツが人を操る仕事で役に立つとし、裏風俗の取りやめとドスケベ条例を潰すことを見返りに淳之介に仲間になるよう誘い掛けるが、収入源としての青藍島を潰さず乗っ取ろうとしていることを淳之介に見破られる。直後、やってきた仁浦とSHO特殊戦闘部のコマンド部隊により“仮初の皮膜”を制圧され裏風俗は潰えるも、手嶋は辛うじて逃亡する。以後も一発逆転の手である文乃の確保を狙っていたが、文乃が防人老人の手に渡ったことでドスケベ条例が停止。手嶋は本島に戻れば責任を取ることになってしまうため青藍島に残り続けていたところ、淳之介から防人老人に対抗するための肉体強化の教えを乞われ、手嶋は防人老人への意趣返しのため、師匠として淳之介に修行させ漢勃ちを会得させる。ドスケベ戦役でNLNSを手助けした後に島を去り、マニラへと姿をくらませた。
『ぬきたし2』のB世界ではA世界の淳之介らがやって来た時点でSHOとトリ公によりヤクザと裏風俗が壊滅しており、B世界の手嶋はマニラで生活していたが、手嶋が仮初の皮膜に置いて行ってしまったミシェルを淳之介が回収。淳之介に防人老人を通じて“鋼鉄の6人”作戦へ呼び寄せられた手嶋は、ミシェルを助けてくれたとあれば協力せざるを得ないと、漢勃ちでSHO本社ビルを防衛した。
『ぬきたし2』の郁子ルートでは淫石の落下に際し、マニラから精子弾を放って淫石の破壊に貢献した。
『ぬきたし2』の文乃アフターのエピローグでは手嶋は日に焼けた姿となり、淳之介と文乃の結婚5周年パーティーに、手嶋は自身の紹介したい人物を連れてやって来ている。

### 主要人物の親族・関係者
防人老人（さきもりろうじん）
声 - 出雲醒 / 森功至
身長：162cm
文乃の母方の祖父。政治家。九州で使用人育成で有名な奉公一家「防人家」の宗家の人物。横浜の海から遠くない山の上に屋敷を構えている。
娘・文歌を奪った仁浦と青藍島に復讐すべく、仁浦のスキャンダルである隠し子にして自身の孫娘・文乃を手中に収めようと秘密裏に行動している。水乃月学園の地下部分に作戦基地を整えており、島とドスケベ条例に反旗を翻す戦士を待っていたところに淳之介らが現れ、モニター越しに自身と文乃の素性と関係を明かさずにドスケベ条例を潰す鍵である文乃の捜索と保護を淳之介らに命じて資金援助を行い、NLNSが誕生した。
大物政治家だがほとんど表には出てこないフィクサー。島の悪評を立てるため、手嶋らヤクザ組織を束ねて動かした出資者でもあり、その上でNLNSにも出資してそれらを潰す自作自演を目論む。戦闘時には仕込みナイフを発射できる杖を武器として扱い、矍鑠などという言葉を越え、まったく年齢を感じさせない体捌きをする。
文乃は幼い頃に防人老人の声を一度だけ聞いたことがあるが両者が直接会うことなく、文乃は文歌の死後に消息を断っている。
若き日に主である吹上家の長女・葉琴と駆け落ちし、2人の間に娘・文歌が生まれる。長い歴史を持つ防人家の中でもかなりの切れ者で、常に沈着冷静、極端なまでの合理主義、すべてを数字で管理していたような人物。故に駆け落ちは周囲にとって衝撃的だった。かなりの地位が確約されながらも主人のために反旗を翻すという、元より情熱の人。自分たちに手が及ばぬよう駆け落ち直前に政治家となり、防人家保守派の親族と悪しき吹上家を粛清した。
『ぬきたし』のヒナミルートではNLNSが文乃を保護したものの、淳之介らは老人の元で文乃がどう扱われるか懸念を示していた。その後、文乃の引き渡しが行われる前に仁浦の手により防人老人とヤクザとの関係が表沙汰になり、以後防人老人とNLNSとの連絡が途絶した。
『ぬきたし』の奈々瀬ルートでは文乃が自身の孫娘であるとNLNSに明かしており、自身が進める青藍島打倒計画でSHOやヤクザが文乃を人質にする懸念を無くすべく文乃を保護したかったのだとした。文乃の肉親である防人老人を信用したNLNSにより文乃は引き渡され、その後防人老人が仁浦の隠し子として文乃の存在を世間に晒して島を批判。これにより仁浦が退陣しドスケベ条例は崩壊した。
『ぬきたし』の美岬ルートでは文乃が手嶋率いるヤクザの手中に落ち、手嶋により防人老人はねじ伏せられた。
『ぬきたし』のグランドルートでは文乃が自身の孫娘であるとNLNSに明かし、文乃が引き渡されればSHOやヤクザに人質に取られる危険性はなくなり、ドスケベ条例潰しを阻止できるものは誰もいなくなるとし、文乃をよい環境で育てたいと語った。文乃の肉親である防人老人を信用したNLNSにより文乃は引き渡され、その後防人老人が仁浦の隠し子として文乃の存在を世間に晒して島を批判。文乃に対しては実際には「忌むべき男の血を継いだ小娘」と考えており、青藍島を潰すために利用し、まともな生活を送らせる気はなく、暴行を加えた。その後NLNSにより文乃が奪還されるも、ドスケベ条例と条例廃止に反対するレジスタンス組織を潰した防人老人は、SHO本社ビルを破壊することで復讐を完了させることとし、青藍島を一望できる山頂の戦場跡地で倒壊工事の時を待つが、NLNSが抵抗。さらに性行為を求める人と避ける人との共存を望んだ文乃がネット放送で演説したことで世論が動き、島の人々が決起して工事が阻止され、ヤクザとの繋がりも噂された防人老人に懐疑的な意見も出てくる。そして戦場跡地にやって来た淳之介、仁浦との三つ巴の近接格闘戦にて淳之介に対し敗北を認める。その後防人老人は政界から姿を消し、表向きには重い病を患い療養中ということになっている。
『ぬきたし2』のB世界の防人老人はトリ公の基地を提供し、資金を出資してトリ公に文乃を捜索・保護させたが、トリ公が文乃を保護してから、SHOを統べる仁浦とトリ公が交渉し文乃保護を条件に仁浦がトリ公に資金提供等を行ったことで、トリ公は防人老人への文乃引き渡しを拒否し関係を絶ち、防人老人は資金提供を打ち切っている。その後、A世界からやって来た淳之介が元の世界に戻るための戦う手段を得るべくトリ公の基地に潜入。淳之介はモニター越しの防人老人へ、ヤクザの残党に目論見をバラさないことと淳之介が知る文歌の事を教える代わりに協力関係を持ちかけ、防人老人はこれに応じる。さらにその後、淳之介の手引きで防人老人は文乃と会話。文乃の知る文歌のこと、この島でのすべての共存を望んでいることを文乃から聞かされ、淳之介から「復讐を遂げ自らの無念を晴らすことを優先するのか、それとも残された願いを聞き届けるのか」を問われる。文歌が青藍島の誰も、一度として恨んでいなかったことを文乃から聞いた防人老人は、復讐に駆られた鬼ではなくなる。そして“鋼鉄の6人”作戦にて淳之介らの動きに呼応し、日本全土でドスケベ法に反対する大規模なデモと暴動を発生させ、水引の一連の行動の衝撃性と主張を薄れさせた。
『ぬきたし2』の文乃アフターのエピローグでは淳之介と文乃に差出人の名前なく「すまなかった、そして結婚おめでとう」とだけ書いた手紙を送っている。
仁浦 俊明
文乃の父親。詳しくはSHOの項を参照。
琴寄 文歌（ことよせ ふみか）
声 - 沢野ぽぷら（『ぬきたし-陸拾玖物語-』）
文乃の母親。仁浦俊明の内縁の妻。防人老人の娘。故人。
とてもはかなげな女性だが瞳に強い意志を秘めている。淡い色の髪を持ち、息苦しくて生きづらいと長い髪を嫌がり、ショートカットにしている。年上好き。「むべ」という口癖がある。
過去、若く世間知らずであった文歌は仁浦により親元から奪われ手籠めにされている。仁浦は島の発展にすべてを注いできたが、文歌がいるのなら島の発展など諦めてもよいと考えていた。しかし自身がいると気持ちがぶれてしまい、仁浦の夢の妨げになってしまうと考えた文歌は、あえて距離をとることで奮い立たせるため仁浦の元から去り、とある神社に宮司の厚意で娘・文乃と共に起居。偽りの戸籍なども顔が広かった宮司により用意された。仁浦から見つからないように文歌は裏風俗に勤め身体を売りながら文乃を育てるが、裏風俗に勤めることで島の人間（いわゆる青藍成金）から「セックスで金をとるなんて何事か」という論調で迫害・糾弾され、元より強くない身体の文歌は病に伏して死去。後の淳之介は「たしかに法律上、彼女の存在は許されないことであった」「しかし我が意を得たりとなった大衆の力は、暴力的ではなかったにしても、熾烈であった」と振り返っている。
複雑な事情から戸籍を持たない文乃のことに文歌は苦しみ、文乃へ何度も謝罪している。誰かのために尽くして生きたいと願う血が流れている文歌は、自分の尽くしたいと願う人を見つけながらも一緒にいることができなかったことが唯一の心残りとなる。文乃には「心から信頼できる人間と出会ってほしい」、「自分の見つけた方に心を尽くせば、その人はきっとあなたをずっと傍に置いて、幸せにしてくれるはずだから」と、言葉を遺した。
住民に蔑まれながらも文歌はそれを気にかけず、当たり前のように受け入れ笑顔を浮かべ、自身に強く当たる者、陰口を利く者、そして仁浦へも、文歌は誰も恨むことはなく、文乃のこと同様にすべてを愛し、青藍島を心から愛して慈しんでいた。
文歌は生前、幼少期の淳之介が森の中の秘密基地の跡地で一人、自暴自棄になっていた所に突然現れ、淳之介の横に座って夕方頃になると帰っていた。淳之介の隣でただずっと遠くを見つめほとんど口は利かなかったが出会って数日後、イチモツのことで学校でイジメられ、女の子を傷つけてしまったことを告げた淳之介に対し、文歌は淳之介の過ちを認めた上で淳之介を許容し、そのイチモツを個性と肯定。淳之介は心の底から救われ、淳之介にとって文歌は何かと忙しくて家にいない母親の代わりのような人物となったが、その後文歌は亡くなった。
吹上 葉琴（ふきがみ はごと）
文乃の母方の祖母。西日本で強い力を持つ大地主の長女。
若き日の防人老人と駆け落ちし、2人の間に娘・文歌が生まれる。
吹上家は名前に「こと（ごと）」という音が入る決まりがあったが、若き日の防人老人が悪しき吹上家を潰したことで新たな名前を持つことになり、名残りとして葉琴が「琴寄」という苗字を付けた。
『ぬきたし』のグランドルートではドスケベ七番勝負で文乃が正体を隠しながら女子として参加する際に「吹上葉琴」と偽名を使用した。
橘 愛衣梨（たちばな あいり）
声 - そらまめ。（『ぬきたし-陸拾玖物語-』）
淳之介と麻沙音の母親。故人。顔は麻沙音似。
大学で情報工学を学び、結婚するまではSEをしており、子供にも小さいうちからパソコンを触らせていた。夫共々、関東での居住が長かったという。
淳之介を「淳ちゃん」、麻沙音を「アサちゃん」と呼ぶ。
『ぬきたし』の物語開始2ヶ月前にトラックが突っ込み何台もの車が絡む玉突き事故が発生し、橘一家の車は押しつぶされ、運転席と助手席に乗っていた愛衣梨と夫が死亡。淳之介と麻沙音だけが助かった。墓は東京の某所、神奈川県との境目に近い場所にある。
渡会 ヒナタ（わたらい ヒナタ）
声 - 飴川紫乃（『ぬきたし-陸拾玖物語-』）
ヒナミの母親。
実年齢より若く見られ、未だに居酒屋で年齢確認をされる。
片桐 陸奥美（かたぎり むつみ）
声 - 柳ひとみ（『ぬきたし-陸拾玖物語-』）
奈々瀬の母親。
奈々瀬とは異なりほくろが口元にある。
家電メーカーの渉外担当を海外で行う仕事をしている。奈々瀬が3歳になるまで休職していたが、その後復職している。
奈々瀬が小学生になる頃、陸奥美が日本を数ヶ月離れなければならず、夫の実家がある青藍島に奈々瀬を預ける。
忙しいからと家事はサボる。料理は昔から夫が担当しており、現在は陸奥美より奈々瀬の方が上手くなっているという。
夫共々、奈々瀬に対しては性行為を「本当に好きな人と」と教育している。
畔 史子（ほとり ふみこ）
声 - こはる凪（『ぬきたし-陸拾玖物語-』）
美岬の母親。旧姓名は琴吹 史子（ことぶき ふみこ）。
美岬の前向きな性格は史子譲りだと美岬は考えている。夫は本島に単身赴任をしている。
現在の青藍島における下ネタもじりの文化は、ドスケベ条例制定当時に学生だった史子がドスケベことわざなどを作り、それが周りにウケて広まったという。
冷泉院 遥香（れいぜいいん はるか）
桐香の姉。
幼い桐香よりも先に防人家に奉公に出て桐香の分まで働いたが、冷泉院家の借金は到底返せる額のものではなく後に桐香も奉公に出ることになる。
桐香曰く「（自分とは）全然似ていなくて、いつもムスっとしていて何を考えているか分からない」、「無表情だけど心配性な人」、「仕事はどんなことでもできて、仏頂面なのに大抵のことは訓練もせずすぐできるようになってしまう」、「世話焼きな性格で、いつもこっそり助けてくれた。とても優しい人だった」、「（自分のことを）なんでも理解し、どんなことを考えているのかすぐに分かってくれた」、「口数はとても少なかったが、代わりにたくさん（頬や額に）キスをしてくれた」とのことで、桐香は遥香のことを誇るように、嬉しそうに語る。
桐香と異なり、遥香はどんな武具でも使いこなすことができるが、“糸”を最も得意とし、桐香に糸の使い方を教えたのも遥香。しかし遥香の教わった「冷泉の糸」が“絞め殺す”ことだったのに対し、桐香の糸は自然と“斬り殺す”方に発展。これは「冷泉式の切り結び」を生み出した初代のみが扱っていたものであったため、遥香は十徳の冷泉院が本来、桐香のように「圧倒的に特異である者」の家系であったのだと察した。
防人家で教育を受けた使用人は高い評価を受ける中で、飛び抜けて優秀だった遥香は早々に引き取り手が現れた。
『ぬきたし』時点で桐香とは7年近く連絡をとっておらず、桐香も遥香の所在を知らずにいる。妹のことを気にかけており休暇はいつも彼女を探しているが、桐香がハメドリくんに面倒な広報を任せて島外の宣伝に出ないために見つからない。そんな遥香は桐香について「とてもはにかみ屋の引っ込み思案で、おとなしいから人前には出られない子」と語り、遥香の中で桐香とは大切な思い出の中にある「小さくか弱い、誰よりも守ってあげなければいけない最愛の妹」のままでいるらしい。
冷泉院 怜香（れいぜいいん れいか）
声 - 花澤さくら（『ぬきたし-陸拾玖物語-』）
桐香の母親。故人。
「那森」という巨大財閥に使用人として20年ほど勤めていた。気難しい性格だが下ネタに対してすぐに笑ってしまう。
桐香について怜香は「他の子より少し変わっているかもしれませんが、本当にいい子」としている。
礼の父親
礼の父親。故人。
関東の小さなアパートで妻と子供3人ととても貧しく暮らしており、礼の父親は多額の借金を抱え、家にいないことが多く、たまにいても暴れるか寝ているかだった。
『ぬきたし』本編の6年前、真夜中に泥酔状態で階段から転げ落ち、死亡した。
礼の母親
礼の母親。『ぬきたし』本編時点で入院している。
夫への愚痴が多く、礼が少しでも父の肩を持つとすぐにヒステリーを起こし、父に対する当てつけのように家事をしなかったため、家のことは礼が大体何でも行っていた。しかし夫が急逝した際は号泣。それから少しずつ狂いはじめ被害妄想や偏食となり、礼には到底理解できないようなものばかりに散財し金がなくなった。一家は夜ごと厳しい取り立てに遭い、やがて死んだ夫が乗り移ったかのように礼らに暴力を振るうようになる。その後、借金を返すため一家は青藍島へ移住。当時条例対象年齢未満だった礼を裏風俗で稼がせる。
礼が風紀委員長になって間もない頃、礼の母親が条例対象年齢に達していなかった礼の弟と妹も裏風俗に売り飛ばそうとしたところ、その現場をSSの蘭に見咎められ、礼の母親は頭に何発ものライオット弾を食らい脳震盪を引き起こし後遺症が残るレベルの記憶障害となり、青藍島のことや礼にやらせたことも忘れてしまう。礼は「子供に手を出す輩には一切容赦をするな」という自身の指導の賜物だろうと振り返っている。
礼は現状の母親に対して「自業自得」「やり方は苛烈だけど…当然の報いだ。いつかそんな日が来ると、どこかで思っていた。ずっとおかしかったんだ、あの人は…」と語る一方で、「色んなことを忘れてしまってさ。昔…まだ私が幼かった頃みたいに、やさしいんだ」「私にしてきたことを忘れてるのは…正直悔しいし、許せないとも思うけど…直に会うと、懐かしくてな…そんなことも言えなくなるんだ」と、繊細な感情を湛えている。
女部田 順子（おなぶた じゅんこ）
声 - 倉田ありあ（『ぬきたし-陸拾玖物語-』）
郁子の母親。故人。青柳流を創設した柔術の専門的な一族である青柳家の分家の一人娘で、旧姓は草柳。
性格は穏やかで、髪はさらさらストレートのロングと郁子と似ていない方。病弱ながら青柳流分家の一人娘であるため強い。家の決まりでずっとショートヘアだったが、子供が生まれたら結ってあげたいと思い、郁子が生まれた時から髪を伸ばしはじめた。
吹上家とは順子の祖父母の代まで交流がよくあり、順子と文歌は小さい頃に1回だけ会ったことがある。
郁子の弟の出産間近に容態が急変し、流産で母子ともに死去。後の郁子によると、とかく考えの古い家柄だった女部田家が正しい出産の在り方というものに固執したせいで死んでしまったのだという。
橘 文佳（たちばな ふみか）
『ぬきたし2』の文乃アフターのエピローグおよび『ぬきたし2お疲れ様本』の「Paccoman:Pacco-Verse」に登場する淳之介と文乃の一人娘。
外見も口調も能力も文乃譲りだが、性格はどちらかと言えば淳之介似。かつての文乃と同じく燃えるような真紅の瞳を持ち、探しものが上手。親族以外にはタメ口だが、親族には敬語。これは文乃がベッドの上で淳之介にずっと敬語を使う為。祖父である仁浦俊明が大好きなおじいちゃんっ子。名前は母方の祖母である文歌から取っている。
「Paccoman:Pacco-Verse」では淡色の髪を片側に束ねている。水乃月の生徒で図書委員。部活はしていない。株式会社NLNSの手伝いをしており、母譲りの射撃の腕、すべての的を“紅”の中でとらえる心眼“緋色の鳥瞰（SCARLETT CLAIR-VOYANCE）”で島を守護する。スカートの中にライオット弾のリボルバーを隠し持っており、目にも止まらぬ早撃ちを繰り出す。
「Paccoman:Pacco-Verse」に集結した淳之介の子供（慎之介と佳沙音を除く）の内、出生年の早さは3番目、集った時点での年齢は1番年上、身長は上から2番目。バストは上から4番目。
橘 霧香（たちばな きりか）
『ぬきたし2』の桐香ルートのエピローグおよび『ぬきたし2お疲れ様本』の「Paccoman:Pacco-Verse」に登場する淳之介と桐香の一人娘。
桐香が学生の内に産まれた。深い緑がかった髪を持つ。日常生活は何も出来ない母・桐香に手を焼いている。麻沙音と何かと一緒にいる機会が多かったためか、性格や言動が淳之介や桐香よりも麻沙音に似ており、麻沙音を母親と思っている節がある。島外の大企業で働く奈々瀬に憧れ、仕事もオシャレも家事も完璧なカッコイイ大人になって淳之介と島から出ていきたいと語り、水乃月学園生徒会長やSHO職員になりたいとは思っていない。名前の由来は母である桐香が昔からよく「きりか」と読み間違えられており、その時から可愛いと思っていたため。
普段は桐香の世話をしたり、郁子と逆刃刀で遊んだり、礼とライオットガンで遊んだり、麻沙音とクラッキングして遊んだりする。桐香と同じく糸の扱いが異様に上手く、鳩を出す手品以外は得意。礼と郁子によって身体能力を鍛えられており、戦闘能力は全盛期の淳之介よりも強いと淳之介は考えている。文乃が茶道などを教えている教室に通い可愛がってもらっているが、本人曰く「なぜか細胞すべてが文乃先生を怖がっている」という。
「Paccoman:Pacco-Verse」では羅漢銭以外のすべてを使いこなす。羅漢銭が使えないのはエッチな所に隠さなければならず、桐香からまだ早いと言われている為。
「Paccoman:Pacco-Verse」に集結した淳之介の子供（慎之介と佳沙音を除く）の内、出生年は1番早く、集った時点での年齢は7番目、身長は上から5番目。バストは上から5番目。
橘 弥千代（たちばな やちよ）
『ぬきたし2お疲れ様本』の「Paccoman:Pacco-Verse」に登場する淳之介と奈々瀬の娘。弟がいる。
焦げ茶色の髪をした釣り目。名前の由来は淳之介が「『なな』の次は『はち』」とした為。
奈々瀬の代わりに家事をしたり、観光の仕事をしている淳之介の手伝いをしたり、弟の世話をする他、休日はバカンス代わりに家族で巨悪を倒したりする。
d20oで作られたバイブの試製十二型“穿き丸”を武器として使用する。
「Paccoman:Pacco-Verse」に集結した淳之介の子供（慎之介と佳沙音を除く）の内、出生年の早さは5番目、集った時点での年齢は2番目、身長は上から2番目。バストは上から3番目。
橘 ヒカリ（たちばな ヒカリ）
『ぬきたし2お疲れ様本』の「Paccoman:Pacco-Verse」に登場する淳之介とヒナミの娘。一人っ子。
ヒナミと同じくいつも椅子を持っており、パイプ椅子でヒナミ同様の戦い方をする。
「Paccoman:Pacco-Verse」に集結した淳之介の子供（慎之介と佳沙音を除く）の内、出生年の早さは2番目、集った時点での年齢は5番目、身長は上から6番目。バストは上から6番目。
橘 麻沙美（たちばな あさみ）
『ぬきたし2お疲れ様本』の「Paccoman:Pacco-Verse」に登場する淳之介と美岬の娘。淳之介と美岬の子供の中で11番目の妹。
ロングの髪を2つのおさげにしている。脚力が高く特殊な靴を履いている為か、壁を横走りできる。
名前は叔母・麻沙音から取っている。
美岬から戦闘機の乗り方を教えてもらったり、淳之介からバイブの作り方を教えてもらったり、休日は家族仲良くオナニーを楽しんでいる。
「Paccoman:Pacco-Verse」に集結した淳之介の子供（慎之介と佳沙音を除く）の内、出生年の早さは6番目、集った時点での年齢は3番目、身長は上から3番目。バストは上から2番目。
橘 舞（たちばな まい）、橘 藍（たちばな あい）
『ぬきたし2お疲れ様本』の「Paccoman:Pacco-Verse」に登場する淳之介と礼の双子の娘。舞が姉で藍が妹。
栗色の髪をしている。ヒナミが礼をいつも助けるため、舞・藍の喋り方はヒナミのものが移っている。
工作が得意。礼がライダー派なのに対し舞・藍は戦隊派。
「Paccoman:Pacco-Verse」に集結した淳之介の子供（慎之介と佳沙音を除く）の内、出生年の早さは共に4番目、集った時点での年齢は共に6番目、身長は共に上から4番目。バストは共に1番上。
橘 周子（たちばな しゅうこ）
『ぬきたし2お疲れ様本』の「Paccoman:Pacco-Verse」に登場する淳之介と郁子の一人娘。
くせっ毛の長身。淳之介が郁子に九州弁をねだっているのを聞いていた為に、周子の口調は訛っている。
名前の由来は郁子が「自分は幸せになったから、次は娘に幸運が巡ってくるように」とした為。
護身目的で青柳柔術を教えてもらっているが、郁子は「うちの家族には必要ない」と周子に刀を触らせていない。淳之介と見よう見まねで練習したりするが、郁子にバレると怒られる。刀より投げ技・寝技の方が得意。
「Paccoman:Pacco-Verse」に集結した淳之介の子供（慎之介と佳沙音を除く）の内、出生年の早さは4番目、集った時点での年齢は4番目、身長は1番上。バストは上から3番目。
橘 慎之介
『ぬきたし2お疲れ様本』の「Paccoman:Pacco-Verse」に登場する語り手。淳之介と麻沙音の息子。佳沙音の弟。
淳之介に顔立ち・雰囲気が似ている。肉親はずっと佳沙音しかおらず、佳沙音だけを頼りに生きてきた。
「Paccoman:Pacco-Verse」では佳沙音が作り出した巨大粒子加速器で佳沙音と共に様々な時空を繋げ、各時空の淳之介の娘たちを集めたが、その途中で加速器にエラーが発生。記憶を失くして各時空の淳之介の娘たちと出会い、その後佳沙音と再会し記憶を取り戻す。
橘 佳沙音（たちばな かざね）
『ぬきたし2お疲れ様本』の「Paccoman:Pacco-Verse」に登場する淳之介と麻沙音の娘。慎之介の姉。
両目を前髪で隠している。アーマーハメドリくんを操る。弟共々周囲から望まれた子ではない。
「Paccoman:Pacco-Verse」では自らを「すべての時空に巣食う“橘”に鉄槌を下すもの」としている。「我々が受けた屈辱と誤謬を正すために」と、自らが作り出した巨大粒子加速器で慎之介と共に様々な時空を繋げ、各時空の淳之介の娘たちを集めたが、その途中で加速器にエラーが発生。慎之介と離れ離れになる。その後、集まった各時空の淳之介の娘たちにアーマーハメドリくんを仕向けて攻撃した。

### その他の人物
水無瀬 沙也加（みなせ さやか）
声 - 藍沢夏癒 / 寺田晴名
水乃月学園A等部の2年1組の担任教師。2年生の内、1組と3組の古文授業を担当している。
淳之介曰く「自信に満ちた授業をおこなう」、「比較的授業がうまいタイプの先生」。若く、胸元が強烈に開いた格好をしている。
茅津野 満子（ちつの みつこ） / 那賀 早波（なが さなみ）
声 - 藍沢夏癒 / 鮎澤いちな
本名は那賀早波、芸名・茅津野満子。青藍島の放送局のSHKのアナウンサー。「茅津野アナ」として知られる。スス子（伊波）の姉。
スス子と同様に身長がすらっと高く、顔もどことなく似ている。「ネガティブだけど非常に優秀」と言及される。早波はスス子のことを「いーちゃん」と呼ぶ。
スス子は早波と比較的に仲が良いが「なんかいろいろと荒れそうだから」と、有名人の茅津野（早波）が自身の姉であることを周囲に隠しており、知っているのはSSの中では桐香と礼のみ。
原作ゲームには立ち絵無しのキャラクターとして登場し、『ぬきコミ』でビジュアルが登場した。
ユキ
水乃月学園C等部の3年生。世見杏奈の妹。
アザラシが好き。好きな食べ物はあられ。実家が山口にある。
『ぬきたし』のヒナミルートでは母親と迷子になっているところを淳之介とヒナミが見つけ、淳之介がユキのためにあられを買いに行った際に子供に対する性行為を目的とした2人の男にユキとヒナミが襲われそうになるが、ヒナミの抵抗と戻ってきた淳之介の攻撃、文乃の狙撃により事なきを得て、その後すぐにユキを探していたユキの母親に合流する。
『抜きゲーみたいな島に溢れる掌編はどうすりゃいいですか？』の「ユキのなつ休み日記ちょう」では真ドスケベ条例下の夏休みにヒナミと共に遊んでいる。夏休み中に虫の研究をしたいと考え、イクイクセーシ（取手模幾造）と出会って観察対象として多くの話をし日記に書き記す。ある日、姉の杏奈がトドのぬいぐるみと引き換えに日記を見せて欲しいと語りユキが日記を見せたところ、イクイクセーシが密かに想いを寄せているアンアンゼミが杏奈のことと判明する。
『ぬきたし2』のB世界のユキは礼ルートで父親と出かけていたビーチにて、ダブルのコーンアイスを持ってよそ見をしながら走っていたところ性帝こと淳之介の股間にぶつけてしまうが、性帝として怖がられている淳之介は何とかその印象を変えようと、「次ァトリプルにするといい」とユキに小銭を渡した。
健蔵（けんぞう）
身長：166cm
畔家の隣の民家に住む老人。年齢は淳之介の印象では80代後半。独身。農家。
外見年齢の割に足腰はしっかりとしており矍鑠とした仕草をしている。美岬曰く「適当なことばかり言う人」。
本人曰く若い頃は一端の機械技師、戦時中は一端の整備兵だったと語り、戦闘機の設計にも関わったことがあるらしい。美岬の両親の結婚式では、健蔵が作った人間大砲で新郎新婦を飛ばしている。
島に繁栄をもたらした仁浦県知事には感謝しているが、条例により島の女子に恥じらいが足りずセクハラしても面白くないと嘆いており、美岬が腹に触られるのを嫌がっているのが唯一の希望だと語る。
『ぬきたし』の美岬ルートではNLNSが使用するマジカルミラー号“愛風”を装甲戦闘車“愛風改”に改造した他、ヤクザに占拠されたSHO本社ビルに人間大砲で淳之介を飛ばして送り込んでハメ騒動の解決に貢献した。
『ぬきたし』のグランドルートでは新ドスケベ条例が制定された後、防人老人の監視から逃れるため学園地下の基地を放棄したNLNSが、美岬の紹介で健蔵の家を新たな本拠地として使用。健蔵は老人らのレジスタンス“老人ホォース”として活動した。文乃が防人老人の手下と戦う中で傷ついた際は「ワシら島の人間の“栄えたい”という虚栄心のしわ寄せを喰らって、ああなってしまった」と島の老人たちを代表して強い罪悪感を持っていることを明かし、島のすべて人間に恨みを持っている淳之介に対しても「ワシらの気持ちが見殺しにしたも同然」と吐露した。NLNSが防人老人との最終決戦に挑んだ際に、健蔵は淳之介と共に試製晴嵐を改修し、青藍・改を完成させ、ドスケベ戦役に貢献した。
『ぬきたし2』のB世界の健蔵はトリ公のアーマーハメドリくんの開発に協力。「ワシらにはこんな形でしか罪滅ぼしはできん」と水引に伝えつつ、水引がやろうとしていることを「先の見えない妄想のようなもの」と憂いた。
『ぬきたし2』のスス子ルートでは、淳之介が健蔵の所有している土地を掘り約300億円の埋蔵金を発見。健蔵は「すぐ死ぬから1割くれたらいい」「代わりにテレビ出演する時だけ自分が発見したということにしてほしい」とした。
原作ゲームには立ち絵無しのキャラクターとして登場し、『ぬきコミ』でビジュアルが登場した。
チュパちゃん
声 - 藍沢夏癒（PCゲーム）
スス子のペットの鳥。周りからはフェラチオウムと呼ばれているが、種族的にはルリコンゴウインコ。オス。特技はフェラチオのオウム返し。
人語を理解しているかのように振る舞いいくつもの言葉を使い分けられる、賢い鳥。凛をイジメるのが好き。
元々悪質なブリーダーの劣悪な環境の元で兄のオウムと共に暮らしセット販売されていた。兄が病弱でまったく売り物にならず、ブリーダーはオウムをサーカスに売ろうとしていたが、捨てられた兄を拾ったスス子が買いたいと言い、ブリーダーが要求した300万円という法外な金額をスス子は奨学金を前借りし支払ってオウムを引き取る。その後の餌代をオウム自身が稼ぐためにスス子がバイブをフェラしまくってチュパ音を覚えさせ、フェラチオウムと呼ばれるようになりテレビにも取り上げられ、SSのアイドルになった。スス子が奨学金を前借りしてまで引き取ったのは、スス子姉妹とオウム兄弟の境遇を重ね短い間でも兄弟一緒にいられたほうがいいと考えたためと語る。その後兄のオウムは亡くなった模様。
『ぬきたし2』の郁子ルートではスス子がチュパ音を喋るオウムとしてチュパちゃんの動画をンジュウウゥーチューブにアップロードしたところ、1919万再生と爆発的な人気を博し、スス子の元から独立。ンジュウウゥチューバー「チュパキン」として活動する。しかし三日天下に終わり、1919万再生をした動画も性的コンテンツとして消されて落ちぶれ、同じく落ちぶれていた凛と邂逅。そんな中で凛と同じくドスケベの神・セクロスの声が聞こえたチュパちゃんは凛と行動を共にするようになる。その後淫石が飛来した際にはドスケベ遊園地で神の使いとして島民らの射精を導く凛をサポートして淫石の破壊に貢献するが、淳之介の射精の衝撃波で凛共々吹き飛ばされ、ハメドリくんオブジェに激突。その後、激突した際の打ちどころが悪かったのかハメドリくんを神と崇めるようになり凛と共にネット上で喧伝。しかしハメドリ観の違いから凛と対立し、凛が真性ハメドリ教、チュパちゃんは仮性ハメドリ教を謳い罵り合い始め、それが妙な人気を博してやがて2人共プロのンジュウウゥチューバーとなる。
『ぬきたし2』の奈々瀬アフターではドスケベ過激派“不死の絶鳥（フェンニリングス）”の朽ちぬ翼のイカロスとしてドスケベ条例復活のために暗躍。スス子とは処女におけるドスケベ姦の相違で袂を分かった。ドスケベの象徴的存在として奈々瀬を迎え入れようとするが、奈々瀬がドスケベセックスに対する自身の想いを語ったことで感服し解散した。
たまタマ / トシアキちゃん
黒い子猫。メス。
『ぬきたし2』の文乃アフターで、道端で汚れた姿で淳之介と文乃の前に現れ、文乃から「たまのように可愛らしい一般的な猫さんの名称であるタマ」を略してたまタマと名付けられ、引き取り手が見つかるまで橘家で保護されることになる。しかしSSの面々が橘家を訪れた際に、この子猫が老夫婦からSSに捜索依頼が来ていた“トシアキちゃん”である事が判明。子猫は老夫婦の元に返すこととなった。
トシアキちゃんと名付けられたのは黒猫ということで恥部リの名作映画“痴女の絶頂便”の使い魔“チジ”にちなんで、チジ→知事→仁浦県知事→トシアキちゃんとなったため。
アクメ漱石（アクメそうせき）
青藍島に居住するエロ文学作家。夏目漱石とは別人。百地霧の父親。
情に厚く、今時珍しくいつも地味な和服を着ている人物で、妻の霞や近所の人からは先生と呼ばれている。
処女作は『吾輩はタチである』。その他の作品に『ビッチゃん』、『ハメ十夜』がある。
美岬はアクメ漱石の作品について「明治の文豪もかくやとばかりの筆致から繰り出される、皮肉と風刺に富んだ軽妙な物語……これが大変癖になるのです」と絶賛している。
娘の霧に対しては引きこもっていようが霧の好きなように生きればいいと言ってはいたが、『抜きゲーみたいな島に住んでるモブはどうすりゃいいですか？』にて霧が学校に行くと言い出したことに喜んだ。
チュパちゃん二号
『ぬきたし2』の文乃アフターのエピローグ等で言及されるチュパちゃんの子供にして2代目。
チュパちゃんと同じく饒舌。生まれた時からスス子と苦楽を共にしている分、なにかと優しい。
深山 悟（みやま さとる）
『抜きゲーみたいな島に住んでるモブはどうすりゃいいですか？』の語り手。水乃月学園B等部の1年生。凛、霧、ブラッドと同クラス。霧の家とは隣同士。
いつか島中の女全員とセックスをするという夢を持つ。B等部の入学式内の新入生姦迎会では凛とセックスをしており、お互いの童貞と処女を卒業している。
『抜きゲーみたいな島に住んでるモブはどうすりゃいいですか？』の2年前から、中々学校に来ない霧を心配して1年ほど霧の部屋に遊びに行っていたが、それ以降悟は「学校の友人とつるんでいる方が楽しい」や「なんとなく女子と遊んでいるのが恥ずかしくなった」といった理由でめっきり会わなくなる。
『抜きゲーみたいな島に住んでるモブはどうすりゃいいですか？』ではB等部の入学時に不登校で処女のままとなってしまった霧への対処を凛から促され、1年ぶりに霧の部屋を訪れてセックスを行おうとするが、霧の身体は全く慣らされておらず、膣に中指1本入れられただけで痛がってしまう。悟はそれから3週間足繁く霧の家に通って丁寧に膣をほぐし、指を3本入れても痛がらなくなったため、悟と霧はセックスを行う。霧は「朝から悟と一緒に居られるから」と数日後から学校に行くようになるが、霧がクラスの中に溶け込んでいくことに悟は一抹の寂しさを抱く。悟が霧に対して恋心を抱いていること、そして最近の悟は他の相手とセックスをしていても霧のことを考え、霧も同様に悟のことを考えているようであると凛から指摘され、肉体と魂の解離したセックスを看破するわけにはいかないと、凛に霧への告白を成功率が上がるという危険な山奥で行うよう促された悟は放課後に霧と山を訪れるが、野生のイノシシが現れてしまい、霧を背負いながら逃げる。そんな中、霧から「悟のことが好き」と告白された悟は霧が好きと返答する。すると2人は偶然凛に30日もの間射精管理されていたブラッドに遭遇。イノシシをぶっ飛ばせる代物がここにあると閃いた悟はブラッドに向かって「床」と大音声で叫び、ブラッドが瞬時に床オナならぬ道オナをして音速の射精でイノシシを撃ち殺し、生還。悟と霧は恋人同士となる。
『ぬきたし2』の郁子ルートでは凛を探していた蘭に声をかけられた霧が、悟にも最近凛の姿を見たか尋ねるも悟は凛の姿を最近見ていなかった。
百地 霧（ももち きり）
水乃月学園B等部の1年生。凛、悟、ブラッドと同クラス。エロ文学作家のアクメ漱石の娘。悟の家とは隣同士。
過去に心臓の病気で長期間入院し、退院後も学校との間に深い溝が出来たように感じた霧は不登校・引きこもりとなり、『抜きゲーみたいな島に住んでるモブはどうすりゃいいですか？』時点で不登校になってから2年が経過している。霧は行きたくないわけではないが、ずっと行っていなかったのに今更行くのも変と考えている。不登校になってから1年ほどは悟が遊びに来ていたがそれ以降は訪れなくなり、霧は寂しがっていた。
眠そうな眼差しと癖っ毛の強い髪を持つ。引きこもり生活で髪が伸びに伸びている。小柄で体が細く、胸はかなり小ぶり。昔に比べればずっとよくなっているものの体力がない。照れ屋。
男寄りな趣味で、部屋にある本は9割方がライトノベル。ゲームはRPGやアクションなどが大半で、ゲームでのプレイヤー名はきりもち。
自らの生活圏は電子の海の中とし、引きこもり生活が長かったせいでかなり本島の価値観に染まっている。非処女になるとネットで（本島の人から）叩かれ居場所が無くなると考えている一方で、セックスはすごく気持ちいいとネットで聞いているため本当は少ししてみたいと思っている。
B等部入学時点で、性人した時のために女性器に指などを挿入して慣らしておくセクササイズやオナニーすらしたことがない。
『抜きゲーみたいな島に住んでるモブはどうすりゃいいですか？』ではB等部の入学時に不登校で処女のままとなってしまった霧への対処を凛に促された悟が霧の家を訪れ、悟が霧とセックスを行おうとするが、霧は膣に中指1本入れただけで痛がってしまう。悟はそれから3週間足繁く霧の家に通って丁寧に膣をほぐし、指を3本入れても痛がらなくなったため、悟と霧はセックスを行う。霧は「朝から悟と一緒に居られるから」と数日後から学校に行くようになるが、体力が無く1日に1回しかセックスできず、朝から男子生徒とセックスすると1日中へばって授業も受けられなくなるため悟と凛が教師に掛け合い当面の間セックスは放課後だけ行うことにしてもらっており、帰りは悟におぶってもらっている。そんな日々の中、悟と共に訪れた山奥でイノシシと遭遇し、死んでしまうかもしれないと考えた霧は悟へ告白。悟から霧が好きと返答され、その後生還した悟と霧は恋人同士となる。
『ぬきたし』のヒナミルートではヒナミが文乃捜索捜索のためB等部へ潜入した際に、「引きこもりっぽい女の子」として霧らしき人物が登場している。
『ぬきたし2』の郁子ルートでは凛を探していた蘭が霧に声をかけている。霧は最近凛の姿を見ておらず、凛のことを心配していた。
ブラッド / 氷川 翔也（ひかわ しょうや）
水乃月学園B等部の1年生。凛、悟、霧と同クラス。悟の幼馴染。クールで成績も割と優秀な人物。
『抜きゲーみたいな島に住んでるモブはどうすりゃいいですか？』の2年前、理科の授業で「リトマス紙に何を浸ければ赤色になるか」という問題に対し、「フッ……愚問だな。決まっている……“血液”さ」と答えたことで、以後ブラッドと呼ばれるようになった。
『抜きゲーみたいな島に住んでるモブはどうすりゃいいですか？』ではB等部入学前に、交接できない鬱憤を晴らすべく来たるべき日に備え自慰に励む中で日に日に自慰行為がエスカレートし、家の床や柱に股間を擦りつける刺激に慣れきってしまい、心待ちにしていた水乃月学園B等部の入学式内での新入生姦迎会で何をされても勃起せず童貞のままになってしまう。勃起不全問題を受けてクラス委員の凛がブラッドを連れてSHOの光姫に相談すると、「仙波コキ」によりブラッドは勃起。しかし「極力刺激を与えず、軽い刺激でも勃起するように辛抱強く躾ける必要があるんです」と射精はさせてもらえず貞操帯を付けられその鍵を凛が所持し、焦らしプレイで射精管理をおこない、勃起不全を治療することになる。凛による射精管理の寸止めは1ヶ月にも及び、ブラッドはどこでも勃起するようになったが未だ床オナを忘れられずにおり、射精管理はそのまま続く。ある日ブラッドの貞操帯を外して凛が射精管理を行う最中、突如山から下りてきたイノシシが悟と霧を追いかけてくる現場に遭遇。ブラッドは咄嗟に床オナならぬ道オナを始め、音速の射精でイノシシを撃ち殺す。その後、道オナでまた勃起しなくなったことで凛に射精管理をされた。
『ぬきたし』のヒナミルートではヒナミが文乃捜索のためB等部へ潜入した際に、射精管理の予定がある「クールぶってる1年男子」としてブラッドらしき人物が登場している。
霞（かすみ）
霧の母親。夫はエロ文学作家のアクメ漱石。
アサガオの横でアヘ顔で写真を撮って上げる「アヘガオ」の始祖。アヘガオは一時期流行り、本島の人たちまでこぞって真似をしていたほど。
イクイクセーシ / 取手模 幾造（とっても いくぞう）
声 - ナオト†サンクチュアリ / 宝田直人
水乃月学園の学生。青藍島出身。
試験不合格でSSに入れなかったが、訓練時に教官が付けた「イクイクセーシ」というあだ名だけ定着した。
アンアンゼミ（世見杏奈）とはセミ同士、気が合って性器も合ったが、真ドスケベ条例となってからアンアンゼミは交尾をしなくなり、その喪失感からイクイクセーシは恋心を自覚。アンアンゼミに密かに想いを寄せる。
『抜きゲーみたいな島に溢れる掌編はどうすりゃいいですか？』の「ユキのなつ休み日記ちょう」では夏休み中に虫の研究をしようとしていたユキと出会い会話をする内、イクイクセーシはアンアンゼミに密かに想いを寄せていることをユキに打ち明ける。夏休みの終わりにセミ人間コンテストに出場した際、アンアンゼミに告白し驚いたアンアンゼミが逃げ出したため、それを追いかけていった。
『ぬきたし2』のB世界のイクイクセーシはリアル大脱膣ゲームのセミ人間コンテストに出場している。
アンアンゼミ / 世見 杏奈（せみ あんな）
水乃月学園の学生。ユキの姉。山口出身。セミ歴は17年。
イクイクセーシ（取手模幾造）とはセミ同士、気が合って性器も合ったが、真ドスケベ条例となってからアンアンゼミは交尾をしなくなる。
『抜きゲーみたいな島に溢れる掌編はどうすりゃいいですか？』の「ユキのなつ休み日記ちょう」では夏休み中、トドのぬいぐるみをユキにあげる代わりにユキの日記を見させてもらったところ、ユキがイクイクセーシ（取手模幾造）と会話をしており、イクイクセーシがアンアンゼミに密かに好意を寄せていると記載されていたことで落ち着かなくなる。夏休みの終わりにセミ人間コンテストに出場した際、イクイクセーシが告白し驚いたアンアンゼミがおもらしをして「アーンアンアンアン」と逃げ出したため、コンテストで優勝した。
『ぬきたし2』のB世界のアンアンゼミはリアル大脱膣ゲームのセミ人間コンテストに出場している。
佐倉
性と向き合う会の代表。大学で男女平等について教えている高名な社会学者らしい。青藍島にも行ったことがある。
『抜きゲーみたいな島に溢れる掌編はどうすりゃいいですか？』の「おべっかからの手紙」では本庄とおべっかが性と向き合う会に入会したことをきっかけに性と向き合う会が事実上崩壊。佐倉は行方をくらませていたが本庄の証言で確保され、余罪もあわせて実刑は免れなくなった。
本庄 椎子
矢矧桜白河学園の学生。数人の女子を付き従えている学級のボスのような人物。ヲホホホホと高貴な笑い方をし、言葉尻に「ですわ」と付け、髪をくるくるに巻いている。
『抜きゲーみたいな島に溢れる掌編はどうすりゃいいですか？』の「おべっかからの手紙」ではおべっかが矢矧桜白河学園に留学した際のクラスメイトとなり、おべっかに顔を合わせれば二言目には「このアバズレ」「クソビッチ」と言葉を発するが、これを最大限の賛辞と受け取ったおべっかが「本庄さんも最高にビッチだよ！」と返したため、本庄はおべっかに食って掛かるが、おべっかがついSQCで取り押さえてしまい本庄が失禁。以来、本庄は1人でいることが多くなり、取り巻きの子も別の子を取り巻くようになる。そんな中でおべっかがランチに誘ったことで本庄は涙ながらに感謝の言葉を述べ、友人となる。その後、本庄に対し性知識が半端な五十嵐がドスケベの誘いを行うが、おべっかが五十嵐にしっかり説教をし本庄が誘いを断ったことをきっかけに、おべっかの性に対する真面目な姿勢に感銘を受けた本庄は自身の処女を大切にしたいと考え、ちゃんとした知識を教えて欲しいとおべっかに懇願。おべっかからのSS式の座学と実技により本庄は連続で絶頂し悶絶する。アヘ顔の本庄とのツーショット写真がおべっかからの手紙として青藍島のスス子に送られるが、同時期におべっかは避妊ダンスの動画も送っており、島で避妊ダンスが流行。その中で凛が避妊ダンスの考案者として本庄のアヘ顔写真をばら撒いたため本庄のアヘ顔は島で有名になった。連続アクメで性の心に目覚めた本庄は性と向き合う会に入会しおべっかも入会するが、会はリソウ一派という組織のフロント組織で、会の本拠地にしまわれた銃火器を前に本庄は仰天。その際の本庄の面白顔写真をおべっかがスス子に送っている。その後、おべっかと長い間2人きりで地下にいたが色々な事象が複雑に絡み合った結果、リソウ一派は完全に解体される。おべっかと本庄の扱いは当局でも最後まで意見が分かれていたようだが、最終的に正当防衛が認められ表彰を受ける。そして事件後の連休に青藍島に帰るおべっかと共に、本庄は不安げながらも青藍島を訪れることになった。
五十嵐
矢矧桜白河学園の学生。おべっかからは「流星の五十嵐くん」と呼ばれる。
『抜きゲーみたいな島に溢れる掌編はどうすりゃいいですか？』の「おべっかからの手紙」では、おべっかと行動を共にしていた本庄がビッチであるという噂が囁かれたことで、ヤれるに違いないと考えた五十嵐は本庄にドスケベの誘いをする。しかし本庄は気乗りせず、その場にいたおべっかに性知識について問われた五十嵐は避妊の方法について「避妊ダンスを踊ればいい」など大変半端な性知識しか持ち合わせておらず、万が一子供が出来たらどうするのかという問いには「一生添い遂げる」と答えるが、本庄は添い遂げたくない、添いたくもないと返す。
この際披露した避妊ダンスが大変愉快であったため、おべっかが是非皆で見てほしいと避妊ダンスの動画を青藍島のスス子に送ると、島で避妊ダンスが大流行するが避妊ダンスの考案者が本庄と誤解されて広まる。やがて、五十嵐は避妊ダンスの考案者は自分だと主張してネット上で軽い嫌がらせをしていたが、その後家に県警が来たという。
蘭と凛の弟
花丸蘭と花丸凛の弟。蘭と凛は「弟くん」「悠くん」と呼ぶ。
凛は両親から弟と会うことをかなり制限されている。
原作ゲームに直接登場しないが、『ぬきたし2』で蘭が弟について言及している。『ヘンタイ・プリズン』の時点でA等部の1年生となり、来年のSSへの入隊を希望している。
『ぬきたし2』は『ぬきたし』制作中盤から構成が存在していたが現在のような内容ではなく、『ぬきたし』から十数年後の花丸家の末っ子の男子を主人公としたストーリーが元々構成されていた。

## 用語

### 地名・施設
青藍島（せいらんとう）
本作の舞台となる孤島。奄美群島よりさらに南に位置する、常夏の島。
島を覆い囲むようにサンゴ礁で出来ているハートマーク形の岸があり、堡礁となっている。このため日本のボラボラ島とも言われているという。内海はサンゴ礁が育って浅瀬の海になっているため、透き通るような色に見える。浅瀬の水色と、深い藍色の境目がハッキリ生まれるその美しさを讃えて「青藍島」と呼ばれるようになった。向かいには無人島がある。
飛行場やSHO本社（入島審査所）はハートマーク形の岸の方にあり、天然の要塞としての役割を果たしている。戦時中は最終防衛線として旧日本軍の防衛基地があり、現在の島の中央の山（標高533m）では戦場跡地が見学でき、SHO本社の周囲にも文化的遺産として砲台や対空砲が設置されたままになっている。
島の外周は潮の流れとバリアリーフの問題もあって、船を横付けして停泊させることはできない。島内の港に繋がっているバリアリーフのない深い海の通路、通称“海門”はSHO本社ビルが見張るように屹立し、ゲートと言われる鉄の門を常に監視している。病気の人間や暴徒が入ってこないように、島の健康や治安を守るために徹底されており、SHOの厳重な審査をパスしなければ島に入ることはできない。
過去、過疎化による雇用と人口の減少、公的機関やレジャー施設の誘致も上手くいかず、観光資源がほぼ皆無で何をしても成功しなかった青藍島だが「エロで島興し」を掲げ、島中どこでもセックスを許可・推奨するドスケベ条例の施行により島興しが成功。観光客数は増加、本島からの移住者により人口は漸増傾向となり、『ぬきたし』本編時点で人口およそ1万5千人となっている。島の収益の大半は観光業に依存し、島は性乱島の別名を持つ。住民の大多数が巨乳。
島の人間はSHOにより月に一度の定期検診が義務づけられている。また、住人は体調維持のためにほとんどの薬が無償で支給されており、新種の無害な長期服用の低用量ピルが配られている。
青藍島にはメインストリートを中心に合計200以上のスパイカム防犯カメラが設置されており、安全を守るために24時間中央センターで監視がなされている。常にドスケベセックスを記録しており、SHO本社に日時を伝えるとハメ撮り映像を購入することができる。
本島は毎日犯罪が起こっている一方、青藍島では犯罪率はほぼ0%と謳われている。島はほとんど交通量がなく、交通事故件数は全国最下位。
観光客が船で降りる港を中心としたビーチ側はいつでも人がいて活気があり、来た人が不自由がないようにお店も施設もたくさん開発されているが、山の方は手付かずで、古い屋敷のような家が点在するのみ。開発されていない島の山側のことを町の人は“山の手”と呼ぶ。山の手に道は無いようなもので、入り組んでいるのでSHOガードマンがおらず、観光客も来ない。島は若い人が入っていながらも実態は過疎集落に近いものがある。
島民曰く、「人間が自由に交尾している中で動物の交尾だけ制限なんて普通できない」とのことで去勢が行われないことが多いらしく、倍々的に増えないよう代わりに島に積極的に動物を入れないようにしており、愛玩動物がかなり少なく、野良猫などはほとんど見かけられない。
ネット上では素人童貞ならぬ“青藍童貞”という言葉が存在し、青藍島で童貞を失った人がそう呼ばれる。その他、島にやって来て隠された性癖を知って別れてしまう“青藍離婚”という言葉もある。本島民から「日本の闇」「例の島」「天国に一番近い地獄」といったネガティブな評価をされることもある。
無料でセックスし放題の青藍島の影響で、本島の風俗産業は大打撃を受け縮小傾向にある。
『ぬきたし』の奈々瀬ルートのエピローグではドスケベ条例が崩壊。セックスという観光資源を失い、閑古鳥が鳴く海な綺麗なだけの島と化したが、住人が本当に青藍島を愛していたからか離島率がほぼ0%で、一部の会社は元の釣り人やスキューバーのための観光施設に戻りつつある。また、島の商業施設では“自由恋愛”を隠れ蓑に以前と同じく性産的行為を楽しめるように変わってきている。
『ぬきたし』のヒナミルートのエピローグではドスケベ条例の撤廃が決定され、島は以前に比べ静かになった。
『ぬきたし』の美岬ルートのエピローグではドスケベ条例が廃止されつつもドスケベ施設等々が撤去されずに文化遺産として残ることになり、仁浦が退陣前に各所に根回しし青藍島は映画やアニメなど創作の舞台として観光資源化された。
『ぬきたし』のグランドルートのエピローグでは真ドスケベ条例が施行され、島はゾーニングされた。
水乃月学園（みのつきがくえん）
青藍島唯一の県立の学校。A等部、B等部、C等部があり、C等部→B等部→A等部の順で進学する。以下では特に注記の無い限り、A等部についての解説を行う。
条例とは別に校則によって性産的行為が推奨されており、休み時間や登下校中にセックスが行われる。通常の授業の他、基本的に週に1度、セックスの授業がある。授業だけは真面目にやるというスタンスで、「やる時はしっかり、ヤル時はシッポリ」という理念を掲げているため、授業中は普段の狂騒が嘘のように静まり、生徒は学業に勤しむ。放課後には学生たちはヌーディストビーチや遊園地に遊び感覚で島の人々や観光客とのセックスに赴く。複数回繰り返すとボランティアとして内申点が上がる。学園では『撃墜王』『体イク祭』など様々なイベントが行われる。
校則がゆるく、化粧をする生徒が多い。学園には推奨制服があるものの、カスタマイズが許されている私服校。ただし、指定制服に限ってはドスケベの関係で異なる性別の服を着ることができない。できるのは女子がスカート代わりにショートパンツを履くことが精々で、これもすぐにズラしてドスケベできるように短い。許可がなければアルバイトはできない。
A等部3年生時点で進学コース、特進コース、性の秘技コースとクラスが複数に分かれ、進学コースは一般的な進学を考える生徒が、特進コースは高レベルな進学を考える生徒が、性の秘技コースではSHOへの就職などを考える生徒が多い。SHO以外への就職組はそれほど多くなく、そういった場合も性の秘技コースに進む。
青藍島の女子は肉食系が多く、転校生の男子（童貞）は真っ先に狙われる。転校生の女子の場合は長期服用のピルを呑んでその効果が出る2週間後まではセックス禁止となっているが、大抵は3日で破ってエッチ三昧だという。
近年になってバリアフリー化のため学園の西側と東側に1つずつエレベーターが設置されており、どちらも昇降口に近い。
放課後の学園の正門近くには治安維持の目的で常にSSが立っているが、まともな道もない裏山に繋がっており生徒たちの出入りがまったくない裏門にはSSの警備が通常立っておらず、自由に出入りすることができる。ただし校舎から裏門までのルートには監視のためのSSが必ずいる。土日には学園の正門、裏門に鍵がかかり、一般生徒は出入りが不可能になる。裏門近くには茂みに隠れた竪穴があり、身をかがめてギリギリ通れる。奥へ進むたび穴は広がり、やがて大きな岩の洞窟に辿り着く（洞窟の詳細はNLNSの秘密基地の項目を参照）。
『ぬきたし』の奈々瀬ルートのエピローグではドスケベ条例がなくなったが、ドスケベセックスが推奨されている校則は残っており、法的拘束力やセックスの授業がなくなったが校内でセックスが行われている。セックスの誘いを断ることも可能になっている。『ぬきたし2』の奈々瀬アフターでは監視カメラの類いがほぼすべて撤去されている。
『ぬきたし』のグランドルートの真ドスケベ条例施行後からは学園内でもゾーニングがされ、校内ではセックスは自由に許可されているが、基本的に教室でのセックスは許されていない。アダルトグッズの持ち込みも申請式になり、過激なものは取り締まりの対象となっている。
桐香らがB世界から帰還してからは校則が変更され、学園指定制服の完全自由化がスタートし、新しくなった制服のカタログにはいつでも気分で服装を変えられるよう大量のパターンが載っており、男子がスカートを穿くことも、女子がズボンを穿くことも、SSではない生徒がSSの服を着ることも可能になった。
秘密基地（ひみつきち）
水乃月学園の地下に存在する秘密基地。NLNSの本部。NLNSの本部を指す識別コードは“Nullベース”。
学園によって作られたものではなく、表向きには存在を知られていない。昔、旧帝国陸軍が実験場として使っていた施設で、防人老人がすべて最新のものに改装し、学園のバリアフリー化に際し学園と基地をエレベーターで繋げている。
防人老人が青藍島、およびSHOに反旗を翻す戦士が訪れることを見越し整えた作戦基地をSSから逃走中の淳之介らが偶然発見し、NLNSが誕生した。
部屋中いたるところにハードが埋めこまれ、実験から開発まですべてを行える設備が整っており、パソコンや新型3Dプリンターの他、大きなボードには開発されたばかりの技術であるZ軸を持ったタッチパネルUIが備わっている。作戦室内部にある扉の向こうは全員が座れるリラックスルームがあり、直接キッチンと繋がっている。特殊な設備に加え、日用品も一式揃っているため1週間程度なら準備なく宿泊できる。
基地にはエレベーターの他に、洞窟へ繋がっているドアがある。洞窟側からは岩の壁の行き止まりに見えるようになっている。ドアから基地を出ると途中で正面の道、左と右の抜け穴に分かれる。正面の道は学園の裏門付近の小さな竪穴へと通じており、基本的にSSが配置されていないため裏門が開いている限りは安全に学校の外に出て裏山へと行ける。片方の抜け穴は断崖に繋がる帰宅に使えないルートだが、昔はよく使われていた天然の露天風呂がある。もう片方の抜け穴は海側の山の手に繋がっているが、月の満ち欠けで水位が変わるため、新月に近い干潮の時間帯のように時期と時間を選ばないと通行できず、普段は海の中にある。海側の山の手は島のもっとも開発されていない場所で、まったく道は舗装されておらず、帰宅までとんでもない時間がかかり、徒歩で使用するのはあまり実用的ではない。このように海ルート（鍾乳洞ルートとも呼称）に制約は多いが誰にも見つからず絶対安全が確証されている。
学園のエレベーターは特殊な操作をしなければ基地に行けない。基地からエレベーター経由で帰宅する場合、正門に最も近いルートはエレベーターを1階で降りてそのまま東側昇降口に向かうことだが、NLNSは最も性触者が少ない夕方の遅い時間まで基本待たなければならず、夕方になると1階エレベーター近くの扉のシャッターが下りてしまい、SSの配置的に2～3階で降りるのは得策ではないため、エレベーターで4階まで上がって間隙を縫うように1階まで階段で降り、昇降口に向かう必要がある。NLNSは帰宅時に基本的に洞窟経由の裏門ルートを使用し、裏門ルートが使えない場合は海ルートを使用し、海ルートも使えない場合はエレベーター経由で正門からの正面突破をはかる。
『ぬきたし』の奈々瀬ルートのエピローグでは防人老人による証拠隠滅のためかNLNSの地下基地がエレベーターで向かうことができなくなり、裏門に繋がる竪穴もいつの間にか埋め立てられ封鎖された。
『ぬきたし』のグランドルート後には、元より違法の施設であった秘密基地は封印され入ることはできなくなり、NLNSは放課後に全員が橘家に集まるようになった。
『ぬきたし2』のB世界ではトリ公が秘密基地を使用しており、A世界の淳之介らがB世界に来た時点でも秘密基地は存在している。
『ぬきたし2』の桐香ルートではSSの厚意で秘密基地をNLNSが再び使えるようになる。電気代などは桐香が便宜をはかり、SSの余剰予算から出されている。また、新たに秘密基地内から学園の監視カメラをモニタリングできるようになっている。桐香はNLNSへのプレゼントとして秘密基地を戻したつもりでいるが、礼や郁子などの他のSSは、NLNS側にも知らせていない秘密基地内の監視カメラをSSが見て、淳之介とNLNSの女子たちの動向を知るという思惑により秘密基地を戻している。
『ぬきたし2』の麻沙音ミニシナリオではSSの尽力により秘密基地が復活し、NLNSが再び使えるようになり、新たに秘密基地内から学園の監視カメラをモニタリングできるようになっている。基地復活のお礼にNLNS側からもSS側に何かをしてあげるということになっており、桐香はお礼として奈々瀬と麻沙音の2人がデートをすることを要求した。
『ぬきたし2』の文乃アフターでも秘密基地が再び使えるようになっている。
SHO本社ビル（エスエイチオーほんしゃビル）
SHOの本社ビル。青藍島のハートマーク形の岸にある。入島審査所にもなっており、唯一船が内側に入れる“海門”を監視している他、滑走路、武器庫も併設されている。
島の心臓部で、不適合者の検出、海門の開閉、健康の管理、情報統括など、SHOのすべてが詰まっている施設。
本社ビルには各階にエントランスが設けられており、2階以上はSHO関係者しか入れない。最上階の最奥に県知事の部屋があり、重要な設備が集中している。
SHO本社のセキュリティレベルは非常に高く、麻沙音でも遠隔でのクラッキングは不可能。カメラもジャックできず、アリアドネー・プロトコルは機能しない。
SHO本社の周囲には戦時中の最終防衛線の名残の砲台や対空砲が設置されたままになっている。文化的遺産で飾りとSHOは説明しているが、実際には機能する。
島の人間はSHO本社でいつでも無料の健康診断が受けられる。
1919号室（せんきゅうひゃくじゅうきゅうごうしつ）
SHO本社ビルの地下にある、性行為を拒絶する人間を無理やり快楽に堕とすための部屋。ヘブンズゲートという機械がある。ギロチンの刑に遭った非性産者が、それでも考えを改めなかった時に連れていかれる。
ドスケベ遊園地（ドスケベランド）
青藍島でヌーディストビーチに次いで人気のスポット。水乃月学園から徒歩で20分程歩いた場所にある。
ゴーイングハメリー号、アクメリーゴーランド、69コースター、アンアン車、勃ち川ハメマシティ、H・EROショーのステージなど様々なドスケベアトラクションが備わっている。男性と女性が声を掛け合い、一緒に遊ぶのが主流。そうでない場合も遊具に参加すれば自然とエッチをする流れになる。
入場料、基本挿入料は無料。道具や施設を利用して遊ぶとお金がかかる。ただし島の人間は自由に使えるようになっていて、水乃月学園の制服を着ているとなんでも遊ぶことができる。
『ぬきたし』のグランドルートでは新ドスケベ条例制定に伴い、ドスケベ専用遊具が撤去されてしまうが、真ドスケベ条例が制定されて再設置されたため施設が全体的に新しくなっている。真ドスケベ条例のゾーニングと同様に施設が大きくA地区、B地区、C地区の三区画に分けられ、普通の遊具も設置された。
『ぬきたし2』のヒナミアフターではドスケベ条例廃止に伴い諸々の施設が改修され名称が変更されることとなり、新しい名称がネット投票されており、最有力候補は「ハメドリームランド」になっている。
ヌーディストビーチ
性人した男女の衣服着用が禁じられているヌーディストビーチ。島で一番大きなビーチで、オシャレなコンドームスタンドがあり盛んにセックスが行われている。青藍島の顔とも言われ、夜でも大盛況している。
ビーチの少し先の海に男根の形をした“男根岩”がある。
『ぬきたし』のグランドルートの真ドスケベ条例制定後はヌード限定ではなくなり、裸でも服を着ていてもいいようになっている。
『ぬきたし2』のヒナミアフターではヌーディストビーチではなくなり、水着を着る普通の海水浴場になっている。
バブみ幼稚園（バブみようちえん）
青藍島の施設。授乳手コキから赤ちゃんプレイまで楽しめる大人の幼稚園。山の麓にある。2階建て。
子供が通う本物の幼稚園の2階部分に存在する。ドスケベ目当てでない人や偉い人も来る。心身の疲労などで緊急入園する人もいる。
仁浦が文歌との記憶を投影した施設。仁浦曰く「どんな男にも、赤ん坊になって甘えたくなる時がある」。
『ぬきたし2』のヒナミアフターでは大人の幼稚園を本物の幼稚園として使うわけにはいかず、幼稚園を模したラブホテルとなった。
ちんちん大社（ちんちんたいしゃ）
青藍島の神社。元々あった古い神社を遷宮し、新築されている。神社本庁の所属で規模も大きい。子作りにご利益のある怒州科辺大珍珍神（ドスケベのおおきいちんちんかみ）を分霊している。元々は別の名前の神社だった。
子作り祈願で巫女と自由にスケベができ、参拝客が絶えない。
旧神社（きゅうじんじゃ）
青藍島に古くからある神社。豊玉毘売命を祀る。ちんちん大社と呼ばれる神社の元々の本殿で、遷宮でちんちん大社が新築された。現在は代々の宮司が亡くなっており寂れ、廃墟のような神社となっている。
山頂近くにあり、戦場跡地に近い。登りきるまで数十分かかる石階段の先にあり、人は滅多に訪れずこの神社について知らない島の住人もいる。
かつてこの神社には宮司の厚意で琴寄文歌とその娘・文乃が起居し、偽りの戸籍なども顔が広かった宮司により用意された。宮司と文歌が亡くなって以降は文乃が孤独に住んでいた。
古くより台風や噴火、地震などでまともに人が住める土地ではなかった青藍島では、伝承上で鬼と大蛇が天変地異を起こしたと言われており、鬼は大きな体躯をしているため肉付きのよい大柄な少女を、大蛇はその睨みにも怯まない意志の強い少女を求めたとのことで、人身御供として若い少女を山に送っていた。しかし高名な亀頭師・安屁性明が数百年に一度のハメー彗星到来時、神社を建てて祈祷し、人身御供として性慰物に災いを封印して汚れた淫力と共に地中深くまで納め、災害が激減し生贄の必要がなくなった。現在の青藍島は場所に対して自然災害や気象の荒れが少ない。
『ぬきたし2』のスス子ルートでは光姫が地中深くに埋められた性慰物を誤って壊してしまったことで地震が発生し、青藍島の向かいの無人島が噴火。伝承上の鬼が地震を、大蛇が火山のことを指していると推測した淳之介が伝承に則って、嫌な顔をしながらパンツを見せることをスス子に実行させ、人身御供の代わりとなり噴火が収まった。その後、同じ地中に淳之介が3Dプリンターで作った嫌な顔をしながらパンツを見せている少女の像を供えた。
仮初の皮膜（かりそめのひまく）
青藍島の一人用アダルトグッズショップ。山の手の森の中に隠れるように建つ木造の店。「青藍島では手に入らないモノが、必ずある店」と呼ばれる。店長は手嶋俊英で店員は手嶋1人だけ。
店内の一角はすべてオナホールで埋め尽くされ、古い定番モノから新商品まで、一通りのものが揃っているが、島の性質上、需要がなく客入りが少ない。淳之介は島に来て逃避マップを作り島中を逍遥している最中にこの店を見つけ、贔屓にしている。
その実態はヤクザの裏風俗の拠点で、条例対象年齢未満の少年少女に無理矢理媚薬を飲ませ、エッチなこと以外何も考えられなくして抵抗できなくさせ誘拐、店の地下室に連れ込み売春を行っている。地下は牢獄のようになっており、拘束具がぶら下がっている。
『ぬきたし』のヒナミルートでは仮初の皮膜の地下室に囮として誘拐されたヒナミが内部から隙を作り、突入した淳之介、礼により地下室にいた手嶋を始めとしたヤクザを制圧。その後、裏風俗の顧客情報も含め事の顛末が仁浦によって白日の下に晒され、裏風俗が潰える。
『ぬきたし』のグランドルートではヤクザが吹子（文乃）を“仮初の皮膜”の地下へと誘拐、淳之介を誘き寄せる。人質を取った手嶋が淳之介に対し仲間になるよう迫るが、直後にやってきた仁浦とSHO特殊戦闘部のコマンド部隊により仮初の皮膜が制圧され、裏風俗は潰えるも手嶋は辛うじて逃亡。文乃が防人老人の手に渡ったことでドスケベ条例が停止した後には、仮初の皮膜の地下室でくすぶっていた手嶋の元へ訪れた淳之介が、防人老人へ対抗するための術を手嶋に乞い、地下室で鍛錬を積んだ。
『ぬきたし2』のB世界ではA世界の淳之介らがやって来た時点でSHOとトリ公の手によりヤクザと裏風俗が壊滅しており、SSが開催したリアル大脱膣ゲームでは空き家となった跡地に“ドスケベしないと出られない部屋”が設営された。水引によるクーデター後には淳之介が跡地を訪れ、放置されたジュラルミンケースに入っていた手嶋ミシェルを回収している。
『ぬきたし』の奈々瀬ルートのエピローグでは店が潰れており、『ぬきたし2』の奈々瀬アフターでは密かにドスケベ七愚人の根城として使われる。ドスケベ七愚人が解散した後は隠れ家的カフェをオープンするための物件を探していた光姫に淳之介が跡地を紹介。光姫がリフォーム工事を行った。
『ぬきたし2』の文乃アフターでは淳之介が跡地で縄による緊縛が癖になった文乃との折檻プレイをしている。
戦場跡地（せんじょうあとち）
青藍島の中央の山頂近くにあるコンクリートの剥げかけた施設。文乃が起居した旧神社に近い場所にある。
かつて海域の警戒、敵国の潜水艦を監視し、絶対防衛線を守るために山頂に設計された軍事施設の跡地。屋上からは360度海と島が一望できる。
建物を囲うようにいくつかの物見櫓が設置されている他、対地砲、対空砲も一式揃っている。
文乃は幼い頃からこの場所から島を一望することが何よりの楽しみで、最も大切にしていた。
『ぬきたし』のグランドルートでは淳之介が文乃をNLNSに迎え入れる際にこの場所で手を差し伸べて心を通わせ、文乃が淳之介に忠誠を誓った。ドスケベ戦役時には防人老人がSHO本社ビルの破壊により絶望する人間を眺めるべく戦場跡地に陣取り、防人老人の警備兵を蹴散らしやってきた淳之介と、仁浦とで戦場跡地の屋上で三つ巴の戦いとなり、最終的に淳之介が勝利した。
『ぬきたし2』のB世界では水引によるクーデターにより追われる身となったSSビッグフォーが拠点にした。
矢矧桜白河学園
本島の学園。「矢矧（やはぎ）」と名前のつく学園はとある一族が管理しており、矢矧桜、矢矧白河、矢矧清澄学園などがある。
『抜きゲーみたいな島に溢れる掌編はどうすりゃいいですか？』の「おべっかからの手紙」ではおべっかが矢矧桜白河学園に留学している。

### 条例関連
ドスケベ条例（ドスケベじょうれい）
青藍島の観光資源化に係る条例第一九一九号の俗称。青藍島でのセックスを全面解禁し、それを推奨する町興しのための条例。青藍島全域に適用されている。県知事・仁浦俊明が過疎化していた青藍島で町興しとして提案した。「この条例は、青藍島でのドスケベ交尾を推奨するものである」という強烈な一文で始まる。
ドスケベセックス、またはそれに準ずる性行為を行うことを“性産的行為”と呼び、きっちり条例を守っている人間を“性産者”と呼ぶ。条例には法的拘束力があり、積極的な性行為を行わないのは条例違反で犯罪行為に等しく、“非性産的行為”として補導や逮捕の対象となる。数多くの相手とのドスケベセックスを推奨している条例であるため、恋人などの特定の相手のみと性行為をすることも非性産的行為と見なされる。また、性産的行為の妨害も条例違反となる。性産的行為を行わない者は“非性産者”と呼ばれる。非性産者に対しては、SSやSHOが更生のために“ギロチンの刑”などのドスケベセックスを執行する。
条例では基本的に相手から求められた性産的行為は拒否できないが、体調不良の際などは特例を認めており、性産的行為の義務は発生しない。また、セックスを行おうとした相手に先約がある場合は退く必要がある。暴力と見なされるレベルの行為を合意なしにやれば、SSやSHOから指導が入る。セックスは幸せで楽しくなければならないとし、プレイや体位の好みといった部分は基本的に尊重されている。
近親相姦は禁止されておらず、家では行われていることらしい。同性愛者への考慮はされておらず、やるとすれば3Pなどで絶対に男女が前提となっている。病気が広がるという懸念から、獣姦は重罪だという。
島民曰く、自身の恋人と他人がセックスをした場合は「常識的に、別の人が自分の恋人をセックスで気持ち良くしてくれるのは良いこと」としている。
誰でも条例対象になるわけではなく、一定の年齢を超えていない子の健やかな成長を阻害しない為、条例年齢に達していない少年、少女との性行為は厳格に禁じられている。手を出した場合は死より重い罪が科されるという。
条例対象年齢となった者（初等教育を終えた者）は水乃月学園B等部の入学式の中で行われる新入生同士の性行為、いわゆる新入生姦迎会（性人式）を行い、ドスケベセックスが解禁される“性人”となる。
性人となった時の為に自慰行為などで体を慣らしておくことは推奨されており、学校教育上でもお互いの性器を観察する授業や男子も生理を理解するため生理の女子のナプキンを交換する授業があり、“性器を見られることは恥ずかしいことではない”という価値観を与えられている。
数年前まで条例対象年齢以下の少年少女同士のセックスは条例でも禁止されておらず、おおっぴらというわけではないものの実情として条例対象年齢以下の少年少女同士でも性行為を謳歌しており、（条例対象年齢以下の）少女たちの間では“処女”や“童貞”はブスやキモいなどと同じ意味で用いられ卑下・嘲笑の対象となり薄汚くて気持ち悪いものという価値観を植え付けられていたが、（後にSSの風紀委員長となる）ある女子生徒が成長の阻害や妊娠のおそれなどで問題提起をした結果、少年少女同士のセックスも厳しく取り締まられることになったという。
『ぬきたし』の奈々瀬ルートのエピローグでは仁浦の隠し子などのスキャンダルによりドスケベ条例がなくなる。
『ぬきたし』のヒナミルートのエピローグでは条例を賭けた決戦で淳之介に敗北した仁浦がドスケベ条例の撤廃を宣言した。
『ぬきたし』の美岬ルートではドスケベ条例を廃止し新たにシン・ドスケベ条例が制定されるが、ハメ騒動を経てシン・ドスケベ条例は潰え、仁浦と文乃を助けた淳之介の要求をのんだ仁浦によりドスケベ条例が廃止された。
『ぬきたし』のグランドルートでは新ドスケベ条例によりドスケベ条例は廃止されるが、ドスケベ戦役を経て真ドスケベ条例が制定される。真ドスケベ条例施行後、ドスケベ条例は「旧ドスケベ条例」と呼ばれている。
ドスケベ法（ドスケベほう）
仁浦俊明が野心とし主導する、日本の本島全域にドスケベ条例を有効にする法律。
SHOの拠点を各都道府県に最低ひとつ設置して、治安の維持をはかる。ドスケベによる日本侵略計画。
仁浦は「国を牛耳る連中でさえ、肉欲にはかなわない。裏を返せば、肉欲を利用すれば国を牛耳ることもできる」「愚民など、この島同様に性で支配しコントロールしてしまえばいい」「愚か者どもを排斥し、国を再興させるために、新たな産業を推進する」としている。
『ぬきたし』のヒナミルートでは日本全土ドスケベ化計画として公表するが、条例を賭けた決戦で淳之介に敗北した仁浦が計画を取り下げ、ドスケベ条例の撤廃も宣言した。
『ぬきたし2』のB世界ではA世界の淳之介らがB世界に来た時点で施行が秒読み段階になっており、その先にUSD計画が存在する。
シン・ドスケベ条例（シン・ドスケベじょうれい）
『ぬきたし』の美岬ルートでドスケベ条例を廃止し新たに制定された条例。青藍島ドスケベセックス有料化計画。『ぬきコミ』では名称が再生ドスケベ条例（リボーンドスケベじょうれい）、略称・ボスケベ条例に変更されている。
文乃の身柄を確保したヤクザが仁浦県知事を脅し、青藍島を丸ごと性風俗にしシノギにすることを目論んだことでシン・ドスケベ条例が作られた。
表向きには仁浦らが協議を行った結果、ドスケベ条例について大きな変更が必要だということが判明したため制定、「最近の青藍島の治安の悪化はなんでも無料でやらせていたため」、「有料化で規制を強めて島民の安全を守る」と、皆を守るための新条例としている。しかし実態として島の治安を乱しているのはヤクザであり、マッチポンプとなっている。
SSやSHOは手嶋の洗脳によりヤクザの傀儡となっており、やがてSSやSHOのみならず多くの島民に洗脳の影響が表れ島中でシン・ドスケベ条例が推進されるようになっていたが、淳之介のイチモツを過去味わっていた郁子が洗脳にかかっていなかったことをキッカケに、自身のイチモツにより洗脳を解除できることを把握した淳之介が洗脳を解き続けた結果、島の住人は政権に対する不信感を表すようになり、洗脳の影響がなくなったSSおよびSSによってヤクザの下から逃がされた文乃が淳之介らと合流。そしてSHO本社ビルに巣食う手嶋率いるヤクザが淳之介らにより打ち倒されシン・ドスケベ条例は潰え、文乃と仁浦を救った淳之介らの要求を受け入れた仁浦により、ドスケベ条例も廃止された。
新ドスケベ条例（しんドスケベじょうれい）
『ぬきたし』のグランドルートで売春などの諸問題で行政から厳しい指導が入りドスケベ条例の見直しが検討され一時的に停止した後、制定されたドスケベ条例廃止のための条例の通称。
セックスを全面禁止し、性行為を行った者には厳しい指導と懲罰が義務づけられる。
新ドスケベ条例を監視するため、SHOに変わって防人老人が裏で糸を引く企業の警備隊が新たに導入され、島全土に暴徒鎮圧用装備の警備兵が配置された。
しかしドスケベ戦役を経て、文乃の演説の効果や、県知事に返り咲いた仁浦の尽力で新ドスケベ条例は撤廃され、その後は世論の力で新たなドスケベ条例である“真ドスケベ条例”が施行されることとなった。
真ドスケベ条例（しんドスケベじょうれい）
『ぬきたし』のグランドルートで、新ドスケベ条例の撤廃の後に施行された、新たなドスケベ条例。発起人は琴寄文乃。
ドスケベ戦役時の性行為を求める者と避ける者、両者の共存を望んだ文乃の演説により世論が動き、「セックスを望む人間がいるのであれば、選ぶ権利があってもいいはずだ」という思想の元、改修されたドスケベ条例“真ドスケベ条例”が施行された。
真ドスケベ条例ではゾーニングが行われ、ドスケベ変態交尾が許可されている地域、通称“性感地区”が設定されており、それらはヌーディストビーチ、ドスケベ遊園地など各施設内に限定されている。準性感地区ではフェラチオや手マンなどの愛撫行為のみが許可されている。「セックスはしたいけど挿入相手は選びたい」という人向けに作られており、交渉して相手を性感地区に連れ出すのがこの地区の目的である。範囲外での性産的行為、および性行為のための声がけも禁止されている。
『ぬきたし2』では自由なドスケベセックスが許可されている地区は通称“サンくちゅ♥アリ”ことA地区と呼ばれ、居住区の“禁乱区”ことB地区、同性愛者向けの通称“掘ーリーランド”ことC地区と区分されている。
ドスケベ可能地域であっても首から“ハメトモ希望”と書かれたSHO公認許可証を下げていなければ、生ハメ交尾をすることはできず、両者合意の上でなければハメることは不可能となっている。
これらのお約束を破って性行為を行おうとすると見張りのSHOガードマンが飛んでくる。
これらのゾーニングに問題がないわけではないが、そこは発展途中の青藍島ということで、今後の改善を目指し協議をしており、そうなれる土壌は存在するようになった。
ホモセクシャル、バイセクシャルの人間は性的指向の違う相手からの誘いは拒否が可能。未だに差別意識が残る中、青藍島ではパブリックな場でそれを受け止め、偏見をなくす教育もはじまっている。
USD計画（ユーエスディーけいかく）
『ぬきたし2』のB世界における、日本でのドスケベ法の施行の後、ドスケベ合衆国（United States of Dosukebe）を構築し、青藍島が旗頭となり合衆国に加盟した国すべてにドスケベ条例を適用して世界の様々な国にドスケベセックスを普及させる、ドスケベによる世界征服計画。
A世界の淳之介らがB世界にやって来た時点で、本島全域へのドスケベ法の施行を一部政治家が食い止めているものの、時間の問題で施行が異例の速さで秒読み段階となっている。ドスケベ法の先にあるUSDをB世界のSSやSHOは悲願とし、青藍島住人たちはUSDを待ちわびている。
その後、ドスケベ法が正式に可決されるが、直後に水引が反乱を起こし、ドスケベ法の象徴たりうる青藍島を完膚なきまでに破壊することを宣言。しかし淳之介らが“鋼鉄の6人”作戦で水引を食い止め、淳之介らに呼応した防人老人が日本全土でドスケベ法に反対する大規模なデモと暴動を発生させ、水引の一連の行動の衝撃性と主張が薄れる。淳之介はこの大騒動で法律の見直しがなされ、丸く事態収拾させる方向に動き折衷案として「ドスケベを島の中だけに収め、それを自由に選択できる共存の道」へと至ると予測しており、その後水引を打ち破った淳之介はB世界の仁浦にA世界での出来事を記した書き置きを残してA世界へと帰還。B世界で仁浦や防人老人、A世界を見たB世界のSSビッグスリーらが真なる共存を目指してくれると淳之介は信じた。

### 組織
NLNS（エヌエルエヌエス）
淳之介らが立ち上げた、反交尾勢力を標榜する秘密結社。「No Love, No Sex」を掲げ、愛のないセックスを拒否するために結成された。SSやSHOの目をかいくぐり、変態交尾を回避して無事に家まで帰ることをメインの目的とし、将来的にドスケベ条例の瓦解、SHO転覆を目標としている。奈々瀬曰く「島のドスケベ条例で強制的にエッチしなきゃいけないのが嫌な人たちが集まってお互いを助け合う部活動みたいなもの」。NLNSの本部を指す識別コードは“Nullベース”。
防人老人が青藍島およびSHOに反旗を翻す戦士が訪れることを見越し整えた作戦基地を、SSから逃走中の淳之介らが偶然発見。モニター越しに防人老人が、ドスケベ条例を崩壊させる鍵・“琴寄文乃”の捜索・保護を条件に、SHOを打倒するための資金援助を淳之介らに打診。淳之介は提案に乗り、ドスケベ条例をぶっ壊す決意を胸にNLNSを誕生させる。
テーマカラーは赤、ロゴにはハクトウワシが描かれている。ハクトウワシは一般的には一生を夫婦で添い遂げる鳥とされており、淳之介のSHOに対する対抗意識が伺えるデザインとなっている。
NLNSの命名は淳之介で、“No Love, No Sex”とは「愛のないセックスなどありえない」という意味であるとしているが、後に「愛がなければセックスではない」という意味になっていることを美岬から指摘されており、その理論だと「愛ないしセックスじゃないからOK！」という軽いノリのドスケベ推進しているチームのように見えるとも麻沙音から指摘され、逆説的に「セックスであれば愛がある」という意味にもなりえるとも美岬から指摘され淳之介は愕然としている。捉えようによっては「愛がなければセックスなどではない」と、愛のないセックスを否定しているようでもあるため、最終的に淳之介は「愛がなければセックスじゃないのだから、それ以外のセックスはしないチーム」といった感じの意味であると自分に言い聞かせている。
島の条例も、さすがに家の中まで入ってきてドスケベセックスをしているかなどと調査はしないため、基本的に家の中まで逃げられればセーフとなり、条例違反にもならない。よって各メンバーを家に送り届けるか、安全な中間地点で解散するのが常となる。
NLNSのメンバーは何度も逃亡を繰り返しているが、町に設置されたカメラを誤魔化すために麻沙音がジャミングを行っている他、淳之介はゴーグルで顔が半分隠れており、麻沙音は淳之介の後ろにくっついているため基本的に顔は見られず、ヒナミは最初から条例対象外だと思われ美岬は影が薄く、奈々瀬は有名なビッチなので似た人だと思われ奈々瀬本人だとは思われず、SSやSHOに顔を憶えられていない。
SSらに比べて人数的にも装備的にも圧倒的に不利だが、交戦開始タイミングの主導権を常に握られている敵を待ち受ける立場のSSが緊張で身体の動きを鈍くするのに対し、既にトップギアに入った状態で突入する優位性を持つ。
SS（エスエス）
SHO奨学生（SHO StudentもしくはStudent of SHO）の略称。海外版『Nukitashi』および『Nukitashi2』、『ぬきたしR』、『ぬきたし THE ANIMATION』での名称はSSではなくFS（Future SHO）に設定変更されている。
SHOが提供する返還義務のない特別な奨学金を受け取る水乃月学園の学生、およびその学生組織。テーマカラーは青。SHOの下部組織で、奨学金を受け取る代わりにSHOの仕事の補佐や実行をする義務が生じている。休日出勤には手当てがつき、内申も良くなる。
ドスケベ条例を厳守させるため、学園の治安を取り締まる。活動目的の基本はあくまでも治安維持で、本来的な活動は戦闘よりも観光客へのガイドやセックスなどが中心であり、セックスの能力は欠かせないもののひとつ。水乃月学園の生徒会も風紀委員会も基本的にはすべてSSで構成されている。隊員の半数以上が女子。奨学金を目当てに青藍島に移り住む学生も多く、隊員の大半は奨学金を目的に入隊している。家に問題がある、施設で暴力を受けていた、学校に居場所がなかったなど、そういった過去を持つ人物が多い。
SSはSHOから露出度の高い特別な制服が支給されており、この服は島の内外から人気がある。
SHOと同じく戦闘訓練を受けており、一式の格闘ができる他、常に火器を装備している。一般のSSは弾丸にライオット弾を使用する9mm口径の暴徒鎮圧用ハンドガンを標準装備しており、役職を持つとライオット弾を使用するサブマシンガンなどの携帯が許可され、小隊長クラス以上になると特殊武装の携帯が許可される。ただし緊急時以外で発砲できるのは桐香、礼、郁子のみで、発砲許可が無ければ撃てない。ライオット弾は1発当てればまともな逃走が不可能になり、頭部に当たれば脳震盪を起こせる代物で、繰り返し撃たれるようなことがあれば慢性外傷性脳症に繋がる恐れもある。暴徒の足に当てて無力化するのが基本的な用法。反交尾勢力や未性年に手を出す人間、およびSSを裏切る反逆者が相手なら躊躇わず頭を撃ち抜いていいとしている。
SSは複数の部隊で構成されており、一番隊は別名“突撃部隊”、“ストライクフォース”と呼ばれ、SSの中で最も戦闘力が高く、連絡系統は礼ですら管轄外の封鎖的な精鋭部隊。二番隊は通常の学園治安維持の警備チームで新兵を中心に構成され、数としては一番多い部隊。三番隊は狙撃部隊でSS式アサルトライフル、軽機関銃、スナイパーライフルなどを使用する。四番隊はマジカルミラー号を用いる輸送隊。五番隊は通信・電子戦部隊となっている。SSの作戦行動は分隊規模で行うのが基本。
SSの寮は校舎に併設されており、休日になると学園には正門と裏門に鍵がかかって一般生徒は出入りができなくなるが、寮の方は問題なく入ることできる。学生の寮にしては立派で、基本的には1人部屋。
ことあるごとにパーティーを開いて、こっそり内緒でアルコール類を飲んだりする。酒癖の悪い隊員が多い。
『ぬきたし』の奈々瀬ルートのエピローグではドスケベ条例がなくなり、SHOとその下部組織のSSが消滅。学園のSS寮も使えなくなる。『ぬきたし2』の奈々瀬アフターでは学園の自治権を失い、武器の所持も許されず、風紀委員室から追い出されるが、桐香が生徒会長であるため生徒会室は自由に使えている。SSの元メンバーは桐香が代わりとなる奨学金などの手続きをしたことで県外に放出され、どうしても島から動けない生徒達は様々な手当を模索することでどうにか破滅から救われた。
『ぬきたし』のヒナミルートのエピローグではドスケベ条例の撤廃が決定されるが、淳之介が仁浦と交わした約束によりSSは存続される。
『ぬきたし』の美岬ルートのエピローグではドスケベ条例が廃止されつつも淳之介の要求をのんだ仁浦によりSHOとSSは存続。そのコストの確保のため青藍島は創作の聖地として観光資源化され、SSは学生の身でありながらスタントマンさながらのアクションができる集団として映画の撮影やヒーローショーなどで重宝されるようになっており、学内でのセックスを推進する役割を無くしたSSは今後こういった芸術系の活動に力を入れていくようになった。
『ぬきたし』のグランドルートではドスケベ条例の見直しが検討された際にSHOとSSの解散が決定されるが、真ドスケベ条例の施行により崩壊寸前だったSHOが立て直しに成功し、同時にSSも復活。SSの仕事からドスケベが取り除かれ、治安維持やフィールドワークだけで特別奨学金をもらえるようになる。武器の所持はできなくなった。
『ぬきたし2』のB世界のSSは性帝を擁し、上部組織のSHOとも張り合えるほどの独自性を持ち得ている。
SSビッグスリー（エスエスビッグスリー）
SS代表兼水乃月学園生徒会長・冷泉院桐香、風紀委員長・糺川礼、SS一番隊隊長・女部田郁子の、SSのトップ3名を指す呼称。
SSビッグフォー（エスエスビッグフォー）
『ぬきたし2』のB世界における、SSビッグスリーに“性帝”こと生徒会副会長・橘淳之介を加えた、SSのトップ4名を指す呼称。
SS四大コンビ
一番隊のクソバカコンビ、二番隊の花丸コンビ、五番隊のススチュパコンビ、三番隊と四番隊のハモとイモのコンビの4組のことを指す通称。
誰が言い出したのかも定かではないが、ハモとイモのコンビ以外の3組が揃いも揃って目立つ連中だったために四大コンビの呼び名はいつしか広く浸透した。
SHO（エスエイチオー）
公益社団法人青藍島保健機関（Seiranto Health Organization）の略称。ドスケベ条例を遵守させるための組織。テーマカラーは青。
セックスOKな条例を施行する上で問題となる、健康と治安維持の仕事を青藍島から嘱託されている。
治安維持のためにSHOは島中にSHOガードマンを配置している。治安維持の他、道案内や託児、島に来たばかりの初心者への性行為の手ほどきも行い、SHOガードマンは島の象徴、顔とも言える存在となっている。SHOガードマンが休日に朝フェラのデリバリーサービスとして来たりするが、これは家族構成の調査も兼ねている。治安維持の名目で戦闘能力を持ち、暴徒鎮圧用の特殊なゴム弾（ライオット弾）を撃つ拳銃を装備している。
SHOは業務内容別に委員会が設けられており、SHOガードマンは治安管理委員会に所属している。治安管理委員会は治安維持部と特殊戦闘部が存在し、特殊戦闘部は荒事に特化したSHOのエリートで、組織内でもっとも高い戦闘能力を持ち、基本的に人の多い中心街に配置されている。特殊戦闘部はライオット弾を使用するSHO式サブマシンガンやアサルトライフルを装備しており、他のSHOやSSと異なり治安維持の名目さえあれば無許可で発砲できる。特殊戦闘部コマンド部隊はSHOの精鋭中の精鋭。
SHO上層部には仁浦が政治家を自在に動かし、国策を島に有利な状態へ持っていけるよう抱え込んだ、中央の天下りでポストを得た人物らがいる。
『ぬきたし』の奈々瀬ルートのエピローグではドスケベ条例がなくなり、SHOとその下部組織のSSが消滅。『ぬきたし2』の奈々瀬アフターではSHOの約8割の職員が仁浦の手引きで島外で就職、残りの2割が島を気に入り出ていかなかった。
『ぬきたし』のヒナミルートのエピローグではドスケベ条例の撤廃が決定され、『ぬきたし2』のヒナミアフターでは、性行為を生業にしていた人たちの受け皿のため、SHOを中心に色々な人が尽力している。
『ぬきたし』の美岬ルートのエピローグではドスケベ条例が廃止されつつも淳之介の要求をのんだ仁浦によりSHOとSSは存続。そのコストの確保のため青藍島は創作の聖地として観光資源化された。
『ぬきたし』のグランドルートではドスケベ条例の見直しが検討された際にSHOとSSの解散が決定されるが、真ドスケベ条例の施行により崩壊寸前だったSHOは立て直しに成功。新しいSHOにはセックスの強制がなく、入社時に任意で決めて良くなっている。
SHK（エスエイチケー）
青藍島放送局の通称。青藍島でしか見ることができず、青藍島内ではケーブルを引かないとテレビにSHKしか映らない。
膣にバイブを入れて原稿を読み上げるエロニュースなどが放送されている。
『ぬきたし2』のヒナミアフターではドスケベ条例がなくなり、青藍島でもSHK以外の本島の番組が映るようになっている。SHKは視聴制限を設けて放送継続し、これまでSHKで放送していた番組を含め、ネットでの有料配信を検討している。
ヤクザ
本島に本体を持つ任侠組織。本島の風俗業界の人間。
無料でセックスし放題の青藍島の影響で、本島の風俗産業が衰退し、新たな資金源を得るためにヤクザは島に巣を作り、条例で禁じられている青藍島で撮ったエロ動画の非公式な販売、媚薬の人体実験、誘拐した条例対象未満の子供を使った売春といった裏風俗を作るなどしている。結果的にそれが観光客にも影響を与え、治安問題に繋がっている。島の悪評を立てるため、防人老人が出資者として手嶋らヤクザ組織を束ねて動かしている。
これらのビジネスだけでは割に合わず、島を乗っ取ろうとヤクザは目論んでいる。手嶋によるマインドコントロールで一部SHOやSSから離反者を生み、ヤクザに加担させている。
実銃を所持しており、淫スタを入れたタブレットは持っていないか電源を切っており、位置情報を取得できない。
SHOが島のイメージを守るために島の問題を出さずに最初から問題などなかったかのごとく秘密裏に処理し報道規制を行うためヤクザの存在は表沙汰になっていない。
『ぬきたし』の奈々瀬ルートでは山の手の頂上にある巨大な屋敷で文乃の身柄を拘束するが、NLNSにより文乃が奪取され、その直後にSSに屋敷を包囲されて制圧される。その後ヤクザとSHOは膠着状態になるが、数日後、SHOがヤクザの一斉検挙に踏み切った。
『ぬきたし』のヒナミルートでは仮初の皮膜に居た手嶋がヒナミ、淳之介、礼に計略により取り押さえられ、裏風俗の顧客情報も含め事の顛末が仁浦によって白日の下に晒され、裏風俗が潰える。さらに仁浦の裏取りにより、本島の母体であるヤクザグループが青藍島での売春だけでなく、過去の未解決事件に関与していたことなどが公になった。
『ぬきたし』の美岬ルートではNLNSから文乃を奪取。仁浦を脅してシン・ドスケベ条例を定めさせ、SHOとSSを洗脳。島の実権を握るが、ハメ騒動にて淳之介らにより手嶋率いるヤクザ連合が打倒された。
『ぬきたし』のグランドルートでは裏風俗潰しに動いていた吹子（文乃）と淳之介を仮初の皮膜の地下で拘束。しかし直後にやってきた仁浦とSHO特殊戦闘部のコマンド部隊により仮初の皮膜を制圧され裏風俗は潰えるも、手嶋は辛うじて逃亡。以後もヤクザの残党は一発逆転の手である文乃の確保を狙っていたが、文乃が防人老人の手に渡ったことでドスケベ条例が停止。淳之介から防人老人に対抗するための肉体強化の教えを乞われた手嶋は、防人老人への意趣返しのため、師匠として淳之介に修行させ漢勃ちを会得させた。
『ぬきたし2』のB世界ではA世界の淳之介らがやって来た時点でSHOの手とトリ公の暗躍により、トップを取り逃しつつもヤクザや裏風俗がすでになくなっている。
トリ公（トリこう）
B世界の反交尾勢力。A世界のNLNSに相当し、A世界の桐香らは旧NLNSなどと呼称することもある。
水引が偶然にも逃げ込んだ先で防人老人が用意していた地下基地を発見し、水引は防人老人に呼応、ドスケベ条例をぶっ壊すと決意し、奈々瀬、ヒナミ、美岬、麻沙音を糾合。そして“ドスケベ条例を潰す鍵となる少女”・文乃を保護し、チームに加わる。
夏のはじめの頃にSSにはじめて発見される。トリ公による文乃の保護、そしてアーマーハメドリくんを完成させ何度かSHOとの戦闘を繰り返した結果、どこからか存在を嗅ぎつけた仁浦が水引に接触。来たるドスケベ法とUSDのために自身の右腕となるよう打診された水引は、自身の目標のために承諾。文乃保護を条件に仁浦に資金提供と、学園の情報を書き換えてもらい女子として水乃月学園に通えるようにし、SHO特別監査役となる。新たな資金源を得たトリ公は防人老人への文乃引き渡しを拒否し関係を絶ち、防人老人は資金提供を打ち切る。
トリ公と裏で繋がったSHOは物資や資金を横流ししているが、トリ公を最初に捕捉したのがSHOが完全に御すことができていないSSであったため、トリ公は依然として反交尾勢力として活動せざるを得ず、SHOは表向きにはトリ公の確保をSSに対して厳命しつつも「学園生徒のことだから始末は自分たちでつけろ」と丸投げしている。
A世界の淳之介らがB世界に来た時点で水引を除くトリ公のメンバーらは“ドスケベ戦役”の時のNLNSに匹敵する能力と装備を身に付けている。
ドスケベ七愚人（ドスケベしちぐじん）
『ぬきたし』の奈々瀬アフターでドスケベ条例復活のため糾合された性産的集合体。ドスケベ過激派、ドスケベ三人衆、ドスケベ五老星、六武衆、ドスケベ七愚人と呼ばれることもある。
水乃月の反交尾派を秘密裏に取り締まり、学内でのドスケベ治安を維持しようとしていた“チン選組”、チン選組と対立し、変態交尾を尊び非性産者を排斥しようとしている“陰嚢超絶頂派”、自らをドスケベの闘士と定め来るべき革命戦争に備える“連結軍”、ハメドリくんを先祖とする鳥人軍団“不死の絶鳥（フェンニリングス）”、ドスケベを統計学の知見からフォローする“痴情んほぉ性処理学会”、教団を立ち上げ宗教の力で民草を支配しようとしている“ドスケベ性教”など7つのドスケベ過激派組織からなり、その多くがドスケベ条例撤廃に対し、深い悲しみと怒りを抱いている元SSやSHO関係者たちで構成される。別々の組織の寄せ集めなため一枚岩ではなく、表向きは共闘関係にあっても、裏では誰がその主導権を握るのかを牽制しあっている。
使われなくなった風紀委員室や仮初の皮膜の地下を根城にしている。SHOから秘密裏に横流しされた暴徒鎮圧銃やアーミーナイフを所持しており、ただのレジスタンスの域を超えて危険な存在となっている。
絶頂けオラ事変での“チン選組”一斉摘発を受け、残されたドスケベ過激派は翌日に一気に蜂起を計画。ドスケベの象徴的存在の擁立のため奈々瀬を確保するが、どの組織が奈々瀬を迎え入れるかで揉める。しかしそんな中で奈々瀬がビッチではなく、最近まで処女であったと自ら明かし謝罪。そして自らにとってエッチなことは本当に理解し合いたい人を深くまで知る手段で、少し形が違うだけでドスケベセックスを大事なものだと感じていることは皆同じと語りかけたことで、ドスケベ過激派は感服し解散した。
ドスケベ性教（ドスケベせいきょう）
A世界の花丸凛が立ち上げた宗教法人。ドスケベの神“セクロス”を讃えている。
『ぬきたし2』の奈々瀬アフターではドスケベ過激派組織のドスケベ七愚人の内の1組織となっており、宗教の力で民草を支配しようとしている。元々ドスケベの神のセクロスを讃えていたが、唯一神の“ハメドリ様”を信仰するようになっている。凛が光姫を教祖に据え、奈々瀬に新たな指導者になってもらうよう迫るが、奈々瀬がビッチではなく、最近まで処女であったと自ら明かし、少し形が違うだけでドスケベセックスを大事なものだと感じていることは皆同じと語りかけたことで、ドスケベ過激派は感服し解散。凛は唯一抵抗し、強引に奈々瀬を奪取しようとするも淳之介らに敗北。その後出来た奈々瀬を唯一神“ナナセクロス”とした“性なるクライング・モール教”にドスケベ性教は吸収され姿を変えた。
Qruppoの関連作『ヘンタイ・プリズン』では凛が信者から金を巻き上げた詐欺罪などで逮捕され、『ヘンタイ・プリズン』本編の1年前にチューリップ・プリズンの性犯罪房看守長・我妻樹里亜にドスケベ性教を乗っ取られる。
なお『ぬきたし2』のB世界の凛は帰依を馬鹿にする趣味で「とある宗教」に入り、ドスケベの神“セクロス”に帰依するようになったと言及されている。
性と向き合う会
本島の“リソウ一派”という組織のフロント組織。会の代表は佐倉。表向きには性の在り方について深く考え、どんな性を持っていても平等に生きていける社会を作るという理念の元に活動している。
会の本拠地は人里離れた山奥の綺麗な建物で、収納スペースには募金活動で集めた金で購入された様々な銃火器がしまわれている。理想の社会を実現するには銃火器が必要なこともある、としている。
『抜きゲーみたいな島に溢れる掌編はどうすりゃいいですか？』の「おべっかからの手紙」では本庄とおべっかが会に入会したことをきっかけにリソウ一派の計画は未然に防がれ、リソウ一派は完全に解体され性と向き合う会も事実上崩壊した。
株式会社NLNS
『ぬきたし2』の文乃アフターのエピローグで淳之介らが立ち上げた会社。表向きにはSHOに様々なアダルトグッズを卸す玩具メーカーだが、実態はなんでもござれの便利屋会社。
桐香らSHOから“秘密の営業”を持ち掛けられる他、SHO以外からも厄介事が持ちこまれるようになっている。

### 一族
防人家（さきもりけ）
九州で力を持っている奉公人の一族。使用人を育てることに長けた名家。主に財界ややんごとなき身分の人間に知られており、“犬馬の防人”として有名。遙か昔から「どのような宝を有するよりも、彼らをひとり所有するほうが価値を持つ」と言われており、どんなことがあっても主人の命令を忠実にこなす。
過去に「主の娘（吹上葉琴）と宗家の長男（若き日の防人老人）が駆け落ちする」という事件が起きて以来、信頼を失っていたが、防人老人が政治家となり防人家保守派の親族と悪しき吹上家を粛清したことで、現在は復権している。
防人家の人間にも数に限りがあるため、増える需要に対して供給が追い付かず、価値が高騰している。防人家で教育を受けた使用人は高い評価を受ける。
防人家では常に自分の主人が一番であり、その人物を誰よりも大切にするよう叩きこまれる。さらに“憂きことのなおこの上に積もれかし”と耐えることを徹底的に教え込まれ、“幾重にも辛酸を舐め、七難八苦を越え、艱難辛苦の果て、満願成就に至る”としている。
吹上家 / 吹神家（ふきがみけ）
西日本で力を持っていた御三家の1つ。超常能力を抑制させようとした、退魔の一族。力を行使する人間を抑制する力を持っている。「悪しき家」と言及される。
元々東日本の文鐘という一族だったが、「黒を抜き取る呪い」を文鐘家から切り離すために吹上家が生まれて西日本に流れ、九州で力を持っていた防人に出会った。
「超常能力を持った人間、もしくは超常現象を一度でも行使した人間を不幸にする」という力を持っていたが、この能力自体が超常能力であるため自分自身も不幸になってしまう。
吹上葉琴と駆け落ちした若き日の防人老人が吹上家と防人家を粛清した結果、一族離散。ほとんど幻の存在となっている。代々短命な一族であったが、吹上が壊滅して3代目で完全に「吹上の血」が終了したと判定されたため、以降は緩やかに超常能力自体が消滅していく。特徴はすべて「眼」に現れるため、不思議な色をした瞳をしている。他の一族にかけられた超常能力の影響で「黒色を抜き取る」状態で生まれるため、髪や肌が独特な色をしている。
冷泉院家（れいぜいいんけ）
旧家の中でもっとも古く、遥か昔からある一族。“やんごとなきお方”の末裔だが、とある政界の力関係が変わると同時に使用人となり、そのまま長い年月を過ごす。“十徳の冷泉院”、万能の一族として知られている。変わり者の多い家系。なぜか方向音痴が多い。
桐香の両親の先代がバブルの折に事業で失敗し右肩下がりとなり、桐香の両親の代で家すらなくなっている。
女部田家（おなぶたけ）
長崎に住む、女部田流という特殊剣術を用いる一族。
女部田流の使命は「南蛮人の侵略から大和の国を守る」というネジ曲がった理念から生まれる。貿易港だった長崎にやってくる南蛮人に目を光らせるお役目を担っていた流れを汲み、女部田家はヤクザ商売じみたことをやっており周りから恐れられていた。過去に波多江組という任侠団体と大喧嘩をしたことがある。
名に反して男子ばかりの家系。常に濃い血を受け継ごうとし、古くは近親のみで子を産むという決まりもあったため少数だった。戦後以降はそういったこともなくなっているものの、とかく考えの古い家柄で、養子をとることも良しとしておらず、その旧弊さから元は分家であったはずの親類からもとうに見限られている。その昔、女人にドハマりして大ポカをやった人物がいたらしく、「女人に狂うべからず」という厳しい掟がある。
現在は直系の娘がひとりと、もうひとり「免許皆伝」をもらった人間がいる。
青柳家（あおやぎけ）
柔術の専門的な一族。青柳流を創設する。掴み技を「草柳」、関節技を「梅柳」、投げ技を「桜柳」というように分けており、柔術の技全般を「柳」と称している。青柳は宗家で、それぞれの技と同じ姓の分家が存在する。
青柳家の女の子には必ず名前に「子」を付ける仕来りがある。

### 装備・アイテム

#### T-A-E関連
T-A-E（ティーエーイー）
Tool-Assisted-Escapeの略称。SHOやSSと戦う為にNLNSが使用する性玩具偽装型逃走補助アイテム。
NLNSに必要だと思われるアイテムを淳之介と奈々瀬が打ち合わせし、ガワやコンセプトを淳之介が、ソフトウェアを麻沙音が製作する。淳之介はスパイ映画に出てくるようなカッコいい外見にしたかったが、SSの抜き打ち検査をかいくぐるには持ち込みが禁止されていないエログッズに模さなければならなかった。
淳之介はアイテムのことをT-A-Eと呼ぶようメンバーに伝えているが、奈々瀬曰くネーミングが「妙にダサい」とのことでスパイアイテムと呼び、T-A-Eという呼び名はあまり浸透していない。
状況に応じて種類を揃えている代わりに、1種あたりの携行数は多くない。どれだけ大量にグッズを持っていても学園一のビッチと誉れ高い奈々瀬ならば怪しまれないため、奈々瀬にはT-A-E適性があり使用頻度も高い。
穿き丸（つらぬきまる）
T-A-Eの一種。二股の硬化式アナルバイブ。普段は柔らかいが、ひとたび強い衝撃を受けると中に流し込まれた特殊液“d10o”の分子同士が結合し硬化する打撃武器。淳之介は右手に持って使用する。
微振動し、中に仕込まれたLEDで光る。ボタンを押すとくねくねと動き回り、穿き丸に接触した敵の打撃武器を弾き飛ばす。
改修・穿き丸（かいしゅう・つらぬきまる）
T-A-Eの一種。B世界で淳之介がトリ公と対峙するためにこれまでの経験を経て、進化し近代化させたアナルバイブ型の武器。
『ぬきたし2』のB世界で淳之介が防人老人と取引し、手に入れた“d10o”で製作。桐香ルートではB世界からA世界に帰還した淳之介が再び製作し、桐香へのオシオキのために使用した。
試製二號型・穿き丸（しせいにごうがた・つらぬきまる）
T-A-Eの一種。“d10o”をハニカム構造にして流し込んで高強度となったアナルバイブ型の武器。
『ぬきたし2』のスス子ルートで降り注ぐ無数の火山弾を破壊する際に淳之介が使用した。
試製十二型“穿き丸”
『ぬきたし2お疲れ様本』の「Paccoman:Pacco-Verse」に登場する弥千代が使用する打撃武器。
理論上破壊できない流体“d20o”で作られているが、佳沙音が仕向けたアーマーハメドリくんと戦った際にアーマーハメドリくんの首筋を刺し穿ったところ、試製十二型“穿き丸”は砕け散った。
菊紋一字（きくもんいちじ）
T-A-Eの一種。『ぬきたし』の美岬ルートで淳之介に手嶋から、美岬との恋愛成就のお守りとして貰ったアナルバイブの形状を模して作成した打撃武器。淳之介は左手に持って使用する。
穿き丸同様、特殊液“d10o”が内部に仕込まれており、振動機能もある。
『ぬきたし2』のスス子ルートでは淳之介が美岬に対し使用している。
菊紋一字・改（きくもんいちじ・かい）
T-A-Eの一種。『ぬきたし2』のB世界で淳之介が“鋼鉄の6人”作戦時にアナルに仕込んでいたアナルバイブ型の武器。
アーマーハメドリくんとの死闘の末、その右翼を破壊したと同時に菊紋一字・改は限界を迎え砕け散った。
菊紋一字・飛翔滑空型（きくもんいちじ・ひしょうかっくうがた）
T-A-Eの一種。ブーメランのように投擲し使用するアナルバイブ型の武器。バイブは意志を持っているかのように飛翔し、岩をも砕き潰す威力を持つ。
ドローンと同じ小型の回転羽が仕込まれ、電波誘導で手元まで必ず戻る仕組みになっている。
『ぬきたし2』のスス子ルートで降り注ぐ無数の火山弾を破壊する際に淳之介が使用した。
Egg（エッグ）
本島で売られているタマゴ型の使い切りオナホールの名称、およびそれに偽装したT-A-Eの一種。本項ではT-A-EのEggについて記述する。
7色あり、それぞれ用途が異なる。灰色は煙玉、赤色はいわゆるトリモチ、黄色はフラッシュバン、緑色はローション、紫色はモルヒネと抗生物質のジェルが入っており組み立てると注射器として使用でき、ピンク色は強烈な赤い光を発生させ、空中を駆け回りながら中に仕込まれた薄い金属箔ホイルが破片を拡散し、空気と触れ合い酸化反応を起こして燃焼しチャフ回廊に似た空間を生み出して熱源でミサイルを攪乱する。信号弾として使用するEggもある他、“Egg”型のカメラもあり、監視カメラの無い場所に設置することで“アリアドネー・プロトコル”の“眼”として機能させることができる。
Eggは島の中に配置しているカプセルトイ型の補給スポット“エッグ・デポー”に500円玉を入れることで補給できる。補給できるスポットを設置することで、多くのオナホールを持ち歩いて怪しまれる状況を回避している。
淳之介がNLNSを結成する前、SSに追われた際にたまたま持っていた自作の（オナホールとしての）Eggを苦し紛れに投げた所、Egg内のローションのぬめりにSSの足がとられて倒れ、これがEggの逃走補助アイテムとしての発想のきっかけとなった。
ダミーバルーン
T-A-Eの一種。まるまるに畳まれたビニールの状態から、ボタンを押すことでガスが噴出し一瞬で膨らますことができるダッチワイフ型ダミーバルーン。
使用することでセックス中と擬態することや、デコイにもなる他、高い所から飛び降りる際のクッションとしても使用できる。d10oを使用した特製のものもあり、砲台の砲口に被せることで3発まで砲台の発射を無効化できる。
淳之介はダッチワイフを歴代彼女（淳之介自身は現役の彼女と語る）にしており、ダミーバルーンとして使用されるダッチワイフそれぞれにも名前を付けている。
ジェットガール
仮初の皮膜で購入できる特殊な技術を使ったゴム製のダッチワイフ。野球のスタジアム等で飛ばされるゴム風船と同じ素材で作られており、飛ばすことができるジョークグッズ。
『ぬきたし』の美岬ルートでは敵を攪乱するためにNLNSが使用した。ジェットガールに閃光弾やトリモチを仕込んで飛行後に内圧を一気に高め炸裂させる、Eggの威力を超えるT-A-Eとしても使用している。
粘着型コンドーム手袋
T-A-Eの一種。特殊な接着性の液体が塗られているコンドーム。コンドーム型粘着手袋とも呼称される。
開封から数十秒間のみ、至る所に吸着し任意に剥がすことができる。指にサックのようにしてはめ、壁や木の高い位置に張り付くことができる。
ピンクローター型の発信器（ピンクローターがたのはっしんき）
T-A-Eの一種。ピンクローター型の発信器。取り外したローターの先端部分が発信器となり、スイッチ部分でローターの位置を探知できる。紐の部分は立ってアンテナになる。
ピーターくんMkII
T-A-Eの一種。『ぬきたし』の奈々瀬ルートで、淳之介がピンクローター型の発信器に改良を重ねたもの。
NLNSが文乃を確保するためB等部での偵察をするに当たり、メンバー1人を送りこんで残りが基地からオペレートするという作戦が取られたが、アリアドネー・プロトコルが多階層を想定していないシステムであったため、簡易的にZ軸情報を取得でき盗聴が可能なアイテムとして淳之介が取り急ぎピーターくんMkIIを開発。普通の腕時計型の発信器も淳之介は開発しているが、奈々瀬と共にSHO本社へ潜入した際に乳首ローター型の集音器とエネマグラ型USBフラッシュメモリを淳之介が付けさせられたため、その意趣返しとして奈々瀬でピーターくんMkIIの動作確認をした。
使用方法は以前のものと同じで、先端の振動部分が発信器と集音器になっており、正確な位置情報と音を取っ手部分に伝えることができる。電波を発する際に振動する。ローター部分を体内に仕込むことで怪しまれず、持ち物検査に引っかからないようにできる。集音器の問題であまりに膣の奥に行きすぎてしまうと音が途切れてしまうため、ローターが自動で動いて膣口まで移動する機能を備えている。
NLNSのメンバーが腕時計型発信器を使用して1人ずつ順番に交代制でB等部の偵察を行った際、淳之介の番になった時に腕時計型発信器が故障。代わりにピーターくんMkIIを淳之介がアナルに入れて使用する羽目になった。
乳首ローター型の集音器
T-A-Eの一種。乳首ローターを改造した集音器。
乳首ローターの振動部分を壁に貼り付け、紐の先を聴診器のように耳に当てて使用する。
『ぬきたし』の奈々瀬ルートとグランドルートおよび『ぬきたし2』のB世界ではSHO本社ビルに潜入しサーバールームの位置を探知する為開発・使用した。
淳之介が改造した後からバッテリーの調子が悪く、放電する。淳之介曰く「出力が高くて、怪我する」。『ぬきたし2』のB世界でも淳之介は乳首ローター型の集音器を製作しているが、「なんかどうしても感電しちゃう」と語り、肌に直接付けないようにしている。
後に放電する性質を利用して乳首ローター型ショックガンとして利用される。
乳首ローター型ショックガン
T-A-Eの一種。乳首ローター型の集音器の放電してしまう性質を利用したショックガン。
『ぬきたし』の奈々瀬ルートでは海門を開く為にSHO本社ビルに潜入した淳之介が、桐香との戦いで桐香のコインの指弾攻撃で気絶させられないように咄嗟に身に付け、淳之介が指弾攻撃で意識を失いかける度に自らに電撃を与えて自我を取り戻しながら戦い、最終的に桐香に抱き着いて最大出力の電撃を共に喰らわせて桐香を気絶させ、淳之介は根性で指弾攻撃と電撃を乗り切る。グランドルートではSHO本社ビルでNLNSと仁浦が対峙した際、淳之介が奈々瀬から咄嗟に渡された乳首ローター型の集音器の電撃を仁浦に喰らわせて気絶させる。
『ぬきたし2』のB世界では乳首ローター型ショックガンをトリ公の奈々瀬が使用し格闘している。
エネマグラ型USBフラッシュメモリ（エネマグラがたUSBフラッシュメモリ）
T-A-Eの一種。エネマグラの形をしたUSBフラッシュメモリ。
端末に差しこむことでクラッキングでき、素早くデータを抜き取るなどできる、アナルに挿入することで持ち物検査を回避できる。
『ぬきたし』の奈々瀬ルートではSHO本社ビルのサーバーから文乃の情報を入手する為、さらに海門を開ける制御装置を操作する為に使用し、美岬ルートでは生徒会室のPCから文乃の情報を入手する為に使用し、グランドルートでは風紀委員室のPCおよびSHO本社ビルから文乃の情報を入手する為に使用した。
電気アンマ型傘
T-A-Eの一種。電気アンマの中に傘が仕込まれている。
傘は二重構造になっており、中に“d10o”が入っている。傘を開くことでライオット弾の一斉掃射を防ぐことができる。
バンソーコー
T-A-Eの一種。NLNS特製の絆創膏。
道を阻む性触者らの性器等に貼り付けることで性行為を出来なくさせ、道を切り開く。
裏面に瞬間接着剤がつけられている仕組みなだけであり、そのままでは簡単には剥がせないが、お湯で揉むようにすれば簡単にとることができる。
スクリーン
T-A-Eの一種。AV投射用の特殊液晶スクリーン。
背面に設置されたカメラを用いてリアルタイムに後ろの壁を映し出すことで擬態する。スクリーンを折りたたむと片手に収まるサイズになる。
大きさ的にNLNS全員を覆い隠すのは難しく、移動速度もゆっくりになってしまい、軽量化にあたってバッテリーにも制限があり、長く持つものではないという欠点を持つ。
組み立てるのには時間を要するが、折りたたむのはすぐにできる仕組みになっている。
淫語発生型ギャグボール
T-A-Eの一種。淫語音声を流すギャグボール。
奈々瀬の喘ぎ声を流したギャグボールを投げることで、学園の男子たちに奈々瀬が居ると誤認させギャグボールの配置地点に誘導する。
アンアンロック
T-A-Eの一種。バイブ型万能解錠機。
細長い先端を鍵穴に挿入し、スイッチを入れて振動させることで中のピンをシャーラインに合わせ、ロックを解除する仕組みになっている。
『ぬきたし』のヒナミルートでは風紀委員室の鍵のかかった棚に使用、美岬ルートでは郁子のロッカーの鍵に使用、グランドルートでは風紀委員室の扉の鍵に使用している。
『ぬきたし』のヒナミルートでは淳之介がSS訓練生としてNLNSに不在の間にNLNSが開発し、美岬ルートでは淳之介が開発している。
珍神（ちんしん）
正式名称は貞操帯型ドローンジェット偵察機X-3“珍神”。貞操帯の形をしており、睾丸を保護する部分からジェットを発射する高速ドローン。先端にカメラが設置されている。
『ぬきたし』のグランドルートにおいて、戦闘の高速化を実現するために開発された。
SHO本社ビルのようにカメラジャックが利用できない場所でHT-V-TECを利用する為に代わりのカメラとして使用する。画像認証処理をドローン内のコンピュータが自動で行う。各所にカメラを設置するよりもタブレットの負担を下げることができる。
ドローン中にはSHOから抜き出した身体データと、リンクする“だんめんず”のシステムが組み込まれており、オペレート担当の麻沙音の負担も下げられる。
炭素繊維強化炭素複合材料を素材としており実弾を撃たれてもビクともしない。武装として尿道部分から筋肉弛緩剤入りの毒針を射出できる。
機動力は瞬間的に100km/hを越え、噴射ノズルには推力偏向パドルを備えており、自由自在の飛行を可能にしている。燃料は灯油。
ドローンの操縦はフライトシミュレータで訓練した美岬が行う。操縦の際はメガネを使用する。
Birth Shoot（バース・シュート）
T-A-Eの一種。アナル拡張ポンプ型ダッチワイフ射出装置。穿いて使用する。
ポンプの装置を逆手に取り、空気孔を肛門に挿入することで力むと同時にダッチワイフ型のダミーバルーンを射出し、アーマーハメドリくんの追尾ミサイルの画像認識を欺瞞する。
『ぬきたし2』のB世界で淳之介がSHO本社ビルで麻沙音と対峙する際、ビルの武器庫の対輻射源ミサイルをSSが調整する中でシューベルトが副産物として用意し、美岬を通じて淳之介に渡した。
立体亀頭装置“SkreamShot”（りったいきとうそうち“スクリーム・ショット”）
T-A-Eの一種。貞操帯の中にコンドーム型粘着手袋で用いられる粘着性を持つコンドームが装填され、その奥にオナホールが装着されている装置。勃起したイチモツをオナホールに収めて股間の銃口で目標に狙いを定め、絶体絶命の状況の激烈な射精を行うことで、コンドームが糸のように数十m伸びて目標に接着、ゴムの張力を以て目標までの飛翔を可能にする。淳之介曰く「蝋ではなくエラストマーによって産み出された、天翔けるイカロスの翼」。
使用時にHT-V-TECも使用する。戦闘中に手でイチモツをシゴく余裕はないため、装着者の絶叫に対して反応し、電動オナホールが如く抽送する。使用者がライオット弾を喰らっても射精の快楽で痛みを打ち消すことができる。
『ぬきたし2』のB世界で淳之介が滞空能力を持つアーマーハメドリくんに対抗するために発案し、仲間となった奈々瀬からコンドーム型粘着手袋を大量に供与してもらい、制御装置を麻沙音が製作した。淳之介は飛び降りと着地を訓練する中で空中で恐怖で目を瞑ってしまうという点を、普段戦っている時に恐怖を誤魔化すためもしくは脳のリミッターを解放するために絶叫することをヒントに、空中で絶叫することで克服している。
『ぬきたし2』のスス子ルートではB世界からA世界に帰還した淳之介が再び造り上げた立体亀頭装置「立体亀頭装置・改“ScreamShot v2"」を使用し、青藍島の向かいの無人島が噴火した際に火山弾を迎撃した。

#### プロトコル関連
ゴーグル
ゴーグル型のヘッドマウントディスプレイ。アリアドネー・プロトコルを使用する際に淳之介が装着し、敵の配置などが目視可能となる、NLNSの逃亡の生命線。
ゴーグルで顔が半分隠れるため、淳之介は顔を見られる心配がない。淳之介は認識阻害ゴーグルと呼称する事もあるが、ゴーグルに認識阻害の加工がされているわけではない。
元々は衝撃に弱く、頭部から外れてしまうことがあったが、後に淳之介の声に反応するか、麻沙音がロックを解除しない限りゴーグルは絶対外れないよう改良された。
アリアドネー・プロトコル（Ariadne Protocol）
NLNSが使用する索敵、逃走経路のナビゲーションなどのプログラム群と麻沙音のタブレットを同期させるプロトコル。
淫スタのデータを横抜きすることで他人の位置情報を取得し、レーダー上に表示する。それだけではどんな人間がいるかまでは分からないため、麻沙音が開発したIFFというアプリで島の至るところに設置されている防犯カメラの情報をリアルタイムにジャックし、敵味方を判別。同時に生体反応も取得しているため、対象の持つ装備、膣の濡れ具合・勃起具合まで判定している。IFFの処理はタブレットでは不可能であるため、橘家のPCを遠隔操作する形で動いている。SHO本社ビルのようにカメラジャックが利用できない場所の場合は斥候が先行し小型のカメラを設置することでレーダー・IFFが使用できるが、情報をすべて受け付けるため消費電力が大きくなり、GPS情報やECMのリソースを全部切る必要が出てくる。
味方が同じフロアにいないことを想定しておらず、Z軸の情報が入っていないため、位置情報の高低差を使用者が見誤ることがある。『ぬきたし』の奈々瀬ルートとグランドルートではこの欠点解消を目的にHT-V-TECが開発されている。
エックスレイ・プロトコル（X-Ray Protocol）
“だんめんず”と同様の認識カメラとシステムを淳之介のゴーグルに搭載したもの。
“だんめんず”に組み込まれたシステムを麻沙音が気に入って抜き出し、試験的に導入された。SHOにある生体データとのリンクがなければ使用できない。
『ぬきたし』の奈々瀬ルートとグランドルートではNLNSがSHO本社ビルから生体データを抜き出したことで使用が可能になっている。
麻沙音が作った“膣内弱点プロファイリング”と“エックスレイ・プロトコル”を嚙み合わせることで“ファーストオーガズムアシスト・プロトコル（オーガスト）”が使用可能になる。
オーガスト（August）
『ぬきたし』の奈々瀬ルートとグランドルートおよび『ぬきたし2』のヒナミアフターよりアリアドネー・プロトコルに搭載された性的弱点発見システム。ファーストオーガズムアシスト・プロトコルの略称。
麻沙音が作った“膣内弱点プロファイリング”と“エックスレイ・プロトコル”を噛み合わせた、交尾相手との安全でドスケベなセックスのための童貞向けアシストシステム。自然言語処理システムを持つが、製作者が麻沙音であるため口が悪く物騒。
『ぬきたし』の奈々瀬ルートでは蘭と凛に追い詰められた淳之介が使用。その後、オーガストのデータベースと自然言語処理システムが使用されたHT-V-TECが開発された。
『ぬきたし』のグランドルートではSHO本社ビルでの戦闘時に美岬が操縦する珍神のインターフェースとして登場。その後、定型文しか仕込まれていないオーガストを美岬は友達として扱っている。ドスケベ戦役では“オーガ・ライド・プロトコル”を実行し、美岬の自転車操縦をアシストした。
『ぬきたし2』のB世界およびスス子ルートでは淳之介が立体亀頭装置を使用する際に、HT-V-TECおよびオーガストが使用されている。
『ぬきたし2』のヒナミアフターでは、淳之介とヒナミがSSからの依頼で幽霊調査（という体でNLNSとSSの面々が2人に仕掛けた肝試し）を行った際にゴーストハント向けに麻沙音が調整したオーガストが使用される。開発にはSSが持っていたデータも使われた。調査途中にオーガストがドスケベゴーストに乗っ取られる（という体で麻沙音がプログラムしていた）が、ヒナミがパイプ椅子を振り回したことで“椅子の加護”によりプログラムが停止する。
HT-V-TEC（エイチティーブイテック）
『ぬきたし』の奈々瀬ルートとグランドルートで淳之介が使用する、複雑な階層の索敵を可能にするためレーダーおよびIFFにZ軸を追加した多階層HENTAI可変索敵システム。Hentai Virgin Tecnologyの略称。
複数階層を索敵できないアリアドネー・プロトコルのシステムの欠点解消を目的に開発された。オーガストのデータベースと自然言語処理システムが使用されており、照合が自動となり麻沙音がオペレートする必要を無くしている。
ただしシステムが根本的に異なるため、通常では青藍島に設置されたカメラをジャックしなければ使えず、SHO本社ビルのようにカメラジャックが使えない場所では斥候が先行し小型カメラを各所に設置して使用するか、珍神のカメラを使用する必要がある。
『ぬきたし』の奈々瀬ルートとグランドルートではSHO本社ビルでの戦闘時に使用された。
『ぬきたし2』のB世界およびスス子ルートでは淳之介が立体亀頭装置を使用する際に、HT-V-TECが使用されている。
メルクオリア・プロトコル（MAR Qualia Protocol）
『ぬきたし』の美岬ルートで淳之介が使用する、膨大な美岬の写真を内蔵し、ゴーグルで認識した性触者に重ねて写真の美岬を表示する拡張現実のようなシステム。メルクオリアはMisaki Augmented Reality Qualiaの略称。
『ぬきたし』の美岬ルートにて手嶋が島民にかけた洗脳を淳之介が島民に対しセックスを行うことで解く中で、美岬への愛故に美岬以外の相手では勃起しなくなり洗脳が解けなくなってしまった際に、“No Love, No Sex”をもじって美岬が冗談のように放った“No Misaki, No Sex”という一言をきっかけに、淳之介が逆説的に「セックスであれば美岬である」という意味と解釈し、セックスの相手を美岬と認識することでいくらでもセックスができるようにすることを発案。麻沙音がかつて開発した、モザイクを自動で補完して無修正の女性器のテクスチャを張るコードを応用してアリアドネー・プロトコルに機能を追加し、再びセックスにより洗脳を解けるようになった。
それだけではただの写真にしか見えなく、美岬感が足りず不自然さも出てしまうが、発動の際に淳之介が美岬とキスをして頭の中を美岬一色に染め上げることで、表示されている画像に対する不自然さは消え、すべてが完璧に美岬へと塗り替えられる。
淳之介は美岬のことならなんでもわかるため、美岬と認識した人物が撃った弾丸の軌道を見切って躱すことができる。
『ぬきたし』時点ではメルクオリアの対象となるのは淳之介と関わりの薄い人物（淳之介視点でのモブ）のみ。モブ顔を自称する美岬だからこそ使えた奥義であり、強い存在感が淳之介にハッキリと刻み込まれていると、たとえメルクオリアの機能で外見だけを美岬にしても、淳之介がそれを美岬と認識することができない。
『ぬきたし2』の美岬アフターでは、淳之介が「美岬はモブなどではなく、圧倒的存在感を持つ絶対的なヒロイン」としたことでこれまでメルクオリアが通用しなかった強力な存在感を持つ人物にも通用するようになっている。

#### 乗り物
絶頂バイシクル（ぜっちょうバイシクル）
ペダルを漕ぐとサドル部分のディルドが上下し、女性器や肛門を刺激しながら移動ができる自転車。
近年ではその人気は低迷していたが、「イクバイク！」という自転車競技が題材のアニメ作品で主人公が絶頂バイシクルを使用しており、絶頂バイシクルが再びブームとなる。
青藍島の自転車と言えば、まず間違いなくこれのことを指し、青藍島では絶頂バイシクルが各所のレンタルポイントでレンタル自転車として貸し出されており、島の人間であれば無料で借りることができる。真っ赤なボディにカゴ付き、ママチャリには珍しい12段変速のギアが備わっている。
タニザキさん
美岬が普段使っている絶頂バイシクルの名前。
名前は谷崎潤一郎に由来し、移動手段としての「足」と谷崎の足フェチがかかっている。
美岬はタニザキさんの他、タニザキさんより重い自転車に“ダザイ”、大型バイクに“チュウヤ”と名付けている。
『ぬきたし』の美岬ルートでは山でSSに包囲された文乃を淳之介が奪取した後、美岬、淳之介、文乃がタニザキさんに乗り現場を離脱する中で断崖から落ち、タニザキさんは壊れてしまうが、その後健蔵の手により修復、さらに愛風のパーツを使用し自動操縦の機能が付けられた。
『ぬきたし2』ではドスケベ戦役を経て握力等が本調子ではない淳之介が、登下校時に付き添う美岬と共に手放しで自転車に乗れるように、健蔵が後部座席にもアナルバイブを装着させたタニザキさんMk-46を製作。しかし淳之介は自転車に乗らず、アナルバイブの部分に荷物の紐をくくりつけて運んでもらうだけにしている。
マジカルミラー号（マジカルミラーごう）
SSやSHOが見回りやプレイのために使用するトラック。トラック後部がマジックミラーの個室になっている。
後部個室から周囲を警戒しながら移動できる。青藍島では日常的に見られる乗り物で、本島でもアダルトビデオなどには引っ張りだこの大人気車両。
愛風（あいかぜ）
『ぬきたし』の美岬ルートで文乃捜索のために防人老人がNLNSに支給したマジカルミラー号。
通常のマジカルミラー号と異なり自動運転機能がついているが、美岬が手動で運転することが多い。
美岬がこの車両に名前を付けたいと考え、愛のない性行為はしないというNLNSの信念を一言に凝縮した名前を淳之介が考えた際に、美岬が“愛風”と提案し名付けられた。
『ぬきコミ』における愛風は、原作ゲームにおける愛風とは入手過程・名付けのタイミングが異なり、文乃確保の作戦時にSS四番隊から美岬がマジカルミラー号1台（ハモの愛車）を盗んで使用し、その後健蔵により装甲戦闘車に改造された際に“愛風”と名付けられる。
愛風改（あいかぜかい）
『ぬきたし』の美岬ルートで装甲戦闘車に改造された愛風の新たな名称。
ヤクザに支配されたSHO本社ビルにNLNSが乗り込むにあたり、淳之介は放置されていた戦時中の水上飛行機“試製晴嵐”の修復・使用を検討し、健蔵に相談したがパーツが無いなどの理由で難しいと却下される。しかし代わりに愛風の改造は可能と語り、淳之介からd10oの提供を受け、健蔵は愛風を装甲戦闘車“愛風改”に改造する。
車体に美岬が描かれており、砲撃に耐えられる装甲を持つ。車体に無数のディルドが付いており射出でき、目標の背中を狙えば服を貫通してアナルを貫ける。個室から自動操縦の自転車が飛び出すギミックもある。
ハメ騒動にて美岬が運転し、SHO本社ビルに突入。最上階の執務室の壁をぶち破り、手嶋の隙を作って麻沙音の救出に成功する。その後、手嶋が爆弾を起動させたため、淳之介、美岬、麻沙音、文乃、仁浦が愛風改に乗り、爆風の勢いで加速し、窓壁をぶち破って空へ飛び出してSHO本社ビルを脱出。淳之介らはドアを開けて愛風改を飛び出し、着水用のダッチワイフで着水。愛風改は海に沈んだ。
『ぬきコミ』では健蔵により名前のないマジカルミラー号が装甲戦闘車に改造された際に愛風と名付けられているため、見た目は原作ゲームにおける愛風改に相当するが愛風改という名称では登場しない。
愛風改二（あいかぜかいに）
『ぬきたし2』の美岬アフターで、ハメ騒動時に海に沈んだ愛風改を健蔵らの協力でサルベージし、改めて動くよう更なる改造を施し蘇った車両。ジェットで空を飛ぶこともできるようになっている。
青藍・改（せいらん・かい）
『ぬきたし』のグランドルートで防人老人に抗うべく淳之介と健蔵が共同で試製晴嵐を改修した超局地山頂攻撃機。
数十年前に青藍島の洞窟で発見され、話題になったが、その後観光資源として使われずボロボロのまま洞窟に放置されていた水上戦闘機・試製晴嵐に格納型車輪パーツを取り付けたいわゆる南山に様々な現代装備を搭載したもの。修復にあたって必要なパーツを、様々なものを造り出した経験のある淳之介が製作した。機体に美岬が描かれている。
ドスケベ戦役にて美岬が青藍・改に搭乗し、防人老人が居る戦場跡地の砲台を全て破壊するも、対空砲を受け墜落し青藍・改は破壊された。

#### パワードスーツ
アーマーハメドリくん
トリ公が用いるフルアーマーの赤色のパワードスーツ。Human Assist Machine 「Ecstasy69」（略称はHAME 69）の別称。
SHOのマスコットであるハメドリくんをモデルにしており、隠して保管していたアーマーハメドリくんが誰かに発見された際、いざとなればSHOのものだと言い訳できるようにしている。
全身を“d10o”の装甲で覆われている。低燃費のジェットプロペラが背後にあり、滞空性能を持つ。口の中には銃口があり、赤外線画像認識誘導式のライオットミサイル“パコルサー・レイ”を連射できる。“パコルサー・レイ”は人型を正確に認識し、対象を破壊するまで追尾をやめず、“パコルサー・レイ”を弾き、カメラを潰さなければ避けても止まらない。
元々は足が速くなくすぐに息が上がってしまう水引が斥候の奈々瀬に追いつくための歩行の補助として、某大企業が製作したバッテリー式の体重支持型歩行アシストの図面を麻沙音がクラッキングし、見よう見まねで水引が再現した機械で、次に攻撃手段として腕に装着するタイプのライオット弾ガトリング砲、さらに防御手段として全身を“d10o”の装甲で覆った結果、強化パーツはアーマーとなり最終的にフルアーマーの奇妙な機械となった。開発には健蔵も強力している。アーマーハメドリくんを使用する際、水引は“アリデーラー・プロトコル”を使用する。
『ぬきたし2』のスス子ルートのA世界では埋蔵金の件がお金になった健蔵が作成している。飛行制御システムはオクトーバー。
自立型アーマーハメドリくん（じりつがたアーマーハメドリくん）
『ぬきたし2』のB世界で量産されたアーマーハメドリくん。有人操縦の他、無人による自動操縦が可能。
麻沙音が作った自動制御プログラムでほぼオートで戦闘できるようになっている。ニューラルネットワークが搭載されており、戦闘を自己学習する。自立飛行ができ、命令さえ与えれば遂行するまで絶対に止まらない。お互いに電波を飛ばし合って情報を共有し続ける。相互補完関係にあるのは6機までで、6機を1隊として行動する。
島の様々な場所に隠してあり、500機以上のアーマーハメドリくんが存在する。
ミサドリくん
美岬が操縦するアーマーハメドリくん。紫色になっている。
『ぬきたし2』のB世界で麻沙音との戦いで破壊した自立型アーマーハメドリくんを1体、SHOを通じ引き渡してもらい、新たに飛行制御システム「マニューバ・セーフ・プロテクト10ver」（セプテンバー）を追加したもの。襲い来る自立型アーマーハメドリくんと戦い、SHO本社ビルを防衛した。
『ぬきたし2』の礼ルートのA世界ではB世界から帰還した淳之介の話を聞いた美岬が興味を持ち、麻沙音と水引、健蔵に協力してもらいミサドリくんを製作してもらう。飛行制御システムはオーガスドリくん。パコルサー・レイを装備しているが、健蔵が青藍・改より破壊力のある武装をつけたいと考えたことからB世界のパコルサー・レイと性質が異なり、より威力が高く爆撃の類いとなっている。
『ぬきたし2』のスス子ルートのA世界では青藍島の向かいの無人島が噴火した際に水引のアーマーハメドリくんと共に火山弾の迎撃に貢献した。

#### その他の装備・アイテム
d10o（ディーテンオー）
ダイラタンシー流体の物質。普段は柔らかいゲル状の液体だが、強い衝撃を受けると分子同士が結合して固くなる。
最近改良された物質で、このレベルのものはまだ一般には出回っていないとされる代物。
防人老人がNLNSに提供した物品の1つで、ゲル状のためどんなところにでも仕込めることから、淳之介は穿き丸などの武器製作に利用している。
尻壁オブジェのゲルとd10oは同じ仕組みらしく、淳之介はd10oが青藍島から流通してきたものではないかと予測している。
だんめんず
膣内に陰茎がどう入っているか透けて見ることができる、中出し断面図プレイ用のカメラ。定価19,700円。
「簡易X線装置」を銘打っているが実際にX線が出て透視するわけではなく、あらかじめSHOで入島審査をおこなった際の生体データを受信し、カメラに映る人間の身体情報から受信するデータを決め、カメラの映像と3Dの膣内を合成しARで表示しているもの。
精力剤（せいりょくざい）
青藍島で使用されている精力剤。
B級精力剤は1本5,000円はくだらない高級精力剤で、一口飲むだけで疲れきったイチモツは勃起し、二口飲めば絶倫、すべて飲み干せば翌日までは前立腺に痛みを覚えなくなるという。
A級精力剤は飲めば10発は射精しなければ収まらず、膣は24時間濡れ続けるという最高級の代物。あまりの効果から服用は月に5本までと島が決めているほど。値段は8,000円を軽く超えるらしい。
S級精力剤はSS特製の催淫剤で、虎の子と称される。
試供品の媚薬（しきょうひんのびやく）
粉末状の媚薬。水に溶かし服用する。
粉末が混入しても水に変異が生じず、透き通ったまま匂いもしない。A級精力剤よりも強力な効果を持つ。ヤクザが媚薬の人体実験のため、仮初の皮膜を通じSSに送った。「完成しちまえば、俺がすべてを支配できる」と手嶋は語る。
その他、ヤクザはSHOへ極秘裏に流通させウォーターサーバーに溶かすための媚薬も用意していた。
魔法の水（まほうのみず）
SSに試供された媚薬と同じものが溶けた水。
全国展開しているメーカーのミネラルウォーターのペットボトルにヤクザが媚薬を混入させ、条例対象年齢未満の子供を誘拐する際に無理やり飲ませ抵抗できなくさせる。その他、ヤクザが支配下に置いた一部のSHOの人間を通じて観光客に「これを使えば子供ともヤれる」と配布し、子供への性被害を広めさせている。
催淫ペン（さいいんペン）
青藍島で売っている催淫効果のあるボディペイント用マジックペン。太ももに正の字を書く際などに使用され、体に字を書かれるだけで媚薬的効果を発揮する。
書く身体の部位によって効果が異なる。プラシーボ効果も用いており、子供よりも大人の方が効果がある。
挿入用としても使え、身体の内側に直接挿入することでより高い効果を発揮する。ペン先を揺らして人に見せることでその人物に催眠術をかけることもできる。
ジャッジマンコ
性感染症か否かの判定の際、SSとSHOが使用する検査薬の通称。妊娠検査薬によく似た棒状の物体。
10秒間膣内に挿入し、手元の窪んだ部分に変化がなければ問題なし、赤く変色すれば性感染症であることを示す。
許可証（きょかしょう）
『ぬきたし』のグランドルートの真ドスケベ条例により作られた許可証。SHO公認許可証や交尾許可証、ドスケベ許可証と呼称されている。長方形のカードで、首から下げて使用する。
自分の性的指向を書く欄が両面にあり、好みの場所に記すことが出来る。公にしてもしなくてもよい。
性産的行為の相手はドスケベ可能地域の首から“ハメトモ希望”と書かれた許可証を下げている人物でなければならない。
プロトタイプ許可証（プロトタイプきょかしょう）
真ドスケベ条例制定以降に桐香が水引のために作成した、ドスケベ許可証をアップデートした試作品。
これまでのものには速やかなドスケベセックスのために男女の欄を丸で囲む必要があったが、新しいものはその欄が空白になっており、そこに自分の性別を書いても、書かなくても良く、自分が男でも女でもないと感じるなら、そう素直に書いても良いとしており、生物学的観点で記すものではなく、自分がそう感じているということを自由に表現して良い「可能性の空白」となっている。
桐香らがB世界から帰還してからSSにより水乃月学園の生徒に配布された。この許可証はまだSHOの認可が下りていないものらしく、故にこそ桐香、そしてSSビッグスリーは新たな共存の道として、学園の生徒の皆の協力を借りてこちらを普及させ、そういった人間がいることに違和感を覚えない状況、許容を作り出そうとしている。
桐香は「（この新たな許可証によって）新たにゾーニングが設けられることはなく、新しい混乱もトラブルも発生することが予想される」としつつ、「しかし青藍島が新たなるステップに昇るためには、この空白の可能性を無視することはできない」とし、水乃月学園の生徒に「その新しい許可証を扱う先駆者、島のお手本になってほしい」と協力を求めた。
世界線オナホール（せかいせんオナホール）
水引（MIZUHIKI_A）が自身のアナルを模して設計したオナホール。世界転移オナホールと呼称されることもある。
非貫通型のオナホールで、外見は無骨で流線型にも似ており、機能美を感じられる造形となっている。
Onatterで公開された淳之介（junonanist）作のオナホールに合うディルドばかり作っていた水引が、逆に自身の男性器に合うオナホールとは何かを考え、自身のアナルを模したもの。自分では試す勇気が出なかったため、尊敬する淳之介（junonanist）にオナホデータを提供。淳之介が3Dプリンターでプリントし完成させる。
このオナホールで淳之介がオナニーをした際、快感があまりに凄まじくオナホをシゴく手が止まらず、腕が残像を残す程の速度に達し、周囲に電撃のようなものが走って辺りを白い光が支配。空間に何かの渦が逆巻き、淳之介が射精した瞬間、たまたま居合わせたSSビッグスリー共々白い塊に呑みこまれ、B世界へと転移した。その後、A世界の桐香がこのオナホールを世界線オナホールと定義し名付ける。
A世界の淳之介が世界線オナホールでオナニーをしていた一方で、同時間帯にB世界の水引が“性帝”のイチモツを模ったバイブでアナルオナニーをしており、性感帯の限りなく近いふたりが同時に同条件のオナニーをし、寸分違わず絶頂を迎えたことで、別々の世界が重なり合って“センズリ・ポイント”が生まれ、A世界の淳之介らが世界線を超えた。「同時に起こったことで対消滅的なエネルギーが生まれ、世界線の移動が起こった」と淳之介は推察している。
後にA世界の水引が世界線オナホールを使用してみたがその際は世界線を超えることはなく、快感は「そんなにだったかな……？」とし、淳之介作のオナホールの方がよほど凄いと語った。
対輻射源ミサイル（たいふくしゃげんミサイル）
『ぬきたし2』のB世界でSHOが仕入れた出所不明の対輻射源ミサイル。
敵がミサイルを発射した通信電波をキャッチして、その発信源に対してライオット弾のカウンターミサイルを発射するシステムを可能な限り小型化したもの。ミサイルも探知機もすべて手のひらサイズで、怪しげな電波攻撃を仕掛けてくる相手を一撃で仕留める。誤射を避けるために射程距離は10m程度と短い。殺傷能力はなく、無力化を建前にしている。
麻沙音との戦いで自立型アーマーハメドリくんを操作する麻沙音のタブレットを淳之介が破壊するため、シューベルト、スス子らSSが協力し、SHOの武器庫を襲撃し対輻射源ミサイルを入手。ミサイルを受け渡された淳之介は麻沙音のタブレットを破壊した。
Birth Balloon（バース・バルーン）
肛門に何度も力を入れるとアナルから風船が出てくるアダルトグッズ。
スス子やシューベルトの幼少期に流行ったが、一瞬でもお尻の力を抜くと逆流し危険とのことですぐに廃れた。
『ぬきたし2』のB世界でシューベルトが学園に持ち込んでいたが、持ち物検査で礼に見つかり、SSが危険なグッズを使うなど言語道断と罰走させられた。
d20o
『ぬきたし2お疲れ様本』の「Paccoman:Pacco-Verse」に登場する、理論上破壊できない流体。
試製十二型“穿き丸”はd20oで製作されている。

### 武術・戦術
SQC（エスキューシー）
Seiranto Quench Combatの略称。SS式暴徒鎮圧格闘術。
基本目的は暴徒の鎮圧で、傷をつけてケガを負わせるためのものではないが、武器を併用する本格的なものもある。
バイノーラルSQC殺法（バイノーラルエスキューシーさっぽう）
花丸家一子相伝の秘技。一子相伝だがコンビ技。
相手を挟み込むよう占位し、耳を舐めるほど近い距離でささやく。左からは頑張れ、右からは負けろと言うことで脳を混乱させ、射精を促す。
100式バイノーラルSQC殺法（ひゃくしきバイノーラルエスキューシーさっぽう）
花丸姉妹が左右に分かれ、銃を構えて挟撃する技。
伏せど隠れど間近にいるかのごとく敵を穿ち貫く、それこそが花丸バイノーラル殺法の真髄だという。
冷泉の糸（れいぜいのいと）
冷泉院家に伝わる、糸を用いる秘技。
基本的に警備や防衛を目的とした「対象を縛る」能力だが、初代と桐香だけが「対象を斬る」能力を持っている。
本来は空間を防衛する能力で、事前準備として的確な位置に支点を設けることが肝要で、そうでなければただの細い糸でしかない。“糸”を使うには、手袋をつける必要があり、桐香はストールの特殊繊維の糸を使用している。戦いながらでも空間に糸を張ることができるが、性質上敵も味方もなく空間に攻撃を発生させてしまうため、一帯に敵しかいない時か、余程戦闘能力が高い味方がいる時でなければ巻きこんでしまう。このため、桐香は“糸”での攻撃は味方や愛する人には“使うはずがない”と決めている。
女部田流（おなぶたりゅう）
女部田家が扱う特殊剣術。競技ではなく戦いのための剣術で、柔術も同時に扱う。女部田流は男子にしか伝承させてはならない決まりがある。
1人で1000人を倒す一騎当千を目的とし、合戦目的で生まれた剣術ではないため、甚だ共闘に向いておらず奥義はすべて周囲を巻き込む危険性を持っている。
1対1では決して負けない、刀が折れても戦うことを信条とし、青柳柔術を取り入れており、青柳流をすべて修めてはじめて女部田流は「完璧な戦士」となる。
青柳流（あおやぎりゅう）
青柳家が創設した柔術。合気道のようなもの。徒手空拳で相手を“地面に叩きつける”ことを信条とし、「いかに（相手との、地面との）距離を零にするか」をこだわり抜いた技を使う。
青柳柔の法は柔術全般を「柳」と呼んでおり、掴み技を「草柳」、関節技を「梅柳」、投げ技を「桜柳」と呼ぶ。
古い剣術道場である女部田流とも関係があり、女部田流は青柳流を組み込んではじめて完成する。
華山心眼流（かざんしんがんりゅう）
いわゆるヤクザの一族である花山院家が統べる拳法。
他流派の技を意欲的に取り込んだため、空手というより古武術がないまぜになった独特な拳法となっている。
作中においては主に手嶋が使用しており、手嶋の組織では華山心眼流を習っている。また、桐香は過去に護身のため華山心眼流を学習している。
淫紋（いんもん）
『ぬきたし』の美岬ルートで淳之介が催淫ペンでダッチワイフに多く書いた正の字。
ペンの催淫効果と、ダッチワイフに注いだ淳之介の愛情が融合した結果、性触者を引き付けてやまない最強の罠となった。
淫紋を施したダッチワイフを性触者の前で膨らませることで、性触者をダッチワイフに引き付け、発情させる。
ミミナシ作戦（ミミナシさくせん）
『ぬきたし』の美岬ルートで淳之介が発案した、敵勢力を催淫効果により淫乱状態にして統率を可能な限り乱し、戦闘不能に陥らせる作戦。正式名称は“ドスケベ耳なし芳一作戦”。オペレーションDMHとも称される。
催淫ペンで正の字（淫紋）を等間隔で18,000字、全身を埋め尽くすほどに書かれたダッチワイフ5体を、線で結んだ際に五芒星の形となる5つの地点にしぼんだ状態でそれぞれ配置し、ミミナシ作戦の発動と同時にダッチワイフを膨らませる。古来より魔術に用いられてきた魔の図形により催淫効果が限界まで引き上げられ、五芒星状に配置された超催淫ダッチワイフに囲まれた絶対性欲圏（キルゾーン）にいるものは、体の奥から溢れる性欲を抑えることができなくなる。
魔術は愛なきセックスに耽る悪魔にのみ作用し、愛を掲げる者には一切の効果を発揮しない。
以前、郁子が使用していた催淫剤等で学園の生徒を淫乱状態に変えて反交尾勢力をあぶり出すという策を、淳之介が盗んで応用し発案した。
漢勃ち（おとこだち）
イチモツの勃起のエネルギーを全身に転化させる奥義。
強烈な自己暗示による肉体強化であり、漢勃ちを発動すると数百というライオット弾を全身に撃たれてもびくともせず、ロケットランチャーの攻撃をも耐える。手嶋曰く「無敵になれるわけじゃなくて、痛みを後回しにする能力」。淳之介曰く「一回限りの裏技みたいなもの」。
作中では手嶋が会得しており、グランドルートでは手嶋に師事した淳之介が会得した。
淳之介が会得の修行をする最中、手嶋は「強靭な何かをイメージすることが肝要」と語り、イチモツを強靭に鍛えることでより強いイメージを持つ訓練を淳之介にさせた上で、ナチスのアウシュビッツで強い兵士を量産するための実験で作られたという、裏にしか出回らない違法な肉体改造薬を投与。投与による全身の激痛に耐えながら淳之介は全身をイチモツのように鋼鉄化させた自分をイメージし、自身の男性器に対するコンプレックスとトラウマを受け入れたことで、淳之介は漢勃ちを会得。淳之介はドスケベ戦役で漢勃ちを使用してNLNSの面々を守る“盾”になり、警備兵を蹴散らして防人老人の元へと到達した。
『ぬきたし2』のB世界では淳之介は訓練を積んでいない身体なため、漢勃ちを使えない。“鋼鉄の6人”作戦ではSHO本社ビルに特攻を仕掛けた数十の自立型アーマーハメドリくんの爆発を手嶋が漢勃ちにより防いだ。

### イベント
撃墜王（げきついおう）
水乃月学園生徒会がよりセックスを推奨する、学園定期イベントの通称。基本的に2ヶ月に1度、数日間にわたって開催される。イベントの正式名称は“突発でイッパツ♥ 撃墜王選手権 ～エースの登場は突然に～”や“エースは誰だ！？ コンドーム撃墜王選手権”というように開催ごとに異なる。
イベント期間中、道具や生でのセックスが規制され、代わりに特殊なコンドームが女子たちに配られてどれだけ射精されたコンドームを手に入れられるかを競う。学園の中で、もっとも使用済みコンドームを集められた女子が勝利者となる。なお、数が同じだった場合、精液の量で決まるらしい。射精されたコンドームを太ももや任意の場所につけ、それを撃墜マークに見立てている。期間中は学園側から精力剤が配られ、学食でも精のつくものの値段が下がる。最終日だけ精力剤が無料になる。
男子たちはお気に入りを優勝させるために人気の女子に並び、女子は撃墜マークを手に入れるために男子たちを誘惑する。
期間中はコンドームを用いるため生で行うよりも性行為の時間が長くなりがちで、学園中に性触者が留まりあふれ、校庭や校舎裏にまで生徒が訪れることでそれに付随しSSの数も増えて監視が厳しくなるため、NLNSにとっては裏門ルートが使えなくなるなど不利な状況となる鬼門のイベントとなっている。
ヌキ撃ち☆どぴゅどぴゅ体イク祭（ヌキうち どぴゅどぴゅたいイクさい）
水乃月学園で例年行われているイベント。『ぬきコミ』によると古くは“めちゃシコ運動会”と呼ばれていたという。
エロ競技が行われるイベントだが、短距離走やリレー、玉入れなど普通の種目も行われる。生徒は水着を着用し、赤組と白組に分かれて競う。生徒は予め出場する競技を決めて参加する。皆エロ競技をやりたがるため、どれがエロでどれが普通かは当日まで伏せられている。
学生イベントではあるが、実際のところ観光客向けのイベントでもある。最大の目玉種目は全ての学生と観客とが敷地全体を使って大乱交する“性乱大合戦”で、観客にエッチしたい生徒を見定めさせるために普通の競技があり（エロ競技に出ていない生徒の方が人気がある）、健全な学生と淫らな学生とを交互に見せることで、健全な学生の淫らな姿も見たいと観客の性欲に喚起した上で、性乱大合戦で欲望を現実のものにするという人間心理を突いている。かつては性乱大合戦以外のエロ競技でもセックスが行われていたが、「やっと生徒たちとセックスできると思ったら、膣の中から他の男子の精液が垂れてきて一瞬で萎えた」などのクレームが数多くあったため、現在はセックスを行うのは性乱大合戦の際のみ。
体イク祭の当日までの準備期間中は「体イク祭当日に性欲が最高潮になるよう、セックスを我慢している」という大義名分で、セックスの拒否が許されている。
『ぬきたし』の美岬ルートでは時期を早めて開催された。
水乃月学園一HENTAIなのは誰だ！？ガチハメビッチ総選挙（みのつきがくえんいちヘンタイなのはだれだ！？ガチハメビッチそうせんきょ）
『ぬきたし』の奈々瀬ルートで開催された水乃月学園のイベント。青藍島にいるすべての人々の協力の元、ドスケベ生徒の第1位を決める。
このイベントが開催されるまで学園では様々なイベントが存在しながらも、誰が最高の肉棒を持っているのか、誰が最良の女性器を持っているのか、誰が最上のテクニックを持っているのか、誰が島で一番の変態なのか、という一番を決めるイベントは存在していなかった。
イベントは数日間にわたって開催される。所謂ミスコンのように、無記名投票制で1位を選出する仕組み。学外からの投票も受けつけている。男女ともに、投票するためには対象の人間とセックスする必要がある。ただし相手を性産的行為可能状態（勃起もしくは濡れさせる）にしない限り、セックスを迫ることはできないルールとなっており、逆に性産的行為可能状態になれば拒否権がなくなる。同性への投票は認められていない。誘惑する際に道具の優劣が決まると選挙結果に大きな影響を及ぼすことから、選挙期間中はアダルトグッズの持ち込みは1点までとされており、毎朝SSが持ち物検査を行う。期間中は同じグッズしか持ちこめない。1位になると勲章の授与と豪華景品が渡される。1位の副賞である「ヌーディストビーチでの特設ステージセックス」は奈々瀬がイベント中に教師らに呼ばれた際に（適当に）考案したもの。
最終日の前日からは選挙マジカルミラー号が候補者を乗せて各観光地を巡回。最終日はA級精力剤が無料で解放され、6時限目が休講となり、そこから外部の町人や観光客を学内に入れて選挙活動が行われる。
その他、学園非公認だが1位、2位、3位を予想する競馬方式の賭博が行われており、ノミ行為が発生するなどの盛り上がりを見せているが、生徒会は黙認しているらしい。
イベントが開催されることで学園の周りに町人や旅行者が集結し、SHOの配置もイベントの盛況さにより変わるため、NLNSにとって逃げるのは困難となっている他、アダルトグッズ（T-A-E）の持ち込みが1つだけ限られているため作戦の幅が狭まっている。SHOの人間はヤクザ潰しのために人員を割かれており文乃探しは慢性的な人不足となっていたが、イベントでNLNSをあぶり出し町民と旅行者で人員不足を補う、SSにとって一石二鳥の作戦となっている。
桐香は自身がはじめて欲した淳之介を周囲にも誤解なく理解してほしいと考え、淳之介が島の人間への復讐を遂げる手段として、もっとも人が集まる最終日に淳之介がイチモツを奮うことで皆がよがり狂い島の誰もが従うと淳之介に対し提案している。また、桐香はあえて裏門ルートを無防備にすることで最終日までNLNSを逃し、最終日に総力戦を仕掛けることで淳之介への誘いの返事を待っていたが、最終的に淳之介はこの誘惑に乗ることは無かった。
ガチハメビッチ総選挙は最終的に何故か奈々瀬が1位となり、立ち松葉・しめ小股付きパコ四十八章が授与され、特設ステージで淳之介とのセックスを行うことになった。
大感射精祭（だいかんしゃせいさい）
ふるさと納税で青藍島に高額寄付している人を宿付きで招き、返礼としてハメまくるイベント。強制ではないが水乃月学園生徒らもビーチへセックスをしに行く。
寄付額はなかなかバカにならず、島のあちこちにある壁尻オブジェや入場無料のドスケベ遊園地などを成り立たせる資金源のひとつになっている。
ドスケベ七番勝負（ドスケベななばんしょうぶ）
『ぬきたし』のグランドルートで行われたイベント。
ドスケベ遊園地から新たなイベントのモニターになってほしいとの依頼を水乃月学園が受け、生徒らによるビーチでの校外ボランティアの予定を変更し行われた。
配布されたスタンプラリー用のカードに7つスタンプを押す場所があり、遊園地内でおこなわれる7つの対戦型イベントに参加することでスタンプを押される。全て埋めることができれば終了となる。イベントは水着の着用が義務付けられており、男女比を問わず6人1組でおこない、中にはメンバーのうち誰かが参加すればスタンプが押されるものもある。対戦には必ずしも勝つ必要はなく参加すればスタンプは押されるが、負けた方は“お仕置き”として勝った方の望むプレイをどのようなものであっても奉仕しなくてはならない。ただしSSの管理下にあるので過激なプレイはその場で即終了となる。
たたイって皮かぶってジャンケンポン！（たたイってかわかぶってジャンケンポン！）
ドスケベ七番勝負の種目の1つで、第一の関門のイベント。
チームの代表者がジャンケンをし、勝った方がバイブを挿入し、負けた方はそれを貞操帯でガードする。
時間停止シチュエーション！　だるまんこさんがパコった
ドスケベ七番勝負の種目の1つで、第二の関門のイベント。
いわゆるだるまさんが転んだで、チームの代表者ひとりが鬼となり、対戦相手チーム全員で背中を目指す。
見事に脱がせ、水鉄砲シューティング（みごとにぬがせ、みずでっぽうシューティング）
ドスケベ七番勝負の種目の1つで、第三の関門のイベント。
紙の水着に着替え、お互いに水鉄砲を持ち、先に大将を脱がせたチームの勝利。水鉄砲を使ったサバゲー。
武器はハンドガン、サブマシンガン、アサルトライフル、スナイパーライフルが用意されている。
リアル脱膣ゲーム（リアルだっちつゲーム）
ドスケベ七番勝負の種目の1つで、第四の関門のイベント。
ボルダチング
ドスケベ七番勝負の種目の1つで、第五の関門のイベント。
壁から伸びる男性器を硬くしながら登頂を目指す。
ズリスターゲーム
ドスケベ七番勝負の種目の1つで、第七の関門のイベント。
1チーム2人の男女ペアがいわゆるツイスターゲームを行う。ただしマットの色には偏りがあり、青や紫など寒色ばかり。青藍島特別ルールとしてパートナーの水着の色や肌の色に触れる事もセーフ。色以外にも身体の部位やとにかくスケベなものを指示されることもある（「股間・口」と指示されれば、股間をパートナーの口に接触させればよい）。
勝ちヌケ！　愛液じゅるじゅるリアル大脱膣ゲーム（かちヌけ！　あいえきじゅるじゅるリアルだいだっちつゲーム）
『ぬきたし2』のB世界で、SSが開催したイベント。リアル大脱膣、大脱膣ゲームと略される他、大脱膣祭と呼称されることもある。
島の5ヶ所に設けられた脱出ゲームにチャレンジする大規模イベント。5人1組のチームを組んで挑む。攻略する順番に決まりはなく、好きな場所からチャレンジし、脱出を目指す。すべての膣から脱し、淫スタ内のスタンプカードをすべて終えて水乃月学園に報告し、達成スピードが早かった者から順にランキングが決まる。上位50名に入ると景品としてSHOから各SSの膣を模ったオナホールが贈られ、1位はSSビッグスリーに合わせSSR性帝イチモツバイブもついてくる。
土曜日に開催され、水乃月学園の学生の参加はボランティア扱いで内申書にも関係している。
SHOの警備配置を換える権利が無いSSが、トリ公を捕捉するためにイベントを用いてSHOやSSの警備網を無理やりトリ公のエスケープパターンにない特殊な形にするという目的で考案されたイベントで、桐香が撃墜王の時に使用した戦法の拡大版となっている。イベント内容はA世界のドスケベ遊園地で開催したドスケベ七番勝負のリアル脱膣ゲームを参考に、早急に用意できる且つトリ公の面々の安全を維持しつつ捕捉できるイベントとして桐香が考え出した。

### 戦役
ハメ騒動（ハメそうどう）
『ぬきたし』の美岬ルートにおけるNLNSらとヤクザの間の戦い。
文乃を手中に収めたヤクザが、仁浦を脅してシン・ドスケベ条例を定めさせ、手嶋のイチモツによりSHOとSSを洗脳。島の実権を握る。しかし淳之介のイチモツを過去味わっていた郁子が洗脳にかかっていなかったことをキッカケに、自身のイチモツにより洗脳を解除できることを把握した淳之介が洗脳を解いていく。さらに洗脳にかかったフリをしていた桐香らが手嶋の隙を突き、文乃をヤクザの元から逃がしNLNSに合流させる。文乃は仁浦がNLNSに宛てた「文乃を護り抜いてくれるのならば、どんな要求でも受け入れる」と書かれた手紙を所持していた。しかし同時に麻沙音がヤクザと洗脳されたSHOガードマンによるヤクザ連合の襲撃を受け攫われてしまい、手嶋は淳之介に対し、1時間以内に文乃と麻沙音とで人質交換に応じて1人でSHO本社ビルに来るよう要求。NLNSはヤクザ連合の掃討および仁浦の奪還を目的としていたSSと合流し、共にSHO本社に海路から乗り込むことを画策。SHO本社の砲台の内、対空砲はSSの内通者の手により押さえていたため、淳之介は健蔵の協力の下、強力な人間大砲でSHO本社にパラシュート降下。砲撃手のヤクザを倒したことで海路が確保され、NLNSとSSがSHO本社に乗り込み、ヤクザ連合を強襲する。最終的に淳之介が手嶋を打ち倒し、シン・ドスケベ条例は潰え、文乃と仁浦を救った淳之介らの要求を受け入れた仁浦により、ドスケベ条例も廃止された。
ドスケベ戦役（ドスケベせんえき）
『ぬきたし』のグランドルートにおけるNLNSらと防人老人の間の戦い。“世直し勃起”、“勃起革命（ボッキノベーション）”などとも呼ばれる。
ドスケベ条例廃止の為の条例・新ドスケベ条例の施行により、SHOに代わって島を警備する、防人老人の息のかかった警備兵らによって性行為を行った者に厳しい指導と懲罰が加えられるようになる。島では自由なドスケベセックスを求めるレジスタンス組織が現れては警備兵らの厳しい制裁を受け消えていき、残すレジスタンスがNLNSだけになる中で、防人老人は島の機能が集約するSHO本社ビルの破壊を予告。それを特等席から眺めることで防人老人は島への復讐を完了するとした。淳之介は防人老人を許すまじと、「新ドスケベ条例をぶっ潰す」と宣言する。SHO本社ビルの取り壊しが今夜に迫ったその日、NLNSは防人老人が島を一望できる戦場跡地に圧倒的な数の警備兵や戦闘装備をもって布陣していると予測。その夜、NLNSは文乃を除いた5人で秘密基地から出撃。美岬の操縦する青藍・改で戦場跡地の砲台をすべて破壊し、淳之介は漢勃ちで敵の攻撃から仲間を守り、手嶋やSSビッグスリーの加勢もあり、淳之介は敵陣を突破。一方の文乃は秘密基地に残り、ネット放送で全国に向け演説を開始。性行為を求める人と、性行為を避ける人、両者との共存を望んでいると訴えかけたことで青藍島住人は決起しSHO本社ビルの工事を食い止め、世論も防人老人に対して懐疑的に動いていった。そして淳之介は戦場跡地屋上に辿り着き、防人老人と対峙。そこへ以前のドスケベ条例を取り戻すため淳之介と防人老人に対し戦いに来た仁浦も加わり、三つ巴の戦いとなる。やがて淳之介が仁浦と防人老人を倒し、SHO本社ビルの取り壊しは阻止される。
その後、防人老人は政界からも姿を消し、青藍島では文乃の演説の効果や県知事に返り咲いた仁浦の尽力もあり、新ドスケベ条例が撤廃。そして真ドスケベ条例が施行され、崩壊寸前だったSHOは立て直しに成功し、SSも復活。島は元の活気を取り戻す。
この一件はその後大きく取沙汰されることはなかったが、時間が経つにつれNLNSの噂があっという間に広がり、戦いはドスケベの自由を求めた少年少女の物語ということになり、NLNSは“青藍島 鋼鉄の6人”として、文乃は“ドスケベ・ジャンヌダルク”として島の住民たちに注目されるようになった。
“鋼鉄の6人”作戦（“こうてつのろくにん”さくせん）
『ぬきたし2』のB世界で淳之介が指導した青藍島の防衛作戦。
ドスケベ法制定直後、水引は同性愛者である自身を踏みつけたこの国と青藍島を潰すと宣言。「マイノリティによる、真の復讐」を掲げ、手始めにドスケベ法の象徴である青藍島を完膚なきまでに破壊すると予告する。水引のアーマーハメドリくんと500機以上の自立型アーマーハメドリくんによる攻撃の開始が差し迫る中、SHOおよびSSの戦力を島の各施設に分散し、アーマーハメドリくんの戦力が集中するSHO本社ビルを淳之介、奈々瀬、ヒナミ、美岬、文乃、麻沙音の6人で防衛する作戦を淳之介が立案した。
やがて島全土で戦闘が始まり、SHO本社ビルにやって来た水引のアーマーハメドリくんに、淳之介は新開発した立体亀頭装置で対抗。同じ時、淳之介らの動きに呼応した防人老人の暗躍により日本全土でドスケベ法に反対する大規模なデモと暴動が発生。より大きな混乱が生じたことで水引の一連の行動の衝撃性は霞む結果となる。真なる共存への闘いを目指していた淳之介は、この騒動の末に折衷案としてドスケベを島の中だけに収め、それを自由に選択できる共存の道が生まれると予測していた。水引は最終手段として数十の自立型アーマーハメドリくんにSHO本社ビルへ特攻をさせるが、淳之介に防人老人を通じて呼び寄せられた手嶋が漢勃ちで防ぐ。これにより水引は手駒を減らし、やがて淳之介が水引に勝利。その後、自立型アーマーハメドリくん全機が沈黙した。
なお、作戦名は情報がどこかで捻じれてしまったのか“鋼鉄のイチモツ”作戦とも呼ばれていた。
絶頂けオラ事変（いけオラじへん）
『ぬきたし2』の奈々瀬アフターでドスケベ過激派“チン選組”が水乃月学園内で発生させた連続強襲事件。
日が落ちた頃、セックスの誘いを拒否した水乃月学園の生徒を“チン選組”が取り締まり、全裸にして気を失わせ『天誅』と書かれたわら半紙を頭に付けそのまま放置。持ち物は盗まず、服は横に畳んで置く。
朝、クラスに一番乗りでやって来る蘭がたまたま被害生徒を発見し、礼が事件を口外することなく事後処理をしていたが、行方不明になった凛探しで蘭がギリギリにやってくるようになったため、7件目の事件で被害生徒が他生徒らに見つかり公になった。
その後、犯行直後のチン選組と遭遇した淳之介と奈々瀬がチン選組を鎮圧。元SSビッグスリーに連行され事件は終息したが、これを受けて他のドスケベ過激派の組織が翌日に蜂起を計画した。
「絶頂けオラ事変」という名称は「チン選組」という名前を聞いた桐香が名付けた。

### 世界観
A世界（エーせかい） / メタ世界2
『ぬきたし』およびQruppoの関連作『ヘンタイ・プリズン』の世界。『Qruppo 世界観設定資料集』や『ぬきたし2お疲れ様本』ではメタ世界2と呼称される。
「魔法、奇跡、化学、ファンタジーすべてを内包した世界」。「ほぼ限りなく超常現象が跋扈した世界」であり、ほとんど超常現象の抑制力がなくなって一部の人間に知れ渡っている。
退魔の一族である吹上家が完全に衰退してしまったため、超常能力の知識を一部の一族が専有する形となり、しっかりと世間に隠れながら保持した形となった。
『ぬきたし2』で、淳之介、桐香、礼、郁子が世界線オナホールで飛ばされる前に元々いた世界で、A世界の桐香が自分たちの世界をA世界、飛ばされてきた並行世界をB世界と定義し名付けた。
B世界（ビーせかい） / メタ世界3
『ぬきたし2』の「SenzuriPoint:Paccoman」で淳之介、桐香、礼、郁子が世界線オナホールで飛ばされた並行世界。メタ世界2に限りなく近い世界。『Qruppo 世界観設定資料集』や『ぬきたし2お疲れ様本』ではメタ世界3と呼称される。
A世界の桐香が自分たちの世界をA世界、飛ばされてきた並行世界をB世界と定義し名付けた。
淳之介と水引の「どちらが先に桐香と接触するか」がA世界とB世界を別けるきっかけとなっており、水引が先に出会ったのがA世界、淳之介が先に出会ったのがB世界となっている。
淳之介がSSであり“性帝”と呼ばれる水乃月学園生徒会副会長、水引が反交尾勢力“トリ公”のリーダーとなっており、A世界の両者とは立場が入れ替わっている。
A世界ではSS生徒会副会長の水引がハメドリくんの着ぐるみに入り、パコリリズムという曲のハメドリくんの着ぐるみがダンスをするMVによりハメドリくんブームが起こったことでハメドリくんが島のあらゆる場所に登場するが、B世界ではハメドリくんの着ぐるみによるMVが撮影されておらず、ハメドリくんブームが起こらずその一年後に象徴である“性帝”が登場したためハメドリくんは忘れ去られている。
トリ公による文乃の保護、そしてアーマーハメドリくんを完成させ何度かSHOとの戦闘を繰り返した結果、どこからか存在を嗅ぎつけた仁浦が水引に接触。来たるドスケベ法とUSDのために自身の右腕となるよう打診された水引は、自身の目標のために承諾。文乃保護を条件に仁浦に資金提供と、水乃月学園の情報を書き換えてもらい女子として学園に通えるようにし、SHO特別監査役となる。新たな資金源を得たトリ公は防人老人への文乃引き渡しを拒否し関係を絶ち、防人老人は資金提供を打ち切っている。
SHOが力を持ちすぎていること、SHOとトリ公が繋がっていること、ドスケベ法に際し仁浦がSSを完全に手中に収めたがっていることをB世界の桐香は理解し、唯一牽制。直接SHOに物申す権力を手に入れるまで、SSビッグフォーとのみ共有することで同時にSS内部の混乱を避けながら、桐香はSSメンバーの権利を守るため、SSの独自性を高めた他、広告塔として存在するしかなかった“性帝”こと淳之介を助けるために、SS内の人事裁量権を手に入れようとしている。これらの牽制はSHOの上層部から厄介がられており、SHOと水引は“SHO特別監査役”という遠回りな手で内部からSSを分裂させようとしている。
A世界の淳之介らがB世界に来た時点で、ヤクザや裏風俗は既になくなっており、A世界では廃止されたドスケベ条例がB世界では未だ残っている。条例があった上で、それらを遵守する人々の良識のラインがA世界とは若干異なり、子供相手の性行為についてもボーダーが曖昧になっているような印象をA世界の淳之介は受けている。また、A世界よりも男女の線引きがかなりはっきりしている。ドスケベ法の施行が秒読み段階に迫っており、その先にあるUSDをB世界のSSやSHOは悲願とし、青藍島住人は待ちわびている。一方で、各所や一部政治家によりドスケベ法やUSDに反対・抗議する運動も発生している。
淫力（いんりょく）
超常的な力の流れを宿す存在や、その力のこと。
生物的なエネルギーであり、生物と言えばスケベであり、近代になって誰かが淫力と名付ける。すべての災いは淫力に由来するとされている。
『ぬきたし2』の郁子ルートでは青藍島内の人々が射精管理を行ったことで淫力が高まり地球に最接近していたハメー彗星が割れ、その破片が淫石として島に飛来。
『ぬきたし2』のスス子ルートでは旧神社の地中深くに納められていた、汚れた淫力と共に災いが封印された性慰物を破壊してしまったことで地震と噴火が発生した。

### その他の用語
性触者（せいしょくしゃ）
SSやSHOではなく、ドスケベ条例に準じ交尾中の観光客や島の人間のこと。淳之介の造語。
青藍成金（せいらんなりきん）
ドスケベ条例により、青藍島の開発された土地などで利権を握った小金持ちの人々のこと。
淳之介、麻沙音の幼少期には青藍成金ばかりで、浮ついた家族ばかりが島にいた。
裏風俗（うらふうぞく）
ヤクザが運営する、金銭を支払ってドスケベ条例でも許されていないような行為ができる場所。
ドスケベ条例では「暴力と見なされる行為を合意なしにやれば、SSやSHOから指導が入る」「条例年齢に達していない少年、少女との性行為は厳格に禁じられている」など、できる行為がそれなりに制限を受けている中で、日夜性行為に耽り、次第に欲望がエスカレートしていった人々の捌け口となっている。
条例に反し、青藍島を脅かす存在であり、島の人間からは忌み嫌われている。
淳之介の幼少期に青藍島に存在していたものの、とうに摘発され潰れたとされていたが、『ぬきたし』本編時点で未だ存在しており、誘拐した条例対象年齢未満の子供を使った売春を行っていた。
裏風俗の元締めである手嶋は、ビジネスとしての裏風俗を仮に失ったところで大した痛手にもならないとし、明るみに出れば深手を負うのはこの島で、そちらの方が好都合と考えている。
ギロチンの刑（ギロチンのけい）
ドスケベ条例に則り、拘束された非性産者に執行される刑罰。
非性産者が女性の場合、股を開いた状態で固定されて吊られ、刑の執行と同時にSS男子学生のイチモツの上に体を落とされ騎乗位の形で挿入を強制される。
非性産者が男性の場合、仰臥するように寝そべる形で固定され、刑の執行と同時にSS女学生が上から降ってきて騎乗位の形で挿入を強制される。
女性が吊られているロープはゴムで、バンジーの要領で跳ねるように激しく挿入される。
普通では味わえない激しいギロチンドスケベに非性産者は嬌声を上げるが、それでも考えを改めない場合はSHO本社ビルの地下の1919号室に連れていかれ、ヘブンズゲートを使用される。
ギロチン以外にもSSは必要に応じてくすぐり刑等をおこなうことがある。
椅子の加護（いすのかご）
「椅子の神様」からの寵愛を受けたヒナミについている加護。
ヒナミが自分のパイプ椅子を大切に、長年磨き続けることで発現した。
どんな戦いにおいても、あるいは日常においても椅子を手にしている時のヒナミは不思議な力に守られているとしか思えないほどの活躍を見せる。どれだけの敵が立ちふさがっても、椅子がライオット弾を跳ね返して一撃で相手を倒し、近接戦でも攻撃を仕掛けてきた相手の方がなぜか椅子にカウンターを食らい、次々と倒れ伏す。椅子を持っている間は絶対にどんな攻撃も受け付けない。ヒナミ本人が認識していない攻撃も椅子がガードする。逆に、ヒナミに不幸が降りかかるのはいつも椅子を持っていない時。
尻壁オブジェ（しりかべオブジェ）
島のいたる所にある、尻壁プレイを楽しむための鉄製のオブジェ。無料で使用できる。
一部が半透明のゲルになっており、ここに身体を入れてボタンを押すとゲルが硬化し、丁度いい高さにお尻を固定することができる。体温を感知して絶頂を迎えると自動で硬化が解除される他、緊急時は取り消しボタンを押すことでも硬化が解除される。
公式名称は尻壁オブジェだが、壁尻という呼称もあり、島でもあまり統一されていない。数年前「壁尻派」と「尻壁派」の間で大規模な抗争が起こった際は両派閥の代表がオブジェに固定されながら協議を行い和解し和姦したが禍根は未だに残っているという。
パコ四十八章（パコしじゅうはちしょう）
SSが功績を挙げた時などに授与される勲章。勲章の序列は最も低い。
下の勲章の授与を繰り返されると授与される勲章の序列が上がっていく。
『ぬきたし』の奈々瀬ルートで反交尾勢力の1人（淳之介）の捕縛をするも失敗した蘭と凛に授与されている。
立ち松葉付きパコ四十八章（たちまつばつきパコしじゅうはちしょう）
SSが功績を挙げた時などに授与される勲章。勲章の序列は4番目に高い。
四十八手の立ち松葉をしている男女の形を模して作られている。
礼は制服に多く付けている。『ぬきたし』の奈々瀬ルートでは奈々瀬が撃墜王イベント後に授与されている。
『ぬきたし』のグランドルートでは（SSにスパイとして潜入していた）淳之介が裏風俗問題解決への多大なる貢献としてSSから異例の一段飛ばしで立ち松葉付きパコ四十八章の授与を打診されたが淳之介は辞退している。
立ち松葉・しめ小股付きパコ四十八章（たちまつば・しめこまたつきパコしじゅうはちしょう）
SSが功績を挙げた時などに授与される勲章。勲章の序列は3番目に高い。
『ぬきたし』の奈々瀬ルートではガチハメビッチ総選挙で1位となった奈々瀬に授与されている。
立ち松葉・しめ小股・菊一文字付きパコ四十八章（たちまつば・しめこまた・きくいちもんじつきパコしじゅうはちしょう）
SSが功績を挙げた時などに授与される勲章。勲章の序列は2番目に高い。
松葉崩し・しめ小股・菊一文字付きパコ四十八章（まつばくずし・しめこまた・きくいちもんじつきパコしじゅうはちしょう）
SSが功績を挙げた時などに授与される勲章。勲章の序列は最も高い。
『ぬきたし2』のB世界の“性帝”こと淳之介は松葉崩し・しめ小股・菊一文字付きパコ四十八章を授与されており、SS制服の胸部に勲章が付いている。
勃ち幅跳び（たちはばとび）
エロ競技。体イク祭で行われる他、SS入隊一次試験で行われる性能力検査の1つ。
競技としては精子の飛距離を競い合う。試験としては、SSの仕事の内である観光客とのセックス等で、相手がどのような者であっても射精をコントロールできなければならないとし、イチモツを扱いてきっちり5分で射精する。時間、量、勢い、飛距離を合格の基準値にしている。
Inkeisasuttagram（インケイサスッタグラム）
SHOが出している公式アプリ。略称・淫スタ。基本的にSNSだが、島の設備案内、近場にいるSHOガードマンを呼ぶ、クーポンをダウンロードするなどができる。入島審査の際に必ずタブレット等にダウンロードさせられる。
一番の機能が「はめログ」。島でどんなプレイで何回エッチしたかを記録・投稿し、相手のプレイを知ったり同じ性癖を持った相手とマッチングする。
タブレットに常駐し位置情報を発しているため、SHOやSSは非性産者を追跡中、これで位置を把握することができる。この際、非性産者がタブレットの電源を切ると位置情報は発信されなくなるが、逃げ切れたとしてもその時間帯に位置情報が出ていない人間が怪しまれるため、NLNSはタブレットの電源を切らずに電子妨害をしながら逃亡している。
Onatter
オナニスト専用SNS。オナニーをこよなく愛する紳士淑女たちの集いの場。
淳之介は『ぬきたし2』の約2年前のOnatter初期頃から利用している。
つぶやきを“あえぎ”、いいね！を“シコいね！”、フォロワーを“ズリ友”と呼称する。あえぐ際に全体に公開するか、ズリ友のみにするかを選択できる。個別にDM（ダイレクトに・マンズリ）を送る事も可能。
Onatterは各カテゴリーに分かれている。例えば“オナホール”というカテゴリーでは購入したばかりのオナホールの寸評、“開発”というカテゴリーではアナルや乳首を開発した進捗を語り合う。
オナニーは同時刻に開始するのが紳士協定で、1時間後に何分で果てたか、何度射精したか、快感度数はいくらであったかを申告する。見栄を張って虚偽の射精時間を申告するのはアカウント停止処分となるので全員が厳密に守っている。
性帝（せいてい）
B世界の水乃月学園SS生徒会副会長・淳之介の呼称。
イチモツの力でSSおよびSHO、青藍島における象徴となっており、SSを含む学園の生徒や、町の人間、観光客に讃えられ、畏れ敬われるほどの人気がある存在。
性帝自らがセックスによっておこなう指導である“性帝的指導”をされた人間はセックスの素晴らしさに目覚め、性産的行為が盛んになる。
性帝が歩き回ることを「性帝行幸」もしくは「オナり」などと言う。また、生徒たちのモチベーションを上げるためとB世界の桐香が定めたことで、性帝はエッチの授業中に特別枠として見回りが許されている。
SHO特別監査役（エスエイチオーとくべつかんさやく）
B世界に存在する、SSを見張り問題があればSHOに報告する仕事を担うボランティアのような役職。SHO監査役とも表記される。秋野水引が任命されている。
性帝を擁し、高い独自性を有しているSSが勝手に暴走しないよう、SHOが特別監査役を指名。ランダムで選ばれた一般生徒代表が任命されるとされている。
しかしその実態は、SHOとトリ公の繋がりを読み唯一牽制していたB世界の桐香に対抗し、内部からSSを分裂させるために用意された役職である。
ヘブンズゲート
SHO本社ビルの地下、1919号室にある機械。使用者にドスケベサポートプログラムを自動で実行し、よりよいドスケベセックスを行えるようにする。
通常は非性産者を無理やり是正するために使われるが、条例対象年齢以下の人物の身体を慣れさせる目的で使われることもある。
抵抗できないように手足を拘束し、ヘッドセットを付ける。ヘッドセットから機械音声が命令を下す。
女性の場合は膣にバイブを挿入し振動させる。使用者の快楽値を計測し、快楽値が100になると使用者が絶頂する。快楽値95を超えた辺りで絶頂のサポートを行い、バイブのピストンを開始する。セックスは楽しく幸せなものでなければならないとし、「やめて」「いや」「ダメ」といった言葉は状況によっては有効だが誤解を与えてしまう可能性があるイリーガルスピークとして使用者に使用が許可されておらず、「イく」「気持ちいい」といった言葉はコレクトスピークとして使用を強制される。イリーガルスピークを使用するとペナルティとして感度を高める溶液が注入される他、絶頂後にも溶液を追加注入される。
ハメー彗星（ハメーすいせい）
1919年周期で地球に接近する彗星。
『ぬきたし2』の郁子ルートでは青藍島内の人々が射精管理を行い淫力が高まったことが原因でハメー彗星に影響を与え、地球に最接近した際に彗星が割れ、破片が青藍島に飛来。ハメー彗星の破片は淫石と呼ばれ、直撃すれば青藍島がまるごと消し飛ぶと試算されていた。しかし青藍島の人々が射精管理を施されていたことにより、猛獣をもぶち抜く破壊力を持った射精をぶつけることで淫石を破壊できると判明。人々に射精管理を施していたメスガキ様こと凛が許可を出し、青藍島の人々が射精。淫石は砕け散り、青藍島は救われる。この一連の出来事はハメー彗星ハメ殺し事件と呼ばれる。
埋蔵金（まいぞうきん）
ヱロ幕府19代目将軍、イク川慶バブが大政奉姦のおり密かに地中へと埋蔵した大量の軍資金。
『ぬきたし2』のスス子ルートでは、那賀家の借金2000万円を返しきるまで彼氏を作らないようにと決めていたスス子と付き合うため、淳之介が埋蔵金を探していたところ、健蔵が所有する土地で淳之介が金の延べ棒約100本（約300億円）を発見。これを淳之介はスス子に捧げて告白。スス子は家族で決着を付けるつもりであったため、お金のことは置いておいて淳之介と仮で付き合うことにする。健蔵は「すぐ死ぬから1割くれたらいい」「代わりにテレビ出演する時だけ自分が発見したということにしてほしい」としており、しかし完全に那賀家に譲渡すると那賀家がかえって迷惑するため、第一発見者はスス子ということになり、テレビに出る時だけ健蔵が第一発見者となった。ただ、流石に真の発見者である淳之介が1円ももらわないというのは今後なにか諍いが発生する可能性があると、裏からいろいろ手を回した仁浦が「最低でも1%は受け取っておくべきだろう」と淳之介を説得し、橘家に3億円ほど貯金ができる。
しかしその後、青藍島での地震や向かいの無人島の噴火の影響で島の道路、家屋、施設が破壊されてしまい、SHOの予算や多額の支援金だけでは補填をするには至らず、スス子が埋蔵金の寄付を提案。すべて島の復興費用として充てられることになった。
避妊ダンス
矢矧桜白河学園の学生の五十嵐が避妊方法と思い込んでいたダンス。
『抜きゲーみたいな島に溢れる掌編はどうすりゃいいですか？』の「おべっかからの手紙」では、五十嵐が本庄にドスケベの誘いをした際、その場にいたおべっかに避妊の方法について問われた際に五十嵐が避妊ダンスを披露。おべっかは死ぬほど笑い転げた後に避妊の重要性等について説教をする。その後、本庄がちゃんとした性知識を教えて欲しいとおべっかに懇願したためおべっかは家でSS式の座学と実技を行い、本庄が連続で絶頂。おべっかはアヘ顔の本庄とのツーショット写真と共に近況報告の手紙を青藍島のスス子に送り、是非皆で見て欲しいと避妊ダンスの動画も送る。すると、水乃月学園で避妊ダンス上映会が行われ、島で大流行。避妊ダンスミュージックビデオもSSで製作される。しかし同時期に送付された本庄のアヘ顔写真を凛が「避妊ダンスの考案者」として島中にばら撒き、誤解を広めさせた。さらにその後、五十嵐が避妊ダンスの考案者は自分だと主張しネット上で軽い嫌がらせをしていたところ、五十嵐の家に県警が来ることとなった。

## スタッフ
抜きゲーみたいな島に住んでる貧乳はどうすりゃいいですか？
- 企画 - ナガトサチ[33]
- 原画 - 浮丸つぼね、如月千幸[33]
- シナリオ - 倉骨治人、神近ゆう[33]
- ディレクション - LowLevel[33]
- 音楽 - 金閉開羅巧夢[33]
- 背景 - 胡太郎、NIK[449]
- ムービー - Syamo[449]
- WEB制作 - shotaro ichinose[33]

抜きゲーみたいな島に住んでる貧乳はどうすりゃいいですか？2
- 企画 - ナガトサチ[450]
- 原画 - 浮丸つぼね、如月千幸[450]
- シナリオ - 倉骨治人、神近ゆう[450]
- ディレクション - LowLevel[450]
- 背景 - 胡太郎[450]
- 音楽 - えびかれー伯爵[450]
- ムービー - Syamo[450]
- WEB制作 - shotaro ichinose[450]

## 主題歌
抜きゲーみたいな島に住んでる貧乳はどうすりゃいいですか？
- 1stOP 「非実在系女子達はどうすりゃいいですか？」
  - 歌 - 綾瀬理恵[449]
  - 作詞・作曲 - 金閉開羅巧夢[449]
- 2ndOP 「THE APPLE IS CAST!」
  - 歌 - 夢乃ゆき[451]
  - 作詞・作曲 - 金閉開羅巧夢[451]
- ED「May day+」[注 126]
  - 歌 - 雪(現：綺良雪)
  - 作詞・作曲 - えびかれー伯爵(金閉開羅巧夢)

抜きゲーみたいな島に住んでる貧乳はどうすりゃいいですか？2
- OP 「BWLAUTE BEIRRD」[450][注 127]
  - 歌 - 夢乃ゆき
  - 作詞 - えびかれー伯爵・知代
  - 作曲 - えびかれー伯爵
- ED1「May day+^2」[注 128]
  - 歌 - 綺良雪
  - 作詞 - えびかれー伯爵・知代
  - 作曲 - えびかれー伯爵
- ED2「非実在系のわたし達」
  - 歌 - 綾瀬理恵
  - 作詞 - えびかれー伯爵
  - 作曲 - えびかれー伯爵

## 売上・評価・反響
2025年7月時点でシリーズ累計販売は8万本を突破している。
『抜きゲーみたいな島に住んでる貧乳はどうすりゃいいですか？』は、Getchu.com主催の美少女ゲーム大賞2018の総合部門の4位、シナリオ部門の3位、ミュージック部門の2位、ムービー部門の3位にランクインした。また、本作のキャラクターである渡会ヒナミが同賞のキャラクター部門の3位にランクインした。
また、萌えゲーアワード実行委員会が主催する萌えゲーアワードの2018年7月の月間賞投票において得票数4位、最終的には萌えゲーアワード2018のシナリオ賞（金賞）とニューブランド賞をそれぞれ受賞した。選考委員の一人であるライターの霧方るんたはシナリオ賞の講評の中で「近年のライトノベルのような、長くもあらすじのようなタイトルで、露骨に「抜きゲーですよ!!」と大主張。その名の通りに淫行を推奨する「ドスケベ条例」に四苦八苦する主人公たちの姿が、コミカルに描かれていく。ところが途中から、学園の執行組織や利権を狙うヤクザを相手に大立ち回りを繰り広げるバトル物へと変貌していくのだ。（中略）その一方で過疎化やLGBT、マイノリティへの圧迫など時事問題を絡め、ただのお笑い＆バトル作品に終わらない、読ませるシナリオへと昇華させている。」と評している。
『抜きゲーみたいな島に住んでる貧乳はどうすりゃいいですか？2』は、Getchu.com主催の美少女ゲーム大賞2019の総合部門の1位、シナリオ部門の2位、ミュージック部門の1位、ムービー部門の2位にランクインした。また、本作のキャラクターである糺川礼が同賞のキャラクター部門の2位にランクインした。
また、萌えゲーアワード実行委員会が主催する萌えゲーアワードの2019年7月の月間賞を受賞。最終的には萌えゲーアワード2019の大賞・金賞を受賞した。選考委員の一人であるBugBug編集部編集長の大澤忠基は大賞・金賞の講評の中で「まず前作で大好評だったパロディネタと下ネタ。そのギャグパワーは前作に比べて全く衰えがなく、寧ろキレが増した印象。プレイしていて何度もお茶を吹きそうになる事間違い無しだ。そして前作で最も評価が高かったのが、そのキレキレなギャグに覆われた先で展開される、熱いバトル展開と感動の人間ドラマ。この一見真逆な要素による奇跡的なクロスオーバーに、若いユーザーでハマる人が続出したのだ。続編のメインとなる新ストーリーは、前作で敵だった「SS」の3人をメインに据え、やはり激アツなストーリーが展開。（中略）しかも前作のヒロイン達とはアフターを描き、ファンディスク的要素もバッチリフォロー。まさに完璧な続編だろう。 特筆すべきは、前作とのセット版『1＋2パック』の売上げが非常に好調だった事。店舗アンケートでも本作を押す声が非常に多かった。動画やSNSを駆使した今どきの広報展開による、前作から続く口コミ効果の賜物と言える。」と評している。
その他、テレビ東京系で放送されていたバラエティ番組「勇者ああああ ～ゲーム知識ゼロでもなんとなく見られるゲーム番組～」の2020年3月5日で放映された企画である、ゲーム大好き芸人と局アナ・構成作家がプレゼンターとなって前年発売されたNo.1ゲームを決める「勇者ああああ Game Of The Year 2019」を満場一致の上で受賞している。過程として、2巡目でお笑いコンビ「マヂカルラブリー」の野田クリスタルが「ゴリッゴリのエロゲー」として『抜きゲーみたいな島に住んでる貧乳はどうすりゃいいですか？2』をノミネートしたところから始まる。他のプレゼンターが紹介するゲームはプレイ画面やパッケージ画像がふんだんに紹介される中、そのどちらも地上波で流すことができなかっため、トークや自作画で設定や登場人物の紹介を行い、最終的に満票を得るという最高評価で受賞した。

## ラジオ
抜きゲーみたいな島で流れるラジオはどうすりゃいいですか？
2018年5月18日からQruppo公式YouTubeチャンネルにて不定期配信。略称は『ぬきラジ』。
パーソナリティは橘麻沙音役（PCゲーム版）のそらまめ。と淡色の髪の少女役（PCゲーム版）の沢野ぽぷら。
毎回冒頭で「内容的にいつBANされるかチキンレースで競う新感覚スタイリッシュ逃亡ラジオ番組」と説明が入る。
抜きゲーみたいな島で流れるラジオはどうすりゃいいですか？2
2019年2月2日からQruppo公式YouTubeチャンネルにて不定期配信。略称は『ぬきラジ2』。
パーソナリティは橘麻沙音役（PCゲーム版）のそらまめ。と琴寄文乃役（PCゲーム版）の沢野ぽぷら。
毎回冒頭で「内容的にいつBANされるかチキンレースで競う新感覚スタイリッシュ逃亡ラジオ番組のセカンドシーズン」と説明が入る。
ラジオ『ぬきたし』～そうだ 青藍島、イこう～
2025年7月3日からTVアニメ『ぬきたし THE ANIMATION』公式YouTubeチャンネルにて配信。略称・ハッシュタグは『ラジたし』。
パーソナリティは橘淳之介役（テレビアニメ版）の柳晃平と片桐奈々瀬役（テレビアニメ版）の石上静香。

### コーナー
抜きゲーみたいな島で流れるラジオはどうすりゃいいですか？
魁!!誇り高き童貞塾
抜きたしの主人公を見習おうというコーナー。誇り高き童貞エピソードを送ってもらう。
抜きゲーみたいな島で流れるラジオはどうすりゃいいですか？2
施行せよ!!○×条例
新しく島に条例を作るならこういう条例が良いというものを紹介するコーナー。
ぬきたしモブかるた めオラ百淫絶頂っ首（ひゃくいんいっしゅ）
ぬきたしのモブセリフでスケベなかるたを作り、ゲストのヘンプリ声優とぬきだしモブ声優に叫ばせるコーナー。
コーナー企画 架空の音声作品を作って淳之介を異世界送りにしよう！
第18回より始まった箱番組。MCは花丸蘭＆凛役の天知遥とシューベルト役の楠木真。
ラジオ『ぬきたし』～そうだ 青藍島、イこう～
青藍島ボキャブラリービルディング
青藍島で生活していくために、明日使える便利で豊かなボキャブラリーを募集するコーナー。
ドスケベを懺悔しないと出られない部屋
本当は健全なシチュエーションなのに“感じて”しまったエピソードをリスナーが懺悔するコーナー。
島勃こし！青藍島PR会議
ドスケベセックスの他に、新たな名所や名物、イベントを作って青藍島を盛り上げるアイデアを募集するコーナー。

### 配信回
抜きゲーみたいな島で流れるラジオはどうすりゃいいですか？
| # | 配信日         | タイトル                                                                          | ゲスト | 備考 |
| - | -------------- | --------------------------------------------------------------------------------- | ------ | ---- |
| 1 | 2018年05月18日 | 抜きゲーみたいな島で流れるラジオはどうすりゃいいですか？【エロゲラジオ】          | -      | -    |
| 2 | 2018年07月16日 | 抜きゲーみたいな島で流れるラジオはどうすりゃいいですか？ 最終回【エロゲラジオ】   | -      | -    |
| 3 | 2018年08月05日 | 抜きゲーみたいな島で流れるラジオはどうすりゃいいですか？ ナマ放送【エロゲラジオ】 | -      | -    |

抜きゲーみたいな島で流れるラジオはどうすりゃいいですか？2
| #  | 配信日         | タイトル                                                                                        | ゲスト                                                                                       | 備考                           |
| -- | -------------- | ----------------------------------------------------------------------------------------------- | -------------------------------------------------------------------------------------------- | ------------------------------ |
| 1  | 2019年02月02日 | 抜きゲーみたいな島で流れるラジオはどうすりゃいいですか？2 第1回【エロゲラジオ】                 | -                                                                                            | -                              |
| 2  | 2019年03月30日 | 抜きゲーみたいな島で流れるラジオはどうすりゃいいですか？2 第2回【エロゲラジオ】                 | -                                                                                            | -                              |
| 3  | 2019年05月16日 | 抜きゲーみたいな島に流れるラジオはどうすりゃいいですか？2 生放送！                              | -                                                                                            | -                              |
| 4  | 2019年07月21日 | 抜きゲーみたいな島で流れるラジオはどうすりゃいいですか？2 第3回【エロゲラジオ】                 | -                                                                                            | -                              |
| 5  | 2019年08月11日 | 抜きゲーみたいな島に流れるラジオはどうすりゃいいですか？ 2 最終回ナマ放送！                     | -                                                                                            | -                              |
| 6  | 2019年11月03日 | 抜きゲーみたいな島で流れるラジオはどうすりゃいいですか？2 第5回【ゲスト回】                     | こはる凪                                                                                     | -                              |
| 7  | 2020年02月29日 | 抜きゲーみたいな島で流れるラジオはどうすりゃいいですか？2 第6回【エロゲラジオ】                 | -                                                                                            | -                              |
| 8  | 2020年05月02日 | 【#ぬきラジ2 】春の凸待ち祭り生放送                                                             | こはる凪、飴川紫乃、わらび茶々、天知遥、水野七海、花澤さくら、藍沢夏癒、倉田ありあ、柳ひとみ | -                              |
| -  | 2020年05月03日 | 男たちの宴 ～春の凸待ちBoys Side～【#ぬきラジ後夜祭 】                                          | ナオト†サンクチュアリ（メインMC）、椨もんじゃ、鏑木真、出雲醒、工藤玲司                      | そらまめ。と沢野ぽぷらは不参加 |
| 9  | 2020年08月10日 | 【ナマ放送】抜きゲーみたいな島に流れるラジオはどうすりゃいいですか？ 【 #ぬきラジ2 】           | -                                                                                            | -                              |
| 10 | 2020年09月16日 | 抜きゲーみたいな島で流れるラジオはどうすりゃいいですか？2 第7回【エロゲラジオ】                 | 藍沢夏癒                                                                                     | -                              |
| 11 | 2020年12月18日 | 【生放送】抜きゲーみたいな島で流れるラジオはどうすりゃいいですか？【 #ぬきラジ2 】              | 倉田ありあ（沢野ぽぷら欠席による代打パーソナリティ）、柳ひとみ                               | 沢野ぽぷらは欠席               |
| 12 | 2021年03月27日 | 【ナマ放送】抜きゲーみたいな島で流れるラジオはどうすりゃいいですか？2 特別編【エロゲラジオ】    | -                                                                                            | -                              |
| -  | 2021年04月27日 | 【ナマ放送】抜きゲーみたいな島で流れるラジオはどうすりゃいいですか？2 特別編【#ぬきラジ2 】     | 天知遥                                                                                       | -                              |
| -  | 2021年08月15日 | 【ナマ放送】抜きゲーみたいな島で流れるラジオはどうすりゃいいですか？2 特別編12回【#ぬきラジ2 】 | 水野七海                                                                                     | -                              |
| 13 | 2021年11月18日 | 【ナマ放送】抜きゲーみたいな島で流れるラジオはどうすりゃいいですか？2 特別編13回【#ぬきラジ2 】 | 倉田ありあ                                                                                   | -                              |
| 14 | 2022年01月16日 | 【ナマ放送】抜きゲーみたいな島で流れるラジオはどうすりゃいいですか？2 特別編14回【#ぬきラジ2 】 | こはる凪、柳ひとみ、飴川紫乃                                                                 | -                              |
| 15 | 2022年03月03日 | 【ナマ放送】抜きゲーみたいな島で流れるラジオはどうすりゃいいですか？2 特別編15回【#ぬきラジ2 】 | 花澤さくら、倉田ありあ、水野七海                                                             | -                              |
| 16 | 2022年04月14日 | 【 #ぬきラジ2 】抜きゲーみたいな島で流れるラジオはどうすりゃいいですか？2 特別編16回            | みたかりん                                                                                   | -                              |
| 17 | 2022年09月09日 | 【 #ぬきラジ2 】抜きゲーみたいな島で流れるラジオはどうすりゃいいですか？2 特別編17回            | 相模恋、工藤玲司                                                                             | -                              |
| 18 | 2023年03月30日 | 【 #ぬきラジ2 】抜きゲーみたいな島で流れるラジオはどうすりゃいいですか？2 特別編18回            | 夏樹柑菜、ナオト†サンクチュアリ                                                              | -                              |
| -  | 2023年05月04日 | 【 #ぬきラジ2 】抜きゲーみたいな島で流れるラジオはどうすりゃいいですか？2 特別編19回            | 倉田ありあ（パーソナリティとして）、猫田みけ、椨もんじゃ                                     | -                              |
| 19 | 2023年06月17日 | 男だらけの孕め・オ・ラジオ！【 #めオラジ 】                                                     | 工藤玲司、ナオト†サンクチュアリ、椨もんじゃ、トク                                            | そらまめ。と沢野ぽぷらは不参加 |
| 20 | 2023年07月27日 | 【5羞年】#ぬきラジ2 特別公快ナマ放送 第20回                                                     | こはる凪、飴川紫乃、ハメドリくん（椨もんじゃ）                                               | 公開生放送                     |
| 21 | 2023年11月17日 | 【ラジオ】 #ぬきラジ2 生放送 第21回                                                             | こはる凪、藍沢夏癒、炒飯ピラフ                                                               | -                              |

ラジオ『ぬきたし』～そうだ 青藍島、イこう～
| # | 配信日         | タイトル                                                        | ゲスト                         | 備考         |
| - | -------------- | --------------------------------------------------------------- | ------------------------------ | ------------ |
| 1 | 2025年07月03日 | 【#01】ラジオ『ぬきたし』～そうだ 青藍島、イこう～【#ラジたし】 | -                              | -            |
| 2 | 2025年07月24日 | 【#02】ラジオ『ぬきたし』～そうだ 青藍島、イこう～【#ラジたし】 | -                              | -            |
| 3 | 2025年08月07日 | 【#03】ラジオ『ぬきたし』～そうだ 青藍島、イこう～【#ラジたし】 | 小澤みのり                     | -            |
| - | 2025年08月19日 | 【イクの日特別企画】生配信特番「イクリーグ」【ぬきたし】        | 小澤みのり、岡本理絵、小秋あこ | 顔出し生放送 |

## 漫画
まめおじたんによるコミカライズ『ぬきたし -抜きゲーみたいな島に住んでるわたしはどうすりゃいいですか？-』が、まんが王国（ビーグリー）にて2020年12月25日から2023年12月25日まで連載された。2021年11月19日発売の同年12月号から2024年2月19日発売の3月号まで『ウルトラジャンプ』（集英社）でも連載された。略称は『ぬきコミ』。原作ゲームにおける美岬ルートを本筋としている。累計発行部数は38万部を突破した。
漫画版ぬきたしの長編シリーズ第2弾として『ぬきたしR』がビーグリーより出版、コミックシーモアにて2025年5月1日より先行で配信開始され（他漫画サイトでは2025年7月1日より配信開始）、紙コミックス版はドラゴンコミックスエイジ（KADOKAWA）から発売された。
2023年7月21日には公式アンソロジーがドラゴンコミックスエイジ（KADOKAWA）から発売された。略称は『ぬきアン』。

### 書誌情報
- Qruppo（原作）・まめおじたん（漫画）『ぬきたし -抜きゲーみたいな島に住んでるわたしはどうすりゃいいですか？-』集英社〈ヤングジャンプコミックス〉、全6巻
  1. 2022年1月19日発売[486][487]、ISBN 978-4-08-892208-9
  2. 2022年7月19日発売[488]、ISBN 978-4-08-892381-9
  3. 2022年12月19日発売[489]、ISBN 978-4-08-892548-6
  4. 2023年5月19日発売[490]、ISBN 978-4-08-892736-7
  5. 2023年11月17日発売[491]、ISBN 978-4-08-892866-1
  6. 2024年4月18日発売[492]、ISBN 978-4-08-893212-5
- 『抜きゲーみたいな島に住んでる貧乳はどうすりゃいいですか？ コミックアンソロジー』KADOKAWA〈ドラゴンコミックスエイジ〉、2023年7月21日発売[493][485]、ISBN 978-4-04-075051-4
- Qruppo（原作）・まめおじたん（漫画）『ぬきたしR』KADOKAWA〈ドラゴンコミックスエイジ〉、既刊1巻
  1. 2025年7月9日発売[494]、ISBN 978-4-04-075998-2

## テレビアニメ
『ぬきたし THE ANIMATION』のタイトルで、2025年7月よりAT-Xほかにて放送中。略称・ハッシュタグは『ぬきアニ』。
2024年1月に開催されたイベント「ぬきたし同窓会〜あの頃は若かった〜」にて同タイトルでのアニメ化が発表され、同年7月21日に公開された同イベントのレポート映像内で媒体がテレビアニメであることが発表された。2025年7月の放送に先駆け、2025年6月22日にシネマート新宿で第1話から第3話までの先行上映会が行われた。
放送倫理・番組向上機構は「2025年6月に視聴者から寄せられた意見」において、「自主規制をしているとはいえ、露骨な性表現を行っている事から同番組を放送すべきではない」趣旨の意見があったことを公表している。また、同年7月の意見でも「番組に対する意見」及び「青少年に関する意見」において「地上波で深夜に放送し、映像や音声を編集し自主規制したとしても不適切である」「未成年の視聴者が録画して見てしまうおそれがある」趣旨の意見があった事を公表している。

### 規制バージョン
本作は作品内容の都合上、性的描写が多いため、テレビ放送や配信サイトなどの媒体によって異なる3つのバージョンで展開され、本編の映像などに規制、修正が施される。
- 「青藍島ver.」 - 規制がほとんどない。AT-Xでの放送、およびBlu-rayで視聴できる[501]。
- 「配信限定ver.」 - 局所的な規制が含まれる。DMM TVとAnimeFestaでの配信で視聴できる[502][503]。
- 「全面規制ver.」 - 全画面の規制が含まれる。地上波各局とBS11での放送、およびDMM TVとAnimeFestaでの配信で視聴できる[504][503]。

この他、TOKYO MX1では全編音声のみのバージョンがTOKYO MX2での「全面規制ver.」と同じ放送時刻に同時放送される。

### スタッフ（アニメ）
- 原作 - Qruppo[506]
- 総合監修 - ハメドリくん[506]
- 監督 - 長山延好[506]
- 助監督 - 武本大樹（第2話 - ）
- シリーズ構成・脚本 - 猪原健太[506]
- 脚本監修 - 倉骨治人、神近ゆう[506]
- キャラクター原案 - 浮丸つぼね、如月千幸
- キャラクターデザイン - くまた[506]
- サブキャラクターデザイン - 出雲誉明、横松雄馬
- プロップデザイン - くまた、大河広行、島すずめ、うのまこと
- 美術設定 - 草薙、グーフィー、益荒男貫汰、濱川修二郎
- 美術監督 - 小林嵩弥
- 色彩設計 - 伊予実美子
- 撮影監督 - 嶋哲哉
- 編集 - 丹彩子
- 音響監督 - ひらさわひさよし
- 音響効果 - 小山健二
- 音響制作 - ハヤブサフィルム
- 音楽 - えびかれー伯爵、池木紗々、ウミガメ、かしこ[506]、岩嵜壮志
- 音楽制作 - KADOKAWA
- 音楽プロデューサー - 茶畑満里奈
- プロデューサー - 菊島憲文、藤原利紀、礒谷徳知、Oshino、紀東輝
- アニメーションプロデューサー - 西藤和広
- アニメーション制作 - パッショーネ[506]
- 製作 - 青藍島観光協会[注 130][506]

### 主題歌（アニメ）
作詞・作曲・編曲は全てえびかれー伯爵。
「Utopia or Dystopia」
夢乃ゆきによるオープニングテーマ。
「再会系女子はどうすりゃいいですか？」
綾瀬理恵によるエンディングテーマ。

### 各話リスト
| 話数  | サブタイトル | 絵コンテ | 演出     | 作画監督                                                           | 総作画監督                                            | 初放送日       |
| ----- | ------------ | -------- | -------- | ------------------------------------------------------------------ | ----------------------------------------------------- | -------------- |
| 第1話 | ドスケベ条例 | 長山延好 | 武本大樹 | ちゃめ 愼享祐 田中TAN                                              | くまた                                                | 2025年 7月19日 |
| 第2話 | 救性主       | 森本育郎 | 平塚住雄 | 田铭 辛澤麒 じゅり〜 河本零王 京江ANI 金禧英 宋世賢                | くまた 江藤大気 黒宮紗於里 ちゃめ 冨岡寛              | 7月26日        |
| 第3話 | 夕勃ち       | 髙橋成世 | 嵯峨敏   | 辛澤麒 田铭 宋世賢 たきたておこめつぶ 白夜 何映潭 鈴木健史         | くまた にしよりまつり 愼亨祐 ちゃめ 冨岡寛 黒宮紗於里 | 8月2日         |
| 第4話 | 体イク祭     | 髙橋成世 | 宮城大翔 | 辛澤麒 田中TAN 田铭 何映潭 白夜                                    | 江藤大気 黒宮紗於里 愼亨祐 日向晴香                   | 8月9日         |
| 第5話 | 反交尾勢力   | 中山正恵 | 萩野竜也 | 舛舘俊秀 モチズレ 鈴木健史 橋本英樹 宋世賢 申馨植 火鳥動画制作集団 | 冨岡寛 黒宮紗於里 愼亨祐 にしよりまつり               | 8月16日        |

### 放送局
| 放送期間                                     | 放送時間                     | 放送局     | 対象地域 | 備考                                                         |
| -------------------------------------------- | ---------------------------- | ---------- | -------- | ------------------------------------------------------------ |
| 2025年7月19日 -                              | 土曜 2:05 - 2:35（金曜深夜） | AT-X       | 日本全域 | 製作参加 / CS放送 / リピート放送あり / R15+指定 / 青藍島ver. |
| 2025年7月23日 -                              | 水曜 2:00 - 2:30（火曜深夜） | BS11       | 日本全域 | BS放送 / 『ANIME+』枠                                        |
|                                              | 水曜 2:30 - 3:00（火曜深夜） | 岐阜放送   | 岐阜県   |                                                              |
|                                              | 水曜 2:35 - 3:05（火曜深夜） | TOKYO MX2  | 東京都   | TOKYO MX1（091ch）では音声のみを放送                         |
|                                              | 水曜 2:45 - 3:15（火曜深夜） | KBS京都    | 京都府   |                                                              |
|                                              | 水曜 2:50 - 3:20（火曜深夜） | 三重テレビ | 三重県   |                                                              |
| 特記のない放送局では「全面規制ver.」を放送。 |                              |            |          |                                                              |

| 配信開始日    | 配信時間                   | 配信サイト        | 備考                                  |
| ------------- | -------------------------- | ----------------- | ------------------------------------- |
| 2025年7月19日 | 土曜 2:35（金曜深夜） 更新 | DMM TV AnimeFesta | 独占配信 / 全面規制ver.・配信限定ver. |

日本国外では、OceanVeilが2025年7月18日から「青藍島ver」と「全面規制ver」を配信。

### BD
| 巻 | 発売日             | 収録話         | 規格品番   | 規格品番   | 備考       |
| 巻 | 発売日             | 収録話         | 限定版     | 通常版     | 備考       |
| -- | ------------------ | -------------- | ---------- | ---------- | ---------- |
| 上 | 2025年11月26日予定 | 第1話 - 第6話  | ZMAZ-18431 | ZMAZ-18611 | 青藍島ver. |
| 下 | 2025年12月24日予定 | 第7話 - 第11話 | ZMAZ-18601 | ZMAZ-18612 | 青藍島ver. |

### その他
テレビアニメ版で淳之介役を務める柳晃平と奈々瀬役を務める石上静香は、2025年6月30日に結婚および妊娠を発表している。このことについて2人は、「ラジオ『ぬきたし』～そうだ 青藍島、イこう～」第1回において「（結婚の経緯は）"ぬきたし婚"ではある」とし、初収録の際の互いについて、石上は柳について「真面目でいい子だな、主人公やるから頑張れと思っていた」と、柳は石上について「先輩として温かく見守ってくれて心強かった」と語っている。

## 公開イベント
- ファンミーティングイベント「NLNS決起集会」 - 2018年7月28日に秋葉原Bar Honestにて開催
- ぬきたしファンミーティング〜不倫は文化祭〜 - 2019年12月27日に高田馬場 CLUB PHASEにて開催
- ぬきたしファンミーティング〜卒園式、喘げば尊し〜 - 2021年4月3日に府中の森芸術劇場 どりーむホールにて開催
- Qruppo音楽祭 - 2022年4月9日に川崎 CLUB CITTA'にて開催
- ぬきラジ2公快生放送 - 2023年07月27日に浅草 VAMPKINにて開催
- ぬきたし同窓会～あの頃は若かった～ - 2024年01月28日になかのZERO大ホールにて開催